# Époque d'Edo
Pour les articles homonymes, voir Edo.
1603–1868
Entités précédentes :
- Époque Azuchi Momoyama

Entités suivantes :
- Empire du Japon
- Ère Meiji

L'époque d'Edo (江戸時代, Edo jidai) ou période Tokugawa (徳川時代, Tokugawa jidai) est la subdivision traditionnelle de l'histoire du Japon qui commence vers 1600, avec la prise de pouvoir de Tokugawa Ieyasu lors de la bataille de Sekigahara, et se termine vers 1868 avec la restauration de Meiji. Elle est dominée par le shogunat Tokugawa dont Edo (ancien nom de Tokyo) est la capitale.

## Histoire politique

### Unification du pays et prémices de l’époque Edo à la fin duXVIesiècle
Au cours de la seconde moitié du XVIe siècle, trois chefs militaires se succèdent au pouvoir et contribuent à l'unification de tout l'archipel japonais.
Oda Nobunaga commence ce processus d'unification de 1560 à 1582. Il se fait remarquer par ses talents militaires lors de sa victoire à la bataille d'Okehazama en 1560. L'utilisation systématique d'arquebuses, dans des corps d'infanterie dédiés, lui apporte un avantage stratégique, et il étend son fief par des conquêtes et des alliances. En 1573, il fait expulser le shogun Ashikaga Yoshiaki de Kyoto, mettant ainsi fin au règne de cette dynastie. Il met aussi au pas les autres puissances politiques de son temps : les seigneurs Asakura et Azai concurrents, les moines bouddhistes combattants de l'Enryaku-ji et les ligues d'Ikkō-ikki à l'Hongan-ji. Il commence à structurer un pouvoir centralisé depuis le château d'Azuchi qu'il fait construire non loin de Kyoto, et instaure plusieurs mesures allant de la suppression des péages à la lutte contre la fausse monnaie. Sa mort subite en 1582 suspend ces réformes.
Toyotomi Hideyoshi, un général d'Oda Nobunaga, poursuit cette œuvre d'unification jusqu'à sa mort en 1598, après avoir obtenu le titre de kanpaku en 1585. Il impose la règle de l'heinō bunri aux samouraïs des terres qu'il conquiert ; dépossédés de leurs terres, ces derniers deviennent de simples administrateurs territoriaux au service de l'État. Une opération de cadastrage, ou taikō kenchi, est entreprise dans le cadre d'une réforme agraire qui met fin au système des shōen. Les paysans se voient interdire la possession de sabres, afin d'éviter les révoltes et de séparer socialement les paysans des guerriers. Hideyoshi soumet les seigneurs de l'île de Kyūshū en 1585, mettant ainsi la main sur la ville de Nagasaki, siège d'une importante communauté chrétienne. Il fait expulser les missionnaires, et exerce une répression de plus en plus féroce contre les chrétiens. Après avoir soumis l'essentiel du pays, il tente par deux fois, à la tête d'une armée aguerrie, de conquérir la Corée, en 1592 et en 1596, mais doit finalement renoncer en 1598. À sa mort la même année, le pays est unifié, mais se pose alors la question de sa succession.
Tokugawa Ieyasu, un des généraux de Toyotomi Hideyoshi, prend la tête d'une faction militaire. Il s'assure la maîtrise du pays après la bataille de Sekigahara en 1600, et obtient de l'empereur le titre de shōgun en 1603. La victoire des Tokugawa permet au Japon de connaître une longue période de paix intérieure, avec une pacification progressive de la société, ainsi qu'un développement économique important. Ces éléments, favorables au nouveau régime, inscrivirent son action dans la durée.

### La «Pax Tokugawa» auXVIIIesiècle

#### Fondation et consolidation dynastique sous Tokugawa Ieyasu (1603-1605), Tokugawa Hidetada (1605-1623)
Tokugawa Ieyasu reste à Kyōto plusieurs mois après avoir obtenu de l'empereur le titre de shōgun, et demeure au château de Nijō où il œuvre pour s'assurer du soutien politique de la cour impériale. Il retourne par la suite à Edo où il poursuit la structuration de son administration. Tokugawa Ieyasu transmet son titre de shōgun à son fils Tokugawa Hidetada dès 1605 pour assurer la mise en place d'une dynastie, mais il conserve la réalité du pouvoir jusqu'à sa mort en 1616. Tokugawa Hidetada se rend à Kyōto la même année pour recevoir officiellement ce titre de l'empereur, accompagné de plus de 100 000 soldats : c'est l'occasion pour les Tokugawa de réaffirmer leur puissance militaire. Le pouvoir des Tokugawa reste fragilisé lors de ces premières années par de potentielles revendications de Toyotomi Hideyori et Chacha, respectivement fils et épouse de Toyotomi Hideyoshi. Agissant depuis le château d'Ōsaka, ils constituent une menace grandissante au fur et à mesure que Toyotomi Hideyori se rapproche de l'âge adulte. En 1614, une querelle éclate au sujet de la consécration d'une cloche au Hōkō-ji à Kyōto par les Toyotomi, ce qui aboutit à la levée d'une force de 100 000 guerriers par Toyotomi Hideyori à Ōsaka. Les Tokugawa lèvent une armée deux fois plus nombreuse, et à l’issue d’un siège en plusieurs étapes en 1614-1615, les Toyotomi sont définitivement vaincus. Si les Tokugawa doivent par la suite menacer d'autres daimyō de l'usage de la force lors de leurs premières années, les conflits se règlent sans prendre d'aussi grandes proportions que lors de la période précédente.
Tokugawa Hidetada, déjà officiellement shōgun depuis 1605, récupère la totalité du pouvoir à la mort de son père Tokugawa Ieyasu en 1616. Une série de lois sont prises pour encadrer les obligations des grandes familles (Buke shohatto en 1615) et des nobles de la cour impériale. Elles permettent une transition d'un pouvoir lié à la figure tutélaire de Tokugawa Ieyasu à un pouvoir dynastique, le nouveau shogunat s'affirmant comme pouvoir administratif et légal dominant. Tokugawa Hidetada continue de se rendre régulièrement à Kyōto pour y faire étalage de sa puissance et est accompagné de ses principaux vassaux de l'est du pays (en 1617, 1619, 1623 et 1626). Ces voyages sont l'occasion de prendre de grandes décisions qui touchent directement certains domaines (réallocation forcée de fiefs, ordre de destruction de fortifications…). Il réaffirme son rôle en tant qu'autorité régulatoire en octroyant des droits d'exercer à des théâtres de kabuki ou à des quartiers de plaisirs comme Yoshiwara (tous deux en 1617), ou au contraire en restreignant les activités liées au christianisme (en 1622).

#### Tokugawa Iemitsu (1623-1651) et Tokugawa Ietsuna (1651-1680)
Tokugawa Iemitsu devient formellement le 3e  shōgun de la dynastie en 1623, mais comme lors de la transition précédente, son père (cette fois Tokugawa Hidetada) continue d'exercer la réalité du pouvoir. Iemitsu étant dès son enfance confronté à des problèmes de santé importants, il est même un temps envisagé de transmettre la charge de shōgun à son frère cadet Tokugawa Tadanaga. Tokugawa Hidetada continue d'agir auprès des dignitaires étrangers, des daimyō, et parvient même en 1620 à faire marier sa fille Tokugawa Masako à l'empereur Go-Mizunoo, rapprochant ainsi les familles impériale et shōgunale. Ce n'est qu'en 1632 à la mort de Tokugawa Hidetada que son fils Tokugawa Iemitsu exerce toute la réalité de la charge de shōgun. Tokugawa Iemitsu entreprend en 1634 une visite d'apparat à Kyōto pour y rencontrer l'empereur et en profite pour y étaler la puissance de sa dynastie, tout en cherchant à s'attacher la fidélité des grandes familles de la ville par d'importants cadeaux. Cet étalage de puissance se fait aussi auprès des dignitaires étrangers : les ambassadeurs venant de Corée, des Pays-Bas et de Ryūkyū sont invités à visiter et honorer le mausolée de la dynastie Tokugawa au Nikkō Tōshō-gū au nord d'Edo. Tokugawa Iemitsu impose en 1635 aux daimyō le système du sankin-kōtai qui les oblige à vivre de manière alternée à Edo. Les ressources financières de ces seigneurs, contraints à mener un train de vie luxueux, et les velléités de révolte sont ainsi réduites. Ceux-ci ont par ailleurs interdiction de se rendre à Kyōto et de rencontrer l'empereur. Iemitsu, comme ses prédécesseurs, combat aussi la diffusion du christianisme (notamment lors de la rébellion de Shimabara en 1637) et restreint de manière grandissante le commerce avec l'étranger (les navires portugais ont interdiction d'accoster à partir de 1639). Le but n'est alors pas d'interdire les échanges avec l'étranger, mais de les concentrer dans les mains d’un petit nombre d'intermédiaires plus simples à contrôler.
Lorsque Tokugawa Ietsuna devient shōgun en 1651, le régime s'oriente vers une plus grande moralisation de ses pratiques, en cherchant à agir davantage en fonction de règles préétablies. Cette tendance est d'autant plus forte que le shōgun, touché par la maladie à partir du milieu des années 1660, doit se reposer sur sa haute administration pour gérer le pays. Hoshina Masayuki, l'homme fort lors des premières années de règne d'Ietsuna, insuffle une série de réformes pour « civiliser » le régime, en introduisant des règles concernant les procédures de décision dans les institutions ou pour les nominations, limitant ainsi l'arbitraire qui prévalait sous les pouvoirs précédents. Cette politique rencontre des soutiens dans les grands fiefs du pays, comme à Mito, à Kanazawa, ou à Okayama. Sakai Tadakiyo accède en 1666 au rang de Tairō, le plus élevé au sein de l'administration shōgunale, et exerce la réalité du pouvoir jusqu'à la mort d'Ietsuna en 1680. Le junshi, suicide rituel, est interdit en 1663, ainsi que les échanges d'otages entre familles en 1665. Les guerriers doivent être avant tout de bons gestionnaires de fiefs, plutôt que de bons combattants. L'État adopte résolument les principes du néoconfucianisme, ce courant de pensée commençant à connaître son âge d'or à cette époque. À ce titre, Hayashi Razan, maître confucianiste chargé de la formation de trois shoguns successifs, joue un rôle clef dans la diffusion des idées de Confucius et de Zhu Xi dans les sphères du pouvoir, et est à l'origine d'une école de pensée orthodoxe dominante. D'autres courants hétérodoxes coexistent, menés par Kumazawa Banzan (critique de la montée en puissance des marchands), par Yamaga Sokō (prônant l'accès aux études pour tous), ou par Ogyū Sorai (prônant un retour à la pensée chinoise). Toutes ces écoles ont en commun la paix comme élément moteur de la prospérité, et une vision agraire de la société. À la mort d'Ietsuna, le Tairō Sakai Tadakiyo cherche sans succès à faire attribuer la charge de shōgun à un membre de la maison impériale.

### Crises et réformes auXVIIIesiècle

#### Réformes sous Tokugawa Tsunayoshi (1680-1709) et continuités sous l’époque Shōtoku (1711-1716)
Le 5e shōgun de la dynastie Tokugawa, Tokugawa Tsunayoshi, accède au pouvoir en 1680. Il congédie Sakai Tadakiyo de son rôle de Tairō dès sa prise de pouvoir de manière à mieux contrôler son administration. Il souhaite accentuer le caractère méritocratique des institutions shogunales en permettant la promotion de fonctionnaires bien au-delà de leur rang social d'origine, et dans le même temps se montrer plus dur avec les daimyō lorsque ceux-ci sont pris en faute. Il dépossède ainsi le daimyō Matsudaira Mitsunaga (ja) de ses terres en 1681 à la suite d'une dispute familiale, et au total quarante-six daimyō voient tout ou partie de leurs terres confisquées par Tokugawa Tsunayoshi lors de son règne, y compris nombre de fudai daimyō proches du clan Tokugawa lorsque ceux-ci sont pris en faute. S'il ne parvient pas à éradiquer l'influence des fudai daimyō au sein du bakufu, Tokugawa Tsunayoshi réussit néanmoins dès ses premières années de règne à réaffirmer la prééminence du shōgun sur ses grands seigneurs.
Tokugawa Tsunayoshi réforme le sommet de son administration en nommant aux plus hauts postes des proches, alors que des fils de daimyō occupent traditionnellement ces positions. Makino Narisada et Yanagisawa Yoshiyasu, tous deux serviteurs de Tokugawa Tsunayoshi avant son accession au poste de shōgun, accèdent à de hauts rangs de l'administration du bakufu, tout comme les fudai daimyō Matsudaira Terusada (ja) et Matsudaira Tadachika. La nomination de proches connaît un certain coup d'arrêt en 1684 lorsque Hotta Masatoshi, un des hauts conseillers de Tsunayoshi, est assassiné par un subalterne, et un certain rééquilibrage avec des responsables issus de grands clans a lieu. Le domaine shogunal, le tenryō (en), fait aussi l'objet de nominations selon des logiques méritocratiques ; entre 1681 et 1689, 26 des 45 intendants actifs dans le domaine sont écartés en raison de problèmes d'intégrité et de corruption.
Les réformes de Tokugawa Tsunayoshi, inspirées par son éducation confucianiste, rencontrent un bilan très contrasté. S'il cherche lors de ses années de règne à mettre en place une administration loyale et compétente, reflet de ses idéaux confucianistes, l'arrivée dans les plus hautes sphères du pouvoir de plusieurs de ses proches crée une impression d'arbitraire et de fait du prince. Certaines de ses lois sont aussi parfois jugées excentriques par ses contemporains, comme celles visant à protéger les animaux, ce qui brouille son image dans la population et ternit le prestige du gouvernement. La fin de son règne est marquée par les difficultés. Une réforme monétaire ratée en 1695 entraîne un phénomène inflationniste. Une série de tremblements de terre et l'éruption du mont Fuji en 1701 sont vues comme de mauvais présages par la population ; l'affaire des 47 rōnin en 1703 contribue à saper l'autorité du shōgun et à remettre en cause les évolutions du système.
Deux shōgun se succèdent en quelques années après la mort de Tokugawa Tsunayoshi en 1709. Tokugawa Ienobu devient le 6e shōgun Tokugawa de 1709 à sa mort en 1712. Formé par le confucianiste Arai Hakuseki, il poursuit la politique de réforme fiscale et de réforme de l'État entamée par son prédécesseur, tout en donnant des gages au peuple en se montrant moins dur que lui. Tout comme lui, il s'entoure de personnes sûres pour gouverner, et nomme Arai Hakuseki et Manabe Akifusa à la tête de son administration. Ces deux derniers restent en poste à la mort de Tokugawa Ienobu en 1712, et se mettent au service de Tokugawa Ietsugu, âgé de quatre ans lorsqu'il hérite du titre de shōgun de son père. S'ils gagnent en autonomie d'action, Arai Hakuseki et Manabe Akifusa perdent alors en pouvoir, ne pouvant plus alors compter sur un shōgun fort pour appuyer leurs actions. Les hauts responsables de l'administration issus des rangs des daimyō parviennent progressivement à bloquer les réformes et à neutraliser l'action d'Arai Hakuseki et de Manabe Akifusa. Ce n'est qu'à la mort de Tokugawa Ietsugu en 1716, à l'âge de sept ans, que le pouvoir shogunal peut retrouver une certaine dynamique.

#### Réformes Kyōhō sous Tokugawa Yoshimune (1716-1745) et suites sous Tokugawa Ieshige (1745-1760)
Tokugawa Yoshimune, issu d'une branche cadette des Tokugawa, devient le 8e shōgun de la dynastie Tokugawa lors de son accession au pouvoir en 1716. Il prend dès sa prise de pouvoir plusieurs mesures qui semblent marquer une rupture avec son prédécesseur. Le renvoi des conseillers Arai Hakuseki et de Manabe Akifusa semble marquer dans un premier temps un rééquilibrage du pouvoir au profit des fudai daimyō dans la haute administration du pays. Tokugawa Yoshimune s'entoure cependant de conseillers proches, mais sans leur confier un poste précis dans l'administration. Il prend aussi l'habitude de s'affranchir des hauts fonctionnaires en s'adressant directement à leurs subordonnés, sapant ainsi leur pouvoir, mais aussi en s'impliquant directement dans la nomination de ces subordonnés en fonction de leurs mérites. Il met aussi en place un service de renseignement intérieur, le Oniwaban (en) placé directement sous son autorité et chargé de l'informer des faits et gestes des daimyō et de son administration. Il parvient aussi à supprimer le conseil des anciens, ou rōjū, en ne nommant pas de remplaçants lors du décès de ses membres.
Une vague de réformes sont lancées, les plus importantes, les réformes Kyōhō, prenant place entre 1722 et 1730. Dès 1716 plusieurs réformes sont mises en place, visant à assainir à la fois les finances de l'Etat et celles du domaine shogunal en mettant en place une politique de rigueur budgétaire. Une réforme monétaire qui vise à réapprécier la valeur de la monnaie est lancée en 1718. En 1821, les marchands vendant des produits de luxe sont tenus de se regrouper en guildes qui permettent de mieux les contrôler. Une réforme pénale est aussi engagée avec pour but de rendre la justice plus impartiale. La responsabilité collective des familles en cas de crime grave d'un des membres est levée en 1721, le recours à la torture est limité en 1722, et un code de procédures est publié en 1724 pour unifier celles-ci. D'autres mesures sont aussi prises pour encadrer les peines de prison et assurer des conditions d'emprisonnement décentes.
À partir de 1722 a lieu le cœur des réformes Kyōhō. Le shōgun cherche à améliorer ses revenus par différentes méthodes. Une taxe exceptionnelle est prélevée auprès des daimyō en contrepartie d'un assouplissement de l'obligation de résidence à Edo. La mise en valeur de nouvelles terres agricoles est étudiée, et la méthode de taxation des paysans est réformée. Si les impôts collectés progressent nettement entre 1724 et 1730, l'opposition des paysans à ces réformes fiscales en raison de mauvaises récoltes oblige le pouvoir à faire des concessions, et en 1736 le niveau des taxes collectées est revenu au niveau enregistré au début de la période. Une seconde série de réformes permet d'accroître le montant des impôts collectés entre 1737 et 1744, marquant ainsi un plus haut de la période shogunale. Une nouvelle réforme monétaire a lieu en 1736 pour faire face au manque de monnaie en circulation. Le nombre de pièces en or et en argent augmente respectivement de 65 % et de 50 %, et un très grand nombre de pièces en cuivre est aussi frappé. Une certaine stabilité monétaire est ainsi trouvée, et aucune autre frappe de monnaies d'or et d'argent n'est menée lors des 80 années suivantes. Des mesures sont aussi prises dans le domaine de la formation. La création d'écoles han est encouragée, et en 1720 la traduction d'œuvres européennes est autorisée.
Tokugawa Ieshige succède à son père en 1745, mais ses handicaps physiques et mentaux altèrent sa capacité à diriger le pays. L'économie continue cependant à bénéficier des réformes mises en œuvre par Tokugawa Yoshimune. La moyenne annuelle des impôts collectés sous son règne dépasse celles de tous les autres shōguns, et ces revenus sont très stables lors de la période. Les excédents budgétaires permettent aussi à l'administration du bakufu de constituer d'importantes réserves monétaires, celles-ci passant d'1 million de pièces d'or en 1742 à 3 millions de pièces d'or en 1770, constituant là encore un sommet de toute l'époque d'Edo. Les confiscations de biens de daimyō condamnés pour malversation se multiplient sous son règne, tout comme les condamnations de hauts fonctionnaires pour les mêmes raisons. La pression fiscale qui pèse sur la paysannerie lors de la période provoque des jacqueries de plus en plus nombreuses et de plus en plus importantes, ce qui pèse sur l'autorité des seigneurs locaux, mais aussi du shōgun. Tokugawa Ieshige finit par transmettre le pouvoir à son fils en 1760, en grande partie à cause de l'aggravation de sa condition physique.

#### Successions de crises sous l'époque Tanuma (1760-1786)
Tokugawa Ieharu devient le 10e shōgun de la dynastie Tokugawa en 1760, mais l'essentiel du pouvoir est exercé par son conseiller Tanuma Okitsugu. Tanuma doit faire face à l'appauvrissement généralisé des daimyō, ce qui influe négativement sur leur loyauté envers le shogunat, mais aussi à de nombreuses crises comme la grande famine Tenmei (en) de 1782 à 1787 et le grand incendie d'Edo de 1772 qui grève le budget du bakufu. Les recettes fiscales comme les réserves monétaires du shōgunat chutent lors de cette période.
Plusieurs politiques sont mises en œuvre par Tanuma Okitsugu lors de cette période, avec des résultats très contrastés. La popularité de Tanuma est très mauvaise dans la population, et ses réformes vues avec beaucoup de suspicion. Dans plusieurs secteurs, les commerçants sont contraints à se regrouper en guildes monopolistiques de manière à mieux contrôler les prix. L'accès au crédit est aussi régulé ; l'émission de lettres de créance par les daimyō est plus contrôlée de manière à s'assurer de leurs solvabilité, et les emprunts par les paysans sont eux aussi régulés. Une réforme monétaire est aussi lancée de manière à fournir un nouveau standard aux pièces d'argent, avec un taux de convertibilité fixe avec les pièces d'or. Avec le temps s'est en effet constitué un double système monétaire dans le pays, la région d'Edo favorisant les pièces d'or, et la région d'Ōsaka les pièces d'argent, et des évolutions de taux de change nuisent à la stabilité du marché. Les exportations sont développées, en particulier les tawaramono (ja), produits de la mer divers très recherchés en Chine. La mise en valeur de l'île de Hokkaidō au nord est mise à l'étude, et son potentiel économique identifié.
Les révoltes dans les campagnes continuent cependant à monter en fréquence et en intensité. Une cinquantaine par an sont enregistrées en moyenne dans les années 1780. Les membres les plus aisés des communautés villageoises commencent à être pris pour cible, alors que ces phénomènes de violence étaient jusque là tournés vers les daimyō. Le pouvoir prend des mesures de plus en plus violentes pour réprimer ces mouvement, mais sans parvenir à les juguler. L'influence du confucianisme sur la société fait s'interroger sur la potentielle perte du mandat céleste par le shōgun, le nombre de famines augmentant lors de la période. La mort de Tokugawa Ieharu en 1786 et celle de Tanuma Okitsugu en 1788 précipitent la fin de cette séquence politique.

#### Tokugawa Ienari et effets des réformes Kansei (1787-1830)
Tokugawa Ienari devient le 11e shōgun en 1787 à l'âge de 15 ans, et règne pendant un demi-siècle jusqu'à 1837. Il prend comme plus proche conseiller Matsudaira Sadanobu, qui commence par épurer la haute administration d'anciens proches de Tanuma comme Mizuno Tadatomo. Matsudaira Sadanobu s'assure du soutien des trois grandes branches de la famille Tokugawa et place des proches aux postes sensibles, comme Matsudaira Nobuakira (ja), Honda Tadakazu (ja), et Toda Ujinori (ja). Matsudaira Sadanobu analyse les troubles que traverse le pays comme résultant d'une perte de moralité et entame les réformes Kansei, d'orientation conservatrice. Il exhorte les samouraïs et les daimyō à parfaire leurs études et leur formation. Il fait réformer la doctrine néo-confucianiste du gouvernement par l'édit Igaku no kin qui bannit toute hétérodoxie au profit de la doctrine de Zhu Xi. Le contrôle des enseignements dispensés au sein de la Yushima Seidō, académie néo-confucianiste d'Edo qui forme les cadres du gouvernement, est renforcé. La Igakukan (en), école de médecine qui sanctionne officiellement la qualité de médecin pour l'ensemble du pays, est créée en 1791. L'étude des techniques occidentales, ou rangaku, est plus étroitement encadrée, et la pornographie est interdite. Pour éviter la désertion des villages, le bakufu dépense d'importantes sommes d'argent pour inciter les paysans à reprendre des terres laissées vacantes. En ville, le pouvoir s'associe à partir de 1788 à de puissants marchands d'Edo pour faciliter les prêts à taux d'intérêt réduit aux samouraïs et aux marchands faisant face à des difficultés financières. Le pouvoir doit cependant faire face à plusieurs crises politiques inédites. Adam Laxman, représentant l'Empire russe, arrive au Japon en 1792, et demande l'ouverture d'échanges commerciaux entre les deux pays. Divisé sur la réponse à apporter, le pouvoir tente de temporiser avant de refuser. Une crise éclate en 1789 entre la cour à Kyōto et le shogunat au sujet du rang protocolaire que l'empereur Kōkaku souhaite attribuer à son père naturel. Bien que ce dernier n'ait jamais régné, il veut que lui soit reconnu le tire d'empereur retiré. Le shogunat refuse, et fait punir deux hauts responsables de la cour, ce qui envenime ses relations avec la cour impériale.
Très impopulaire, Matsudaira Sadanobu finit par démissionner en 1793, mais continue de conseiller à distance la haute administration. Les proches de Tanuma continuent d'être présents dans les hautes sphères de l'administration, et reviennent au pouvoir en 1818. La plupart des réformes de Matsudaira Sadanobu sont cependant conservées, notamment dans les domaines de l'administration et de l'éducation. Les réformes Kansei jouent un rôle crucial pour développer l'éducation dans le pays, la dynamique lancée d'Edo se diffusant rapidement au reste du pays par l'intermédiaire des daimyō. Ceux-ci proposent dans leurs domaines un nombre grandissant d'emplois aux personnes éduquées, et les modes de recrutement favorisent de plus en plus les compétences par rapport au rang social.

### Crises de fin du régime

#### Crises et échec des réformes de l’ère Tenpō (1830-1844)
Plusieurs grandes crises agitent l'ère Tenpō. Des aléas climatiques provoquent plusieurs famines de 1833 jusqu'au début des années 1840. En 1836, on dénombre ainsi 20 000 morts dans la province de Tottori, et 100 000 dans le Tōhoku. D'importants mouvements de population désorganisent les cités ; les citadins gagnent la campagne en quête de nourriture, tandis que les habitants des campagnes affluent dans les villes, espérant bénéficier de distributions de vivres. La flambée des prix alimentaires grève le budget des couches moyennes. Sur la période 1831-1836, on recense par ailleurs plus d'un millier de soulèvements, émeutes ou disputes violentes dans la population, prenant pour cible les classes dirigeantes. En 1836, on dénombre près de 10 000 paysans en armes dans la région de Mikawa, et 30 000 autour du mont Fuji. L'international devient un sujet de préoccupation. L'incident du Morrison en 1837 en pleine baie d'Edo, siège du pouvoir shogunal, rappelle la proximité et le niveau d'avancement militaire des Occidentaux. L'éclatement de la première guerre de l'opium en 1839, qui voit la Chine rapidement vaincue par l'Empire britannique et soumise aux conditions très dures du traité de Nankin, renforce l'inquiétude du pouvoir japonais. Le pouvoir shogunal paraît alors affaibli face aux 264 daimyō et au demi-million de samurai servant sous leurs ordres. Le statut social de ses derniers s'est très fortement dégradé et le degré d'endettement des daimyō a augmenté.
Le rōjū Mizuno Tadakuni est chargé en 1838 par Tokugawa Ienari de mener des réformes pour faire face à la situation ; celui-ci vient se retirer comme shōgun l'année précédente au profit de son fils Tokugawa Ieyoshi mais dispose cependant de la réalité du pouvoir. Les finances du bakufu sont alors à un plus bas de près d'un siècle, grevées par les aides pour faire face aux famines et par les pertes de revenus. Mizuno Tadakuni met alors en place à partir de 1841 une politique qui reprend plusieurs poncifs des réformes du siècle passé, comme la rigueur budgétaire, une série de lois somptuaires (allant de l'appel à une plus grande frugalité à la censure de livres), mais aussi dans les campagnes une incitation à favoriser le retour à des cultures vivrières. En 1843, un décret agechi (ja) vise à réattribuer au shogunat des terres appartenant à différents daimyō. D'autres politiques sont aussi lancées visant à dissoudre des guildes et à mettre fin à certains monopoles détenus par des daimyō. La politique de Mizuno Tadakuni se heurte directement aux intérêts de ces grands daimyō, et, pour la première fois, le régime plie face à ceux-ci en le renvoyant fin 1843. Ce recul politique place le shogunat dans une certaine confusion. Abe Masahiro remplace Mizuno Tadakuni en 1845 à la tête de l'administration shogunale, qui se montre beaucoup plus conciliante et docile avec les grands daimyō.
Les daimyō mettent en place dans leurs domaines des réformes très variées, en raison de la très grande diversité des ressources à leur disposition. Si bon nombre mettent en œuvre des politiques très classiques (réduction des salaires versés aux samurai, importantes renégociations de dettes auprès des prêteurs), certains domaines, comme Satsuma et Chōshū, mettent en place avec succès leurs propres réformes lors de la période de crise, et en profitent pour se doter d'une petite armée équipée d'armes à feu et d'artillerie. Le domaine de Saga commence dès 1835 à produire ses propres canons selon des techniques modernisées. Plus globalement, les daimyō s'en remettent souvent à des réformateurs souvent issus de la bourgeoisie qui insufflent des réformes dans leurs domaines et, face à l'échec des réformes Tenpō, l'idée que le shogunat n'est plus à même d'apporter les solutions aux problèmes du moment fait son chemin.

#### Vers la fin du régime (1840-1860)
Une nouvelle période de crises s'ouvre lors des années 1840 et 1850, dominée par les questions internationales. Lors de la première guerre de l'opium, la victoire du Royaume-Uni en 1842 face à la Chine, puissance dominante du continent, fait prendre conscience aux différentes élites du pays de la menace que représente la puissance des Occidentaux pour le Japon. Le pouvoir hollandais fait parvenir en 1844 une lettre aux autorités japonaises les mettant en garde sur le risque pour le Japon à rester isolé, et à utiliser la force pour mettre en œuvre cette politique de fermeture. La menace se concrétise en 1853 lorsque l'amiral américain Matthew Perry et ses « navires noirs » arrivent dans la baie d'Edo et réclament l'ouverture de relations diplomatiques et commerciales avec le pays. Un mois plus tard, c'est le vice-amiral russe Ievfimy Poutiatine qui débarque à Nagasaki avec des demandes similaires. En ce qui concerne la réponse à donner à ces demandes, des lignes de fracture apparaissent. Le plus haut conseiller du shōgun  Abe Masahiro choisit en effet de consulter plusieurs daimyō, espérant ainsi s'assurer de leur soutien à une ouverture du pays en contrepartie  de la mise en œuvre de plusieurs réformes internes. Abe Masahiro cherche aussi à obtenir le soutien de l'empereur Kōmei pour avaliser la signature de traités avec les puissances européennes, mais ce dernier refuse. Les responsables du shogunat, les daimyō et la cour impériale s'opposent ainsi sur le sujet — ce qui contribue à affaiblir le pouvoir shogunal.
Un traité d'amitié est finalement signé en 1854 avec les Américains, puis avec les Britanniques toujours en 1854 et avec les Russes en 1855. Ce n'est que plus tard que des accords commerciaux avec les puissances européennes sont aussi signés, en 1858. Si la menace militaire occidentale ne se matérialise pas lors de cette période, l'ouverture du marché intérieur aux Occidentaux est à l'origine de plusieurs crises politiques et économiques, alors qu'une inflation galopante frappe le pays.
Les responsables du shogunat Tokugawa se divisent alors en deux branches, l'une conservatrice dirigée par Ii Naosuke (qui a succédé à Abe Masahiro à sa mort en 1857 comme plus haut conseiller du shōgun Tokugawa Iesada), l'autre réformiste. Si Ii Naosuke soutient la politique d'ouverture aux puissances étrangères, il s'oppose à l'influence croissante des daimyō et de la cour impériale et cherche à rétablir l'autorité shogunale. À la faveur d'une crise de succession, Ii Naosuke parvient à imposer Tokugawa Iemochi comme successeur de Tokugawa Iesada et à écarter Tokugawa Yoshinobu, le candidat des daimyō de la branche réformiste. Ces daimyō cherchent alors à obtenir du soutien du côté de la cour impériale et utilisent la signature des accords commerciaux avec les Européens de 1858 comme prétexte. Ils obtiennent que l'empereur Kōmei condamne ces accords et se montre hostile à la présence d'étrangers dans le pays dans le but de désavouer Ii Naosuke. Ce dernier réagit fermement et lance la purge d'Ansei en 1858-1859 : soixante-dix-neuf hauts responsables sont emprisonnés, et une petite dizaine exécutés. Ii Naosuke est à son tour pris pour cible par des opposants et meurt assassiné lors de l'incident de Sakuradamon en 1860.

Kawara-ban montrant l'arrivée des « navires noirs » de l'amiral Matthew Perry en baie d'Edo.
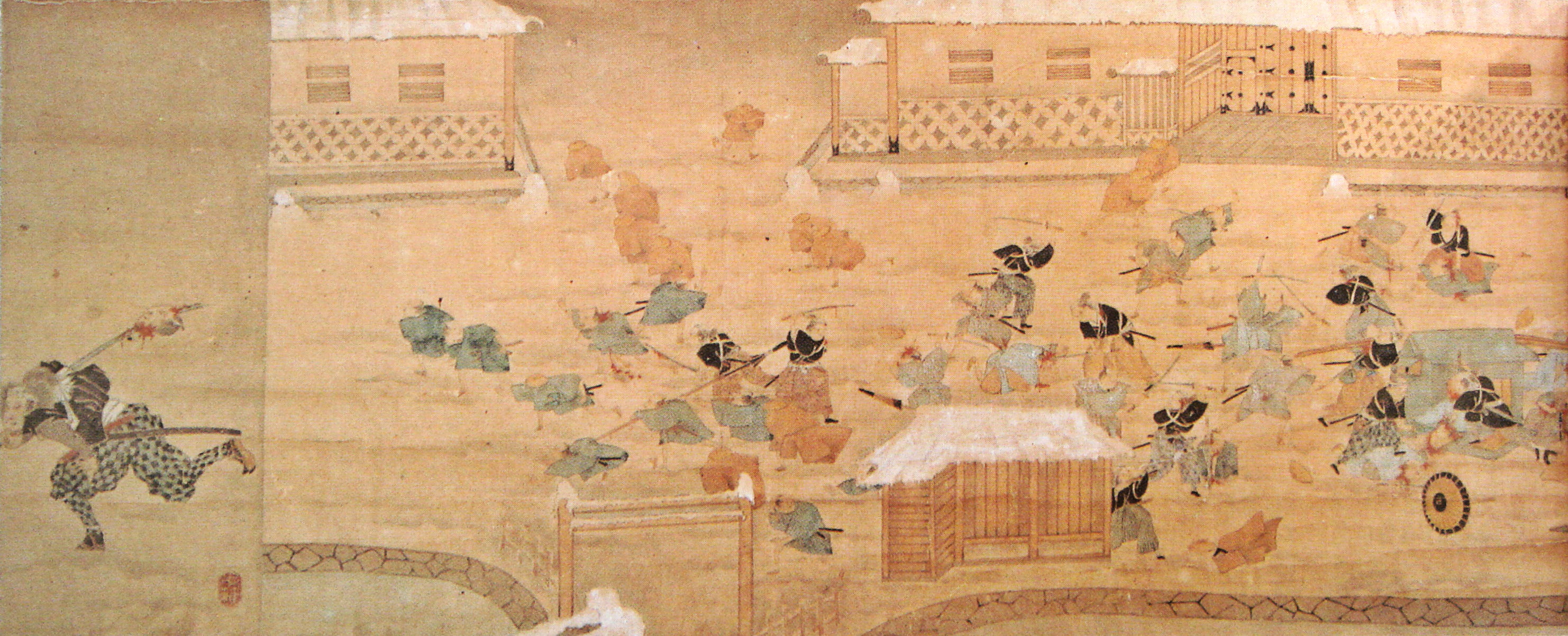
L'incident de Sakuradamon en 1860 voit la mort d'Ii Naosuke.

#### Chute du régime (1860-1868)

Localisation des principaux clans composants puis ralliés à l'alliance Satchō lors de la guerre de Boshin
Domaine de Chōshū
Domaine de Satsuma
Domaine de Saga
Domaine de Tosa

L'opposition au gouvernement glisse lors des années 1860 vers une opposition au régime shogunal, et la figure de l'empereur émerge progressivement comme une alternative crédible. Des samouraïs issus des couches les plus défavorisées mènent une série d'actions violentes et s'affirment dès 1860-1862 comme une force politique importante, susceptible de s'opposer au pouvoir shogunal. Une série d'incidents violents éclate à Edo et à Kyōto, dont l'un vise en 1862 le successeur de Ii Naosuke, Andō Nobumasa, qui échappe de peu à cette tentative d'assassinat. Le rapport de force entre le shogunat Tokugawa et la maison impériale s'inverse lors de la décennie, et les autorités du shogunat cherchent à s'attirer le soutien de l'empereur. Le shōgun Tokugawa Iemochi épouse ainsi en 1861 une demi-sœur de l'empereur Kōmei et se rend à Kyōto en 1863 ; c'est alors la première fois en deux siècles qu'un shōgun se rend à la cour. Cette dépendance à la figure de l'empereur est exploitée par des daimyō du sud-ouest du pays comme ceux issus des domaines de Satsuma et de Chōshū, qui obtiennent en 1863 de l'empereur Kōmei un ordre d'expulser les barbares qui place le pouvoir shogunal dans une situation très délicate. Ce dernier réagit en envoyant une force militaire à Kyōto en septembre 1863, en écartant de la cour les figures les plus hostiles au pouvoir d'Edo et en imposant à la cour un rapprochement politique avec le shogunat. L'empereur Kōmei est alors personnellement toujours favorable à un maintien du shogunat Tokugawa et continue jusqu'à sa mort à envoyer des preuves de soutien au shōgun Tokugawa Iemochi. Plusieurs rébellions éclatent en 1864 à l'initiative des domaines opposés au shōgun mais sont facilement réprimées (celle dite des « portes Hamaguri » qui aboutit à la première expédition de Chōshū, ou celle de Mito). La pression des domaines du sud-ouest contre le pouvoir shogunal est cependant loin de redescendre. Ils parviennent à obtenir des armes de la France et du Royaume-Uni, et, lors de la seconde expédition de Chōshū en 1866, les combats sont défavorables aux troupes shogunales.
La mort du shōgun Tokugawa Iemochi en 1866 et celle de l'empereur Kōmei en 1867 précipitent la transition politique. Le nouveau shōgun Tokugawa Yoshinobu arrive au pouvoir en 1866 et engage avec le Second Empire français un rapprochement qui est à l'origine de tensions dans l'appareil d'État japonais. Le pouvoir britannique commence à armer secrètement les domaines du sud-ouest pour contrecarrer l'avancée des Français dans le pays. La montée sur le trône impérial de Meiji, alors âgé de 14 ans, permet aux forces hostiles au shogunat de reprendre pied à la cour. Le 9 novembre 1867, un ordre impérial, probablement falsifié, est transmis aux domaines de Chōshū et Satsuma leur intimant de prendre les armes pour renverser le shogunat. Le même jour et pour tenter un coup politique, Tokugawa Yoshinobu décide de « restituer ses pouvoirs » au nouvel empereur Meiji. Le but n'est pas alors de renoncer au pouvoir mais de trouver un nouveau consensus politique permettant au shogunat de trouver une nouvelle légitimité. Le 3 janvier 1868, les forces des domaines de Satsuma et de Chōshū et leurs alliés prennent position autour du palais impérial. La guerre de Boshin éclate ainsi. Les troupes soutenant le shogunat, malgré leur nombre important, subissent rapidement des défaites majeures qui précipitent la fin du régime et la restauration du pouvoir impérial.

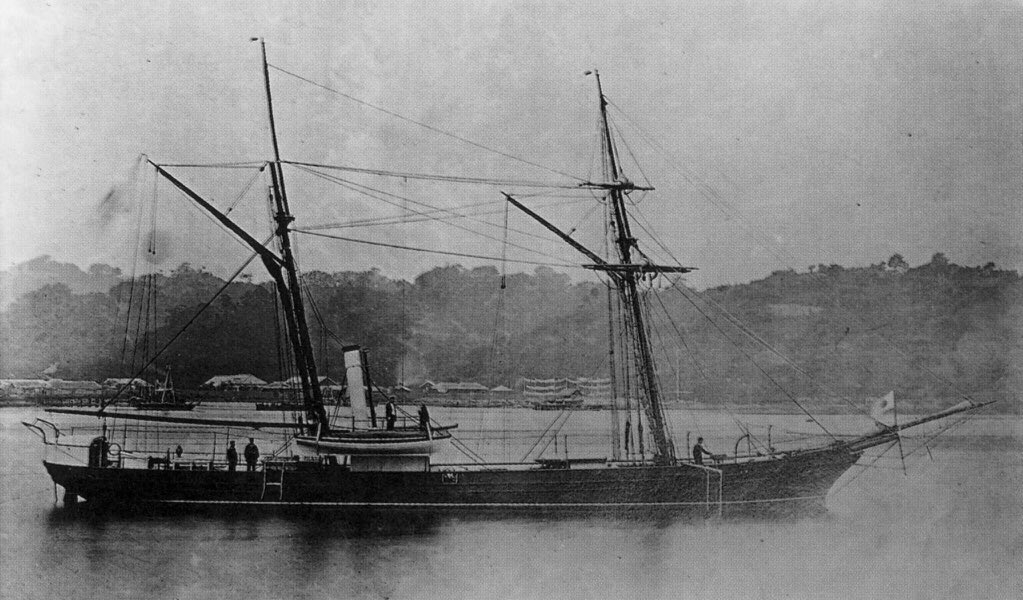
Le shogunat modernise la marine japonaise lors de sa dernière décennie. Ici le premier vapeur de guerre, le Chiyodagata (en) construit localement en 1863.
Restitution des pouvoirs du shōgun Tokugawa Yoshinobu à l'empereur Meiji en 1867.
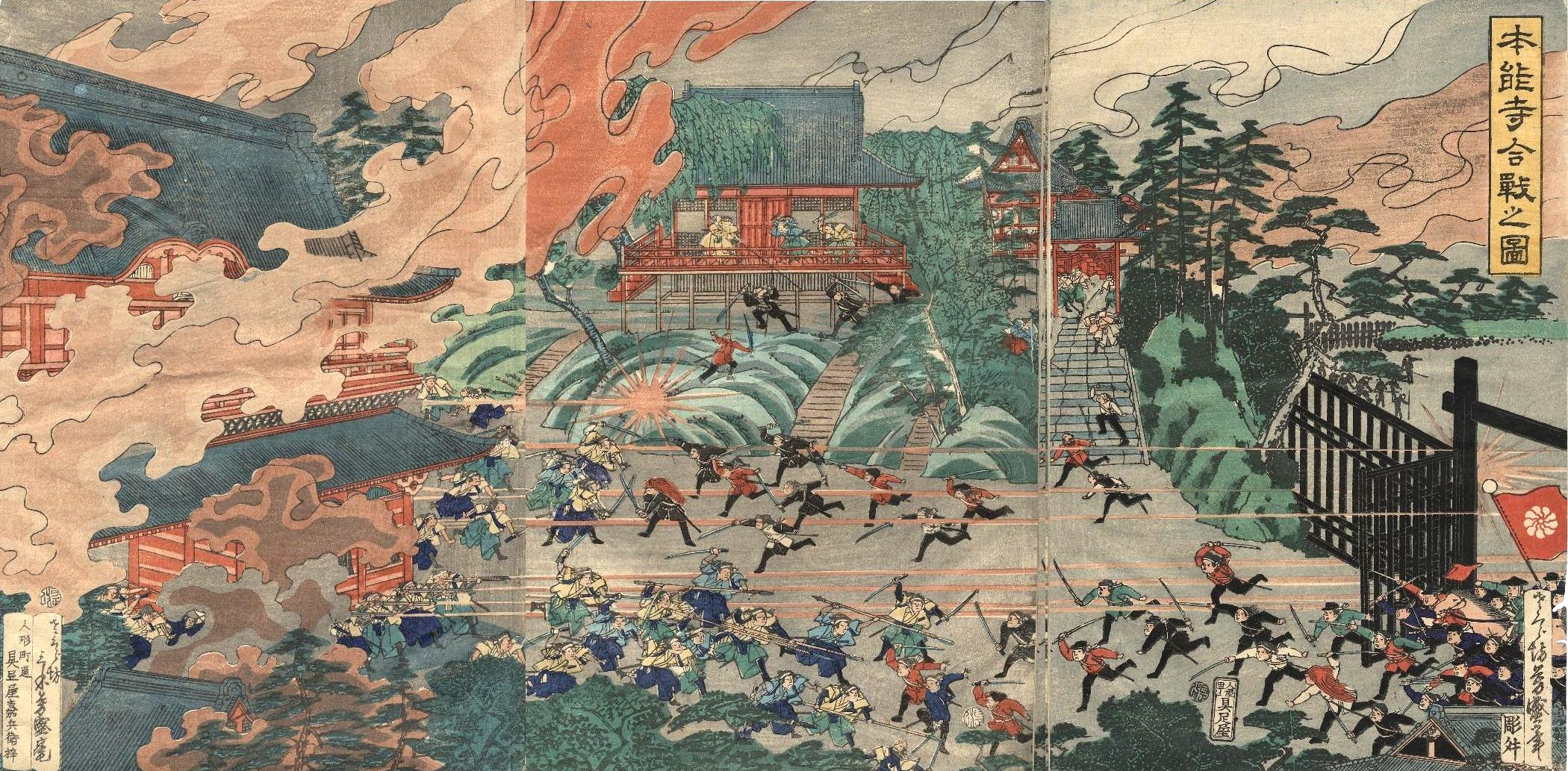
La chute d'Edo au printemps 1868 voit la défaite des troupes fidèles au shogunat lors de la guerre de Boshin.

## Relations internationales

### Essor diplomatique et commercial avec l'Asie du sud-est jusqu'au milieu duXVIIe

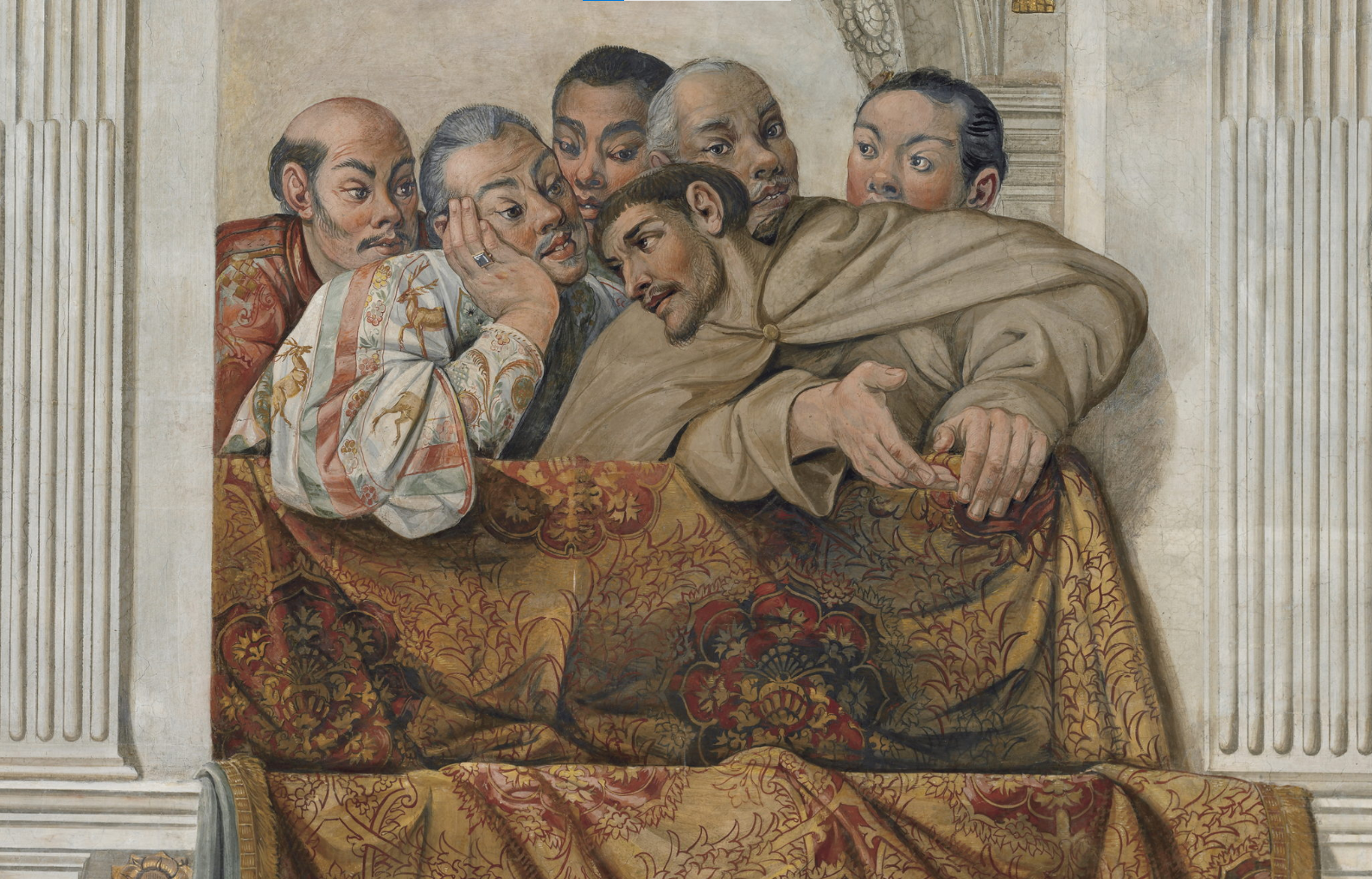
Dignitaires japonais de l' au Vatican, fresque de 1616 au palais du Quirinal.

Le nouveau régime est plutôt marginalisé au début de la période. La piraterie des bandes de Wakō qui opèrent depuis le Japon tout au long du XVIe siècle et ciblent les navires chinois a détérioré les relations avec le régime chinois. La guerre d'Imjin entre 1592 et 1598 contre la Corée des Chosŏn et son allié chinois a grandement détérioré les relations entre les deux pays, bien que les Tokugawa aient refusé de prendre part à l'expédition. Le nouveau régime peut cependant compter sur le dynamisme de certains grands domaines dans le secteur de la diplomatie, pour lesquels la relance des échanges commerciaux internationaux est une priorité. Le clan Sō qui dirige la province de Tsushima œuvre activement à relancer les échanges entre les deux régimes, allant parfois jusqu'à falsifier des documents pour aplanir certains différends datant de la guerre. Dès 1607 une première ambassade coréenne arrive à Edo, moins de dix ans après la fin de la guerre d'Imjin. Les Satsuma obtiennent en 1609 la permission d'envahir et de vassaliser le royaume de Ryūkyū au nom du shōgun, et dès 1610 le roi Shō Nei envoie lui aussi une ambassade à Edo. Le clan Date envoie Hasekura Tsunenaga au Mexique pour y négocier des accords commerciaux avec les Espagnols. L'ambassade Keichō (ja) qu'il dirige finit par se rendre au Vatican et y rencontre le pape Paul V en 1615. La venue d'ambassades étrangères à Edo permet de légitimer aux yeux de la population japonaise le nouveau pouvoir. Souvent opulentes, elles traversent le pays par voie terrestre avant d'arriver à Edo, et peuvent être vues par une grande partie de la population du pays. Des contacts sont aussi repris avec la Chine des Ming en 1611 à l'initiative de Honda Masazumi, mais sans que le régime chinois ne donne suite.
Les échanges commerciaux sont relancés avec la mise en place de permis qui autorisent certains navires, les shuinsen, à commercer entre le pays et principalement l'Asie du Sud-Est. Ce système, actif entre 1604 et 1635, autorise au total quelques 350 navires à commercer, la plupart détenus par des Japonais, mais aussi quelques étrangers (chinois ou occidentaux). Ce système permet à la fois de combattre la piraterie des Wakō en permettant l'identification des marchands, d'assurer le monopole des relations internationales aux Tokugawa et d'en exclure les daimyō. L'ouverture de ces nouvelles voies maritimes est permise par l'amélioration des techniques de construction navale par les Japonais, qui intègrent des méthodes de construction chinoises et occidentales, et parfois même des membres d'équipage étrangers formés à ces techniques. Les shuinsen bénéficient aussi d'une forme de protection de la part du nouveau régime, qui réprime tous ceux qui tentent de s'en prendre à ses marchands. Ceci dissuade de potentiels agresseurs et facilite l'expansion du réseau commercial japonais en Asie du Sud-Est. La diplomatie des Tokugawa suit ce développement commercial, 41 des 48 lettres que Tokugawa Ieyasu adresse à des dignitaires étrangers en 1601 et 1614 le sont à des responsables politiques et commerciaux d'Asie du Sud-Est. Des communautés japonaises de quelques centaines à quelques milliers de personnes, les nihonmachi, se forment dans les grandes villes commerciales de la région, notamment aux Philippines ou au royaume d'Ayutthaya. Certains Japonais comme Yamada Nagamasa y développent même localement une grande influence politique. De nouveaux commerçants occidentaux arrivent aussi au Japon, en plus des Portugais déjà présents. Les Hollandais de la VOC à partir de 1609 et les Britanniques de la EIC à partir de 1613 tentent d'y développer leurs activités. Les Hollandais s'installent d'abord dans le sud du pays à Hirado, mais face à plusieurs échecs commerciaux se servent souvent du port comme base arrière pour leurs activités de piraterie, ciblant en particulier les navires portugais et chinois. Les Britanniques, après plusieurs tentatives infructueuses d'ouvrir leurs propres soieries au Japon, y cessent leurs activités dès 1623.
Trois évènements vont mettre un coup d'arrêt au commerce japonais dans la région. Les Japonais tentent sans succès de s'imposer face aux Hollandais pour prendre le contrôle de Taïwan. En 1627-1628, un marin japonais, Hamada Yahyōe (ja), tente de revendiquer l'île au nom du shōgun, mais est fait prisonnier par le gouverneur de l'île, Pieter Nuyts. L'incident crée des frictions entre les deux pays, ce qui entraîne une interdiction de cinq ans des activités de la VOC au Japon. En 1628, un shuinsen appartenant au navigateur Takagi Sakuemon (ja) est attaqué par les Espagnols alors qu'il navigue dans les eaux du royaume d'Ayutthaya. Les Espagnols agissent alors en rétorsion à une attaque qu'ils ont eux-mêmes subie quelques années plus tôt venant de ce royaume. L'équipage du navire est capturé et emprisonné à Manille. Des pourparlers entre le Japon, les Espagnols et les partenaires portugais de ces derniers sont engagées pour obtenir la libération des otages ainsi que des compensations, mais ce n'est qu'en 1634 que la situation se normalise. L'attaque contre un shuinsen, porteur de la protection du shōgun, est un coup porté au prestige de ce dernier, ce qui pousse à une réforme de ce système. Le permis de commerce n'est plus délivré au nom du shōgun mais au nom de son administration à partir de 1631, et à partir de 1634 la délivrance de ces permis est limitée à sept grandes familles de commerçants de manière à mieux contrôler les activités commerciales. Au Japon, la rébellion de Shimabara en 1637-1638 exacerbe les tensions entre le pouvoir shogunal et les Portugais, accusés de se consacrer à un prosélytisme important dans le pays. Les autorités shogunales confient alors aux Hollandais un monopole du commerce de la soie en 1639 et interdisent l'accès au pays aux Portugais. En 1635, un édit interdit aux Japonais de se rendre à l'étranger. Pour les autres commerçants asiatiques, seuls quatre ports restent ouverts : Nagasaki (pour la Chine), Tsushima (pour la Corée), Satsuma (pour les Ryūkyū), et Matsumae (pour les Aïnous).

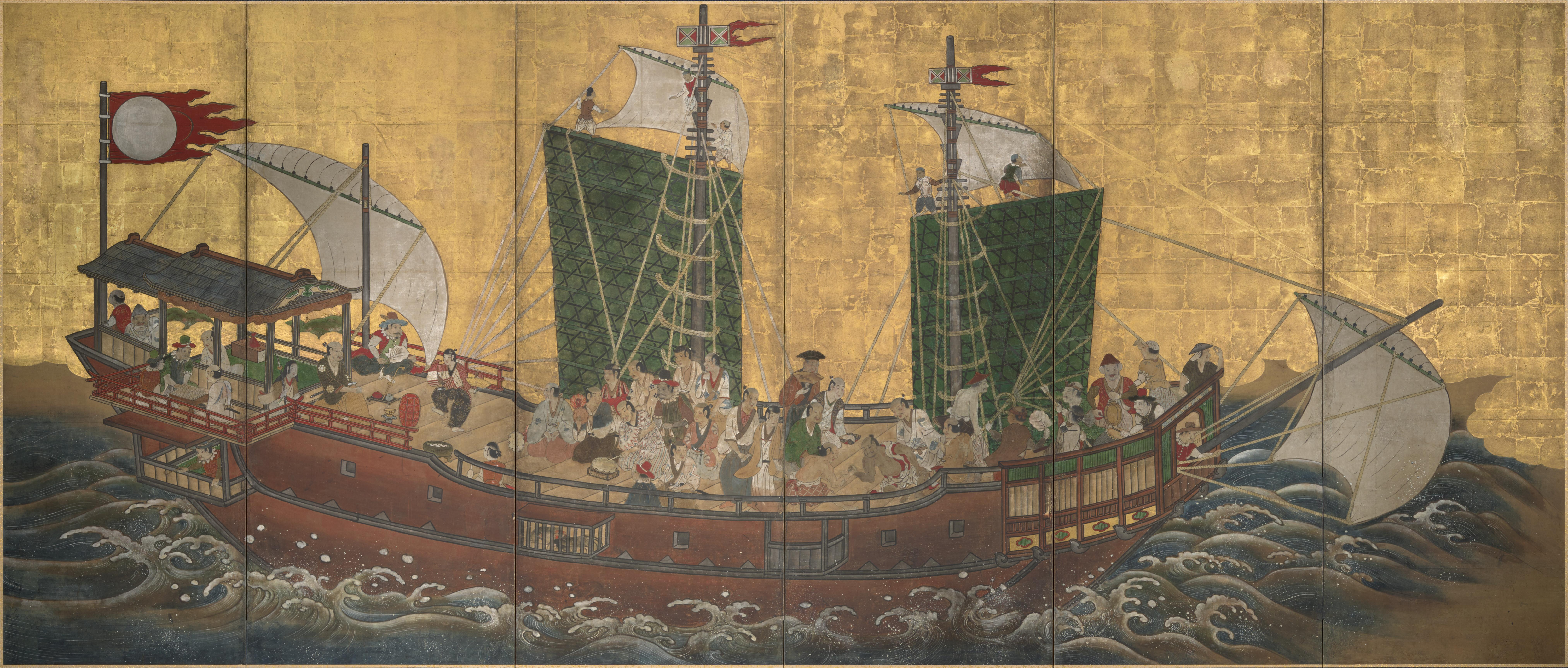
Shuinsen opéré par des marins japonais et portugais, Byōbu du XVIIe siècle.
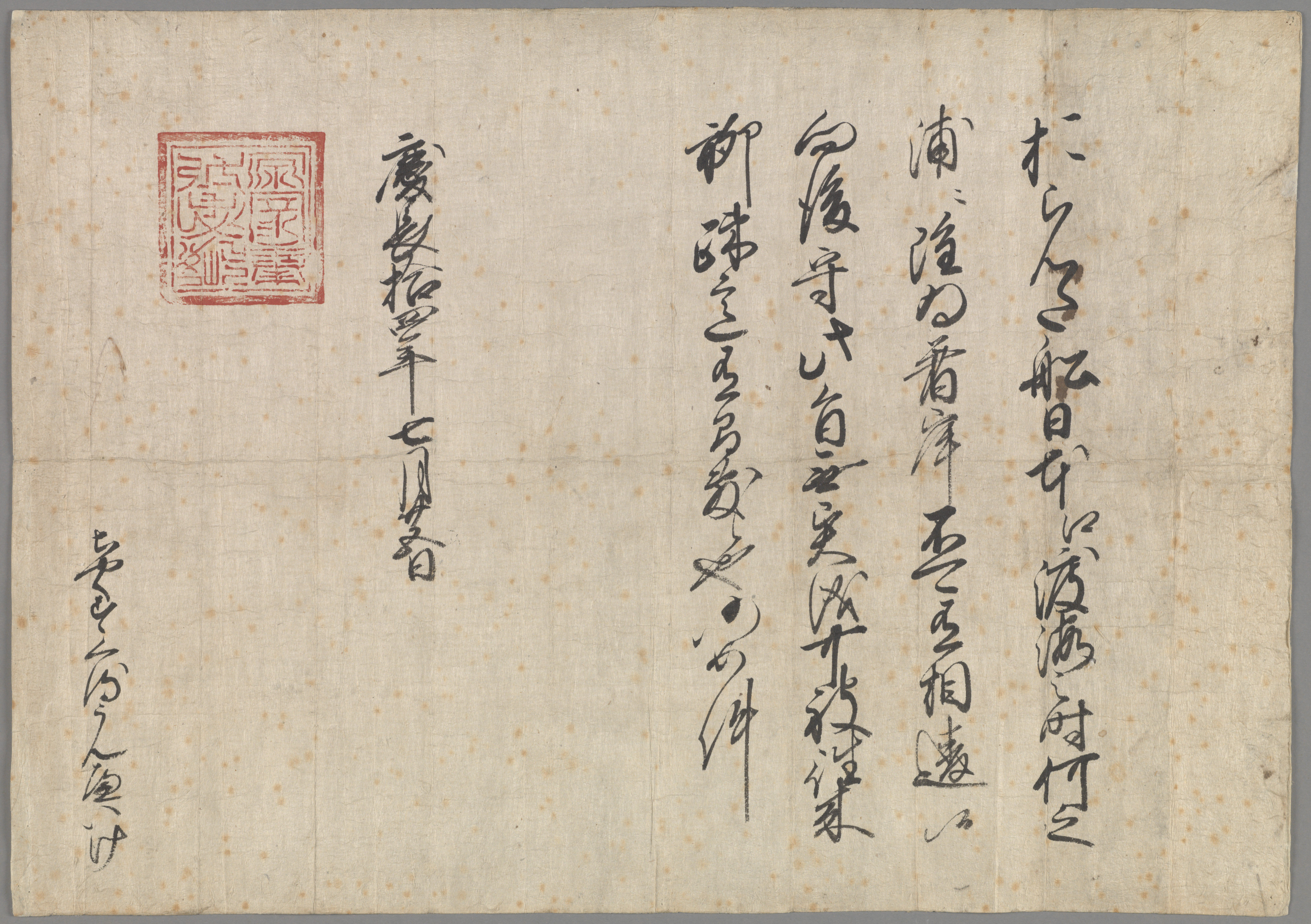
Permis de commercer délivré aux Hollandais et portant le sceau de Tokugawa Ieyasu.
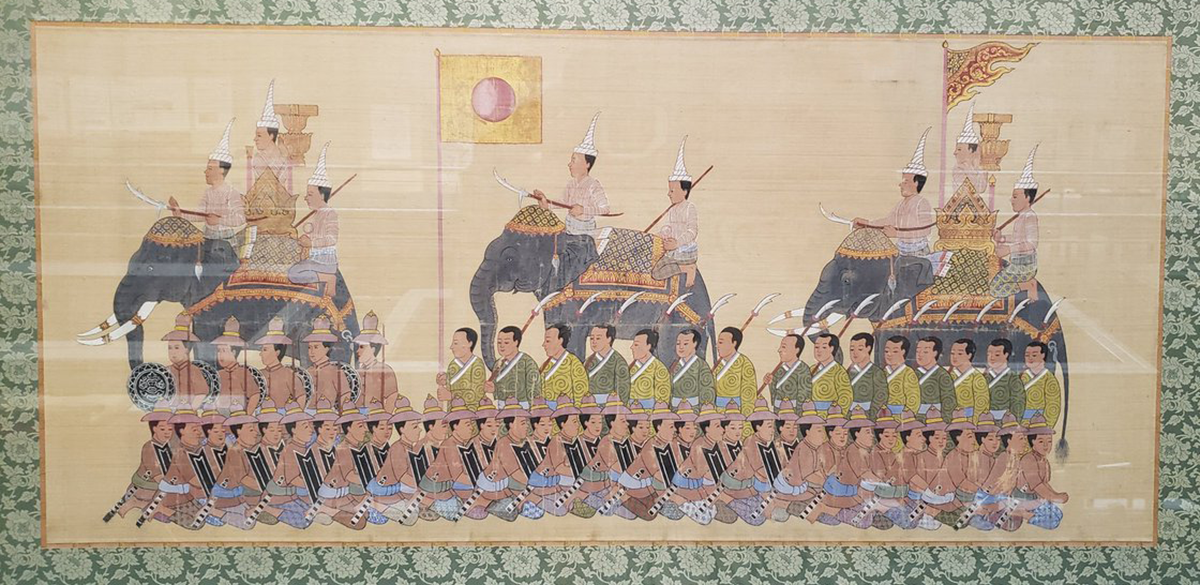
Troupe militaire de Yamada Nagamasa, aventurier japonais influent du royaume d'Ayutthaya, reproduction d'une peinture du XVIIe siècle.
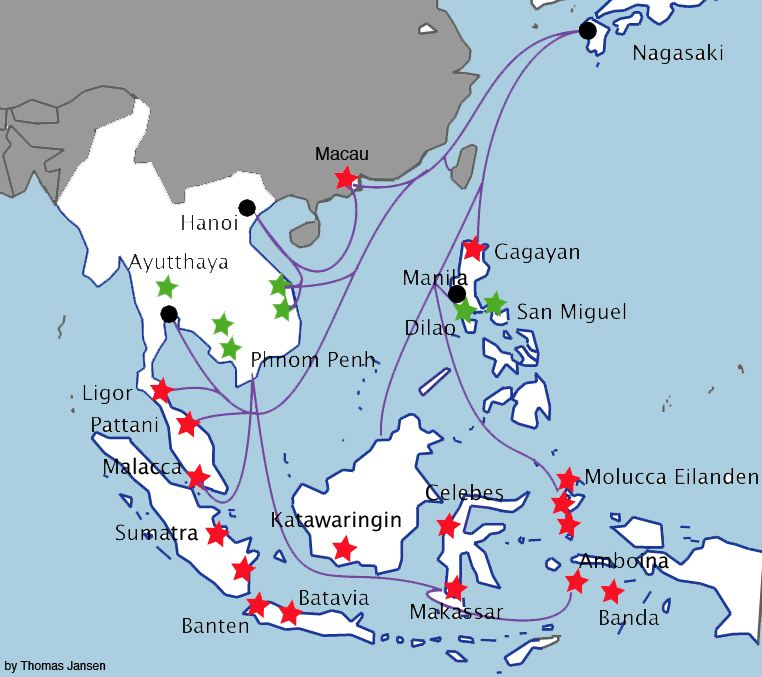
Principales routes commerciales utilisées par les Japonais et implantation des nihonmachi ; les plus peuplées sont en vert, les plus petites en rouge.

### Des relations internationales essentiellement tournées vers le commerce après 1639
Les échanges commerciaux avec l'étranger continuent de croitre après les édits de Sakoku pris dans les années 1630. L'argent produit au Japon est très recherché par les marchands étrangers qui ont l'autorisation de commercer avec le pays. Tsushima voit passer d'importantes quantités de ginseng venant de Corée et de soie chinoise, là où Nagasaki voit les marchands chinois et hollandais importer essentiellement de la soie chinoise. Le système de double allégeance des intermédiaires perdure, et les relations entre le Japon et les autres pays de la région continuent de s'effectuer au travers de ces intermédiaires (clan Sō avec la Corée des Chosŏn, royaume de Ryūkyū avec la Chine des Qing). L'intensité du commerce est telle que dans les années 1660 l'administration shogunale estime que la production annuelle d'argent dans le pays est quatre fois plus faible que la quantité d'argent qui quitte le pays par ce bais. Plusieurs mesures sont alors prises pour limiter le phénomène. En 1671 un contrôle des prix de vente est fixé, et en 1685 une limite est fixée aux commerçants japonais sur la quantité de marchandises qu'ils peuvent acquérir annuellement (6 000 kan auprès des Chinois, moitié moins auprès des Hollandais). Deux principaux facteurs limitent alors l'efficacité de cette politique. La Chine lève en 1685 sa propre politique de restriction d'accès à la mer et davantage de navires chinois arrivent dans les ports japonais après cette date. Si le tiers des presque 200 navires chinois qui arrivent à Nagasaki en 1688 se voient refuser l'accès au port, une contrebande importante s'y développe pour contourner les restrictions. De plus, les intermédiaires que sont le clan Sō à Tsushima et le royaume de Ryūkyū n'appliquent que très variablement la politique shogunale.
Un tournant vers une politique plus restrictive vis-à-vis des exportations d'argent voit le jour lors de l'ère Shōtoku (1711-1716), sous l'influence d'Arai Hakuseki. Des mesures sont prises pour privilégier l'usage du cuivre et de produits de la mer (tawaramono (ja), concombre de mer, algues séchées…) dans les échanges entre marchands. Le nombre de navires étrangers autorisés à commercer à Nagasaki est encore réduit, et passe à trente pour les Chinois, et seulement deux pour les Hollandais. Dès 1698 est mise en place la Nagasaki Kaisho (ja), place de marché unique où marchandises japonaises et étrangères sont échangées. Placée directement sous administration shōgunale, elle permet un meilleur contrôle de l'application des lois. Les réformes monétaires que le Japon conduit dans les années 1690 (baisse de la quantité réelle d'argent dans les espèces, tout en conservant leurs valeurs faciales) font que les pièces japonaises sont aussi moins recherchées par les marchands étrangers. Les autorités développent aussi localement la production de certaines denrées importées, comme la soie (dans la province de Shinano), le sucre (dans plusieurs provinces de la moitié sud de Honshū et à Shikoku), ou le ginseng. Cette politique rencontre un tel succès que dès 1767 la plupart de ces importations se réduisent très fortement.
La lutte contre les opérations de contrebande entraine à l'échelle de Kyūshū la constitution d'un système de défenses centré sur Nagasaki. Certains domaines comme ceux de Saga ou de Fukuoka ont une action avant tout militaire et emploient la force contre les navires étrangers récalcitrants. D'autres domaines comme ceux de Satsuma et de Tsushima se singularisent au travers des informations concernant l'étranger qu'ils sont capables d'obtenir. Ces activités de renseignements sont complétées avec les interrogatoires auxquels sont soumis les marchands hollandais lors de leurs venues à Dejima, leur base en baie de Nagasaki, et qui font l'objet de rapports, les Oranda-Fusetsugaki (ja). Dans un premier temps les autorités shogunales cherchent avant tout à anticiper des actions hostiles venant des Portugais ou des Espagnols, puis ces interrogatoires deviennent l'occasion de s'informer sur les grandes évolutions du reste du monde. Ces activités de renseignement jouent un rôle central lorsque les autorités shogunales cherchent à développer la production de certaines denrées comme la soie, la canne à sucre, ou le ginseng. La plupart des savoir-faire et des échantillons sont obtenus par ce biais.
Plusieurs tournants ont lieu vers 1764. Le régime restreint l'arrivée d'ambassades étrangères sur son sol, et pour la dernière fois cette année-là une ambassade coréenne se rend à Edo. Les échanges entre les deux régimes se résument par la suite à des échanges de courriers officiels. Les envoyés hollandais ne sont plus invités dans la capitale qu'une fois tous les cinq ans, et ils ont ordre de limiter le nombre de cadeaux qu'ils adressent au shōgun. La même année, l'administration shogunale renforce sa gestion de la Nagasaki Kaisho (ja), la balance commerciale du pays devient bénéficiaire concernant l'argent et l'or. Les productions japonaises sont de plus en plus recherchées par les acheteurs étrangers, et en 1785 un monopole au bénéfice du pouvoir central est décrété sur les exportations de produits de la mer. En l'espace d'un siècle, le pouvoir shogunal parvient ainsi à rééquilibrer ses échanges commerciaux avec l'étranger, et en particulier avec la Chine. Tout en restant ouvert au commerce international, ce nouvel équilibre est trouvé au travers d'un contrôle strict des marchandises échangées et du développement d’une production propre.

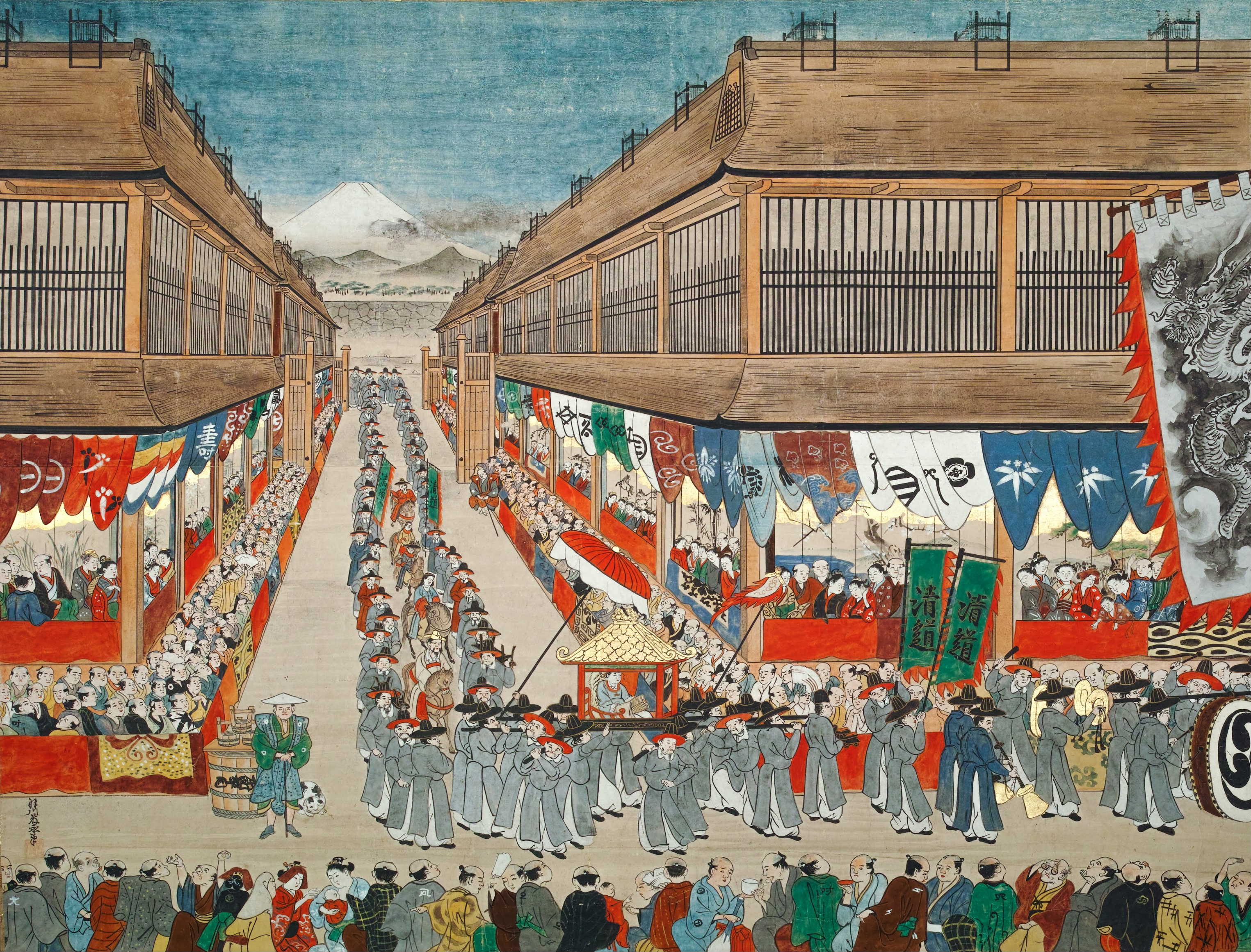
Ambassade coréenne à Edo en 1748, peinture de Tōei Hanegawa (ja).
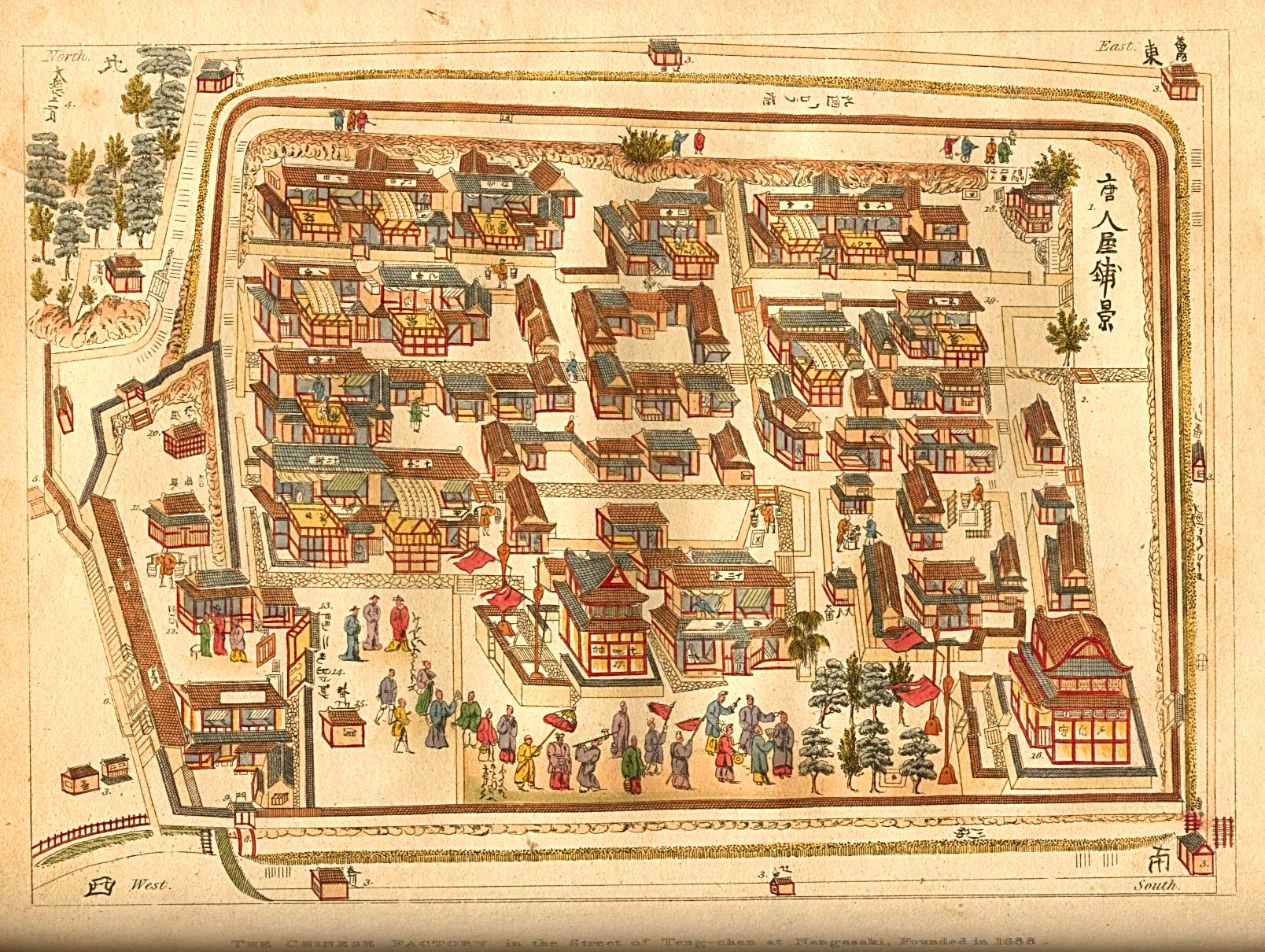
Plan du Tōjin yashiki (ja), quartier chinois à Nagasaki.
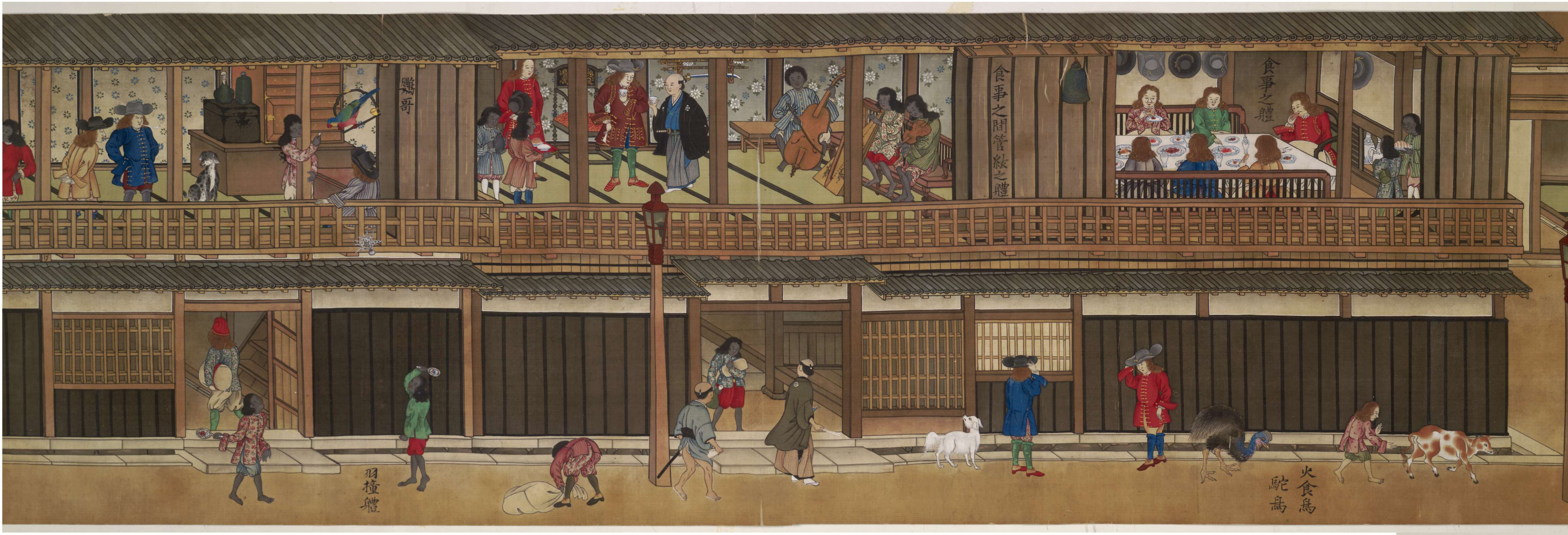
Peinture du quartier hollandais à Dejima, fin du XVIIIe siècle.

### Contacts épisodiques avec les Occidentaux de la fin duXVIIIeaux années 1840
À partir de la seconde moitié du XVIIIe siècle, la Russie accentue sa présence au nord du pays. Elle s'engage dans une vague de colonisation de la Sibérie et tente à plusieurs reprises de commercer avec la Chine. Un premier ambassadeur, Adam Laxman, est envoyé en 1791 pour tenter d'obtenir du gouvernement japonais une autorisation de commerce, mais est éconduit par l'administration locale de Nemuro qui l'oriente vers Nagasaki. C'est un second ambassadeur, Nikolaï Rezanov, qui arrive en 1804 à Nagasaki et conduit les négociations. Les autorités shogunales ne trouvent que peu d'intérêt aux marchandises proposées, et ne sont pas favorables à faire évoluer un système commercial qui les avantage. Les poussées coloniales russes dans la région deviennent même une source d'inquiétude pour le pouvoir japonais. Le nombre de colons japonais augmente dans l'île de Hokkaidō et des expéditions japonaises se rendent dans les îles Kouriles et à Sakhaline. Alors que l'économie des Aïnous se dégrade, le gouvernement japonais craint que ceux-ci ne s'allient avec les Russes et surveille de plus en plus cette population. Les révoltes d'Aïnous, notamment celle de 1789, ont pour effet d'accélérer le mouvement de colonisation japonaise. Toutefois, la pression coloniale japonaise dans le Nord ne fait que tendre davantage les relations entre les deux pays. Vassili Golovnine, qui dirige une expédition pour cartographier les îles Kouriles, est même capturé et retenu prisonnier de 1811 à 1813. Les initiatives russes se calment par la suite, ne reprenant que dans les années 1840.
Les Britanniques tentent de prendre pied sur le marché japonais à la faveur des guerres napoléoniennes. Alors que la Hollande est dans le camp français, ils commencent à attaquer les intérêts hollandais en Asie. Le Phaeton prend ainsi pour cible en 1808 un navire hollandais au large de Nagasaki. C'est un échec britannique. À cette occasion, le shogunat prend conscience de la puissance de feu des Occidentaux, et commence alors à faire renforcer les fortifications côtières du pays. Dès 1812, une nouvelle initiative a lieu, portée par Thomas Stamford Raffles de la Compagnie britannique des Indes orientales. Au prix d'une ruse et aidé en cela par les Hollandais présents à Nagasaki, il parvient à commercer avec les Japonais. Les bénéfices sont cependant trop maigres et l'opération n'est pas répétée. La fin des guerres napoléoniennes et la rétrocession de ses possessions à la Hollande met fin jusqu'aux années 1840 aux initiatives britanniques dans la région.
L'essor de la pêche à la baleine dans le Pacifique par les Américains, notamment à partir des années 1820, a pour conséquence une augmentation du nombre de navires occidentaux qui s'échouent ou qui cherchent à venir se ravitailler dans l'archipel. En 1824 éclatent deux incidents de ce type, qui poussent le shogunat à préciser sa doctrine en termes de relations avec les étrangers : l'incident d'Otsuhama (ja) à 100 km nord d'Edo, et un autre dans le sud de Kyūshū. Le premier a lieu en plein domaine de Mito où l'école néo-confucéenne locale, la Mitogaku, jouit d'un grand prestige, ce qui politise rapidement la question. Le second incident voit des samurai du domaine de Satsuma traiter violemment des Occidentaux, ce qui fait courir au pays le risque de représailles. C'est dans ce contexte qu'un édit pour repousser les navires étrangers est adopté en 1825
Le domaine de Satsuma prend plusieurs initiatives à partir de années 1820 pour s'extraire du cadre posé par le pouvoir central en matière de relations commerciales avec l'étranger. Avec l'aide d'une grande famille de marchands, les Hamazaki, il développe ses activités de contrebande et commence à traiter directement avec des marchands étrangers en dehors de Nagasaki. Il s'enrichit rapidement en revendant des produits qui souvent tombent dans le monopole du shogunat. Le domaine de Satsuma en profite aussi pour développer son réseau de relations avec les navires britanniques et français qui accostent dans leur fief des Ryūkyū.

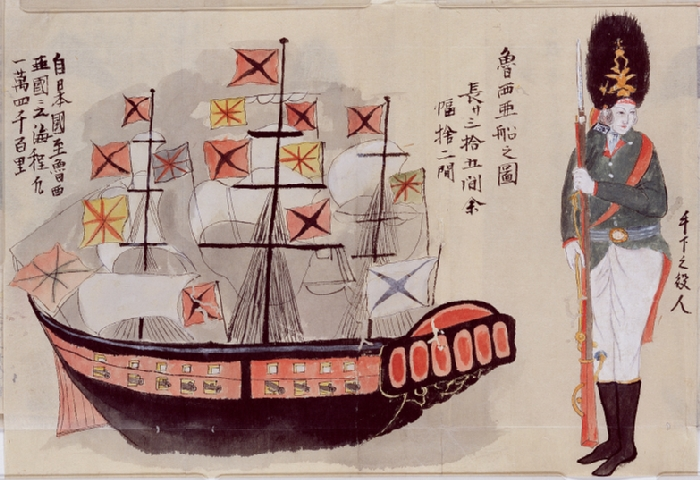
Dessin du navire de Nikolaï Rezanov qui arrive au Japon en 1804.
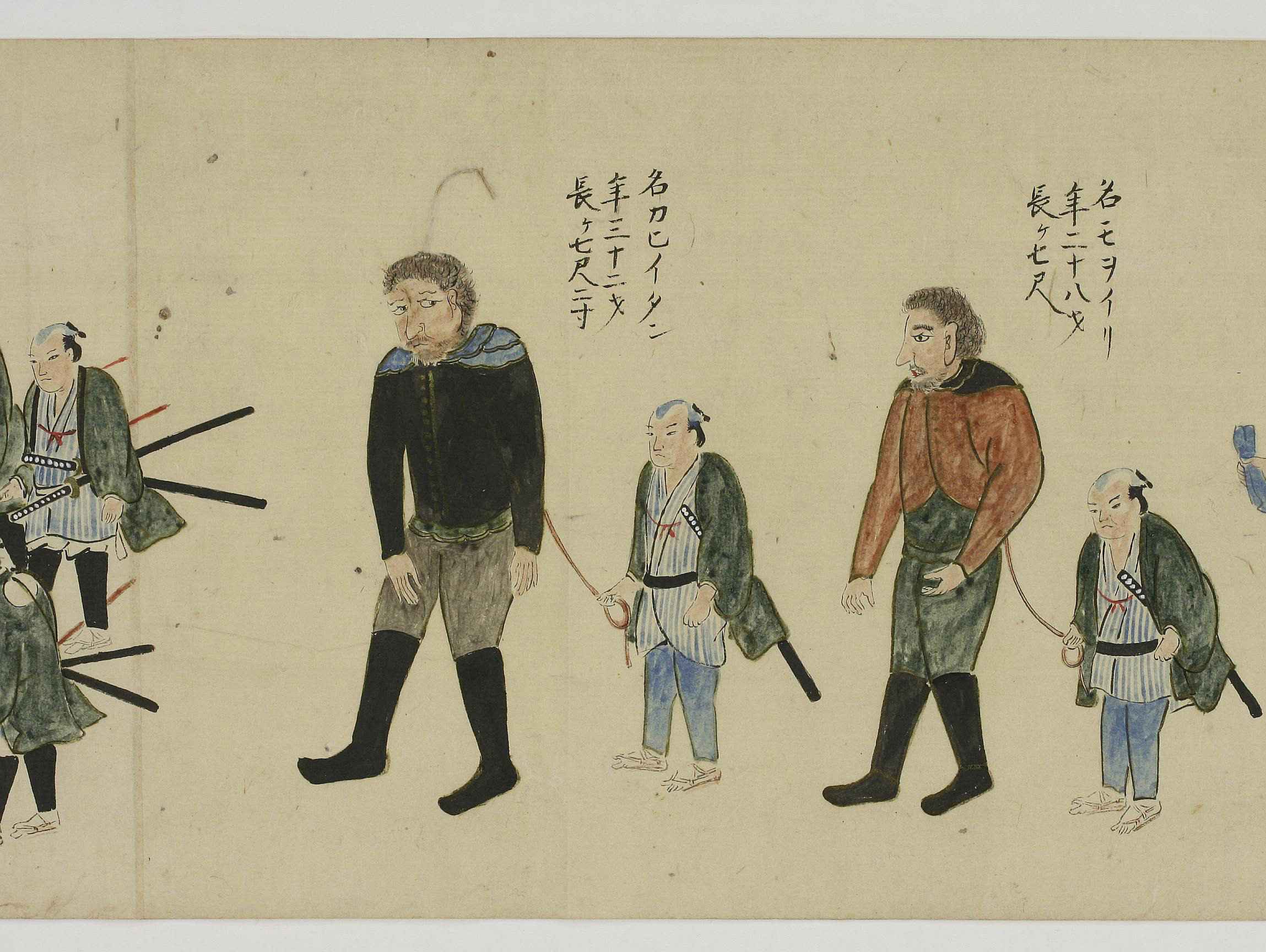
Vassili Golovnine et des membres de son équipage faits prisonniers par les Japonais de 1811 à 1813.
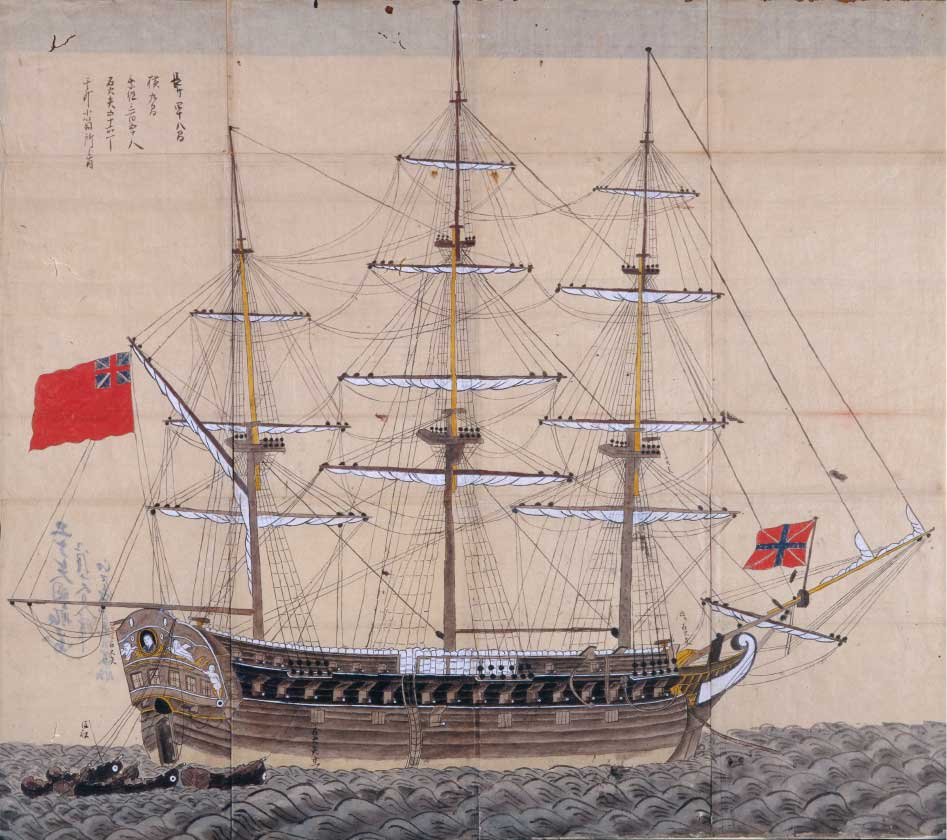
Dessin japonais du Phaeton, en baie de Nagasaki en 1808.
Dessin japonais du navire marchand américain impliqué lors de l'incident du Morrison en 1837.

### Ouverture du pays aux Occidentaux et réactions
Les puissances étrangères accentuent leur présence dans la région lors de la première moitié du XIXe siècle. La défaite en 1842 de la Chine des Qing, grande puissance dominante en Asie, face aux Britanniques lors de la première guerre de l'opium fait prendre conscience aux Japonais de leur propre faiblesse. Les alliés hollandais du shogunat transmettent une lettre du roi de Hollande leur enjoignant d’éviter toute forme de réaction violente face aux Britanniques sous peine de subir le même sort. De leur côté les Britanniques préparent déjà une opération pour impressionner les Japonais. Sir John Francis Davis (en) transmet dès mai 1845 au Foreign Office un plan d'opération qui en valide le principe, mais faute de moyens disponibles celui-ci reste à l'état de projet. Ce sont finalement les États-Unis qui passent en premier à l'action. L'amiral Perry arrive en baie d'Edo en juillet 1853 et impressionne les Japonais avec ses « navires noirs ». Il est porteur d'une lettre du président américain Fillmore demandant l'ouverture de relations entre les deux pays. La réponse à apporter crée une ligne de fracture au sein de l'appareil d'État japonais, ce qui a de profondes conséquences politiques. La cour impériale et la plupart des daimyō sont contre, le pouvoir shogunal est favorable. Lorsque Perry revient en février 1854, le pouvoir shogunal se plie à ses exigences et ratifie le 31 mars un « traité de paix et d'amitié » avec les États-Unis, puis en octobre avec les Britanniques. L'année suivante, en 1855, les Russes, eux aussi à la tête d'une flotte armée, obtiennent un traité similaire. En 1858, une série de traités commerciaux ouvrent davantage encore le pays au commerce avec les étrangers, et huit ports sont au total ouverts aux Occidentaux.
L'irruption des Occidentaux dans la région suscite des réponses variées au Japon. Pour faire face au retard technologique et militaire, le shogunat ouvre avec l'aide de ses partenaires hollandais le Centre d'entraînement naval de Nagasaki en 1855. La même année, il inaugure un institut de recherche destiné à l'étude des livres occidentaux. Le shogunat se tourne plus tard vers les Français pour faire construire une base navale à Yokosuka en 1866, et accueillir une mission militaire l'année suivante. Les daimyō sont autorisés à construire des navires de plus grands tonnages, et les fortifications côtières sont dotées de canons. En 1851, l'érudit Sakuma Shōzan ouvre à Edo une école où il enseigne les techniques militaires occidentales à partir de son étude d'ouvrages hollandais. Dans le sud du pays, le domaine de Satsuma, déjà en contact avec les Occidentaux via son fief des Ryūkyū, modernise depuis les années 1840 son artillerie et sa construction navale grâce aux savoirs européens. Le domaine de Saga construit en 1844 le four à réverbère de Tsukiji (ja), le premier du pays, ce qui lui permet de produire des canons en bronze de bonne qualité sur le modèle hollandais. La présence des Occidentaux est localement très mal accueillie. Le mot d'ordre de Sonnō jōi (« Révérer l'empereur, expulser les barbares ») circule dans le pays. L'empereur Kōmei lui-même signe en 1863 l'ordre d'expulser les barbares. Plusieurs incidents comme une attaque de ressortissants britanniques en 1862, le bombardement de Kagoshima en 1863, ou encore le bombardement de Shimonoseki en 1864 poussent les Occidentaux à s'impliquer de plus en plus dans le pays. Cependant, de 1864 à 1882,, les puissances occidentales sont engluées dans des enjeux européens, ce qui évite au Japon de devenir un de leurs champs d'affrontement. La Russie, qui cherche à étendre son influence en Asie centrale et dans les Balkans, provoque une réaction du Royaume-Uni. Paris doit faire face à l'échec de sa diplomatie au Mexique, puis à un affrontement militaire avec la Prusse. De leur côté, les États-Unis sont pris dans la guerre de Sécession.

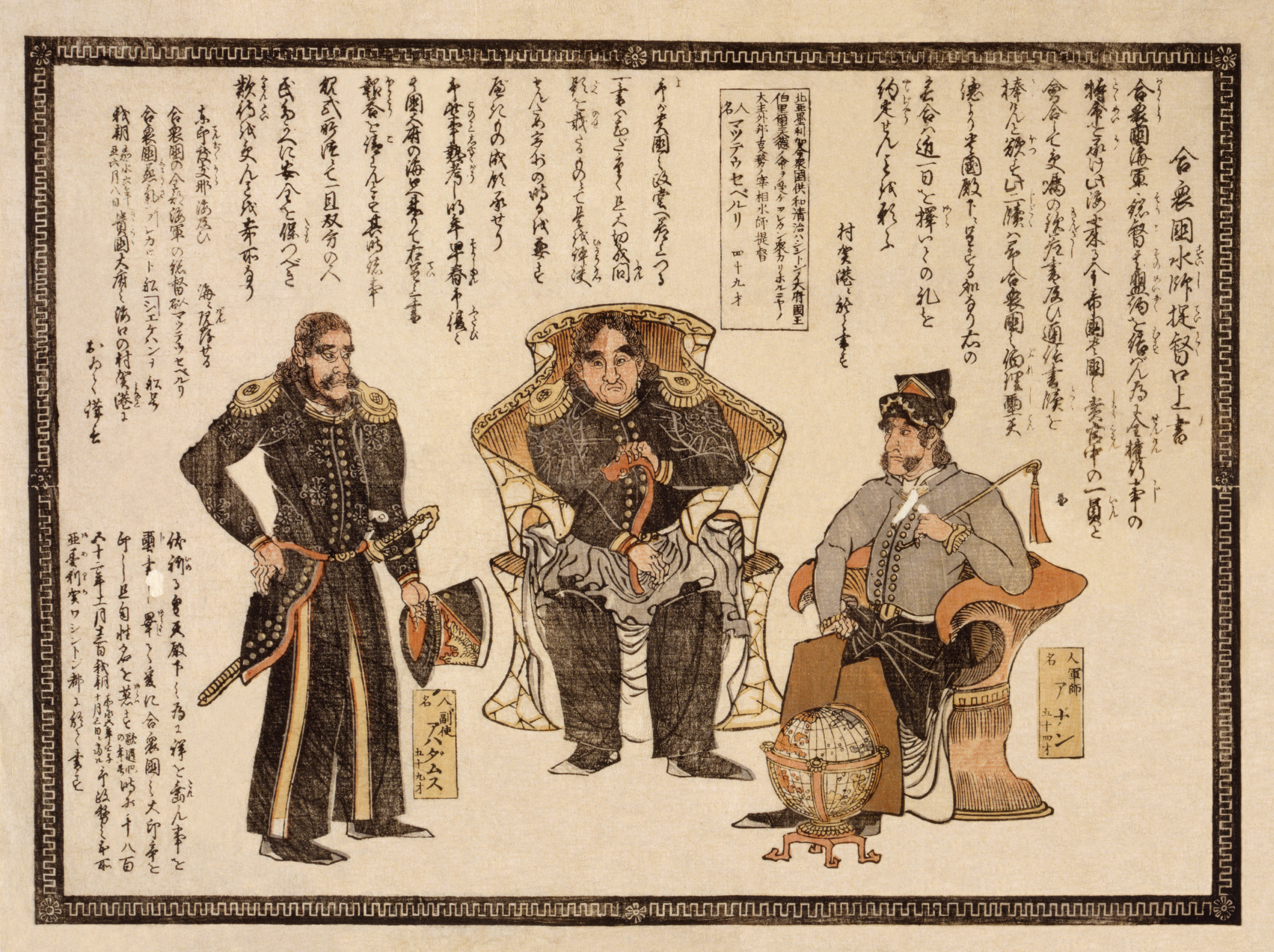
Estampe montrant l'amiral Perry et le texte de la lettre du président Fillmore adressée à l'empereur du Japon.
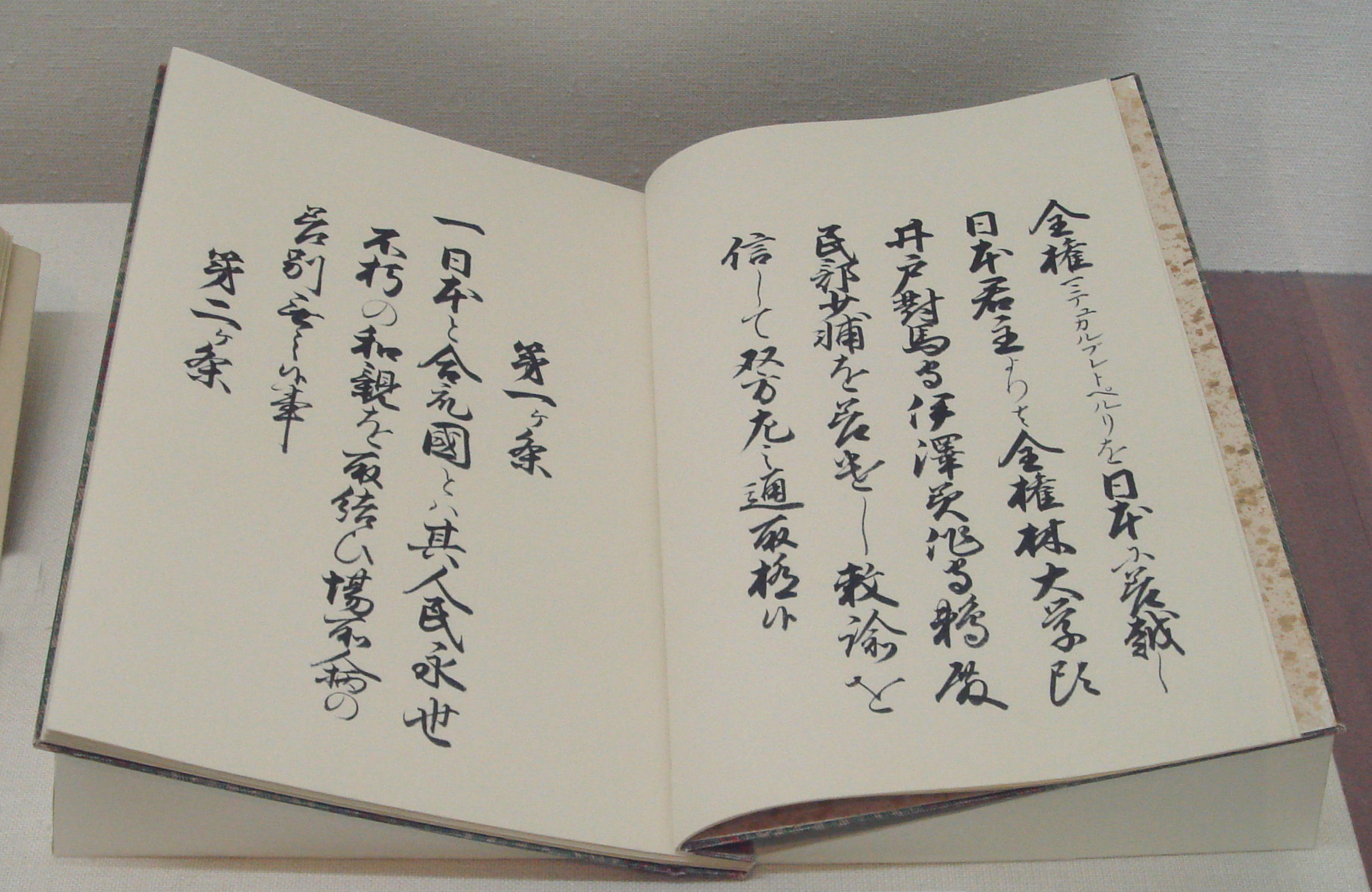
Exemplaire japonais de la convention de Kanagawa, premier traité inégal que le Japon signe avec les États-Unis en 1855 et qui ouvre le pays au commerce.
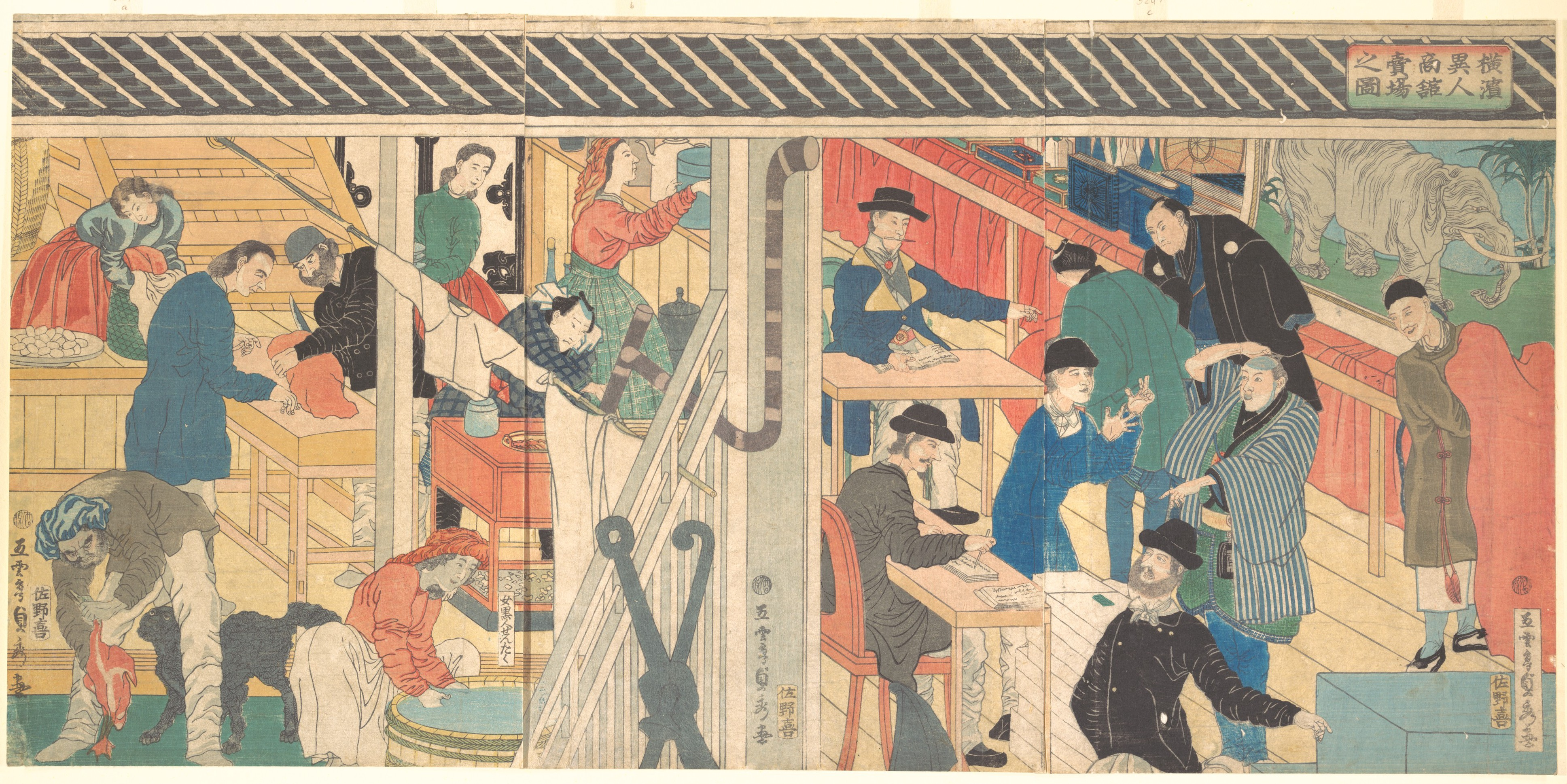
Comptoir commercial occidental à Yokohama, ukiyo-e de Utagawa Sadahide de 1861.
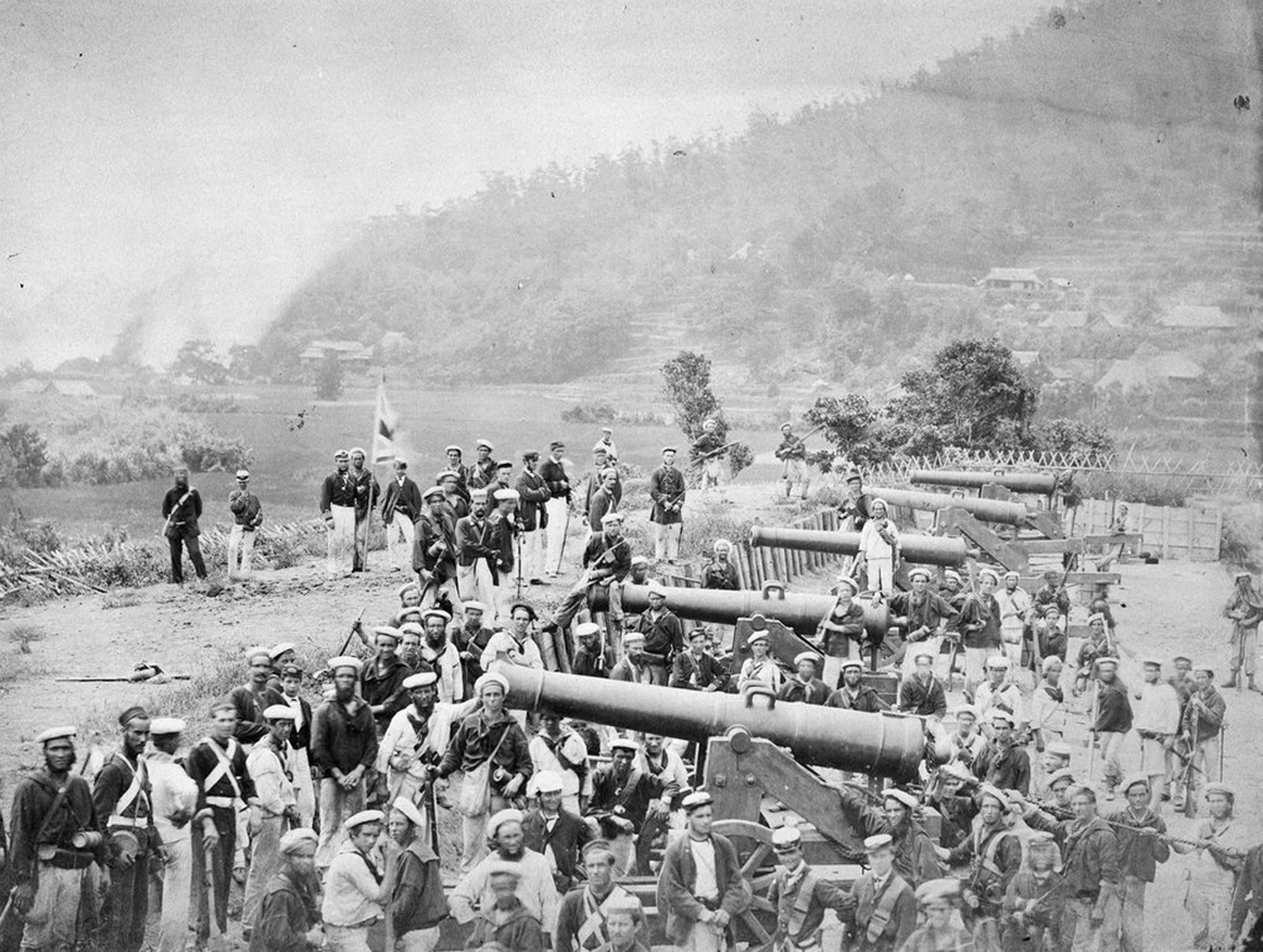
Artillerie moderne du domaine de Chōshū saisie à la suite du bombardement de Shimonoseki en 1864.

## Économie

### Essor économique des campagnes et développement urbain auxXVIIeetXVIIIe
Les activités agricoles restent la base économique sous les Tokugawa, et s'accroissent de manière importante au cours du siècle. La production nationale de riz passe de 18 millions de kokus en 1600 à 25 millions en 1700, alors que, dans le même temps, les surfaces cultivées sont multipliées par deux, grâce à la hausse des investissements productifs, des défrichements (le recours à des bêtes de trait devient plus fréquent), et aux progrès techniques (les outils en fer se généralisent). Les seigneurs, touchant sous forme de taxe 40 à 50 % des récoltes, soutiennent la hausse de la production. Des lois sont ainsi passées pour interdire le morcellement des parcelles, ou pour limiter la culture d'autres espèces que le riz, comme le tabac ou le coton. Une organisation collective du travail se met en place dans les rizières, renforçant le poids de la communauté agricole sur l'individu. Autour des grandes villes se développent des cultures commerciales : du chanvre pour le textile, du colza pour l'huile d'éclairage, ou du mûrier pour le ver à soie. Cela entraîne l'apparition d'économies régionales spécialisées, comme celle du coton dans le Kansai, du thé à Uji, ou du tabac à Mito et Kagoshima. La spécialisation des activités est aussi notable dans les régions côtières pour la pêche, dans la production de sel, mais aussi, dans les zones montagneuses, dans l'exploitation des forêts pour faire face à la hausse démographique, induisant une demande accrue en bois de chauffage et de construction. Dans les communautés rurales, les femmes jouent aussi un rôle dans le développement d'un artisanat tourné vers l'exportation.

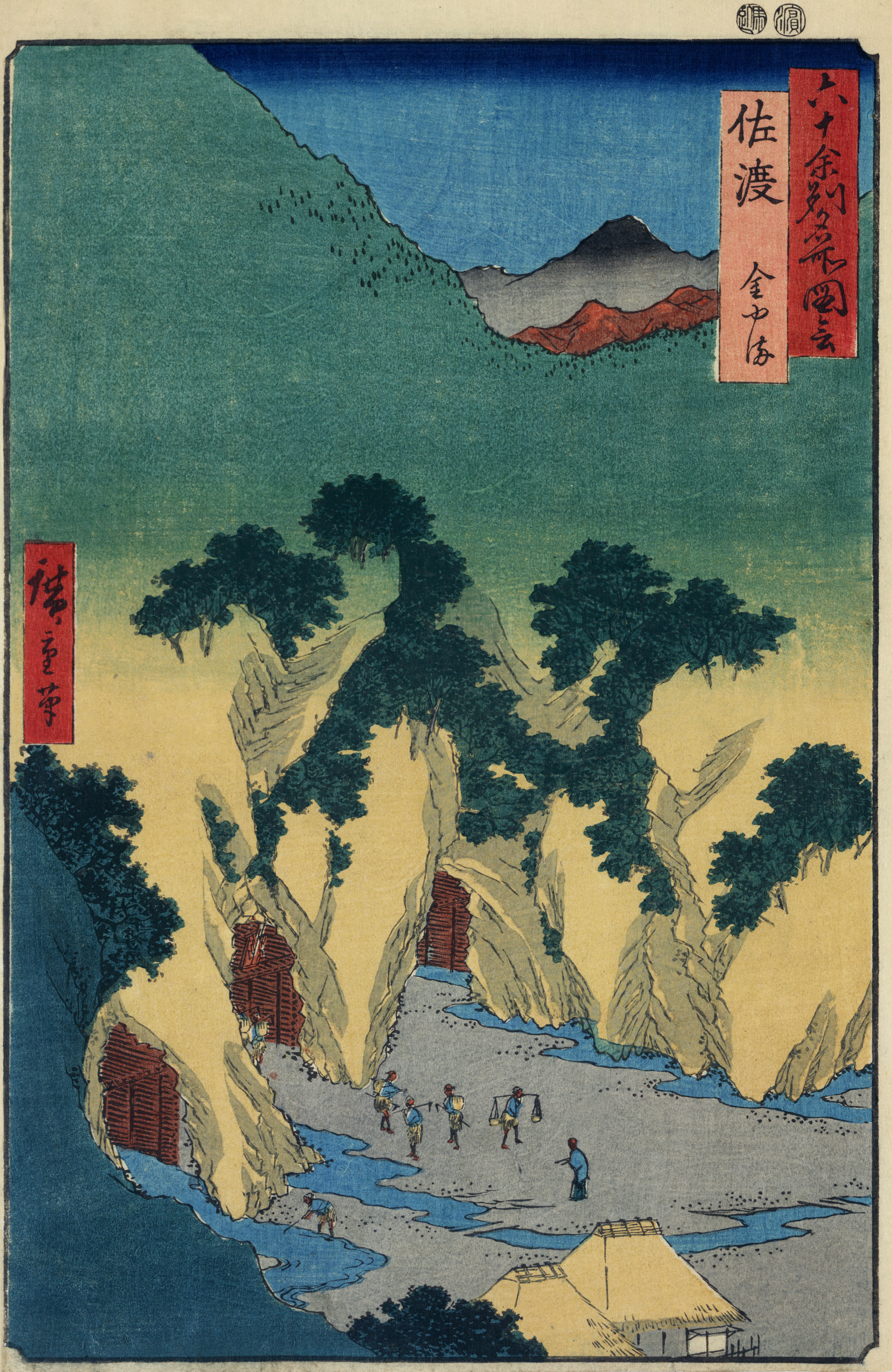
Les mines d'or de Sado vues par Hiroshige en 1853.

L'élévation du niveau de vie et la consommation de produits de luxe par les classes dirigeantes favorisent l'essor d'industries, comme les teintureries ou la production de soie ; les premiers revendeurs de tissus en semi-gros apparaissent à Edo. La céramique, la laque, le papier, mais aussi les brasseries de saké, bénéficient de cette dynamique consumériste. L'industrie minière adopte de nouvelles techniques, qui permettent de prolonger l'activité de certaines mines jusqu'au milieu du XVIIe siècle (or à Sado, argent à Iwami ou Ikuno) ou d'en développer d'autres (cuivre). La hausse de la production de fer permet de faire baisser son prix, et donc celui d'outils et d'armes faits à partir de ce métal.
L'accroissement et l'intensification des échanges commerciaux favorisent le secteur des transports, qui bénéficie aussi d'un cadre politique unifié et pacifié. Se met alors en place un réseau de routes, ponts et auberges reliant les grands centres urbains en cours de développement. Ceux-ci sont étroitement contrôlés par le pouvoir via des péages et gués. Les produits pondéreux sont principalement convoyés par voies fluviales et maritimes, nécessitant la construction de transporteurs spécialisés, et des liaisons maritimes régulières se mettent en place entre Edo et Osaka. Ce commerce sur de grandes distances rend nécessaire le développement de lettres de change et, avec elles, de familles de banquiers, comme celle des Mitsui, connue à Edo dès la fin du XVIIe siècle. Au début du XVIIIe siècle, Edo compte 2 000 maisons de changeurs, Kyoto 600, et Osaka 2 400.
La croissance urbaine est un des phénomènes majeurs du XVIIe siècle. À côté des trois grandes villes que sont Edo (1 million d'habitants au début du XVIIIe siècle), Kyoto (600 000 habitants), et Osaka (500 000 habitants), de nouvelles villes émergent près des châteaux seigneuriaux, des ports, des villes étapes, minières, ou proches des grands temples, mais elles dépassent rarement les 50 000 habitants. Dans ces centres urbains, la culture bourgeoise est à son apogée dans la dernière décennie du XVIIe siècle ; elle est tournée vers le récréatif et fondée sur la production et la circulation de beaux objets, la poésie et le théâtre. Les artisans de Kyoto sont à l'origine de différentes modes et sont actifs dans l'architecture, les aménagements intérieurs et l'art des jardins. C'est à cette époque que la céramique de Bizen se répand. L'enrichissement des marchands fait qu'Osaka commence à détrôner Kyoto en tant que capitale culturelle. Des auteurs comme Ihara Saikaku, Bashō et Chikamatsu Monzaemon sont les principaux représentants des lettres japonaises du XVIIe siècle ; l'existence d'une importante population lettrée et l'essor des techniques de gravure et de lithographie permettent une plus grande diffusion de leurs œuvres. La fermeture du pays aux influences étrangères se fait sentir et entraîne le développement d'un art de vivre à la japonaise. Les maisons de familles aisées adoptent plus massivement le style shoin-zukuri, datant du XVe siècle et destiné à l'origine à quelques grands personnages.

### Une économie fragile à partir du milieu duXVIIIe
La croissance de la population stagne à partir du milieu du XVIIIe siècle, pour osciller entre 28 et 33 millions d'habitants. La technique ne permet plus la mise en culture de nouvelles terres, et les efforts se tournent vers l'intensification du travail et vers la diversification des cultures. Cette évolution vers des cultures non vivrières rend la population plus exposée économiquement en cas de surproduction ou de baisse des prix. La tension démographique transforme le moindre aléa climatique en crise de subsistance, et ruine les paysans les plus pauvres, les obligeant à avoir recours à des prêts ou à l'usure. Ces paysans ayant perdu leurs terres deviennent un prolétariat agricole ou émigrent en ville. La population des campagnes se polarise entre grands propriétaires et paysans sans terre, favorisant le développement de jacqueries (les principaux pics d'agitations sont atteints dans les années 1780, 1830 et 1860). Les taxes dont les paysans doivent s'acquitter, théoriquement fixées à 50 %, s'établissent dans les faits entre 60 et 80 % des récoltes. Les mauvaises récoltes sont à l'origine de phénomènes d'inflation.

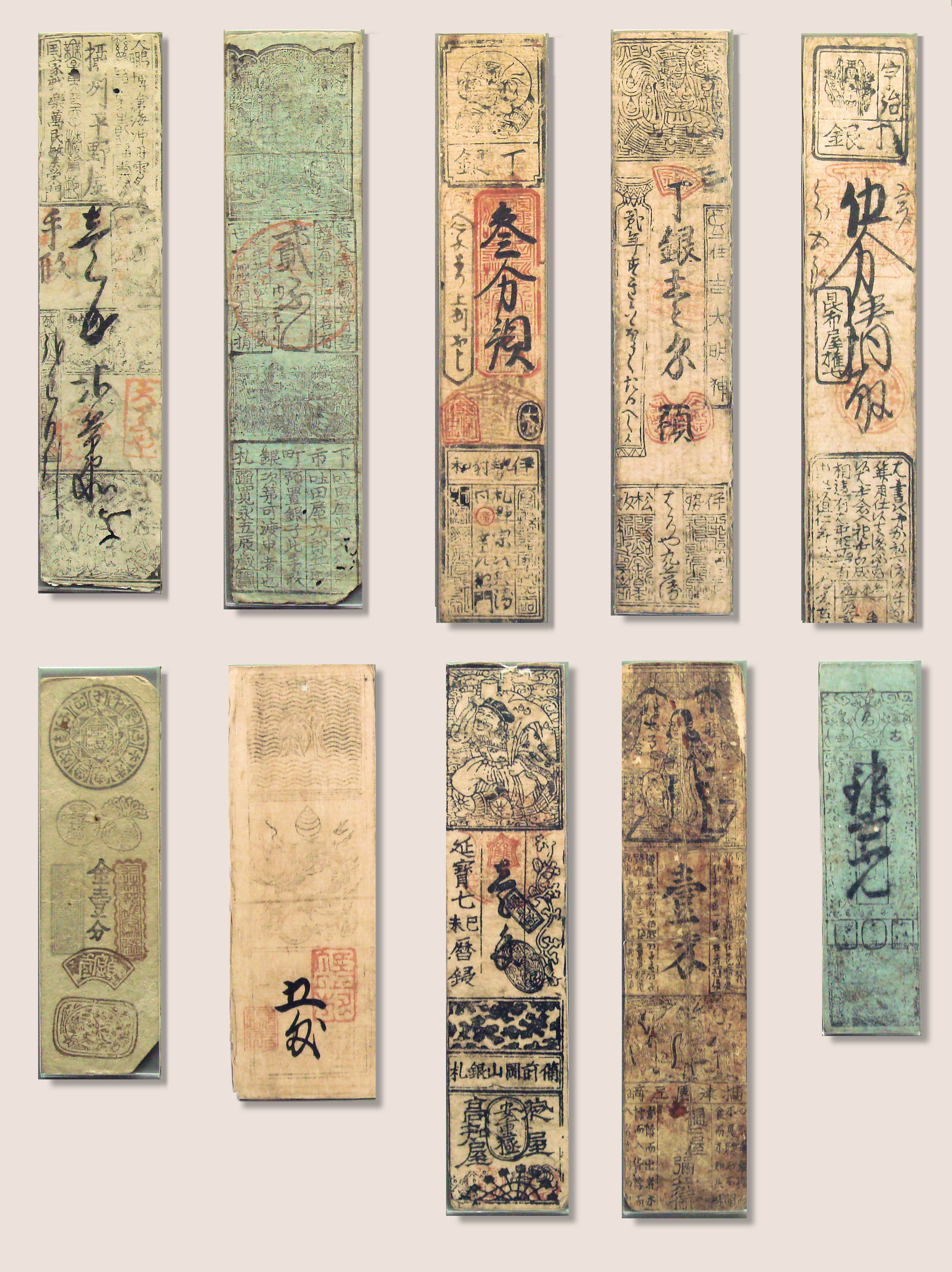
Exemple de Hansatsu, type de monnaie fiduciaire utilisée au XVII.

La situation dans les villes est comparable à celle des campagnes. L'expansion de l'économie marchande a enrichi une population d'artisans et de négociants, qui spéculent en achetant des terrains en ville. Ils les louent à des populations plus pauvres, anciens paysans émigrés en ville, exposés aux hausses de prix de l'alimentaire, aux incendies et aux épidémies. Cette hausse des dépenses de consommation touche aussi les samouraïs, dont le niveau de vie baisse, et pousse dans la misère les couches économiquement les plus fragiles ; certains samouraïs « revendent » leurs titres à des marchands, en adoptant la famille de ces derniers, leur faisant acquérir ainsi un rang social plus élevé. Dans les premières décennies du XIXe siècle, une proto-industrialisation se met en place au cœur de ce tissu urbain. Des ton'ya, ou industries domestiques, se développent et réunissent dans des fabriques des employés salariés. Ce système est inauguré dans les années 1820-1830 dans des brasseries de saké de la région d'Osaka, puis dans celle de Kyoto dans des soieries, ensuite dans celle de Nagoya, dans des ateliers de tissage du coton. Les femmes, puis les paysans expulsés de leurs terres constituent le gros de ces employés d'une économie pré-industrielle.
Trois réformes sont engagées pour faire face à ces difficultés économiques. La première, en 1720, par le shogun Yoshimune, vise à relancer de grands travaux, comme le défrichement de nouvelles rizières, et à réduire le train de vie de l'État. Malgré une stabilisation des finances du shogun, portée par des hausses d'impôts, la situation des couches rurales populaires continue à se dégrader. La seconde réforme, portée par le ministre Tanuma Okitsugu, intervient en 1770. Il renforce le monopole de certains grands marchands et permet le développement de sociétés par actions, tout en continuant la politique de grands travaux de son prédécesseur. Malgré des progrès dans le domaine commercial, il rencontre l'opposition des conservateurs, mais aussi celle des classes les plus populaires, victimes d'une inflation non maîtrisée. En 1783, l'explosion du volcan Asama provoque des crises de subsistance, et, en 1787, une trentaine de provinces sont proches de l'insurrection. La troisième réforme est lancée en 1790 par le daimyo Matsudaira Sadanobu, en réaction à la réforme précédente : Sadanobu en revient à une vision agrarienne de la société et voit dans la croissance de l'économie marchande l'origine des troubles que connaît le pays. Il fait renvoyer dans les campagnes les paysans émigrés en ville, fait interdire les dépenses de luxe, ainsi que les productions artistiques jugées contraires aux bonnes mœurs. Bien qu'il ne reste au pouvoir que jusqu'en 1794, ses réformes marquent profondément la fin du règne des Tokugawa.

### Crises de la fin du régime

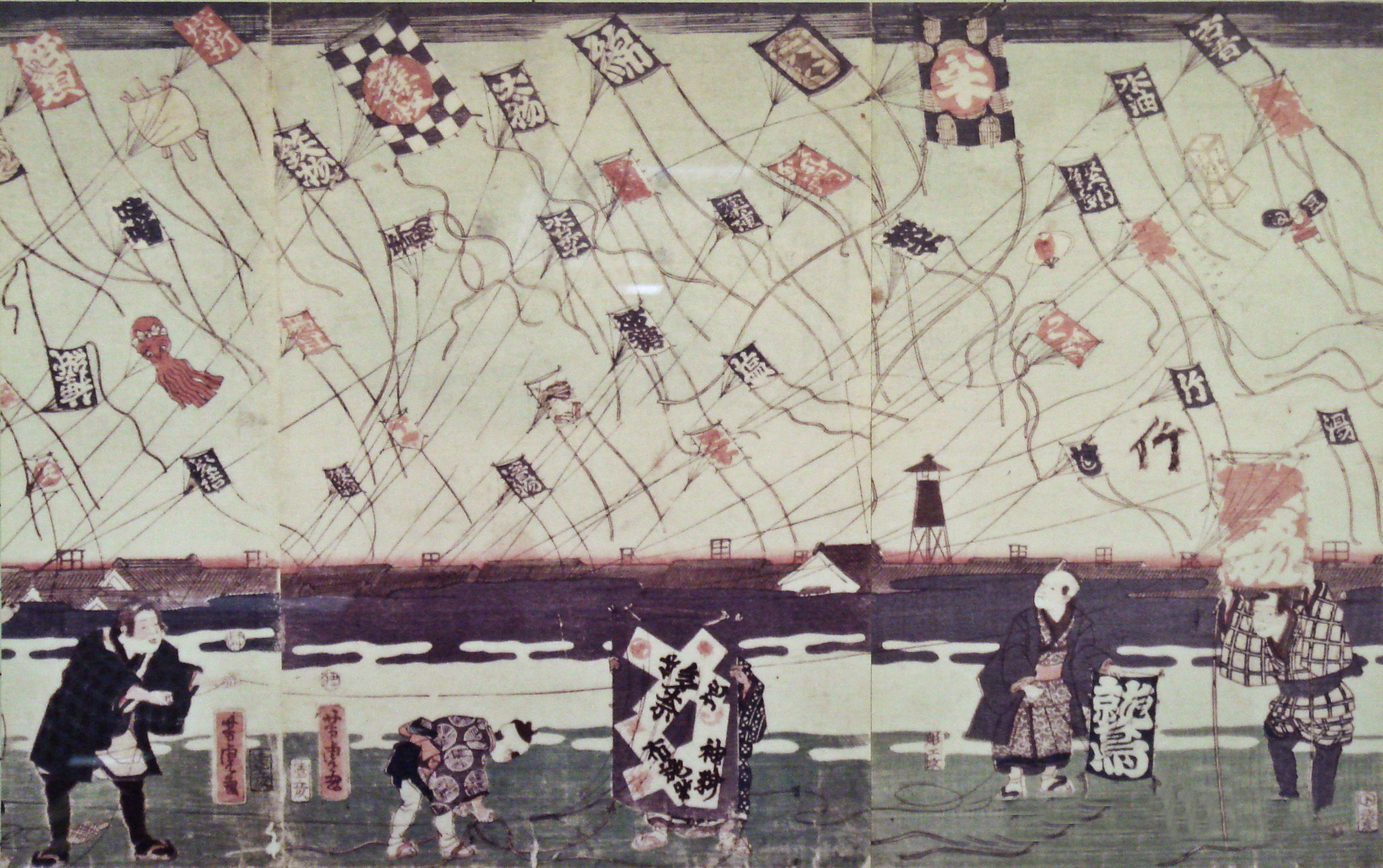
Image allégorique de l'inflation, les cerfs-volants montrant la hausse des prix.

L'arrivée de marchands étrangers engendre des résultats contrastés. Le port de Yokohama, créé en 1879, détrône rapidement celui de Nagasaki, et capte les deux tiers du commerce extérieur. Le pays exporte du thé, des produits de la pêche, ainsi que de la soie. La très forte demande pour ce dernier produit entraîne une augmentation des prix. Le prix du riz augmente de 50 % par an entre 1858 et 1867. Les échanges commerciaux avec l'Occident provoquent aussi une fuite des monnaies d'or en dehors de l'archipel, à l'origine, là aussi, d'un phénomène d'inflation. La très forte demande en soie pour l'exportation permet de soutenir la croissance dans ce domaine. A contrario, le coton importé d'Occident, meilleur marché que celui produit localement, provoque la ruine des producteurs japonais.

## Dynamiques spatiales du japon d'Edo

### Les trois métropoles: Edo, Ōsaka, Kyōto
Santo (ja)
Trois villes dominent le pays lors de l'époque d'Edo, chacune jouant un rôle particulier dans le fonctionnement général du pays.
Edo, nom alors porté par Tokyo, connait une croissance majeure au début de la période. Elle passe du rang de petite ville-château lorsque Tokugawa Ieyasu la récupère comme fief en 1590, au rang de capitale politique du pays quand ce dernier obtient le titre de shōgun en 1603. Ce rôle est encore accru en 1632 lorsque la règle du Sankin-kōtai impose aux Tozama daimyō de résider dans la ville la moitié du temps. L'urbanisation rapide de la ville à cette période dote la ville d'infrastructures et d'une physionomie particulière, la ville grandissant en spirale autour du point central, le château d'Edo. Des collines sont arrasées comme dans le quartier de Kanda, et les gravats sont utilisés pour rectifier le cours ou combler le lit des nombreux cours d'eau. Le pont de Nihonbashi (ja) est construit en 1603 pour traverser le fleuve Sumida.
La ville est divisée en quartiers dont les populations sont très différentes. Les résidences et les dépendances des daimyō occupent environ 70 % de l'espace de la ville, contre 15 % pour les temples, et 15 % pour le reste de la population. Alors que les daimyō privilégient les hauteurs de la ville à l'ouest, le gros de la population s'établit à l'est, dans la partie basse de la ville. Les Shinpan daimyō, les plus proche du shōgun s'établissent à proximité du château d'Edo, alors que ceux de rang inférieur, les Tozama daimyō sont plus éloignés du centre. Les différences d'urbanisation sont très marquée, entre des résidences de daimyō pouvant compter de grands jardins d'agréement, et les quartiers plus populaire où l'habitat est beaucoup plus exiguë. La densité de la ville rend les incendies très nombreux, au point qu'ils soient désignés sous l'expression de « fleurs d'Edo », les trois plus importants touchant la ville en 1657, en 1772 (ja), et en 1806 (ja). Des quartiers deviennent dédiés à des activités particulières, consacrés à la restauration, aux loisirs, ou à la prostitution (Yoshiwara)
La ville éclipse progressivement les autres métropoles du Japon de l'époque. La présence des daimyō créée une demande importante en biens culturel, et la ville devient lors de la période l'épicentre de la production culturelle au Japon.

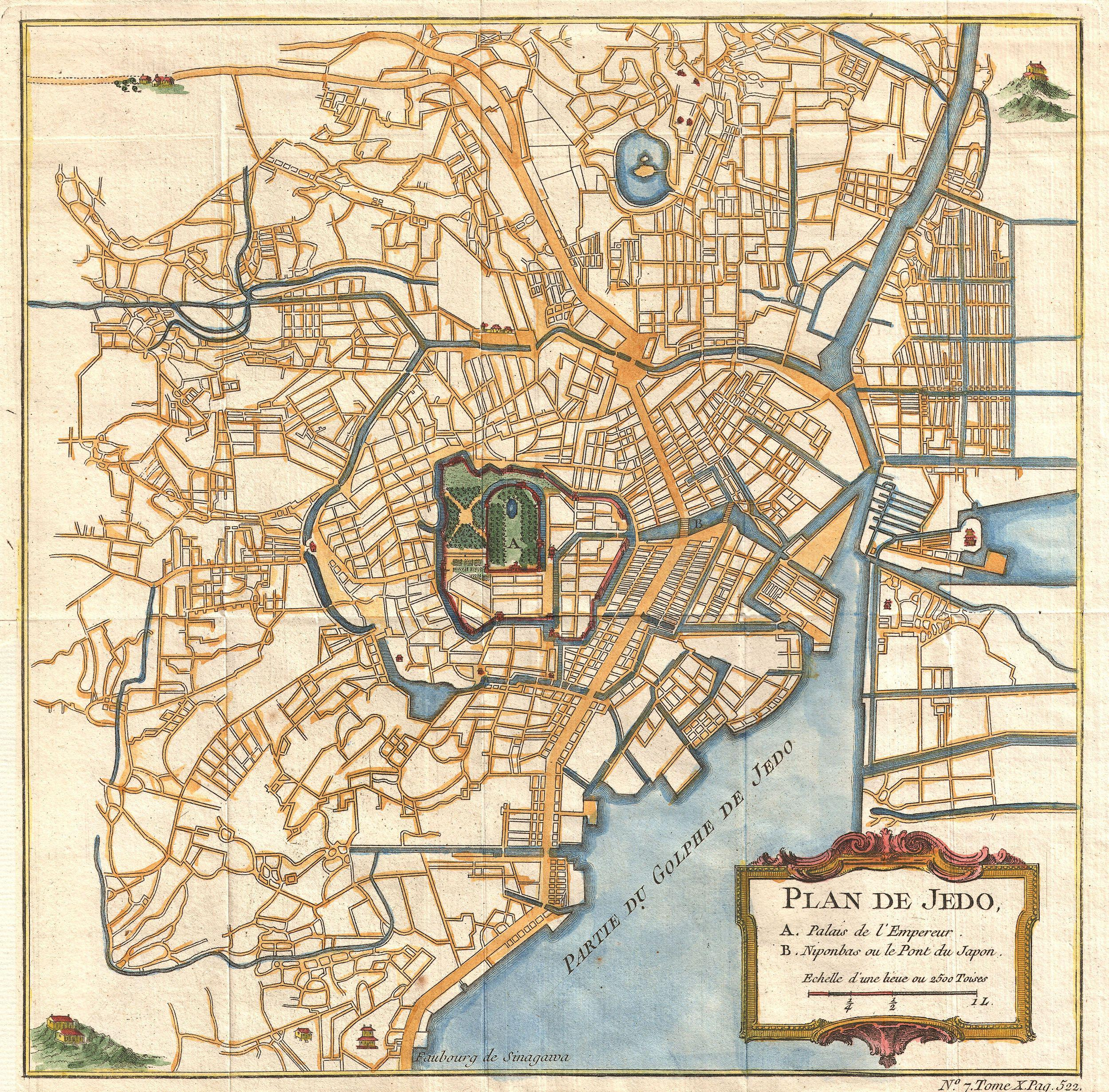
Carte d'Edo de 1752 produite par Bellin et Schley produite pour le Histoire générale des voyages de l'abbé Prévost.

Ōsaka s'impose comme une ville majeure du pays au début de l'époque d'Edo. La région dans laquelle elle se forme bénéficie déjà de plusieurs ports, de centres religieux comme le Hongan-ji d'Ishiyama, et de villes importantes comme Sakai. Toyotomi Hideyoshi y fait construire en 1583 une forteresse qui devient le Château d'Ōsaka. Le site capte rapidement une partie de la population de Sakai, et à la fin de l'époque Azuchi-Momoyama en 1603 la ville est déjà l'une des plus importantes du pays. La ville passe sous administration directe du shogunat en 1617, à la suite de la révolte manquée du Clan Toyotomi contre le shogunat trois ans plus tôt. La ville bénéficie alors d'une reconstruction importante.
La ville s'impose comme un pôle commercial majeur lors de la période, et comme le centre économique du pays lors de toute la période
. Située au croisement de plusieurs routes maritimes et terrestre importantes, la ville bénéficie de très nombreux canaux qui permettent l'affrêtement d'un volume conséquent de marchandises. Trois grands marchés sont destinés au commerce des fruits et légumes (près du pont de Tenma (ja)), du poisson (près de Kami Uoya-machi) et de riz (au nord de la rivière Dōjima). De grandes familles commerçantes émergent, qui peu à peu diversifient leurs revenus en devenant prêteurs et banquiers pour le shogunat et les daimyō. Ces marchands parviennent au cours du XVIIe siècle et du XVIIIe siècle à négocier l'obtention de plusieurs monopoles auprès du shogunat, ce qui permet le développement d'activités de transformations. Avec le monopole du cuivre, c'est tout une industrie du raffinage de ce métal qui s'y développe et qui emploie autour de 10 000 personnes à la fin du XVIIe siècle, et avec le monopole des plantes médicinales, c'est une proto-industrie pharmaceutique qui émerge. De nombreux  daimyō y entretiennent une présence d'ordre commerciale, c'est dans cette ville qu'ils vendent leurs surplus en riz. Souvent assuré par des samurai au début de la période, ils sont peu à peu remplacé par des financiers spécialisés, les Kuramoto (ja), qui gèrent parfois les intérêts de plusieurs daimyō. Un premier marché à terme voit le jour à la bourse du riz de Dōjima : un système complexe d'instruments financiers comme les promesses de vente et de couverture est mis en place par les grands commerçants de la ville. Un courtier, Honma Munehisa y développe au milieu du XVIIe siècle le précurseurs des Chandeliers japonais, instrument d'analyse technique des marchés.
Les richesses qui transitent à Ōsaka et qui y sont produites permettent à une bourgeoisie nombreuse et fortunée de s'affirmer. Ceci y permet le développement d'une culture importante qui concurrence très longtemps celle d'Edo. Des théâtres de bunraku comme le Takemoto-za servent de lieux de diffusions culturels importants, et la bourgeoisie de la ville est aussi à l'initiative de l'ouvertures d'écoles comme le Kaitokudō en 1724.

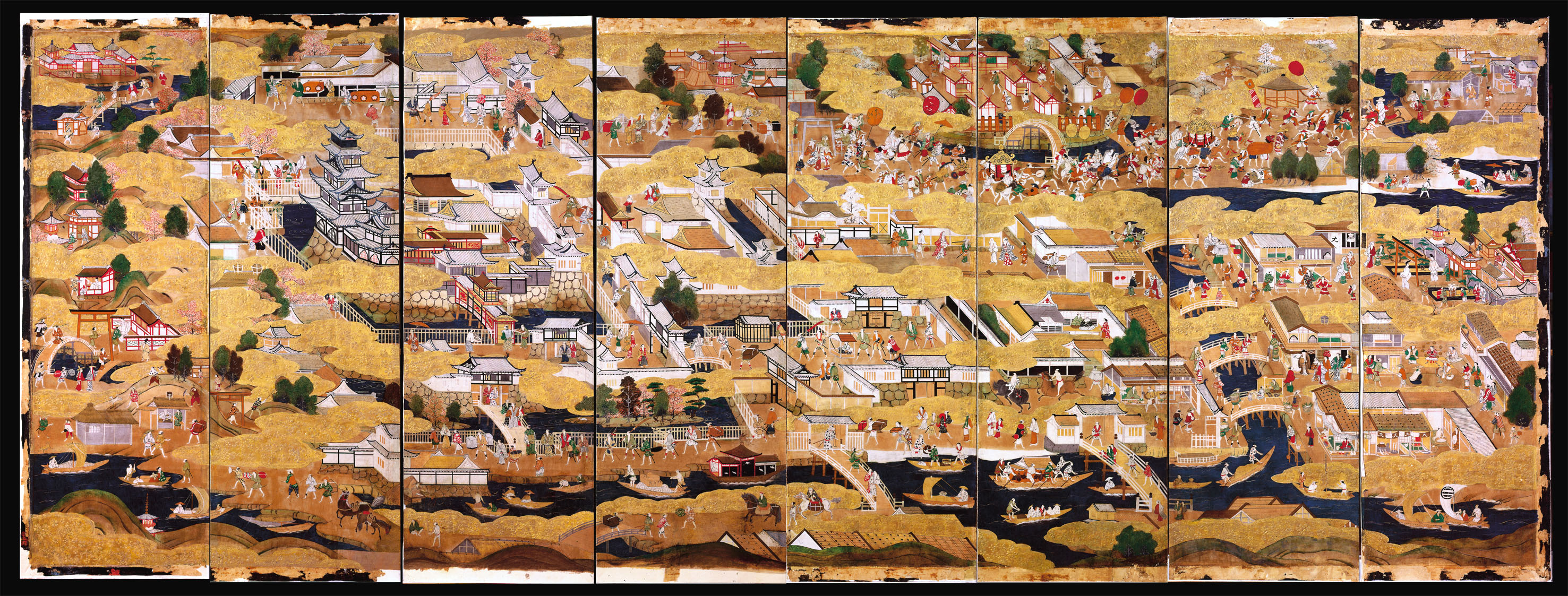
Byōbu représentant la ville d'Ōsaka autour de 1610.
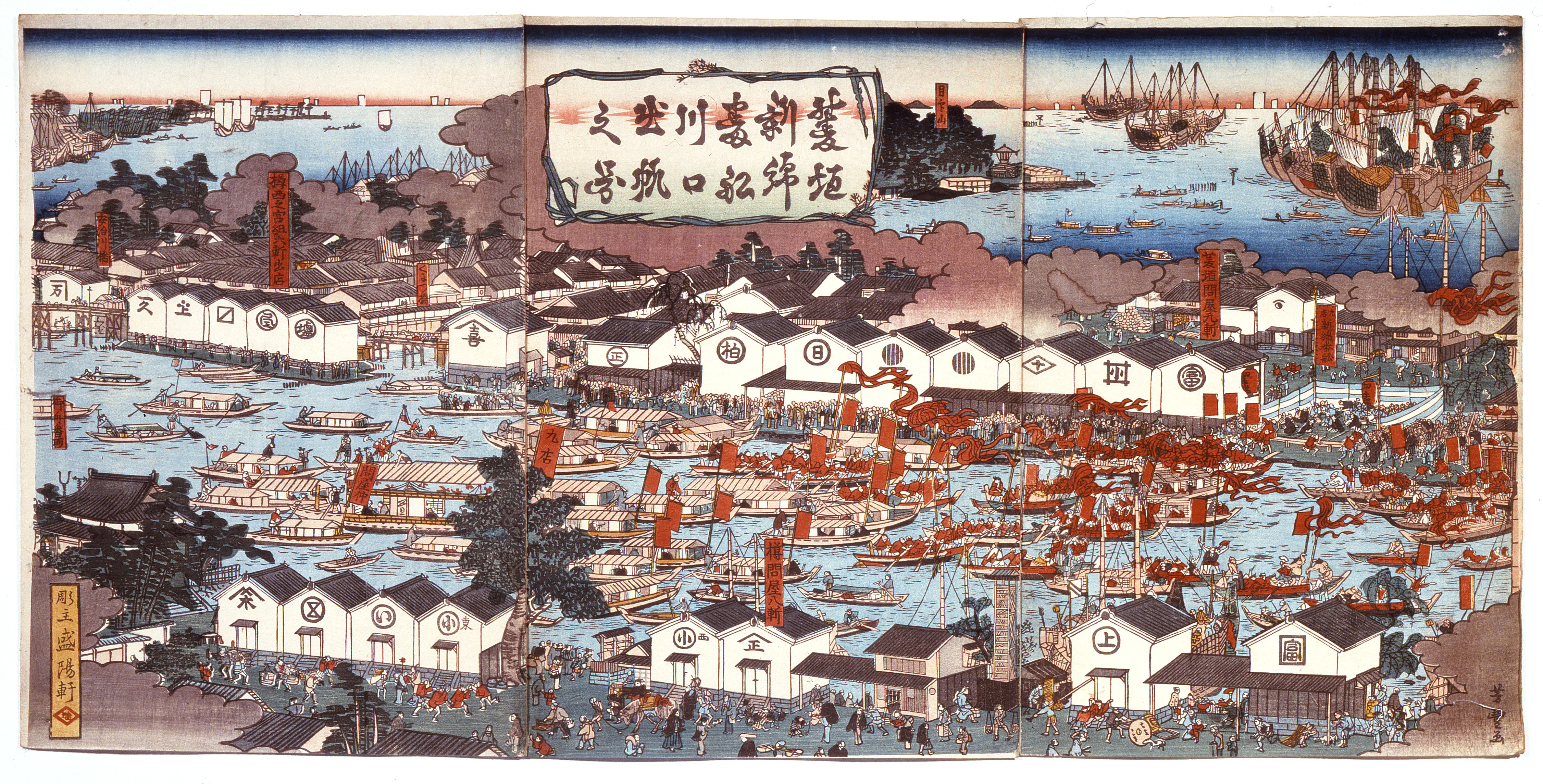
Section du port d'Osaka, avec de nombreux entrepôts destinés au commerce du coton, ukiyo-e de Yoshitoyo Gansuitei (ja) vers 1855.
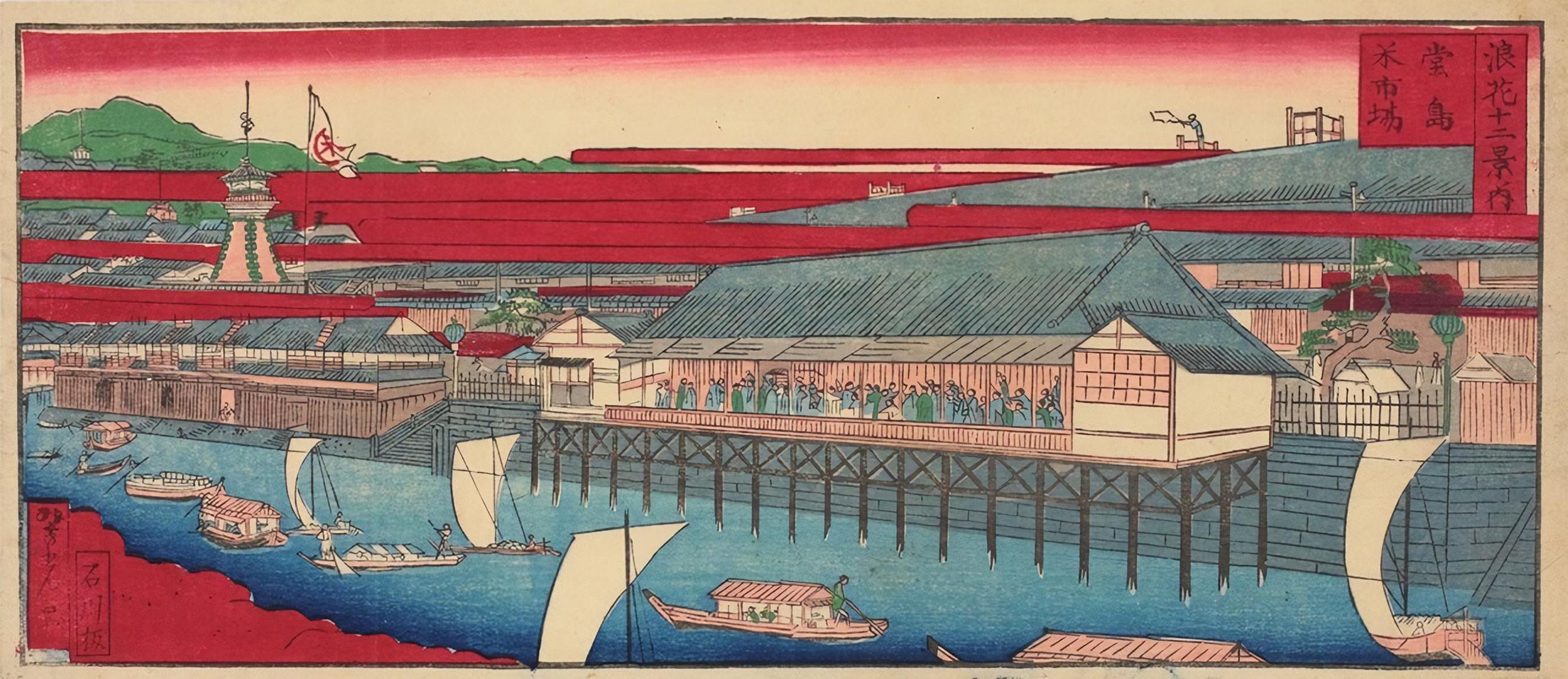
bourse du riz de Dōjima, ukiyo-e de Yoshimitsu Sasaki vers 1880.

La ville de Kyōto reste le centre du pouvoir impérial, bien que celui-ci soit essentiellement symbolique et religieux. La cour et ses aristocrates, les Kuge continuent d'y siéger. Le shogunat y exerce une présence discrète via son représentant, le Kyoto shoshidai, et n'intervient que peu avec cette cour. Il incite cependant les différentes sectes bouddhistes à regrouper leurs temples dans le même quartier de la ville, à l'est, et à y fixer leurs monastère principal. La présence importante de nombreux moines fait émerger Kyōto comme le grand centre culturel et intellectuel de l'époque. De nombreuses écoles privées, ou juku, y dispensent divers types d'enseignements. La ville est aussi un grand pôle de l'imprimerie japonaise à cette époque.
L'activité reste centrée autour du palais impérial, le plan général en damiers de la ville restant le même depuis les époques précédentes. Les résidences des Kuge sont situées à proximité du palais, les magasins des artisans et commerçant étant regroupés par spécialités. La reconstructions de la ville qui suit la période d'unification du pays attire à Kyōto de nombreux grands artisans, qui y demeurent ensuite pour satisfaire la demande en produits de luxe des Kuge, et d'artisanats raffinés des monastères. La ville connait un développement commercial important, et certaines entreprises comme Mitsui y installent leurs sièges à cette époque.

### Voies de communication
Le shogunat Tokugawa met en place une organisation pour surveiller et structurer les grandes voies de communication du pays. Le système de résidence alternée, ou sankin-kōtai, impose à partir de 1635 la présence des daimyō et de leurs familles à Edo une partie de l'année, ce qui induit un grand nombre de voyageurs sur les routes, ainsi qu'un besoin de contrôler ceux-ci. Un premier tronçon entre Edo et Kyōto est d'abord créé, la Tōkaidō, avant que quatre autres tronçons ne suivent pour former le réseau de la Gokaidō. Ces routes traversent le plus souvent les domaines de différents daimyō, ce qui a pour effet d'étendre l'autorité shōgunale au sein de ces fiefs. Les daimyō ne peuvent alors plus exercer de contrôle sur ces voies, y prélever des taxes, ou instaurer des droits de passage. Le shogunat y entretient ses propres relais (248 en tout pour les routes de la Gokaidō, implantés tous les 4 à 12 km).
Les relais fonctionnent comme de petites villes, et réunissent les services que peuvent attendre les voyageurs. Chacun doit posséder un nombre suffisant de porteurs et de chevaux (une centaine à chaque fois), même si la plupart des relais éprouvent des difficultés à atteindre ce seuil. Les voyageurs officiels qui travaillent pour le shogunat disposent de logements particuliers, des honjin. De nombreux entrepôts et auberges sont aussi entretenus pour les commerçants, et des espaces destinés aux loisirs sont même présents pour divertir les voyageurs les plus fortunés. Les villages alentour doivent fournir des porteurs et des chevaux, ce qui cause régulièrement des troubles lors des pics d'activités, souvent aux intersaisons. Des taxes sont imposées aux voyageurs à chaque relais en fonction de leur statut et de la nature de leur voyage. Des points de contrôle, ou sekisho (关所), sont aussi présents sur les tronçons de la Gokaidō (une cinquantaine en tout, principalement concentrés autour d'Edo). Le voyage sur ces routes est soumis à autorisation préalable, et les permis de voyager sont alors contrôlés. Des gardes en armes veillent sur ces passages, qui ne sont ouverts qu'en journée. La rigueur avec laquelle s'applique le sankin-kōtai est peu à peu levée lors du XVIIIe siècle, mais les contrôles perdurent. Le nombre de voyageurs croît à partir du XVIIIe siècle et la pratique du tourisme se développe dans les sphères les plus aisées. Des guides touristiques sont édités, qui recensent les points d'intérêts sur une route. Les pèlerinages vers des temples plus ou moins proches des grandes routes se développent.
En parallèle à ce transport terrestre concernant principalement les voyageurs se développe aussi le transport maritime, destiné aux marchandises. Le port d'Ōsaka voit deux grandes routes commerciales converger, l'une venant de la façade pacifique, l'autre des côtes de la mer du Japon via le détroit de Shimonoseki et la mer intérieure de Seto. Les surplus de riz, le coton et l'huile produits dans la région y sont vendus puis exportés dans le reste du pays, y compris vers la capitale Edo qui reste dépendante du marché d'Ōsaka jusqu'au XVIIIe siècle. Le tonnage des bateaux augmente régulièrement. Initialement limité à 500 koku pour limiter les risques de commerce avec l'étranger, il est multiplié par trois à quatre vers la fin de la période.

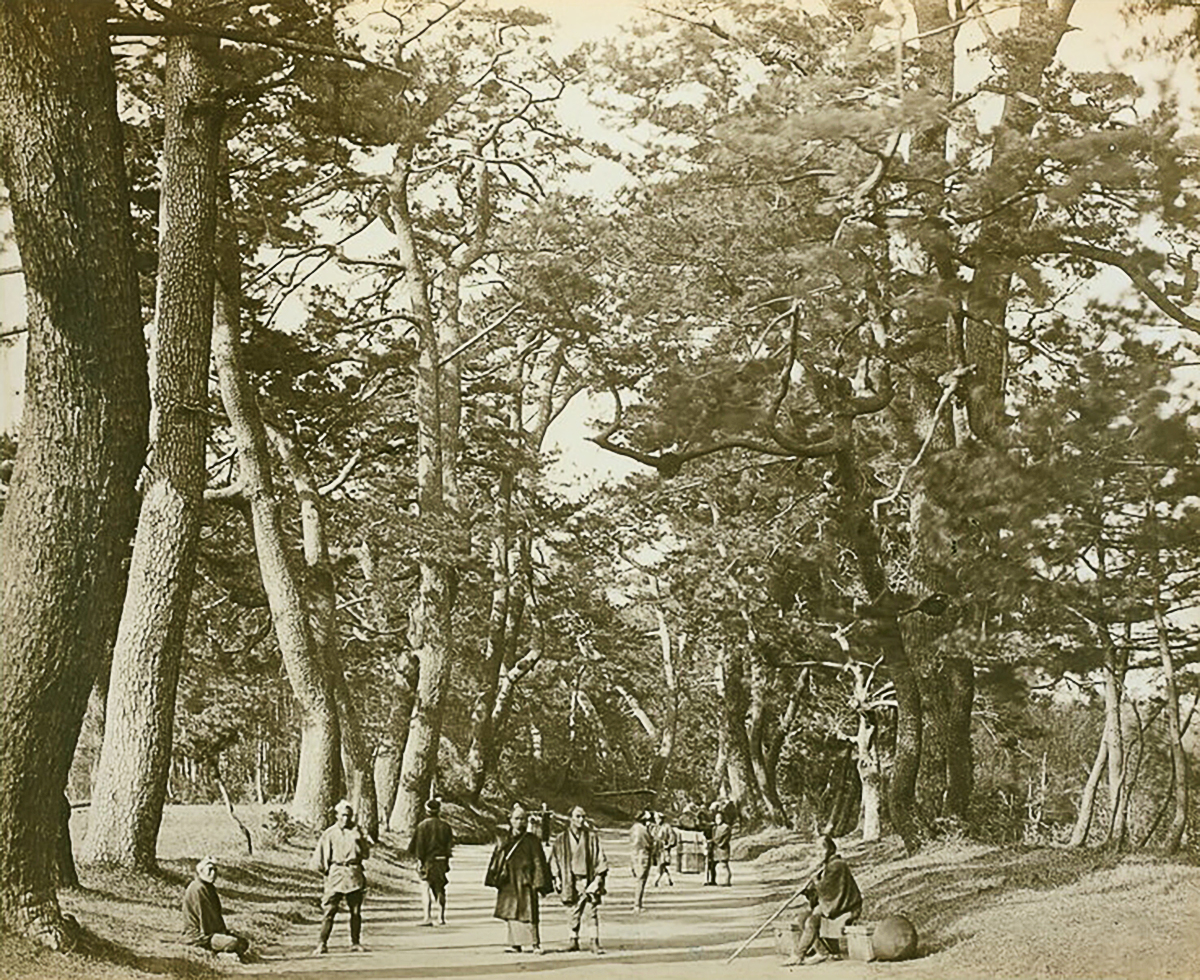
Vue de la Tōkaidō, photo de Felice Beato, 1865.
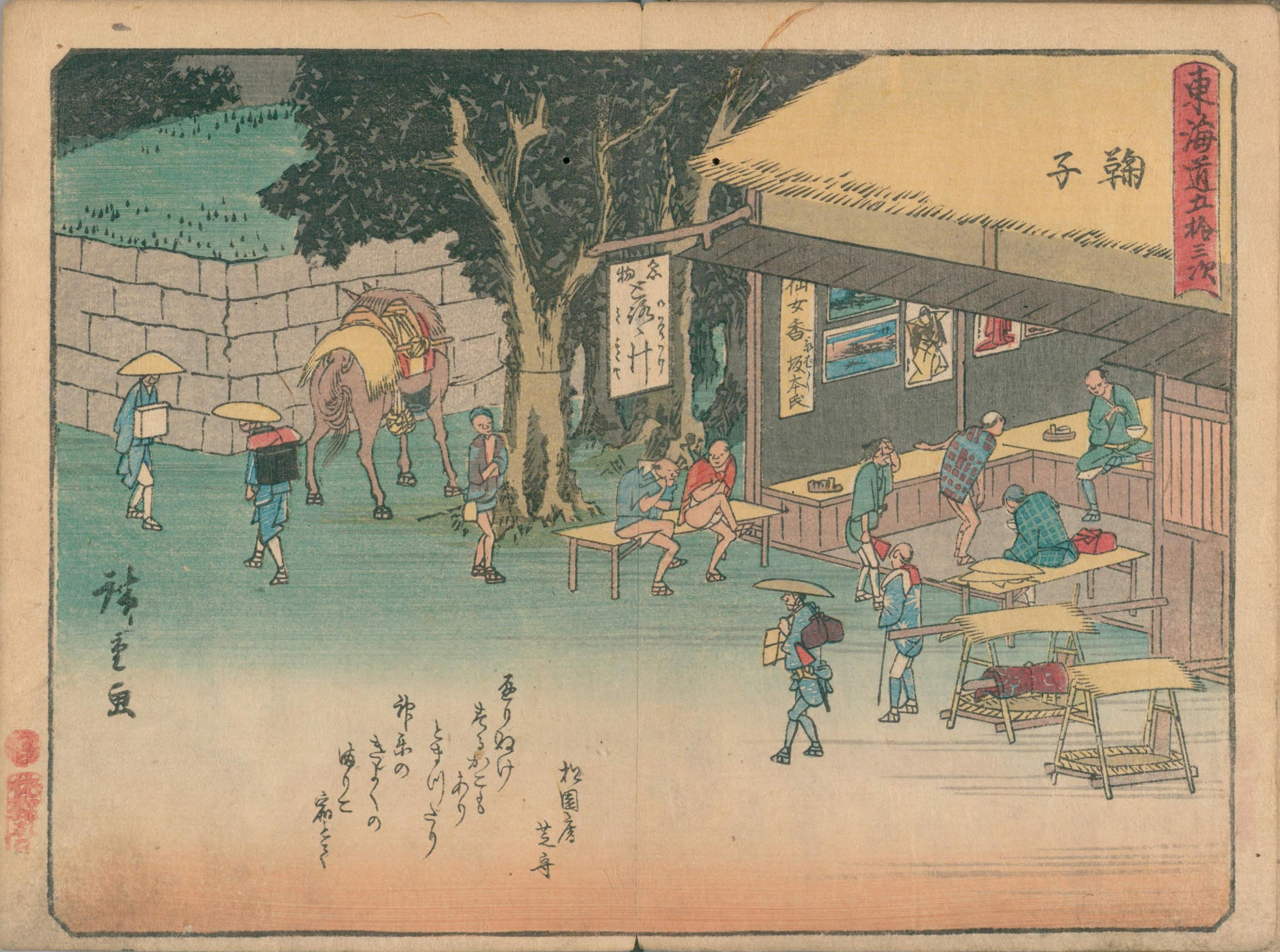
Porteurs et chevaux à une station, ukiyo-e de Hiroshige, vers 1840.
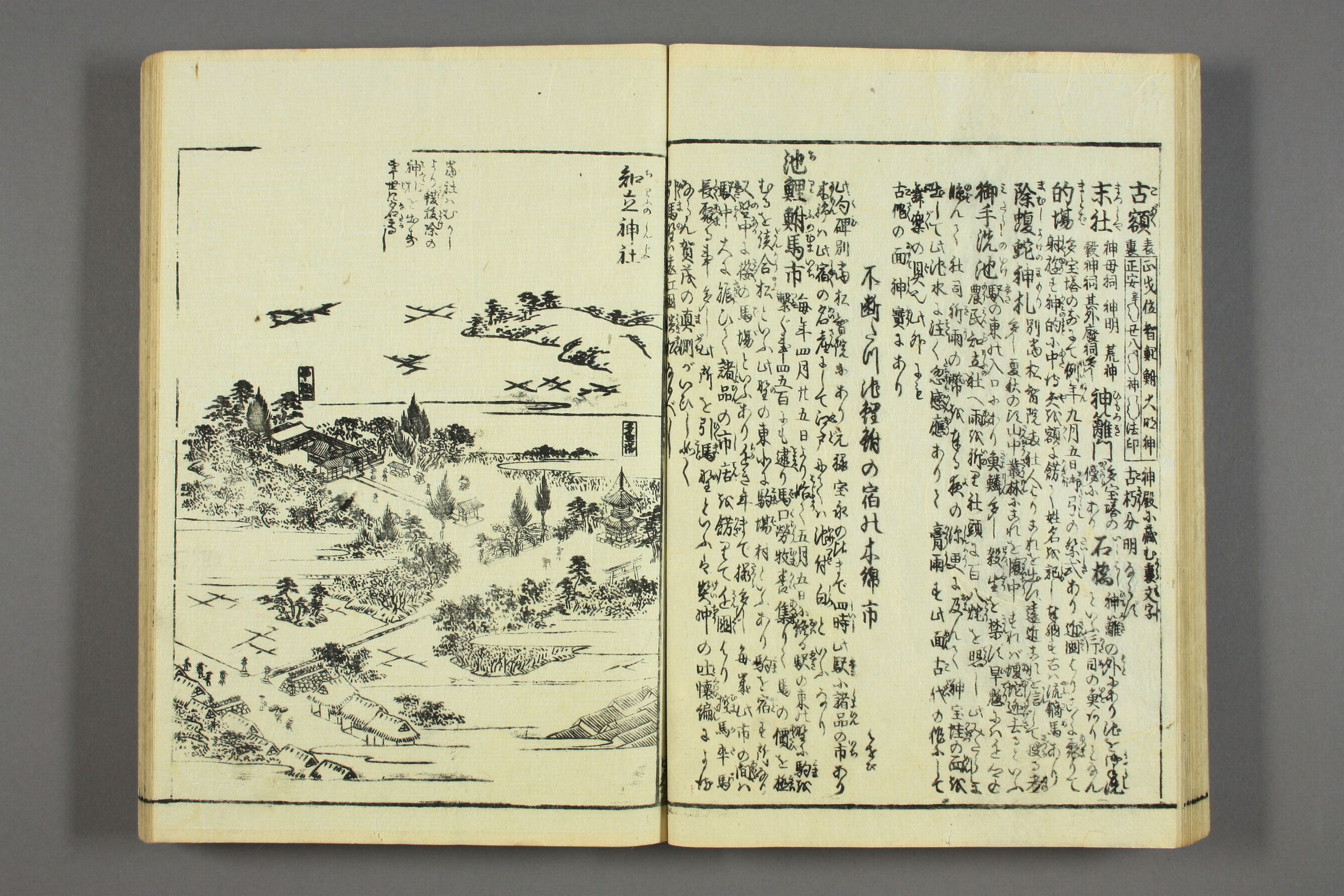
Présentation d'un temple présent à proximité de la Tōkaidō dans un guide touristique, ou meisho zue, de 1797.
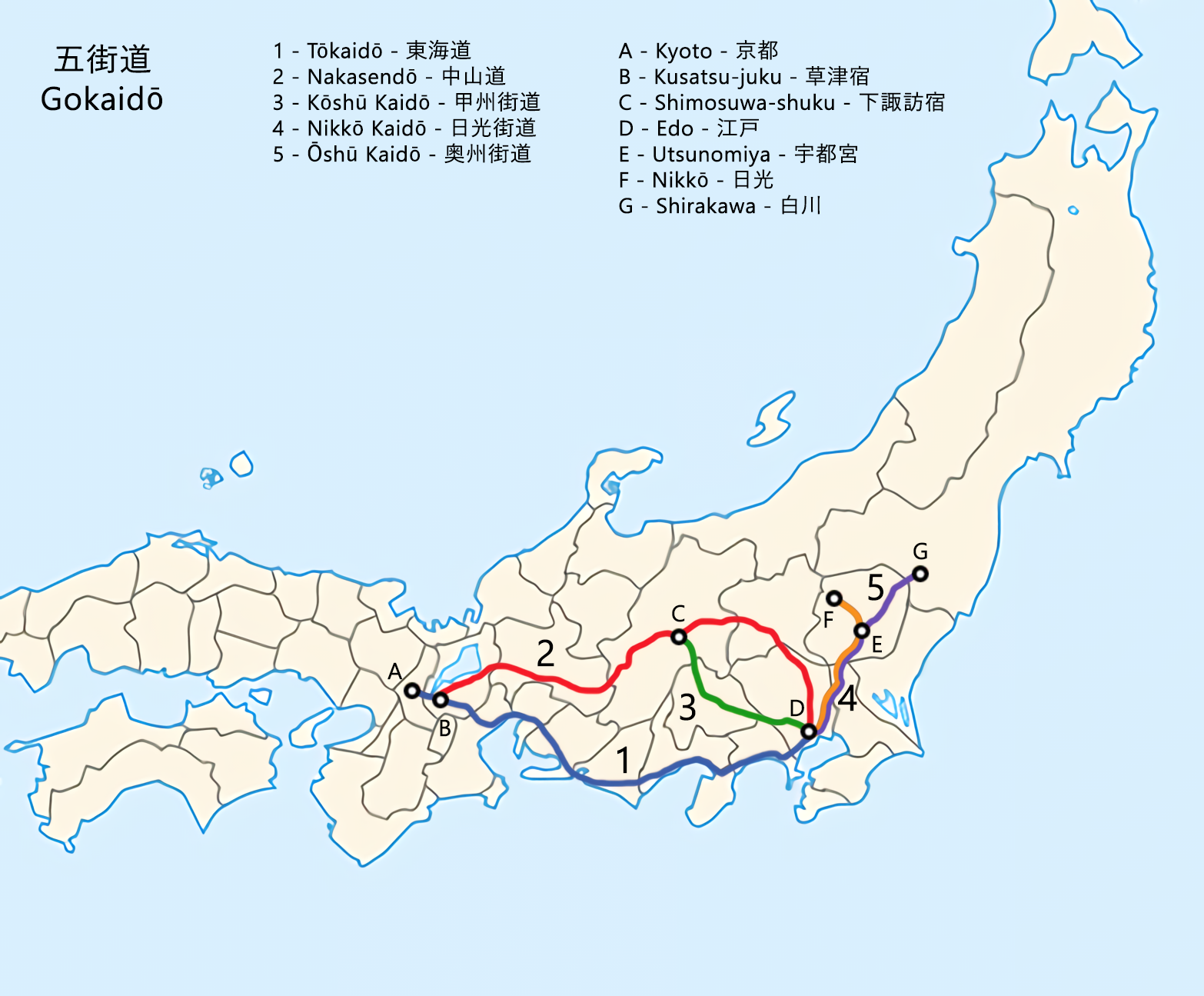
Carte des cinq routes majeures, ou Gokaidō.
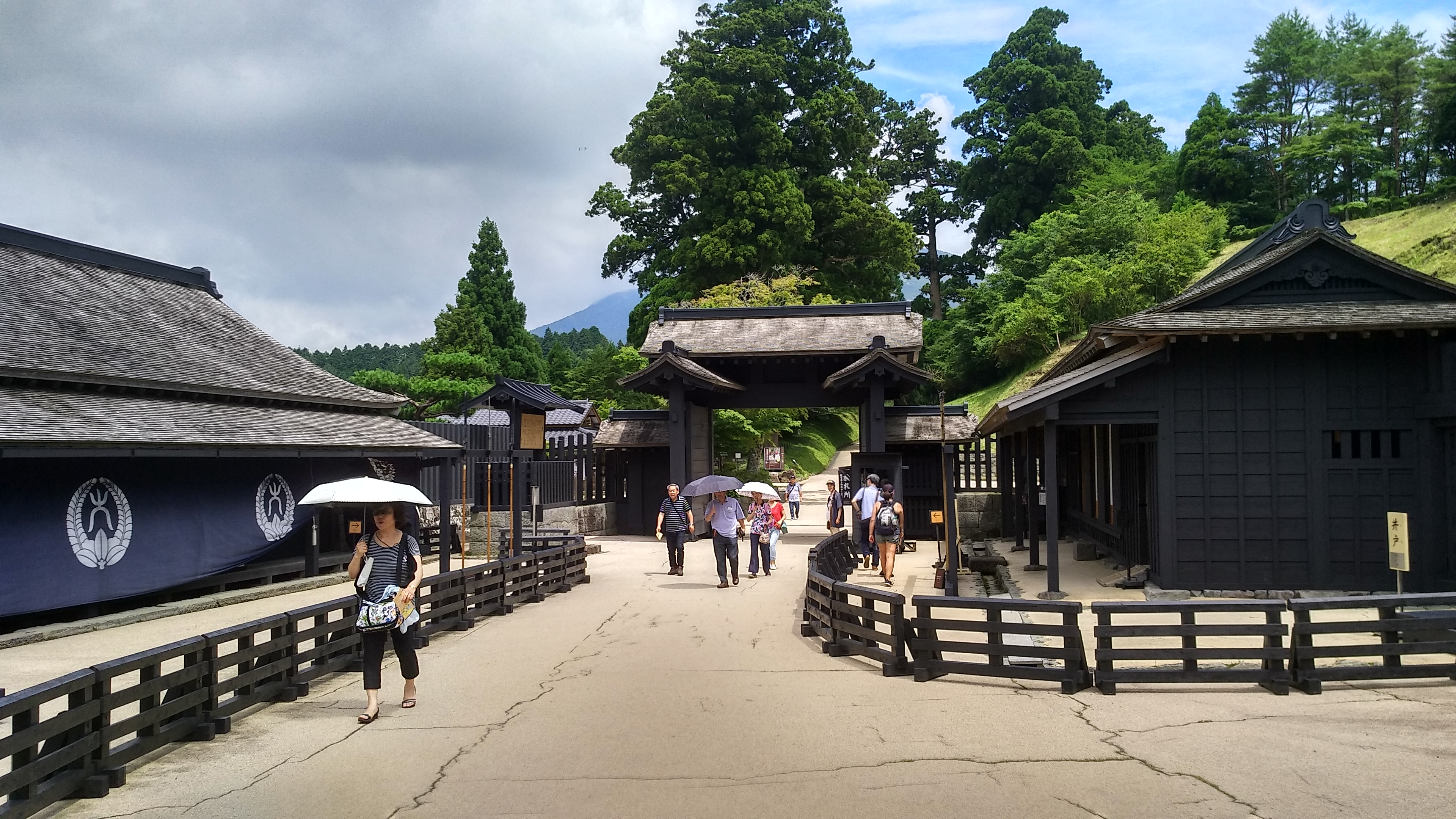
Reconstitution du point de contrôle (ou sekisho (关所?)) de Hakone.

### Villes-châteaux desdaimyō
Les villes-châteaux, ou jōkamachi, qui ont vu le jour lors de la période précédente continuent de se développer. Elles évoluent cependant en passant d'un rôle militaire à un rôle administratif. Les daimyō les érigent en capitales de leurs fiefs une fois la paix revenue, le pouvoir shogunal ne les autorisant plus qu'à entretenir au plus un seul château au sein de leurs domaines (ja) à partir de 1615. L'implantation de ces villes obéit initialement à un intérêt stratégique, et les châteaux qui en constituent les centres sont souvent situés aux jonctions de rivières, de vallées, ou de grandes voies commerciales. Lors de la période d'Edo, elles vont permettre de constituer un maillage de villes moyennes couvrant la plupart du territoire japonais. Ces villes connaissent une phase de croissance importante au XVIIe siècle avant de voir leurs populations se stabiliser. Kanazawa, jōkamachi du domaine de Kaga, gérée par le clan Maeda, atteint les 100 000 habitants à la fin du XVIIe siècle, tandis que Hiroshima et Okayama comptent entre 50 000 et 60 000 habitants.
Au centre de la ville siège un château avec son donjon. Dans le périmètre de ce château résident à la fois ledaimyō ses vassaux les plus importants. Au-delà, la ville opte pour un plan à damiers, et ne dispose pas de fortification. Les autres vassaux sont souvent situées dans l'entourage immédiat du château, sur les hauteurs, là où les autres samurai sont aussi présents. Ces résidences peuvent occuper la moitié de la surface initiale de la ville. Les temples peuvent aussi occuper une position de choix au sein de ces villes, et près de 10 % de la surface d'un ville peuvent être destinés à l'accueil de communautés religieuses. Une activité économique se crée pour satisfaire aux besoins de ces populations, qui vient occuper l'espace laissé libre dans ces nouvelles agglomérations urbaines. Les artisans et les commerçants occupent des parties de la ville souvent situées en contrebas, proches des rivières, exposées aux inondations et souvent touchées par des problèmes sanitaires. Ils sont aussi le plus souvent regroupés en fonction de leurs activités, et les jōkamachi disposent le plus souvent de quartiers destinés aux forgerons, aux aubergistes, aux vendeurs de riz….
Une grande partie de l'économie de la ville est tournée vers le soutien à la résidence alternée à Edo du daimyō local, ou sankin-kōtai. Les surplus agricoles y sont souvent concentrés avant d'être vendus sur les marchés d'Ōsaka. Le coût important du système de résidence alternée incite souvent le pouvoir local à développer des activités économiques dans une logique relevant du mercantilisme pour soutenir ce coût (porcelaine de Nabeshima et Kakiémon pour le domaine de Saga, laques pour le domaine de Kaga…). Ces artisans sont souvent privilégiés par les daimyō, et ils peuvent occuper une place de choix en ville.
Ces villes-châteaux jouent un rôle d'intermédiaire majeur entre la capitale Edo et le reste du pays. Elle servent de relais pour diffuser les idées et les modes venant des grands centres urbains vers les campagnes.

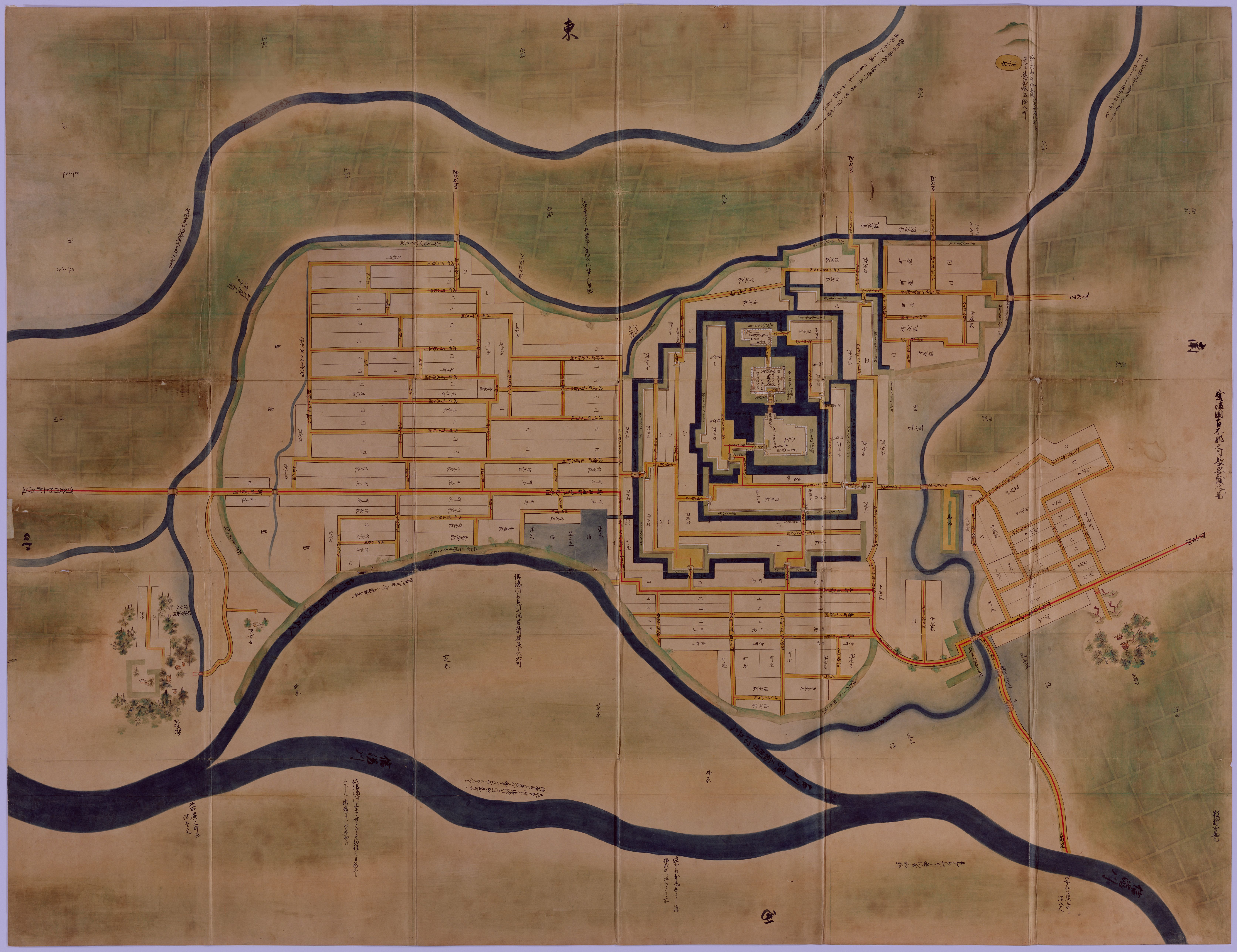
Carte de la ville de Nagaoka vers 1645.
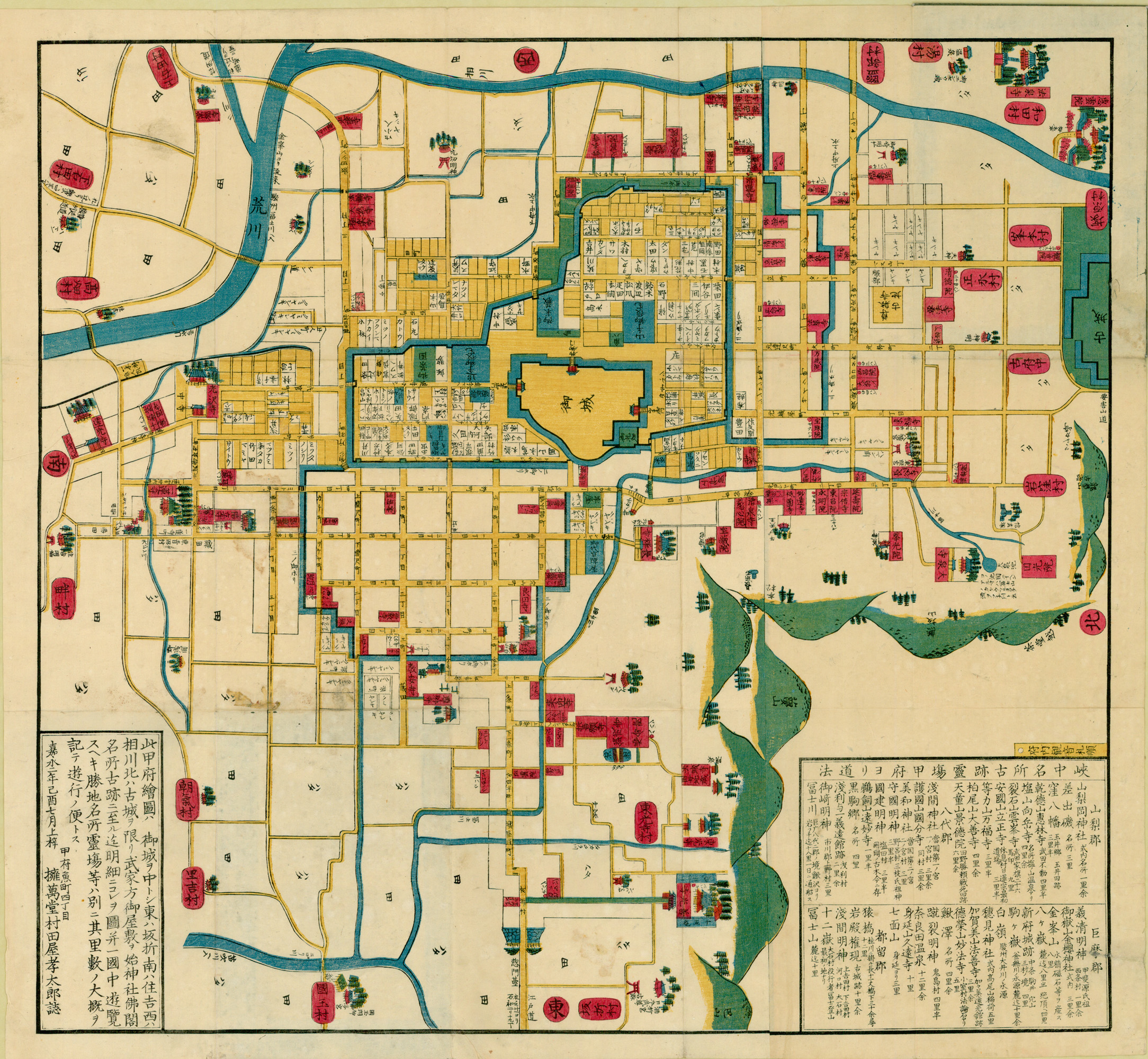
Carte de la ville de Kōfu vers 1845, prenant place autour du château de Kōfu.
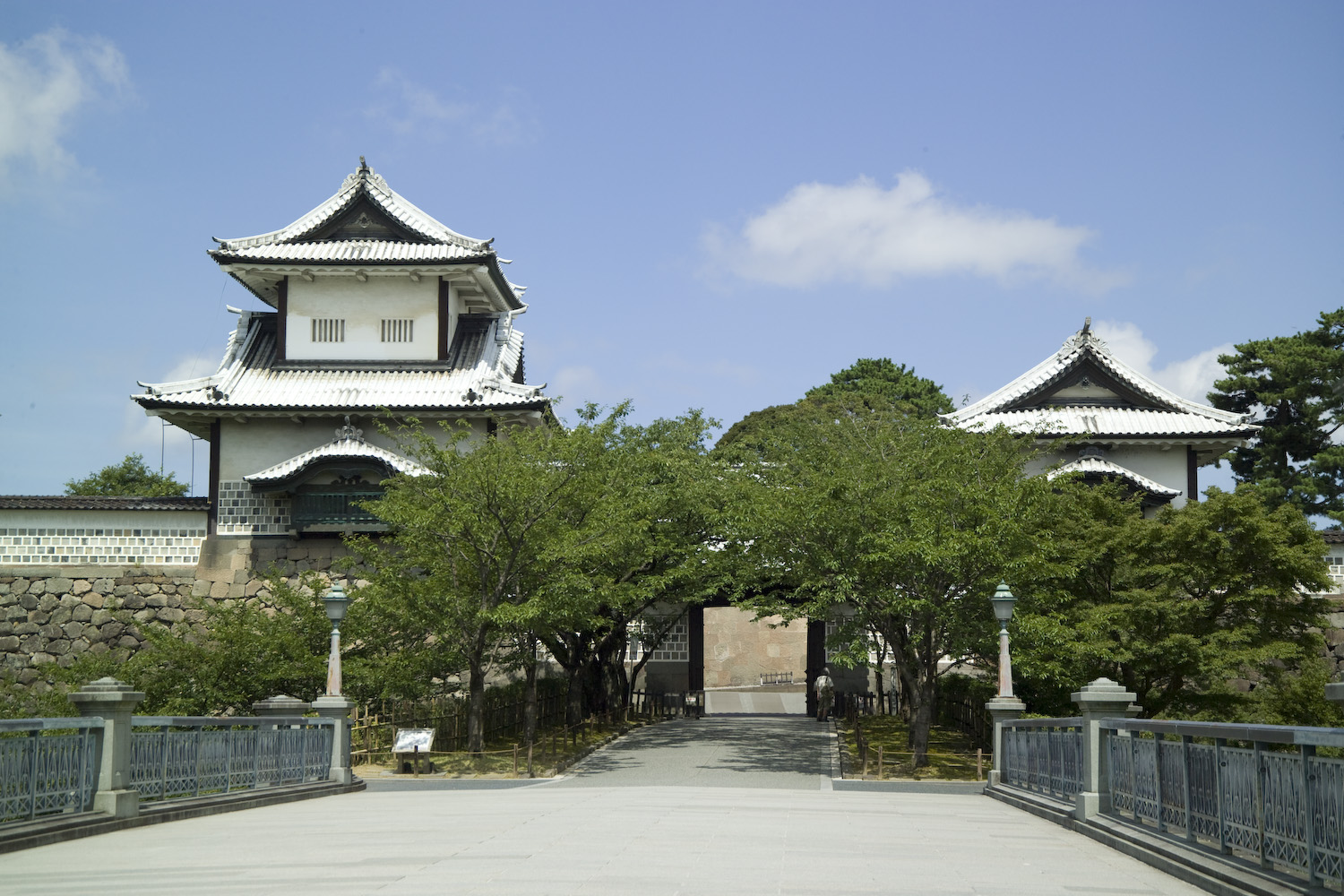
Château de Kanazawa, siège d'une grande jōkamachi de daimyō.
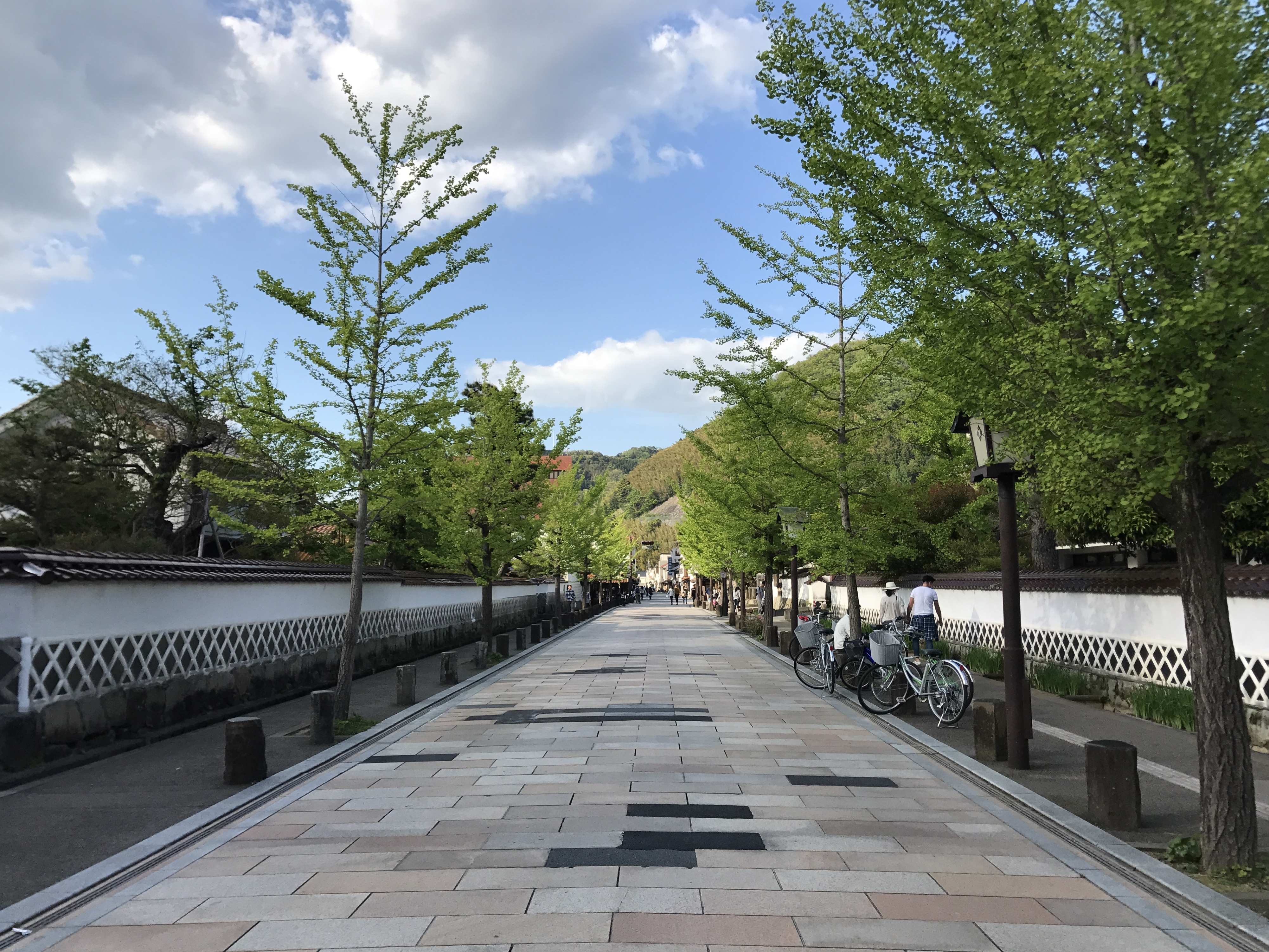
Ruelle restaurée de Tsuwano, ancienne jōkamachi du domaine de Tsuwano.

### Les marges du Japon de l'époque d'Edo

#### Le royaume de Ryūkyū tributaire du domaine de Satsuma
L'influence japonaise sur le royaume de Ryūkyū est réaffirmée tout au long de la période. Les royaumes qui se partagent le pouvoir dans cet archipel du sud lors de sa période Gusuku (en) versent pour la première fois un tribut à la Chine des Ming en 1372, mais sont très tôt tournés vers le Japon économiquement. Le royaume entretient des relations très denses avec le régime chinois, qui est un débouché important pour sa production de soufre. Le royaume est une place commerciale importante jusqu'au XVIIe siècle, mais sa situation se détériore à la suite des restrictions commerciales imposées par la Chine au commerce maritime en 1567, et par l'arrivée dans la région des Européens qui marginalisent le royaume en captant de nombreux flux commerciaux. Le domaine de Satsuma commence à exercer des pressions sur le royaume, et celui-ci fournit un soutien à la tentative d'invasion de la Corée par le Japon. En 1609, le domaine de Satsuma finit par envahir ces îles. Le roi Shō Nei est contraint de se rendre à Edo pour rendre hommage au shogun l'année suivante. Si une forme d'indépendance est reconnue au royaume, et que le roi Shō Nei est maintenu, il doit verser un tribut annuel au domaine de Satsuma.
L'administration du royaume est peu à peu adaptée à son état de vassalité. Dans un ouvrage de 1650 retraçant l'histoire des Ryūkyū, le Chūzan Seikan, commandé par le roi Shō Shitsu, la parenté entre populations des Ryūkyū et de Satsuma est affirmée, tout comme la reconnaissance de la suzeraineté du domaine de Satsuma. Cependant, le royaume continue à verser un tribut à la Chine des Ming puis des Qing, et entretient tout au long de l'époque d'Edo une représentation commerciale importante à Fuzhou. Le royaume envoie tous les deux ans une ambassade à Pékin, des étudiants s'y rendent régulièrement pour être formés, et des envoyés chinois sont présents lors du couronnement des rois des Ryūkyū. Si l'archipel est très proche du Japon linguistiquement et culturellement, ses élites locales poussent régulièrement pour une plus grande sinisation, notamment sous Sai On qui est à la tête du gouvernement du royaume entre 1728 et 1751. La culture de la canne à sucre est introduite au XVIIe siècle et se généralise au XVIIIe siècle. Les impôts levés par le domaine de Satsuma sont souvent payés en nature sous cette forme, mais les prix sont fixés par ce dernier, au détriment des producteurs locaux.
Le royaume reprend une place stratégique dès le début du XIXe siècle, et des navires européens y font régulièrement escale. L'interdiction de commerce imposée par le Japon perdure, mais les Européens sont autorisés à s'y approvisionner. Quelques missionnaires français et britanniques débarquent dans le royaume dans les années 1840, mais leurs tentatives de conversions de la population locale sont contrées par les autorités locales. L'abolition du royaume est formellement décrétée en 1879, mais plusieurs de ses institutions perdurent jusqu'en 1903.

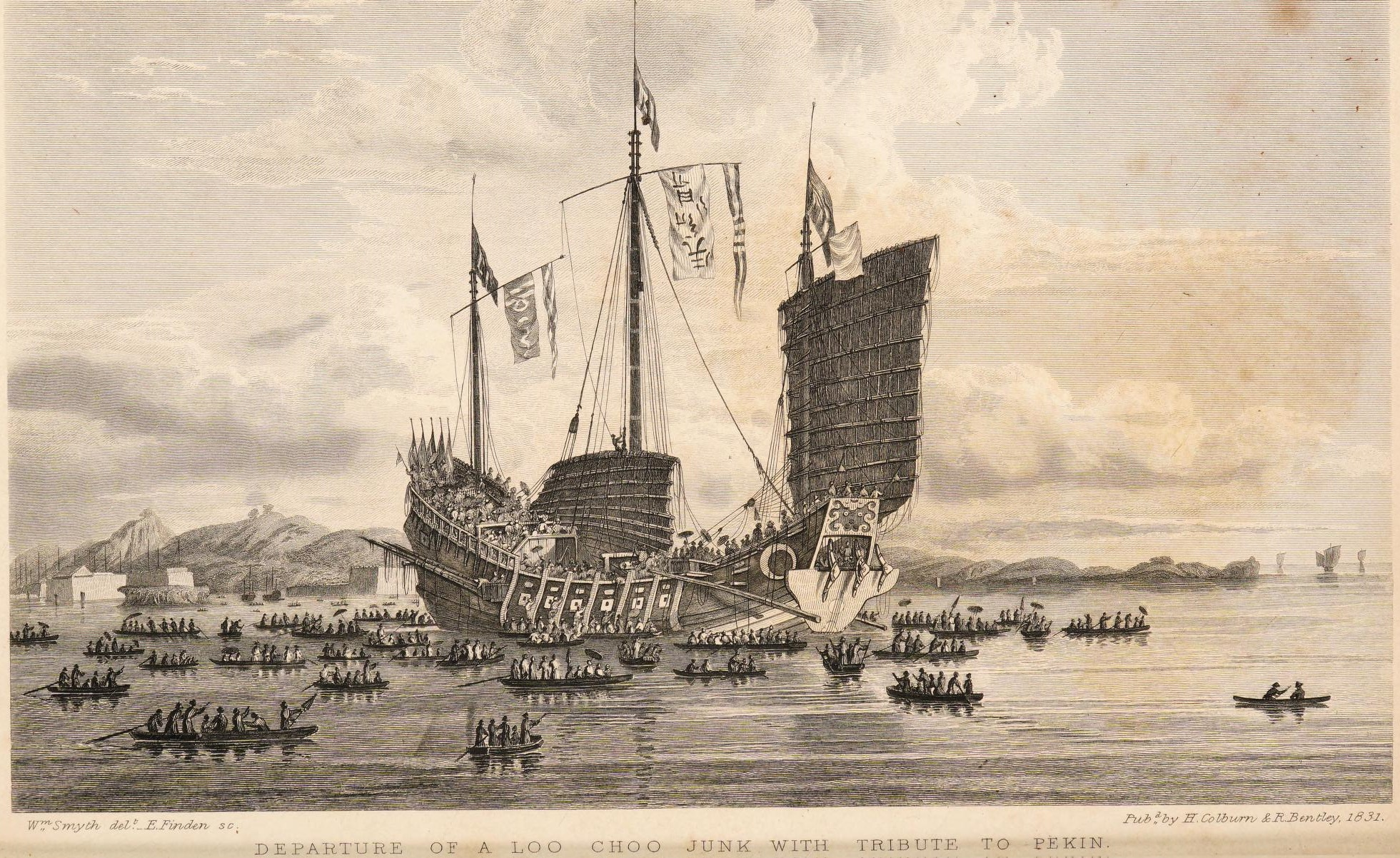
Navire des Ryūkyū apportant des tributs à la Chine, gravure de William Smyth de 1831.
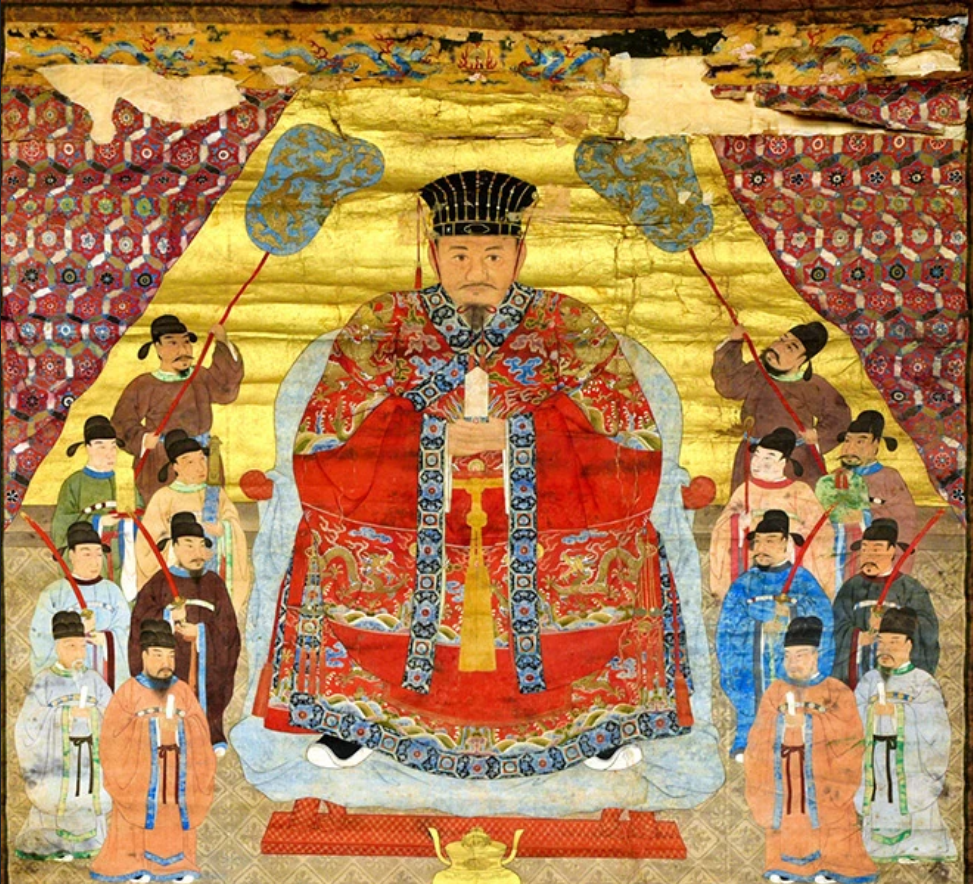
Portrait du roi des Ryūkyū Shō Kei, première moitié du XVIIIe siècle.
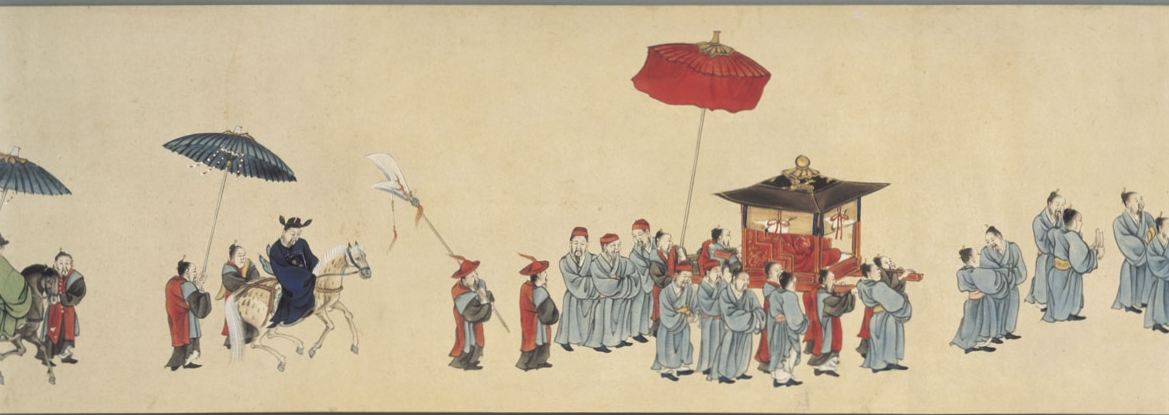
Ambassade des Ryūkyū à Edo en 1843, auteur inconnu.

#### Emprise grandissante sur Hokkaidō
Les échanges économiques entre populations Aïnous à Hokkaidō et japonais deviennent plus intenses à partir du XIVe siècle, mais la période comprise entre 1457 et 1669 est marquée régulièrement par des conflits entre ces deux populations dans la partie sud de l'île. Kakizaki Yoshihiro à la tête du clan Kakizaki (renommé Matsumae par la suite) unifie les forces japonaises présentes dans l'île, et prête serment à Tokugawa Ieyasu vers 1598 qui en retour reconnait son autorité sur l'île et sa population. Le clan des Matsumae devient alors le seul partenaire commercial des Aïnous, ce qui tend à marginaliser ces derniers.
La présence des Japonais dans l'île devient plus importante lors de la période. La péninsule d'Oshima, au sud de Hokkaidō, est soumise en 1640, mais cette expansion ne se fait pas sans heurt. La rébellion de Shakushain secoue l'île de 1669 et 1672 sur fond de conflit commercial, mais les populations aïnous restent divisées et la rébellion est maitrisée par les Japonais.
La clan Matsumae entretient un réseau d'avant-postes commerciaux le long des côtes sud de l'île, qui servent aussi de chefs-lieux pour l'administration. À partir de ces implantations se développent à partir du milieu du XVIIIe siècle des pêcheries, qui s'implantent progressivement vers le nord de l'île, et au delà dans les Kouriles et à Sakhaline. Les populations japonaises et Aïnous s'y côtoient ; certains Aïnous travaillent directement pour des Japonais (salaison des poissons…) alors que d'autres se limitent à des échanges commerciaux plus sporadiques (ventes de fourrures et de produits de la chasse et de la pêche). Ces relations asymétriques au profit des Japonais ne sont pas sans abus envers les populations locales. Une population japonaise assez stable d'environ 30 000 Japonais vit essentiellement dans le sud de l'île lors de la période, mais dépend assez largement du reste du pays pour son approvisionnement, le climat local étant trop froid pour y développer la riziculture. Une séparation avec les Aïnous est entretenue, toute forme d'assimilation de ceux-ci est repoussée.
L'arrivée des Russes à la fin du XVIIIe siècle dans la région entraîne l'intervention dans l'île des autorités shogunales qui prennent le contrôle de certaines portions du territoire dès 1799. Le clan Matsumae recouvre ces possessions en 1821 lorsque le risque d'intrusions semble écarté, mais le perd définitivement en 1855 lorsque le pays commence à s'ouvrir aux puissances occidentales. Le port de Hakodate devient l'un des ports autorisés aux navires étrangers. La première moitié du XIXe siècle voit aussi les premières grandes vagues d'immigrants japonais arriver dans l'île. Lors de la Grande famine Tenpō de 1833-1837, des milliers d'habitants du nord de Honshū viennent chercher du travail dans les pêcheries de l'île. Les autorités shogunales autorisent officiellement en 1855 des pêcheries à fonctionner tout au long de l'année dans l'île, alors que leur activité était jusqu'alors saisonnière. Ceci permet à une ville comme Otaru de grandir considérablement. La politique de non-assimilation des Aïnous est supprimée par les autorités shōgunales qui cherchent au contraire à les assimiler, souvent contre leurs volonté. La croissance rapide du nombre de japonais dans l'île (ils sont 58 000 en 1869 et 240 000 en 1882) aboutit à une marginalisation des Aïnous sur le territoire (on compte 30 à 40 Japonais dans l'île pour chaque Aïnou en 1899).

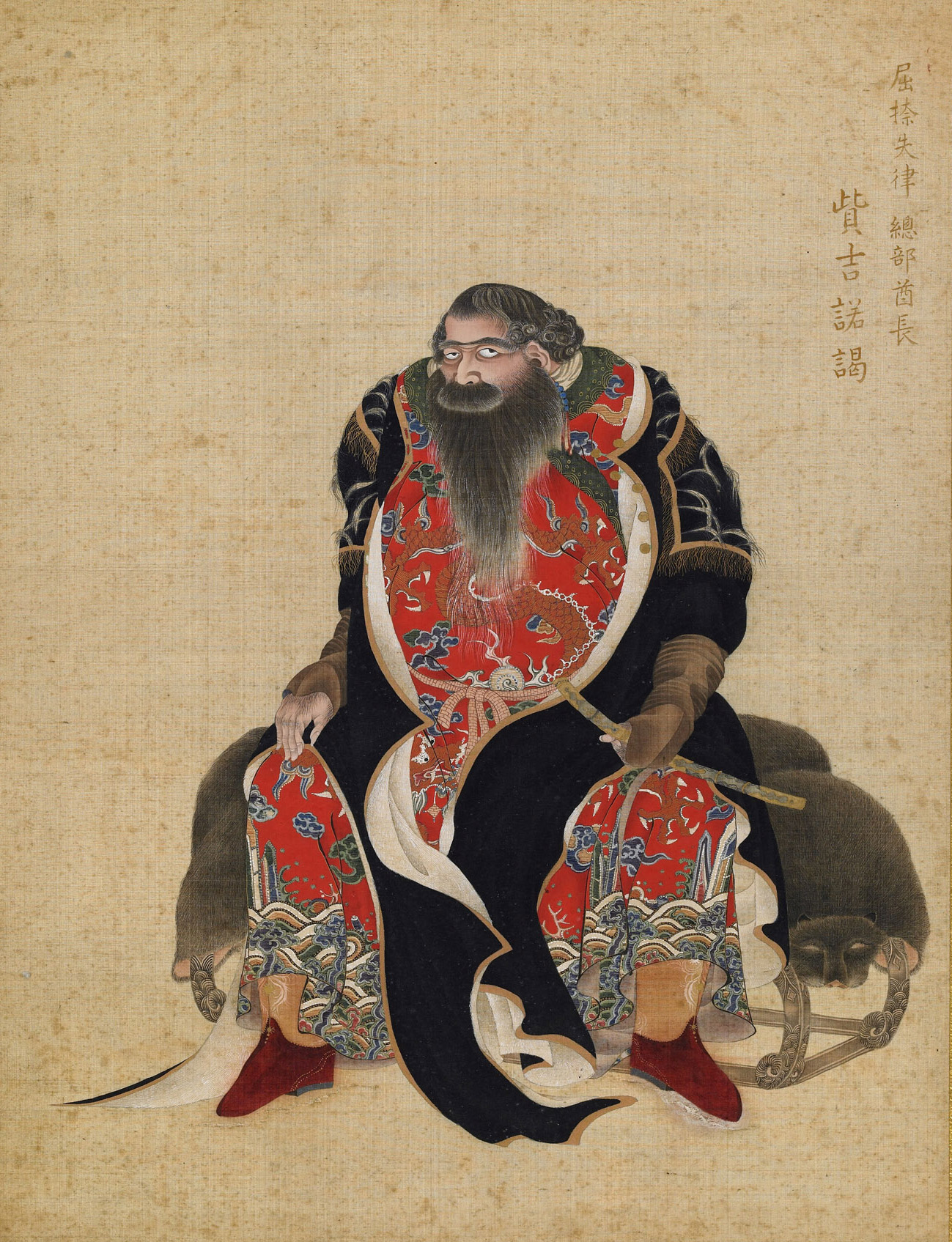
Chef aïnous vers 1790, peinture de la série Ishūretsuzō (en)  par Kakizaki Hakyo (en).
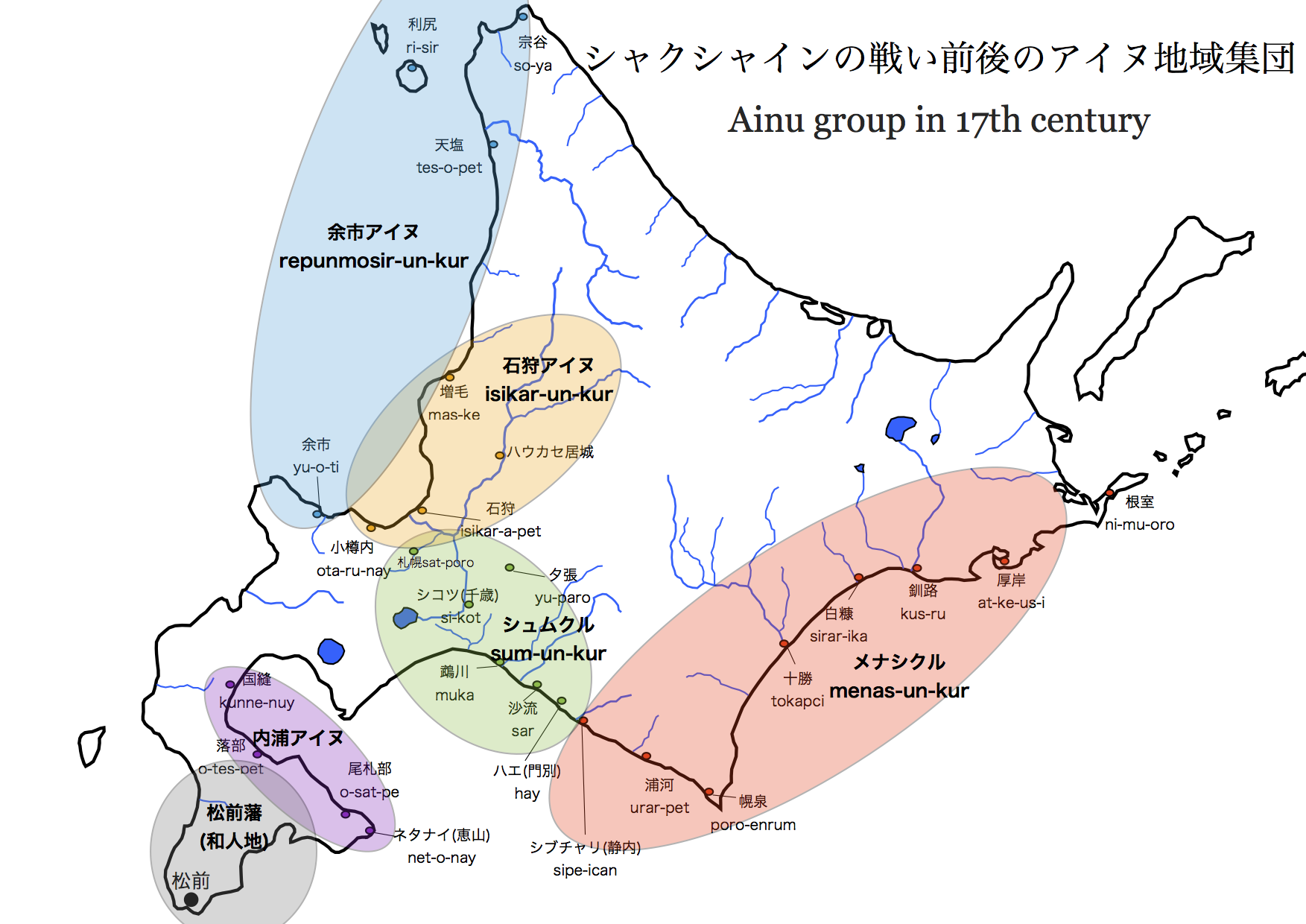
Implantation des principaux groupes aïnous au XVIIe siècle.
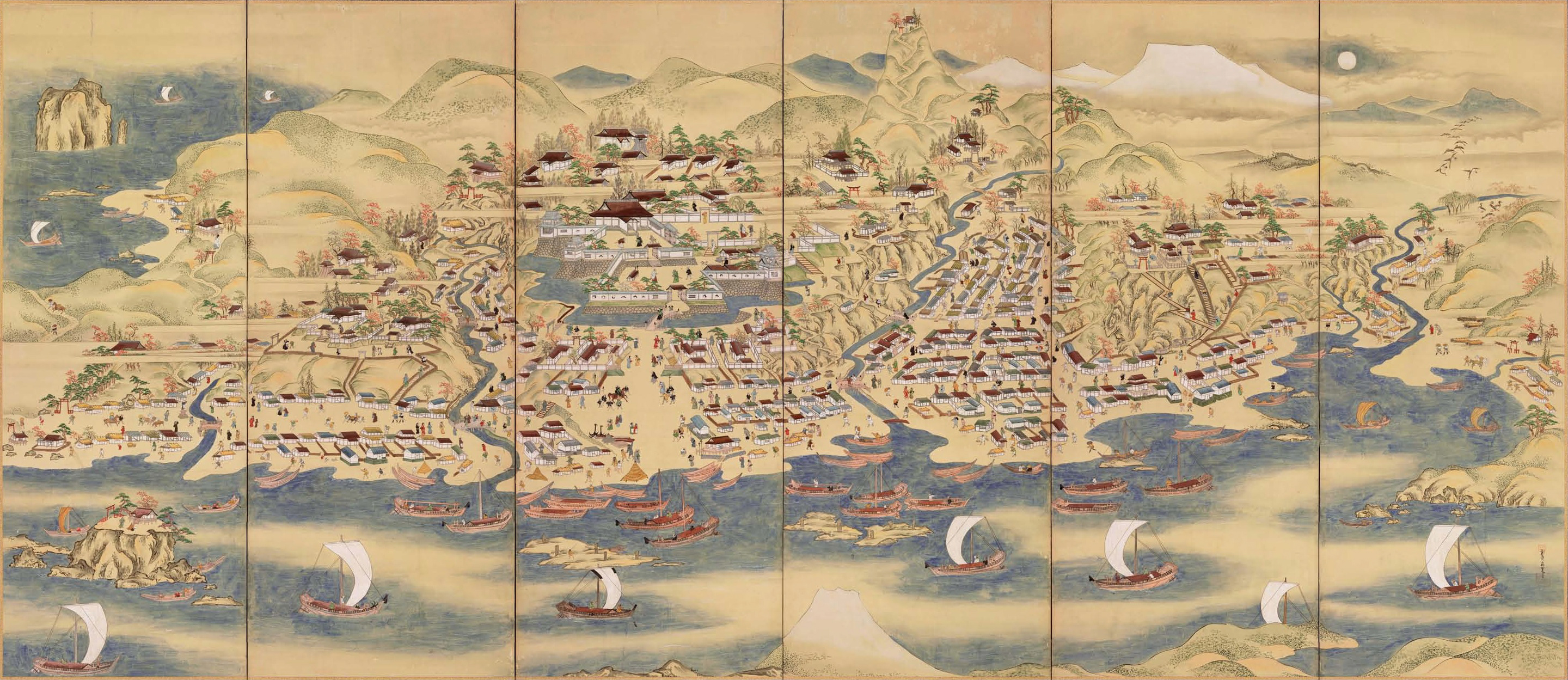
Ville de Matsumae au milieu du XVIIIe siècle, byōbu de Kodama Teiryō (en).
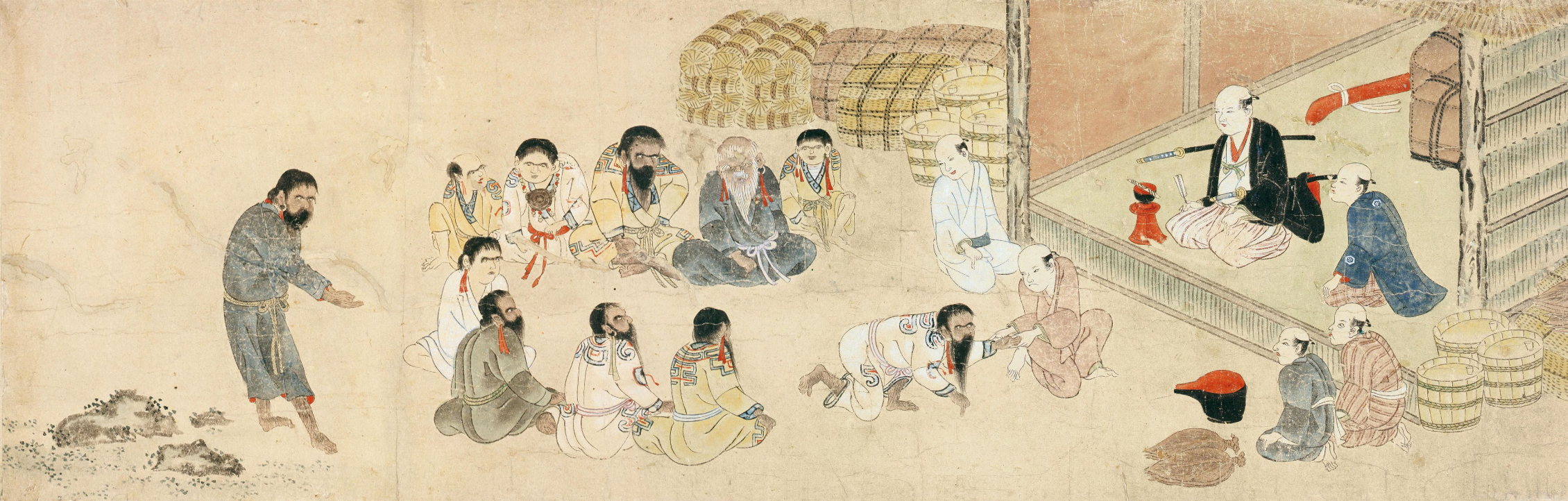
Scène de commerce entre Aïnous et Japonais, peinture de Kodama Teiryō (en).

## Société

### Stratification de la société
Une structuration de la société en trois groupes est mise en place sous les Tokugawa, divisant celle-ci entre les guerriers, les roturiers vivant dans les villages et dont l'activité est tournée vers l'agriculture, et les roturiers vivant en ville. Inspirée du confucianisme, cette division sociale est liée à la naissance, et fixe les professions et lieux d'habitation accessibles à chacun. Une souplesse d'application du modèle théorique existe à l'époque. À ces différents groupes sociaux s'ajoutent les nobles de la cour, les moines et les parias qui ne rentrent pas dans le schéma théorique. Les guerriers forment une classe dirigeante qui compte environ 2 millions de personnes en 1700, soit 6 à 7 % de la population nationale, et sont au cœur d'un réseau d'obligations vassaliques envers leurs seigneurs. Les roturiers de campagne représentent entre 70 et 80 % de la population, la plupart agriculteurs, les roturiers de ville représentant entre 10 et 15 % de la population. Dans ces deux dernières classes existe un rang de riches notables propriétaires de leurs terres ou de leurs habitations, qui représentent une minorité de la population. Les hinins (artistes de foire, comédiens, prostituées) et les etas (« souillés ») représentent entre 1 et 2 % de la population, auxquels s'ajoutent les mendiants et les Aïnous. Ces différents statuts sociaux peuvent se manifester dans les costumes, les coiffures, ou la forme des toits des habitations.
La famille obéit au même mouvement hiérarchique et joue un rôle de fabrication et de diffusion de ce modèle confucéen dans la société. Une forme de paternalisme issue de ce noyau familial se retrouve ainsi dans les relations entre un vassal et son seigneur, ou entre un ouvrier agricole et le fermier qui l'emploie. Dans les familles guerrières est entretenu un système patriarcal rigide, dans lequel le fils aîné gère et hérite de la totalité des biens familiaux, imposant ses ordres aux frères et aux oncles, les épouses et filles étant reléguées dans un rôle inférieur. La multiplication des quartiers de plaisir entraîne la dégradation de la condition féminine. Ce système patriarcal demeure plus souple dans la paysannerie, l'importance du travail des femmes leur garantissant un meilleur statut, et l'augmentation des défrichements au XVIIe siècle entraînant des divisions successorales plus fréquentes. Ces dernières sont encore plus répandues en ville, notamment chez les marchands.

### Démographie

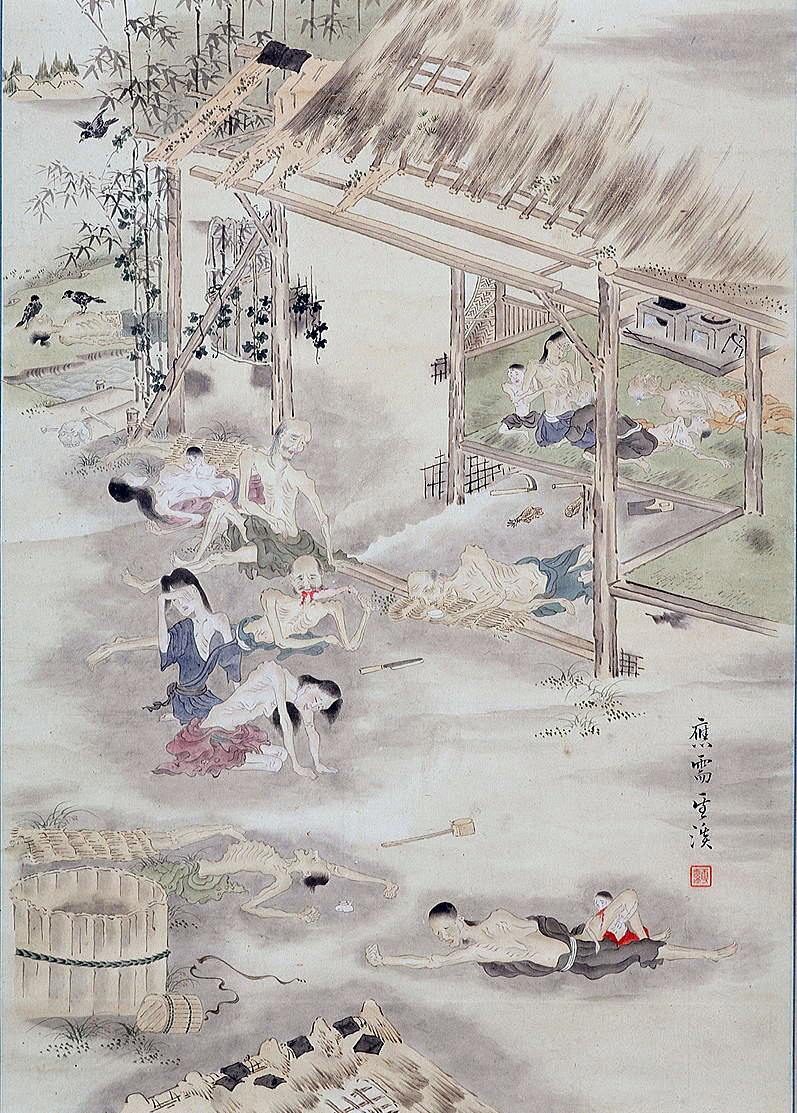
Plusieurs famines frappent le Japon au XVIII comme la de 1782-1788.

La population du Japon se situe vers 1600 entre 12 millions d'habitants (pour les estimations les plus récentes,) et 20 millions d'habitants (pour les estimations les plus anciennes). La croissance de la population au XVIIe siècle est importante, et portée par la mise en valeur de nouvelles terres agricoles. Localement les daimyō adoptent des mesures incitatives pour accompagner cette croissance, comme l'octrois de titres ou d'exemption de taxes.
La croissance de la population marque le pas au XVIIIe siècle, et les dynamiques démographiques deviennent beaucoup plus régionales. Une première enquête démographique est réalisée par le pouvoir en 1721, et estime à l'époque la population du pays à un peu plus de 26 millions de japonais. Dans la région d'Edo, dans les grands centres urbains, et dans la région du Tōhoku un certain déclin est à noter lors de ce siècle. Les régions plus rurales et plus reculées présentent elle une croissance plus lente mais plus constante.
Plusieurs catastrophes climatiques frappent aussi la population lors du XVIIIe siècle, comme les famines Kyōhō (en) de 1732-1733 ou l'éruption Tenmei (en) de 1783 qui ravagent les récoltes et causent la mort de plusieurs centaines de milliers de personnes. Quatre grandes famines touchent ainsi le pays en 1732 (causant près d'un million de morts), 1775 (200 000), en 1783-1787 (plusieurs centaines de milliers), et en 1833-1839. Les effets de ces aléas climatiques sont autant plus importants que la stratification du pouvoir au profit des daimyō locaux rend le pouvoir central du shōgun moins capable d'y répondre. La diversification de l'agriculture vers des cultures non vivrières comme le coton expose aussi davantage la population aux famines. Les dynamiques sociales influent aussi à la baisse sur l'indice de fertilité : les femmes ont leur premier enfant assez tard, et les jeunes hommes sont souvent absents du foyer pour aller chercher du travail saisonnier en ville. La situation du Japon est en décalage avec celles de ses voisins lors de ce siècle ; la Chine des Qing voit sa population doubler lors de la même période.
L'hygiène de la population a au contraire des effets positifs sur la démographie en limitant la mortalité. L'eau est souvent consommée sous forme de thé, et le fait de bouillir cette eau limite la circulation des microbes. La rareté du fumier d'origine animal incite les paysans à se tourner vers le fumier d'origine humaine en provenance des villes. Une gestion des boues de vidange se met ainsi en place dans les grandes villes, les déjections humaines sont alors collectées et expédiées à la campagne, évitant qu'elles ne s'accumulent en ville, polluant les puits et causant des épidémies. Le choléra est rare jusqu'au milieu du XIXe siècle, tout comme d'autres maladies comme la typhoïde ou la dysenterie. La situation sanitaire des grandes villes du pays est souvent meilleure que ce qui est enregistré à la même époque en Europe.
La croissance de la population est de nouveau enregistrée au XIXe siècle dans la plupart des régions du pays, malgré les répercussions de la grande famine Tenpō de 1833-1837. La population atteint environ 30 millions d'habitants à la fin de la période.

### Habitat
L'habitat de cette époque se caractérise par une concentration des habitations, mais aussi par un certain étalement de celles-ci. À la campagne les habitations tendent à se regrouper en hameaux le long des axes de communication. Les matériaux utilisés sont principalement le bois, le chaume et le bambou, ce qui limite la hauteur des bâtiments. En ville comme à la campagne, les habitants se composent rarement de plus d'un rez-de-chaussée et d'un étage. La densité de population est ainsi plus limitée qu'en Europe où l'habitat prend déjà de la hauteur. La fréquence des séismes pousse à l'usage de ces matériaux souples au détriment de bâtiments de pierres, bien que celles-ci soient utilisées pour les fondations sur lesquelles sont posées les maisons. L'habitat est cependant plus exposé aux incendies, et la capitale Edo est régulièrement ravagée par le feu.
La composition de l'habitat dépend assez largement de la classe sociale de son propriétaire. Dès le début de la période, les maisons des samurai et des personnes aisées comportent des planchers de bois qui séparent les pièces de vie du sol. Le sol des habitats de personnes moins aisées est alors souvent fait en terre battue, mais la présence de planchers tend à s'y développer aussi lors de cette période. Une séparation est observable entre pièce de vie (destinée au sommeil ou au repas) et pièce de travail (destinée à la cuisine ou aux occupations professionnelles). Chez les personnes les plus aisées des Shōji (cloisons coulissantes en bambous et papier) facilite l'aéreration de l'habitat tout en laissant passer la lumière le reste du temps. L'usage de tatami, déjà présents dans les habitats des personnes aisées lors des époques antérieures, se généralise dans le reste de la population. Ils adoptent rapidement une taille standard à l'échelle de plusieurs régions, ce qui à son tour à un effet de standardisation sur la taille et la proportion des habitats.
Malgré ces points communs dans les matériaux, les habitations se distinguent par les pièces liées aux travaux de leurs résidants : pièces destinées aux réceptions ou à l'étude pour les samurai (Genkan et Shoin), pièces destinées au stockage de marchandises pour les marchands, pièces destinées aux travaux de la ferme pour les paysans. La Villa impériale de Katsura construite dès le début de la période comporte la plupart des éléments qui se retrouvent par la suite dans les habitats des samurai aisés, et typique du style d'architecture Sukiya-zukuri. Le reste de la population, même aisée, n'a pas le droit de construire des maisons du même style, mais certains éléments constitutifs comme les Tokonoma, sorte d'alcôves surélevées, se retrouvent aussi progressivement dans des habitats moins riches. Ces habitats de samurai sont le plus souvent construits isolés au sein d'un domaine, et entourés de jardins. En ville, les maisons de marchands et d'artisans sont au contraire regroupées en quartiers, et alignées le long d'une route. La pièce qui concentre les activités professionnelles donne sur l'extérieur, alors que les pièces de vie sont situées à l'arrière. Les plus pauvres habitent souvent dans des Nagaya (ou « longue demeure ») collectives. Dans les campagnes, où est concentré près de 80 % de l'habitat de l'époque, des spécificités régionales sont importantes. Les activités sont souvent réparties dans plusieurs bâtiments. Plusieurs techniques de constructions issues des maisons de samurai sont progressivement adoptées. Au XVIIe siècle les fondations posées sur des pierres se généralisent, aux XVIIIe et XIXe siècles la présence d'Engawa (terrasse de bois entourant la maison) progresse. Plus largement, la taille de ces habitations à la campagne tend à s'agrandir progressivement lors de cette époque.

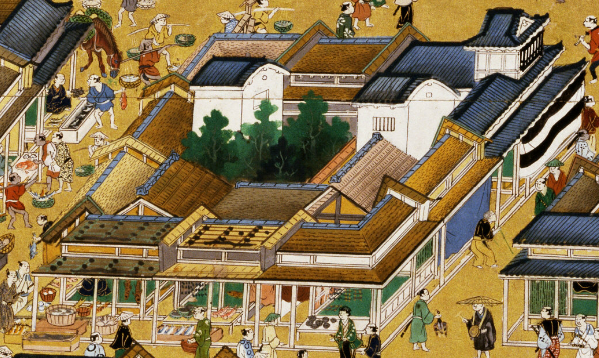
Machiya, type d'habitation urbaine de l'époque d'Edo.
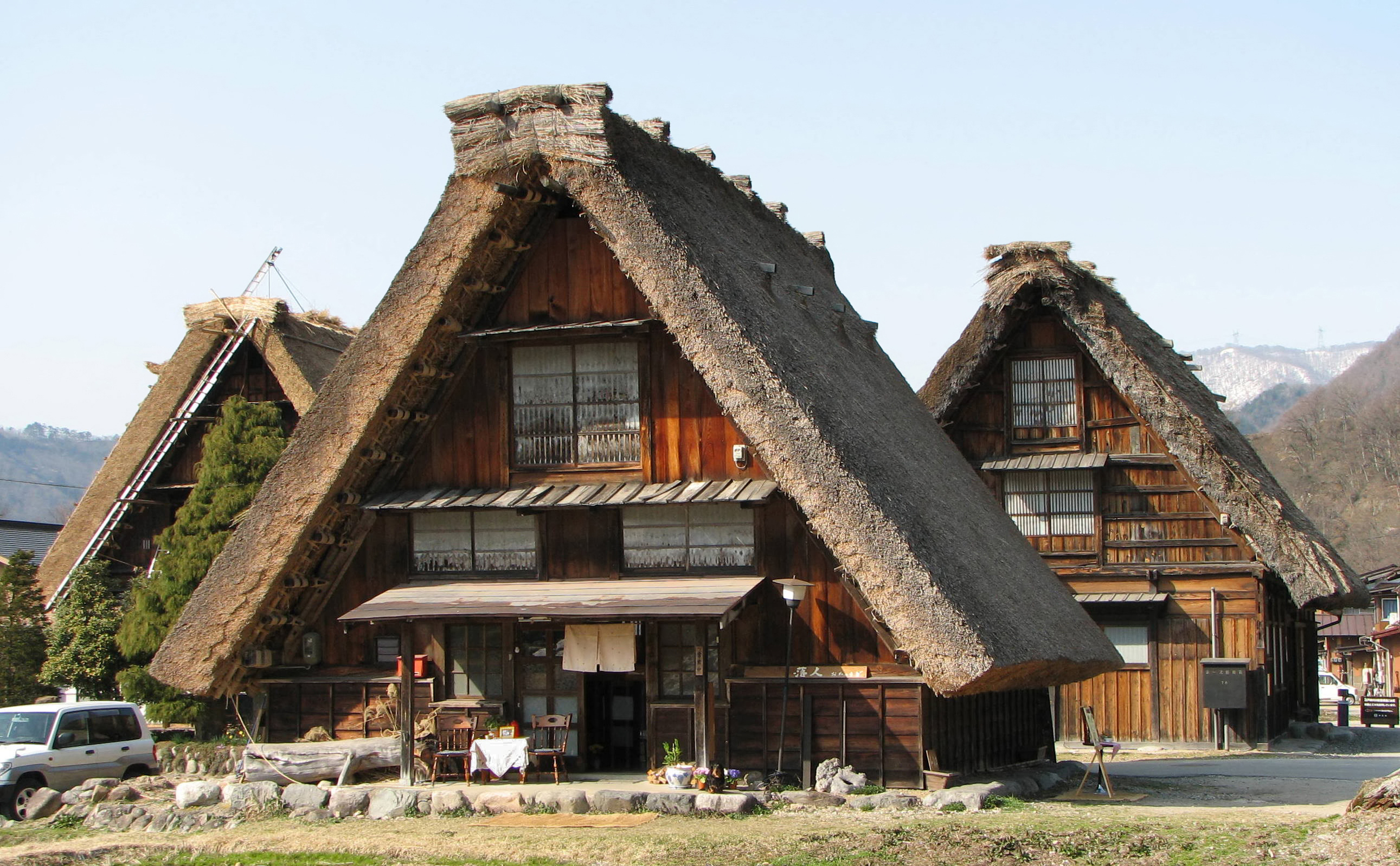
Minka, habitation rurale de l'époque d'Edo.
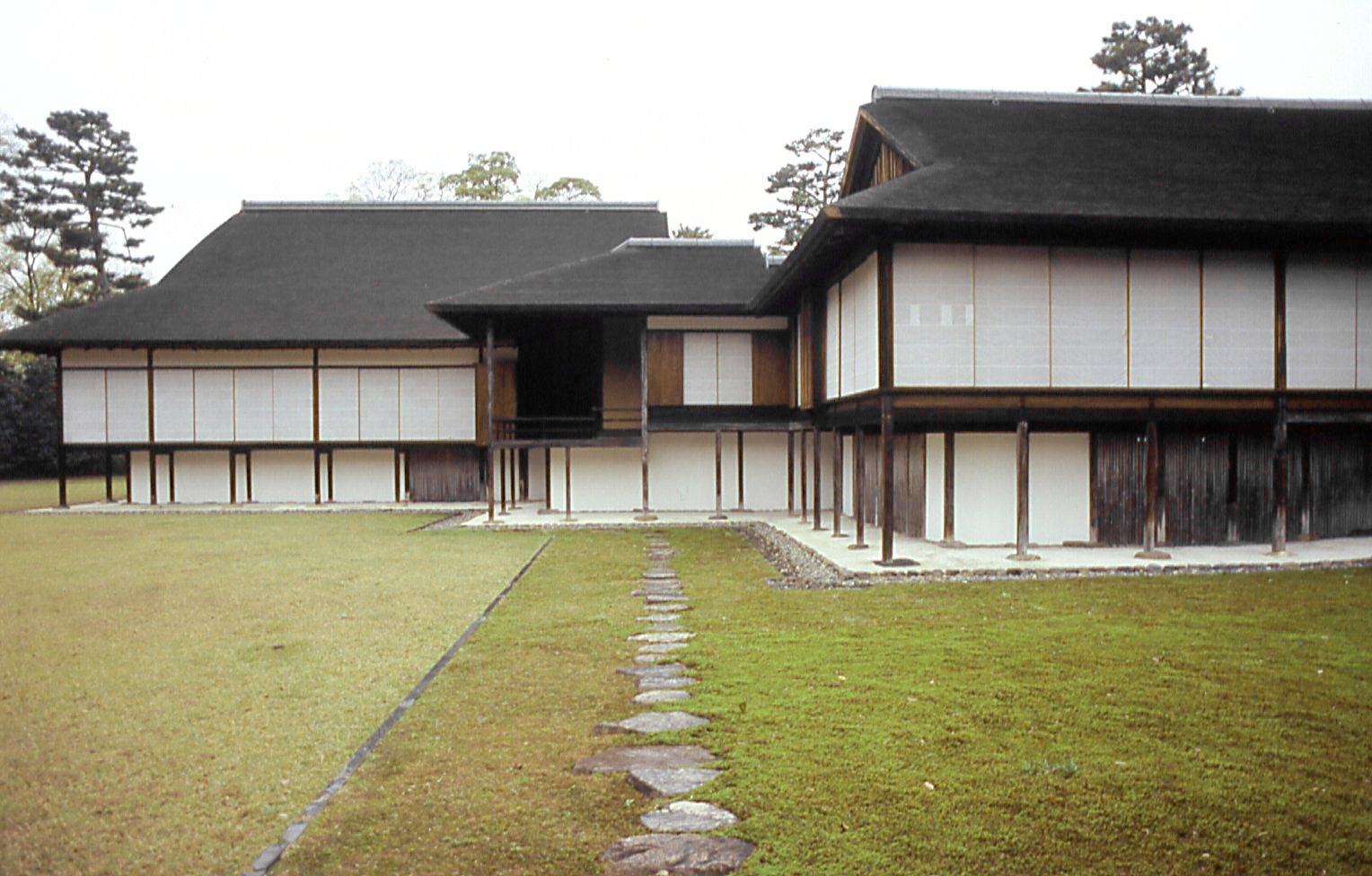
Villa impériale de Katsura, archétype de la maison de samurai aisé de cette époque.
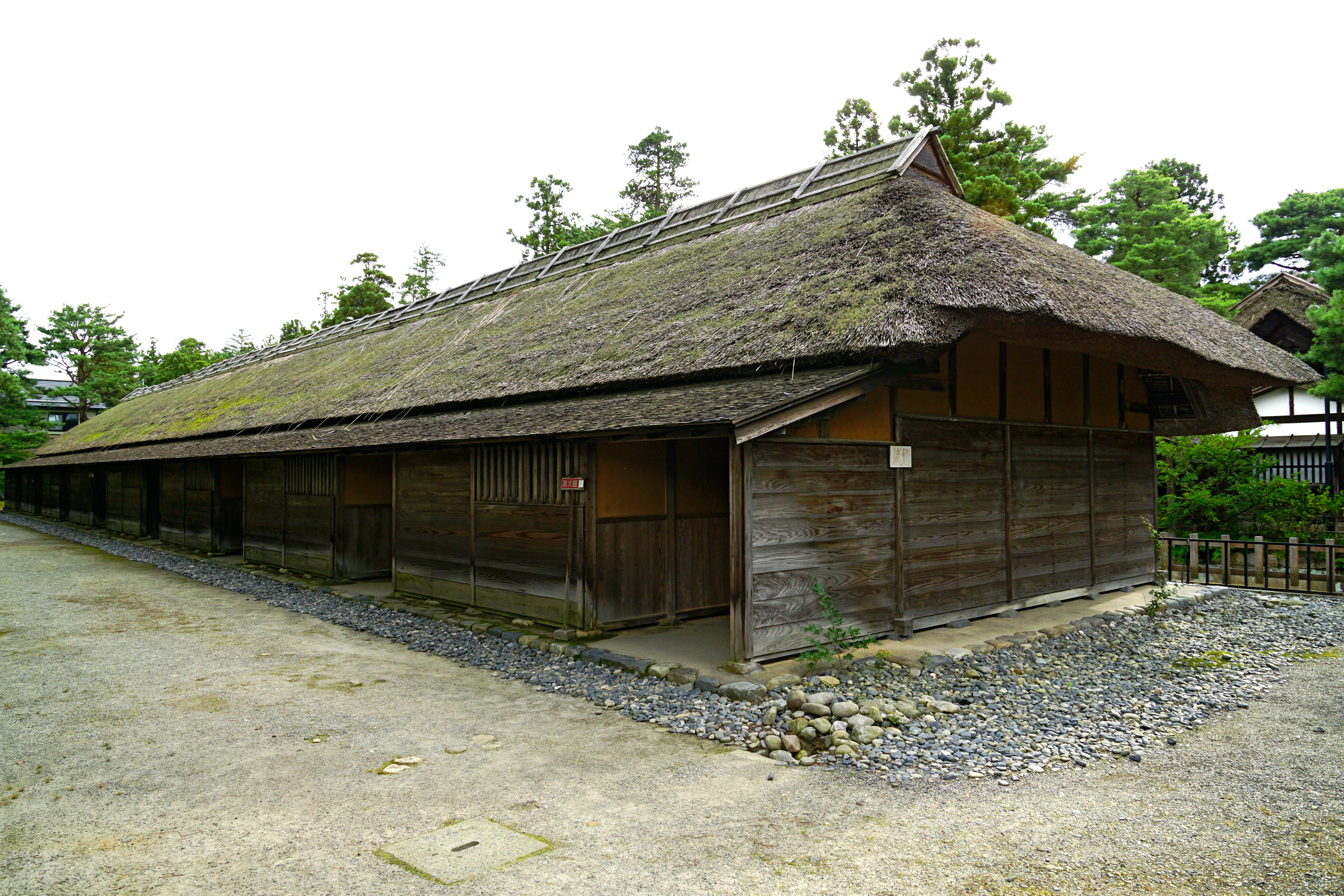
Nagaya, forme d'habitat collectif pour les plus pauvres.

### Alimentation
Le riz occupe une place importante dans l'alimentation des Japonais de l'époque d'Edo, mais est souvent considéré comme une denrée de valeur supérieure, au point de servir d'étalon pour mesurer les revenus générés ou les taxes dues. Le peuple doit souvent lui préférer des légumes, du millet, ou d'autres céréales plus rustiques. La production de sake, alcool à base de riz, est aussi souvent restreinte par le pouvoir. La consommation de riz varie en fonction des régions, et il est localement préparé sous forme de gruau. Sa consommation croit régulièrement lors de la période. À partir du XVIIe siècle et tout au long du XVIIIe siècle une part croissante de paysans paient leurs taxes en riz, ce qui laisse à penser qu'ils disposent d'un plus grand excédent de cette denrée. En 1874 le riz représente 63 % de la valeur totale en produits agricoles récoltés dans le pays. D'autres céréales sont aussi consommées pour varier l'alimentation, comme l'orge, le blé, et le sarrasin (appelé soba), ou des tubercules comme la pomme de terre ou la patate douce, toute deux introduites au début de la période en provenance d'Amérique. Les protéines consommées proviennent essentiellement des plantes et des produits de la mer (le plus souvent consommés salés ou séchés), le bouddhisme condamnant la consommation de viande provenant d'animaux à quatre pattes.
Les méthodes de préparation des plats et de cuisson évoluent. Le riz est de mieux en mieux nettoyé et devient qualifiable de riz blanc. Ceci se fait au détriment de l'apport en vitamine B1, et les cas de béribéri, maladie causée par une carence de cette vitamine deviennent plus fréquents et est qualifié de « mal d'Edo ». La cuisson des aliments est faite en utilisant deux principales techniques. Un foyer ouvert, ou irori est souvent préféré à la campagne ou dans le nord, où il présente l'avantage de chauffer en même temps le reste de l'habitation. Le Kamado (en), hybride de poêle et de four est lui favorisé en ville, et permet de consommer moins de combustible pour la cuisson tout en permettant de cuisiner une plus grande variété de plats. La cuisson du riz à la vapeur progresse aussi lors de cette période.
L'essor des villes et l'enrichissement de la population permet l'essor des restaurants. Des chefs vont porter un soin grandissant aux plats préparés, et expérimenter davantage. De nombreux livres de recettes sont publiés lors de la période. L'assaisonnement des plats se complexifie ; si le miso reste le principal ingrédient pour relever les plats, des épices nouvelles comme la cannelle font leur apparition chez les plus fortunés au début du XIXe siècle. Les meilleurs sake gagnent en réputation et des régions comme Nada-Gogō (en) près de Kōbe jouissent d'une notoriété nationale.

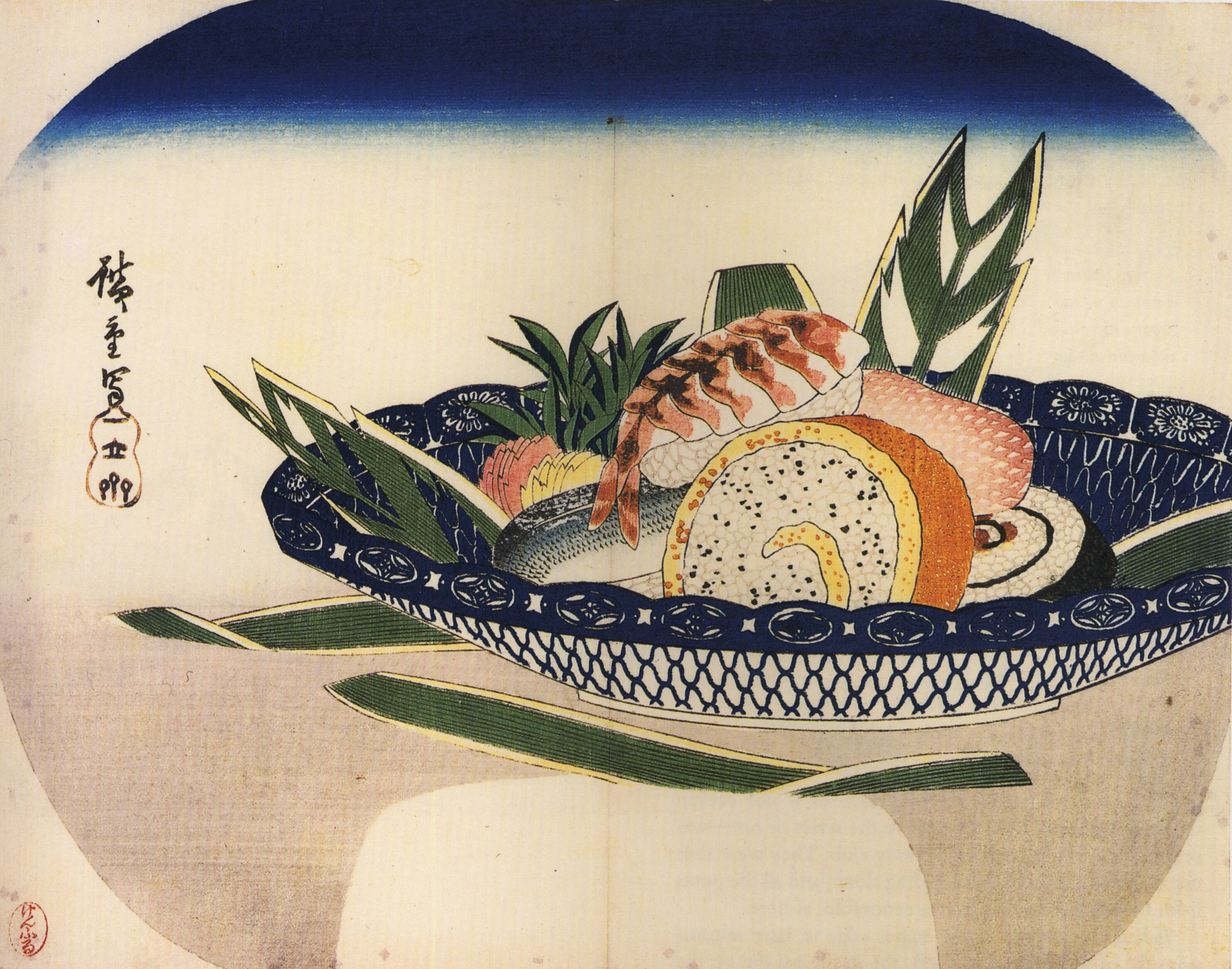
Uchiwa-e de Hiroshige présentant une assiette de sushi.
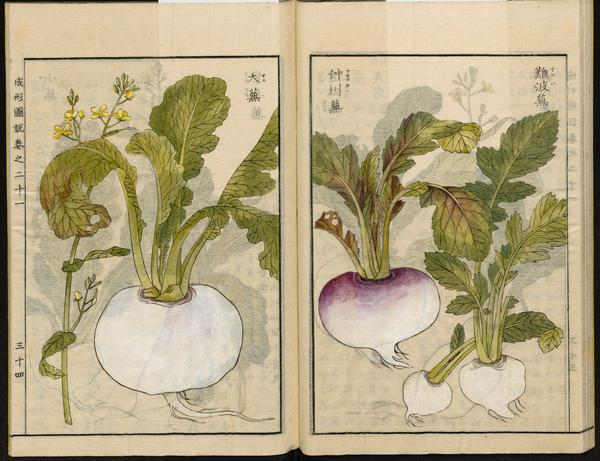
Illustration de différentes variétés de navets tirée de l'encyclopédie agricole Seikei Zusetsu (en), fin du XVIIIe siècle.
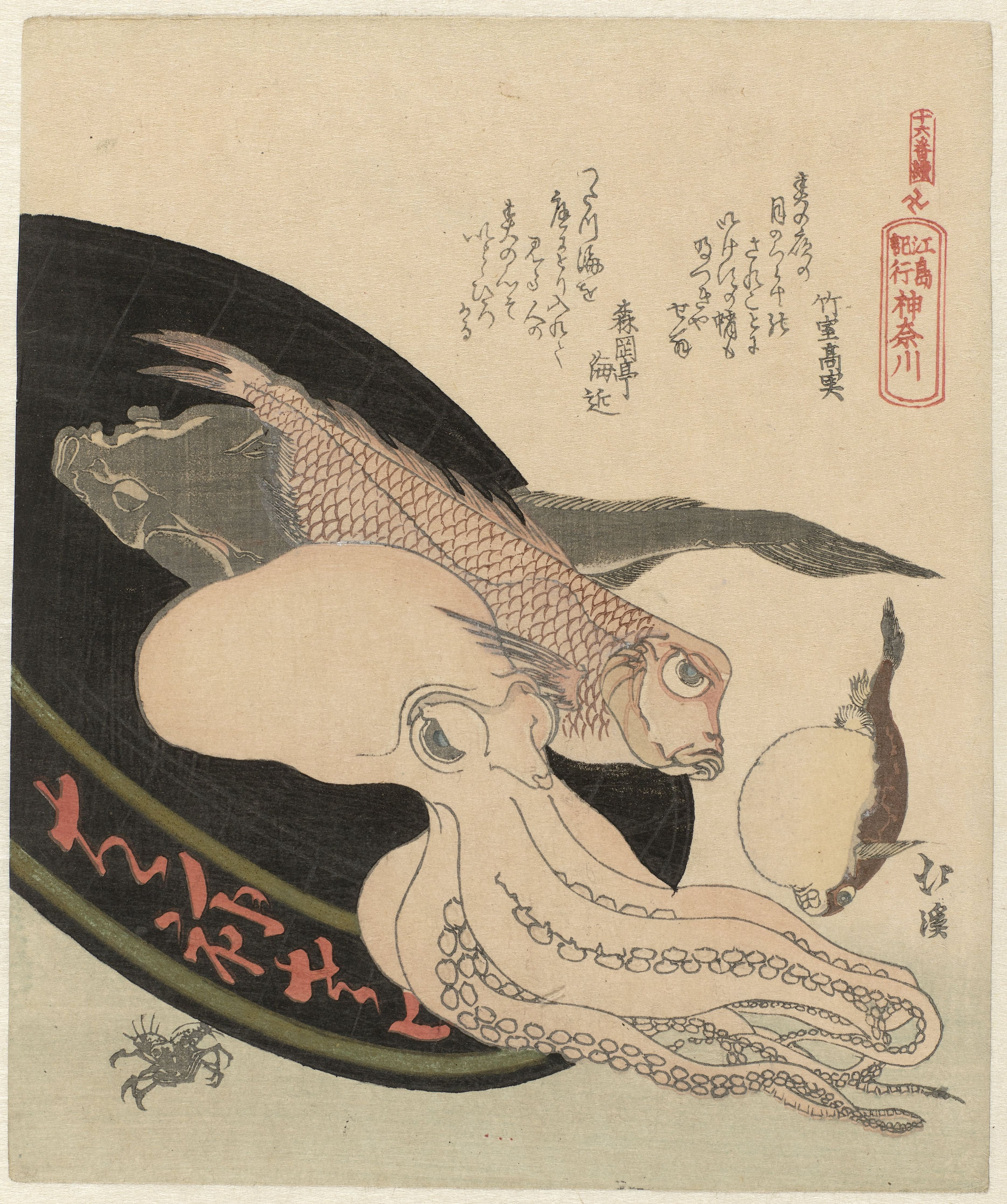
Produits de la pêche par Totoya Hokkei.
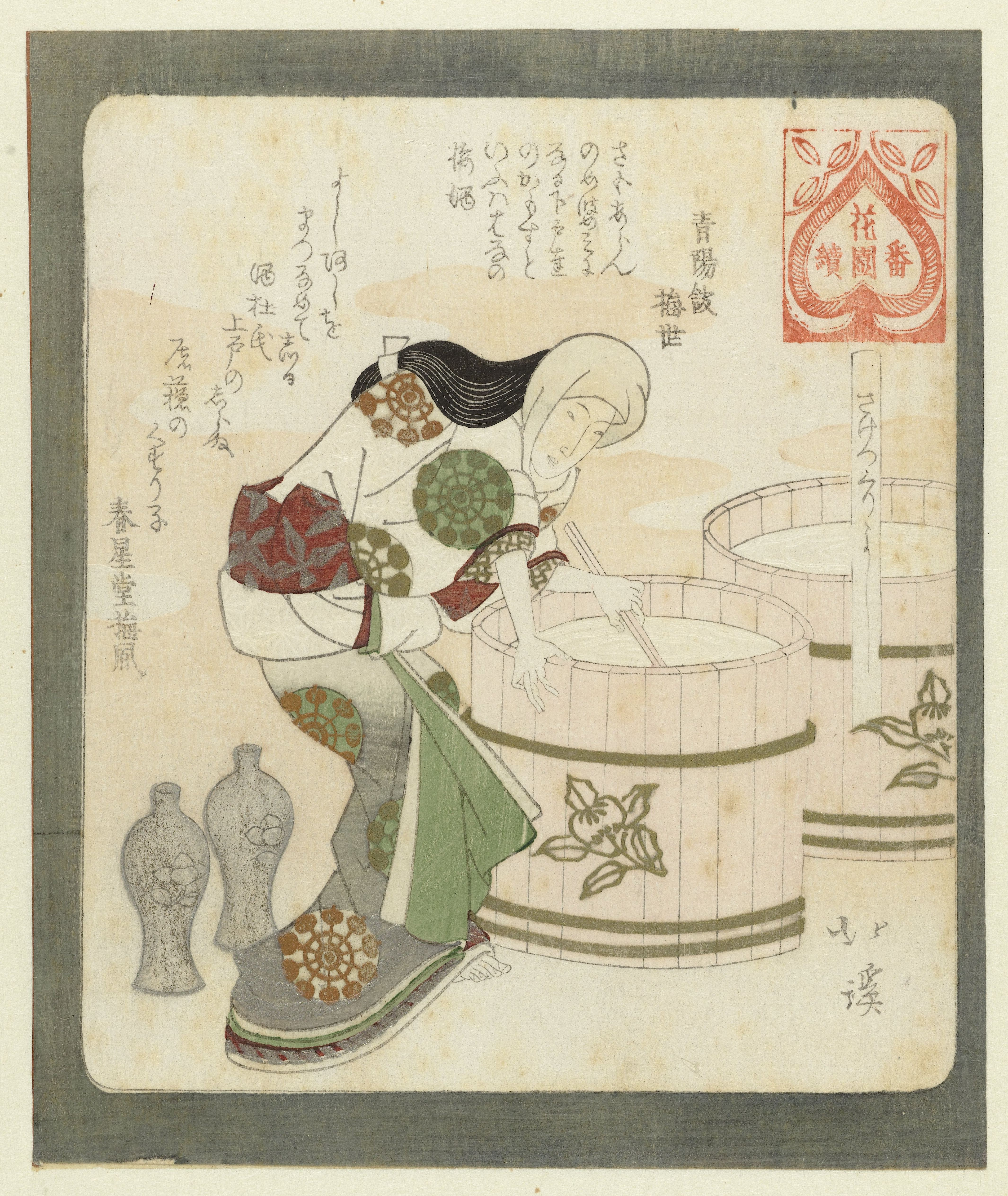
Préparation de sake par Totoya Hokkei.
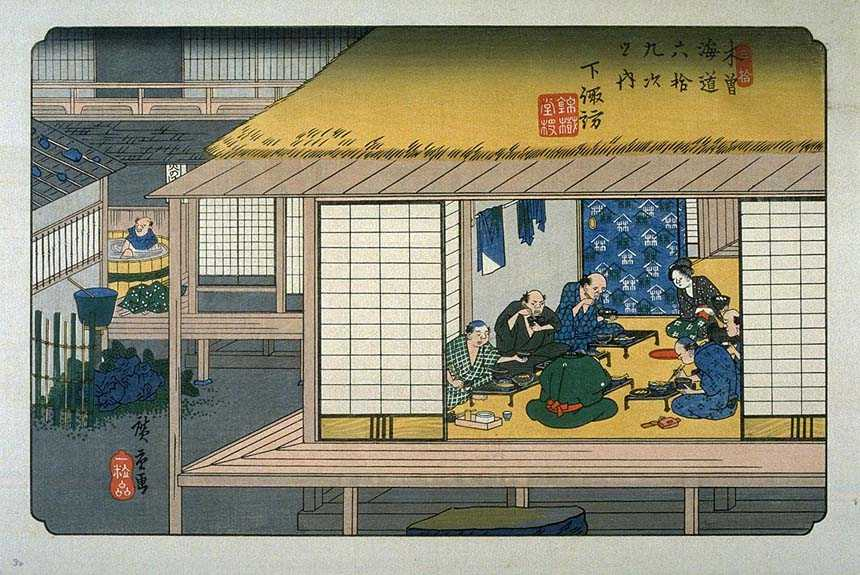
Repas dans une auberge, Ukiyo-e de Hiroshige.

### Modes vestimentaires
L'introduction du coton comme fibre textile à la fin de l'époque précédente modifie progressivement la mode vestimentaire lors de l'époque d'Edo. Initialement importé de Corée et utilisé pour la fabrication de voiles et de mèches pour armes à feu, le coton est aussi utilisé pour la fabrication de certains vêtements comme les uniformes. Sa culture est maitrisée au cours du XVIIe siècle par le Japon, ce qui permet à d'autres utilisations d'être envisagées. Il remplace le chanvre pour les habits du peuple, étant plus agréable au toucher et plus durable. Le coton gagne vite en popularité, et en 1736 le commerce du coton à Ōsaka dépasse en valeur le commerce du riz. La soie est toujours utilisée, mais de manière exceptionnelle et essentiellement pour les vêtements des plus aisés.
Le vêtement le plus commun, le Kosode, est composé d'étoffes rectangulaires, y compris pour les manches, les femmes portant aussi des robes, et l'ensemble est tenu par une écharpe et/ou une ceinture. La fabrication et les tailles sont très largement standardisées, dans le but d'éviter de gaspiller du tissu, et ainsi faire baisser les coûts. La forme des vêtements portés varie assez peu entre les différentes classes sociales, le Kosode étant assez largement porté, la distinction s'opérant par le type de tissu utilisé. Aux pieds sont portés des waraji (sandales en toile de riz), des geta (sandales de bois), ou des zōri (sandales en toile de riz, plus travaillées que les waraji). Les habits des plus aisés sont souvent moins pratiques à porter (longues manches et vêtements tombant sur le sol) et le tissu est rehaussé avec des impressions ou des brocarts pour l'enjoliver, et agrémenté de quelques rares bijoux comme des Kanzashi dans les cheveux, ou des netsuke à la ceinture.
Le soin du corps dépend lui aussi largement de la classe sociale. La coiffure peut être très élaborée chez les femmes, et chez les hommes la cope en chonmage est fréquente chez les samurai. Le maquillage est courant chez les femmes et passe par l'usage de fard, alors que la pratique de noircissement des dents, ou ohaguro, est aussi remarquable dans les classes aisées.

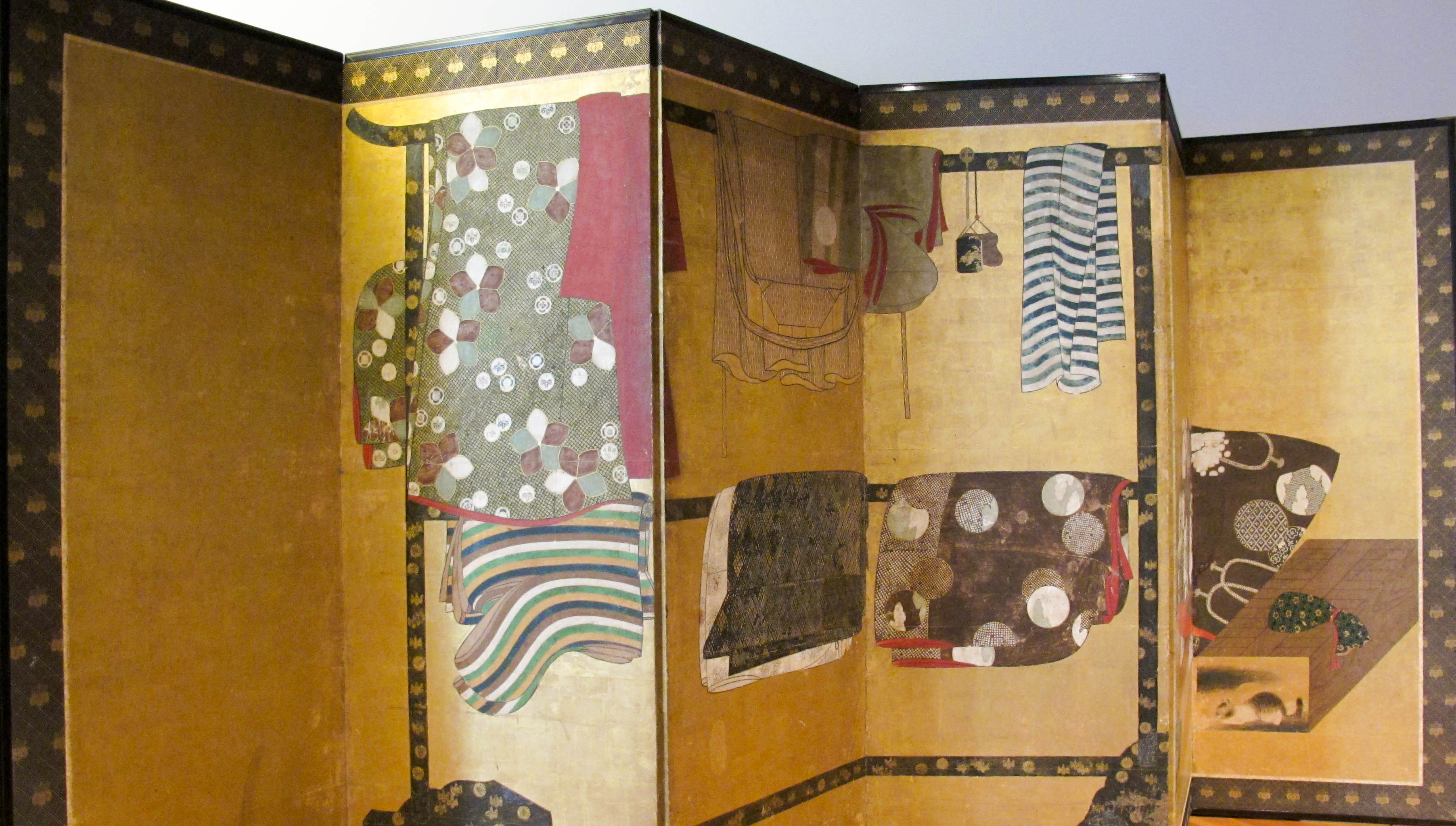
Byōbu du milieu du XVIe siècle présentant plusieurs vêtements, et reprenant la thématique du Tagasode (誰が袖?).

### Sexualité
Le rapport à la sexualité lors de cette époque varie en fonction du rang social, mais se caractérise par une grande permissivité. La vie en concubinage est largement répandue sans qu'une cérémonie religieuse ou civile ne viennent reconnaitre l'union. Les sanctuaires shintō célèbrent localement des festivals consacrés à la fertilité et à certains aspects de la sexualité. Certains pans de la société sont soumis à des dynamiques particulières. Dans les sanctuaires bouddhistes une forme de pédérastie, ou Shudō, se banalise, tout comme dans la société des samurai dont les injonctions morales empruntent beaucoup au monde du bouddhisme. Dans les sphères les plus élevées de la société, une forme de contrôle plus stricte de la sexualité féminine s'opère, la réputation de l'épouse imposant une plus grand discrétion de la sexualité.
Les autorités ne cherchent pas à réprimer - ou à tirer profit - de cette sexualité, mais à l'encadrer strictement. Des Shunga, forme de gravures érotiques aux thématiques très diverses sont populaires lors de cette période et vendues sous forme de livrets, et des auteurs comme Ihara Saikaku s'illustrent dans le domaine de la littérature érotique. Les pratiques décrites sont diverses, de l'hétérosexualité à l'homosexualité au Shudō.
La prostitution fait l'objet de décrets par le pouvoir, dès 1617, qui cherche à la restreindre dans les grandes agglomérations à des quartiers des plaisirs, ou Yūkaku (en). Situés en périphérie des villes et entourés de hautes palissades, ces établissements sont soumis à un système de licence qui impose une règlementation stricte, et les tenanciers de ces établissements peuvent perdre le droit d'exercer en cas de manquements. Le Yūkaku (en) d'Edo ouvre dans le quartier de Yoshiwara en 1617, celui d'Ōsaka ouvre en 1623 dans le quartier de Shinmachi, et celui de Kyōto ouvre en 1640 à Shimabara ; 25 lieux de ce type existent dans le pays au XVIIe siècle. Mêlant, à l'origine, activités de prostitution et de divertissements, ces deux activités sont séparées au cours du XVIIIe siècle et les geisha sont réunies dans d'autres quartiers dit Hanamachi. Ces Yūkaku (en) sont des lieux de grande mixité sociale, et le terme d'Ukiyo, ou « monde flottant », est alors souvent utilisé pour désigner cet espace ou les frontières morales et sociales se brouillent.

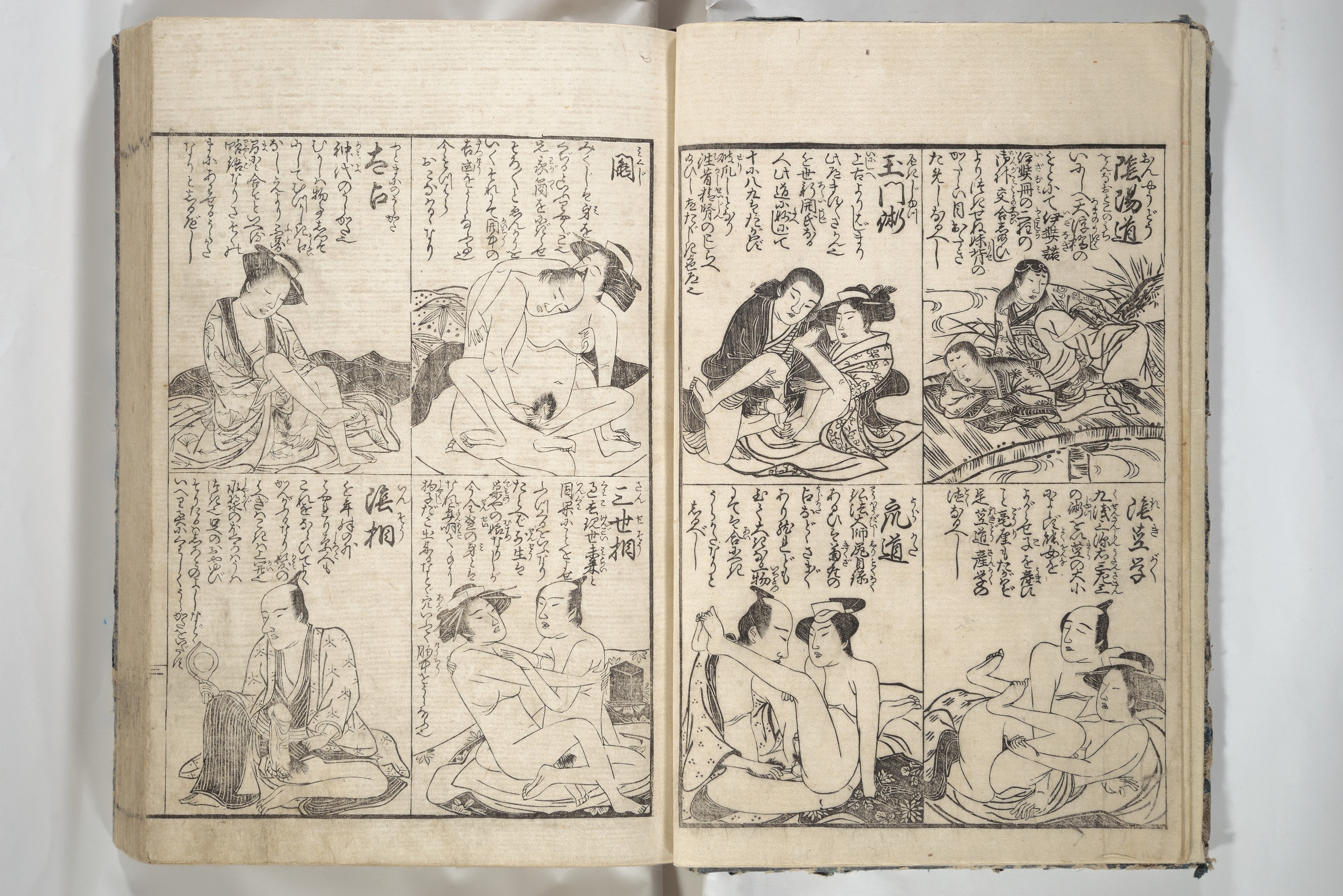
Extrait d'un guide touristique des maisons closes d'Ōsaka, publié vers 1770.
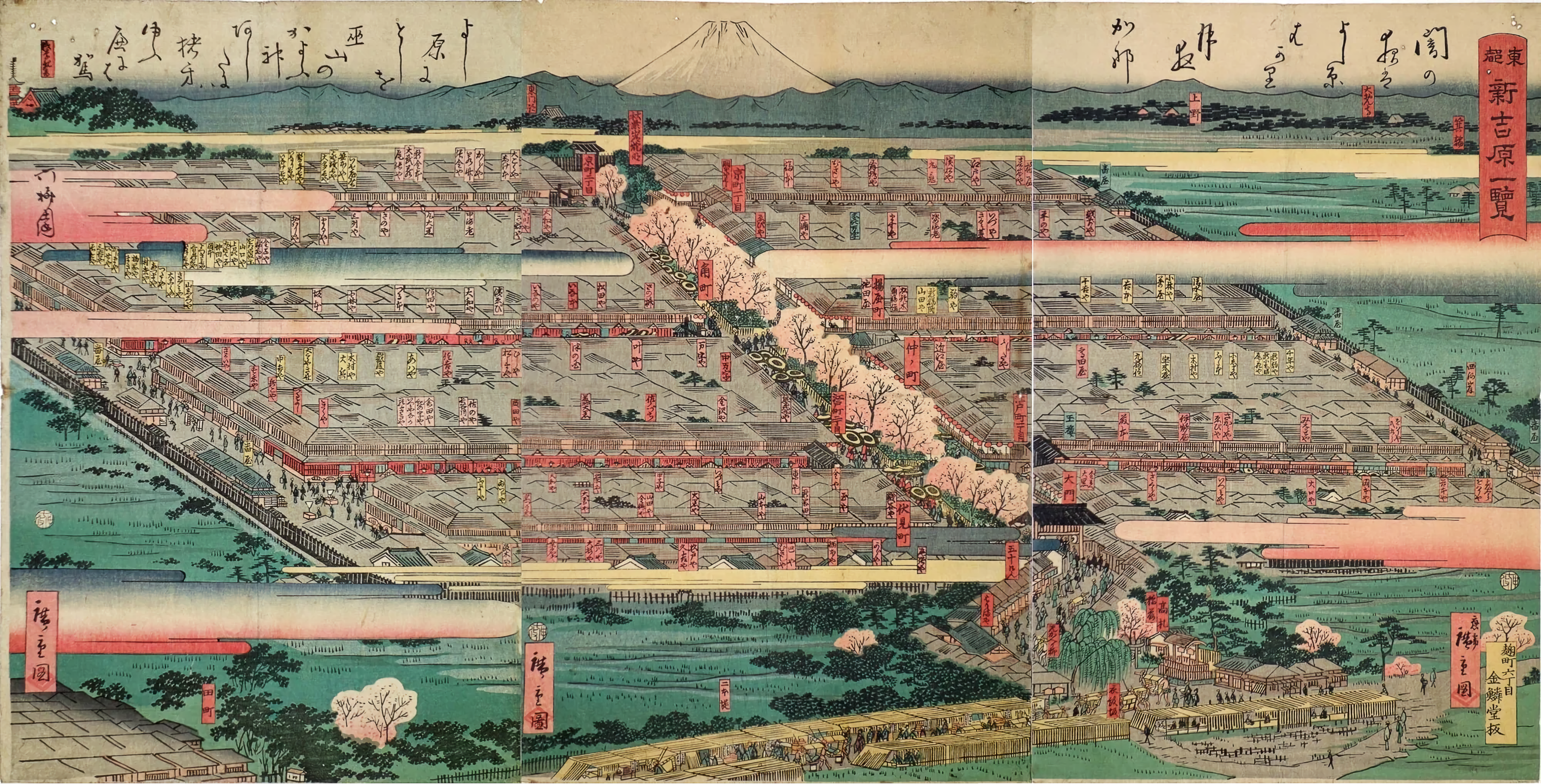
Ukiyo-e de Hiroshige II représentant le quartier de Yoshiwara à Edo vers 1860.
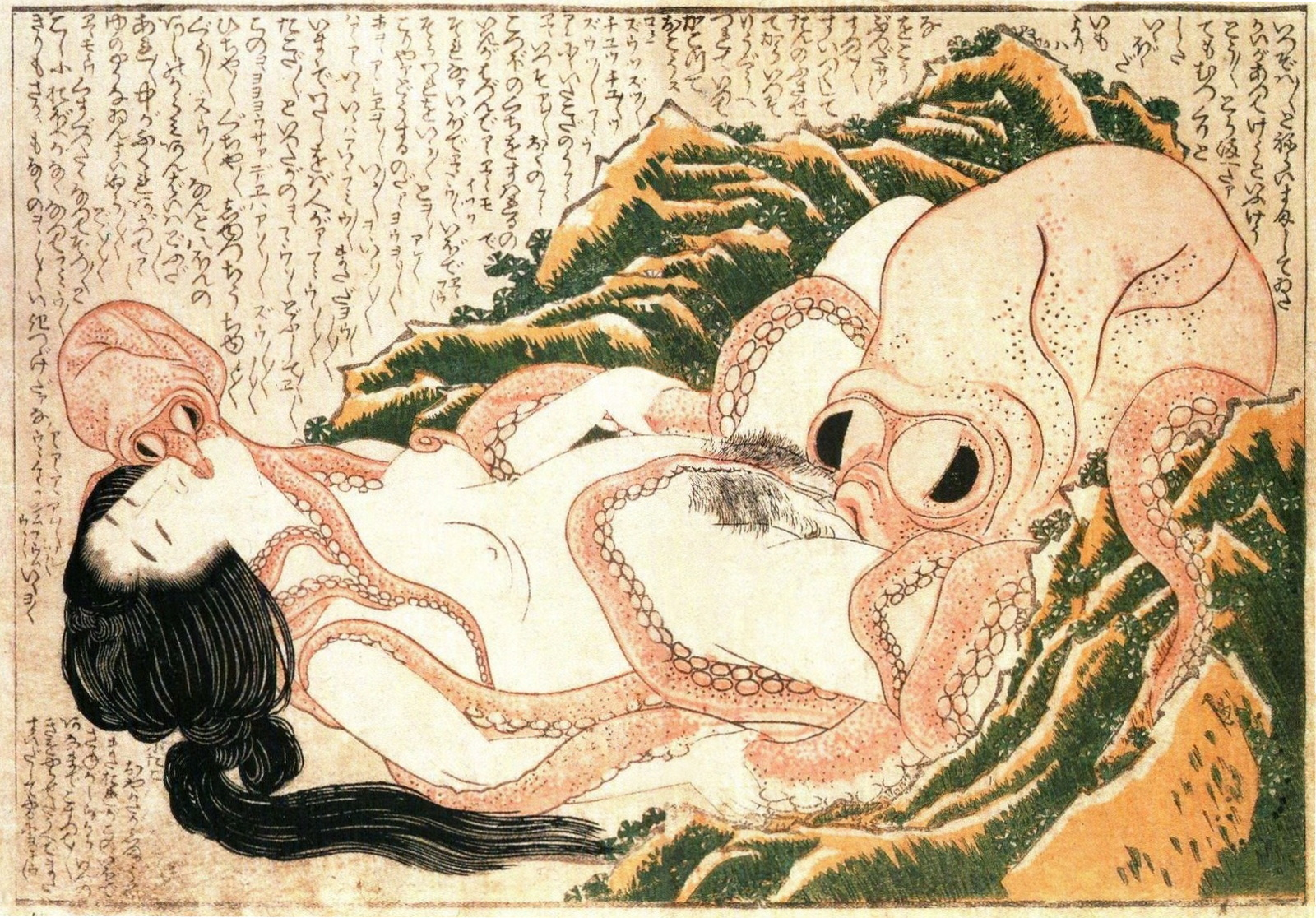
Le Rêve de la femme du pêcheur, Ukiyo-e érotique de Hokusai de 1814.
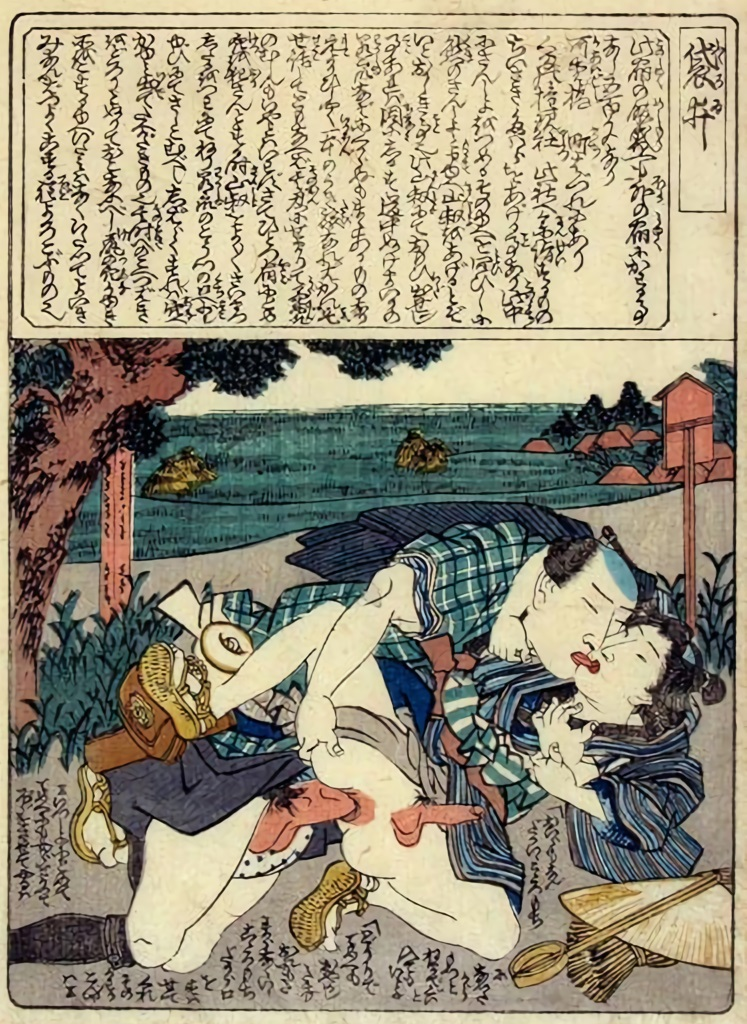
Ukiyo-e homoérotique de Hiroshige vers 1840.

## Religion

### Bouddhisme
Le début de l'époque d'Edo correspond à une phase d'ancrage plus profond du bouddhisme dans la population japonaise. Jusqu'autour de l'an 1500, le bouddhisme est surtout ancré dans la partie la plus aisée de la population. Lors d'une période qui s'étend grossièrement de l'an 1500 à 1700, les principales sectes bouddhistes vont développer leurs réseaux de temples pour couvrir la plupart du pays, y compris dans les campagnes. Le bouddhisme Jōdo dispose ainsi à la fin du XVIIe siècle de 4 435 temples (sur 6 008) dont la date de fondation est connue, et à 65 % ceux-ci sont fondés entre 1573 et 1643, et à 90 % entre 1501 et 1696. Cette phase de diffusion du bouddhisme des XVIe et XVIIe siècles détermine assez largement la couverture ultérieure de cette religion dans la pays, 6 008 des 6 974 temples du bouddhisme Jōdo actifs en 1941 sont fondés avant la fin du XVIIe siècle. Cette dynamique de diffusion du bouddhisme est similaire dans les autres grands courants de l'époque comme le Shingon.
C'est aussi au début de la période que le nouveau régime va chercher à assoir sa domination sur les différentes écoles bouddhistes, en établissant un contrôle centralisé sur celles-ci, mais aussi en s'assurant de la conformité de leurs doctrines avec les intérêts du pouvoir. Dans le même temps le pouvoir se place en dehors du champ religieux, et les responsables politiques ne sont pas incités à prendre appui sur le bouddhisme. Plusieurs lois sont prises dès 1615 qui imposent aux temples de fonctionner en réseaux, un temple devant servir de siège central à chaque école, et celui-ci devant fournir une liste de tous les temples qui y sont affiliés. Ce cloisonnement entre écoles de pensée accroit le phénomène de différentiations doctrinaires, qui deviennent alors plus marquées. Si la période de trouble du siècle précédant avait déjà vu émerger un système de loyautés plus ou moins marquées vis-à-vis d'une communauté religieuse, la spécialisation de ces communautés par doctrine était encore presque absente.
La construction des temples de cette époque peut être à l'initiative de grands seigneurs locaux (et souvent construits dans l'enceinte de leurs propriétés pour honorer des ancêtres), ou au contraire émaner de communautés plus locales (pour servir de lieu de culte à cette communauté). Cet essor de la construction de temples a pour effet de sédentariser les moines errants, qui sont alors recrutés pour servir dans ces temples. Les temples bouddhistes se démarquent des sanctuaires shintō en assurant les funérailles, et certains, les Bodaiji, deviennent même les temples attitrés pour les funérailles de certaines familles,. Il arrive ainsi que deux sépultures coexistent, l'une dédiée aux restes du défunt, et l'autre symbolique dédiée au culte de l'esprit du défunt. L'essor progressif du bouddhisme Shinshū lors de la période diffuse la pratique de la crémation, et en parallèle celle d'une sépulture unique, contrairement aux autres écoles bouddhiques. Avec cette prise en charge des cérémonies de funérailles et d'affiliations de familles à des temples se met en place le système danka, forme de registres familiaux gérés par les temples. En période d'interdiction et de persécutions des chrétiens, ces registres familiaux permettent une certaine forme de contrôle religieux de la population.
D'un point de vue doctrinaire, la spécialisation du bouddhisme dans le traitement des funérailles a pour effet de faire évoluer ses pratiques et ses enseignements vers un « bouddhisme funéraire ». L'esprit du défunt devient couramment désigné comme Hotoke, mot aussi utilisé pour désigner Bouddha en personne. Les esprits des défunts sont alors régulièrement honorés, notamment lors du festival O bon, et ces esprits sont supposés revenir pendant ces cérémonies pour visiter leurs descendants. Ces cérémonies religieuses régulières dédiées aux âmes des défunts pendant l'année deviennent un des éléments caractéristiques du bouddhisme japonais, sans doute dans une forme de syncrétisme avec un culte des ancêtres déjà présent dans le pays. Ceci n'est pas sans contradiction avec la tradition bouddhiste qui affirme qu'à leurs morts les âmes des défunts sont libérées du monde des vivants. Les autels familiaux dédiés aux ancêtres, les Butsudan, commencent à apparaitre au XVIIe siècle, mêlant imageries bouddhistes et tablettes mortuaires des défunts de la famille.
Une évolution doctrinaire apparait au début du XIXe siècle. En marge du systèmes d'écoles bouddhistes reconnues par l'État émergent de nouveaux mouvements hors du bouddhisme comme le Nyorai-kyō (ja) en 1802 dans la région de Nagoya, ou encore le Tenrikyō en 1838 dans le Yamato. La diffusion de ces mouvements force les autorités à restreindre les activités de prosélytisme, qu'elles jugent contraire à l'ordre public, y compris celui effectué par les rares écoles bouddhistes qui s'y prêtent comme le bouddhisme de Nichiren. Lorsque les Occidentaux retournent au Japon au début des années 1850, le prosélytisme apparait au contraire auprès de certaines autorités bouddhistes comme nécessaire pour éviter que le christianisme ne reprenne pied dans le pays. La notion occidentale de « religion » introduite des les traités que le Japon signe avec les puissances étrangères pousse aussi les différentes écoles bouddhistes à se positionner vis-à-vis de ce nouveau concept. La doctrine bouddhiste est repensée pour s'articuler avec ce nouveau paradigme, ce qui pousse certaines pratiques comme les Kaji-kitō (ja) (prières rituelles) à être perçues comme des superstitions indignes d'une religion, et combattues.

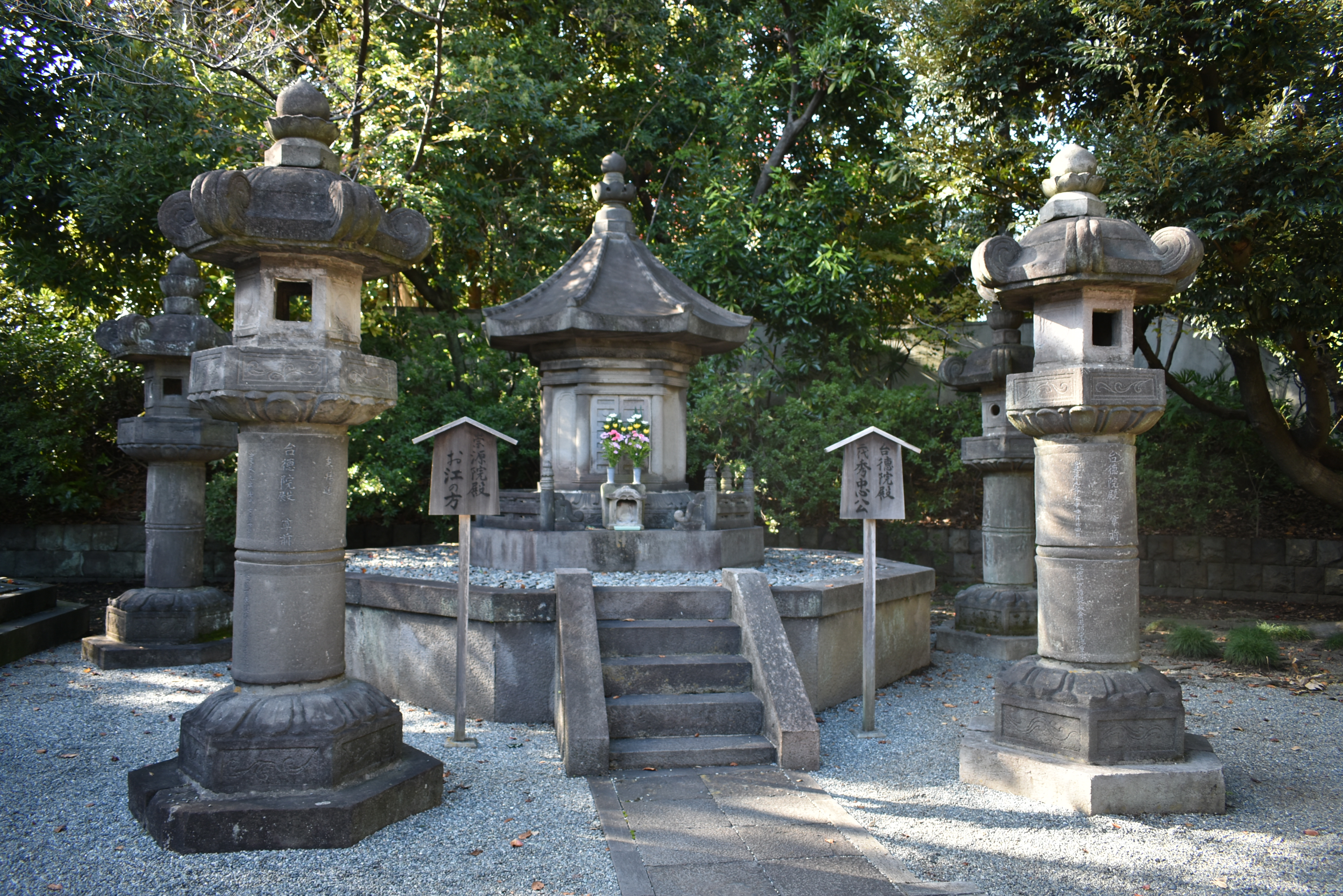
Sépulture de Tokugawa Hidetada au Zōjō-ji, un des deux bodaiji des Tokugawa.
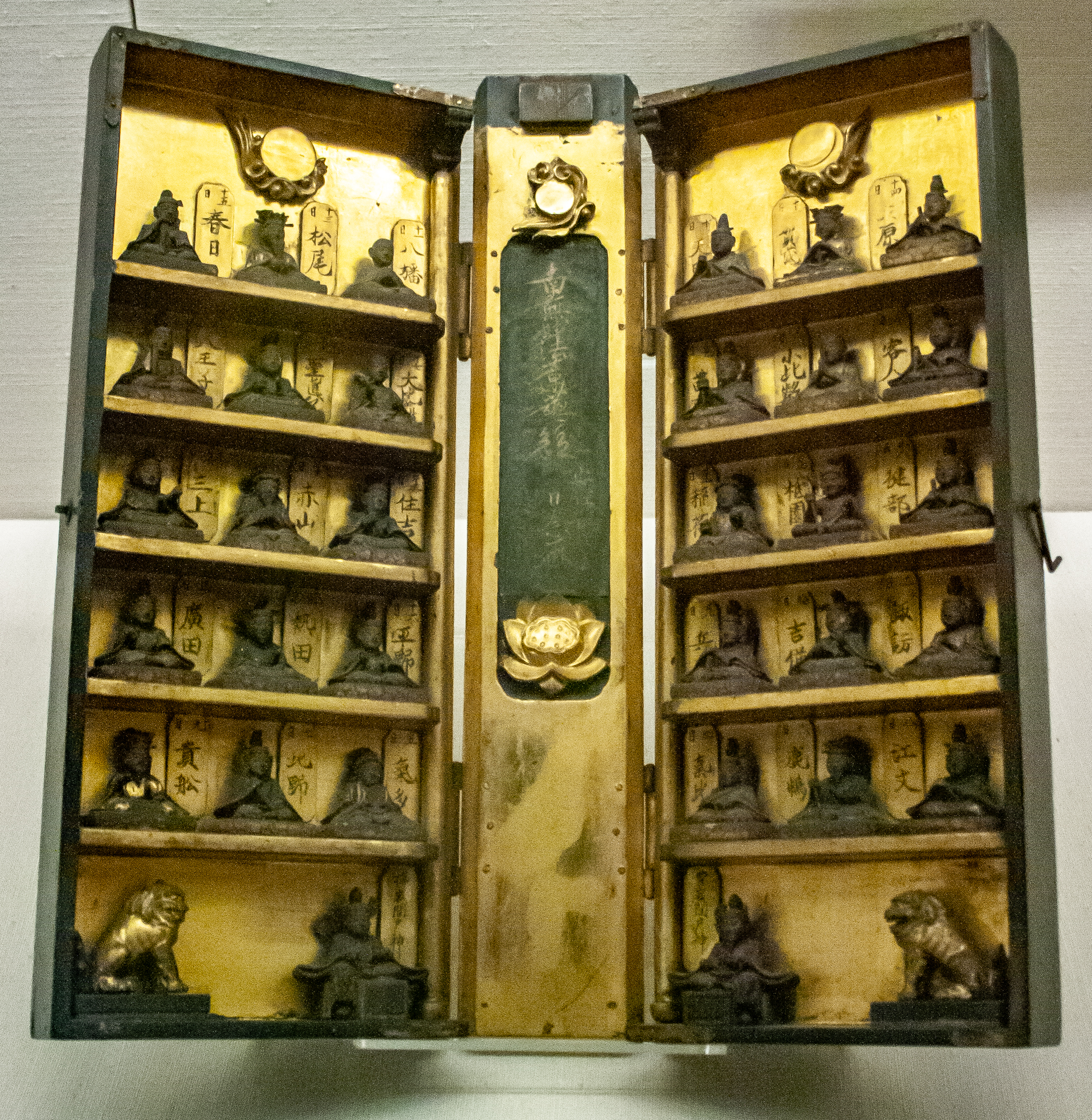
Autel portatif du XVIIe siècle.
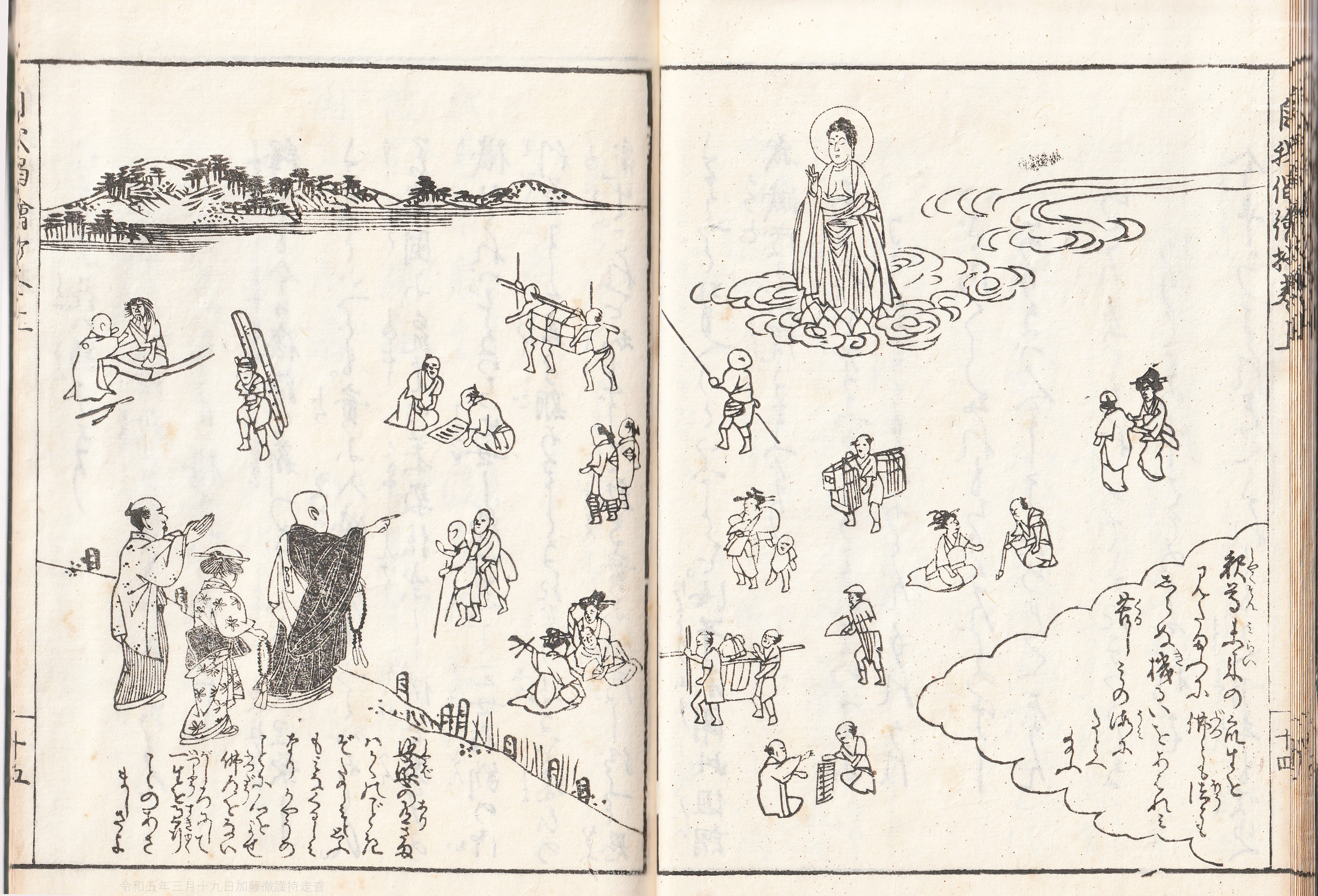
Livre de 1814 présentant la doctrine du bouddhisme de Nichiren.
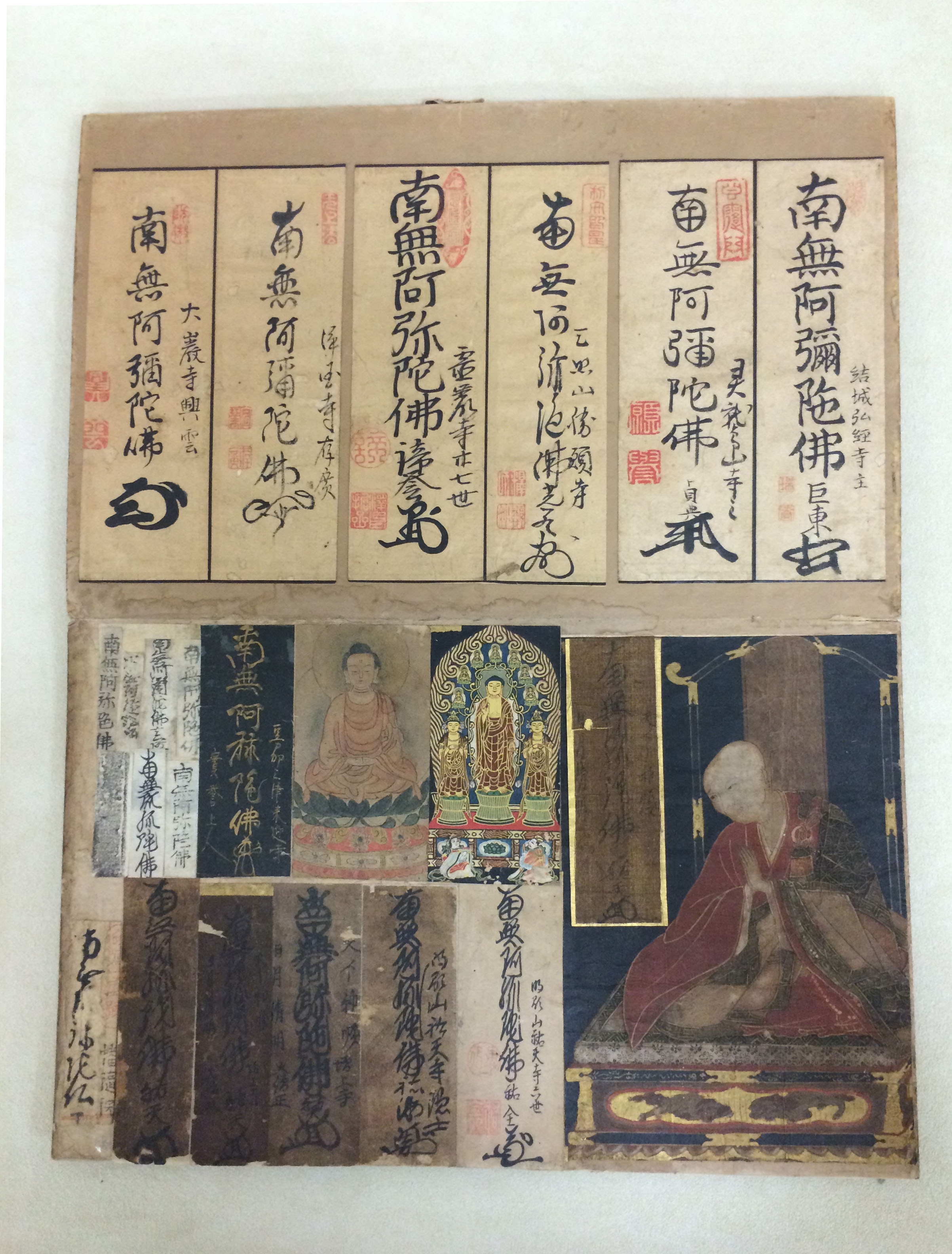
Carnet de pèlerinage, dans lequel sont collectées des feuilles de prières ou des Ōtsu-e religieuses.

### Du culte desKamiau Shintō
Un début d'uniformisation du shintō s'amorce lors de cette époque. La vénération de divers Kami est fréquente dans tout le pays, mais présente de nombreuses spécificités locales avant l'époque d'Edo. Des Ujigami, ou « divinités de village », se développent depuis le Moyen-âge japonais, Kami qui peuvent être commun à un grand nombre de villages. Les premiers sanctuaires dédiés à ces Ujigami sont probablement érigés au cours du XVIe siècle dans les villages, et peut-être un peu plus tôt dans certains bourgs plus urbanisés. Les rituels sont assurés par les villageois eux-mêmes, même si un clergé de Kannushi commence à voir le jour pour gérer les sanctuaires les plus importants. La famille Yoshida, qui gère le Yoshida-jinja à Kyoto, parvient progressivement à faire reconnaitre son modèle de rituels, de hiérarchisation, et de certifications des sanctuaires au cours des XVIe siècle et XVIIe siècle, et étend par ce biais son influence dans la plupart des sanctuaires du pays. Cependant, et bien que le nombre de temples bouddhistes et de sanctuaires Shintō soit proche à la fin de la période (respectivement 87 558 et 74 642 en 1868), dans les faits la plupart des sanctuaires Shintō n'ont pas de prêtre attitré et dépendent du clergé bouddhiste pour fonctionner. Les rares prêtres Shintō sont de plus soumis aux règlementations qui encadrent le bouddhisme, et considérés comme bouddhistes.
Un système d'affiliation avec les grands sanctuaires que sont Hachiman, Inari, Tenjin, ou Ise apparait lors du XVIIIe siècle. Les sanctuaires locaux apparaissent alors comme des branches de ces sanctuaires plus importants, mais sans réel changement sur le fonctionnement de ceux-ci, en dehors de ceux liés au sanctuaire d'Ise. Un double système de vénération se met alors en place, une dédiée au kami du grand sanctuaire tutélaire, et une dédiée au Ujigami local. Au XVIIIe siècle se met aussi en place dans les habitations de kamidana, sorte de petit autel de vénération domestique dans lesquels sont disposés offrandes et outils divers de cérémonies. De grands pèlerinages et festivals Shintō sont aussi actifs dans le pays (comme à Kumano, au mont Fuji, à Iwashimizu, ou dans le sanctuaire d'Ise), et peuvent parfois drainer jusqu'à un demi-million de personnes dans l'année.
Des personnalités politiques majeures commencent à être vénérées comme des kami dès après leurs morts lors de cette période. Le bouddhisme présente avec le Ryōbu shintō une forme de syncrétisme qui présente les Kami et les Hotoke comme similaires, mais l'élévation au rang de kami est présentée comme nécessitant un délai de plusieurs décennies. Toyotomi Hideyoshi donne par exemple des directives dès son vivant pour faire l'objet de rituels comme un kami, et dès 1599 le Toyokuni-jinja est érigé à cet effet. Tokugawa Ieyasu est lui vénéré comme le kami Tōshō Daigongen au Tōshō-gū dès 1616, un an après sa mort. La pratique commence à concerner à partir du XVIIe siècle aussi les daimyō, ou même des personnalités de rang moins important, mais dont les actions les auraient rendues dignes d'être reconnues comme kami.
En marge du shintō existe aussi le shugendō, forme de pèlerinage ascétique dans les montagnes sacrées du pays. Souvent assimilé aux rites ésotériques du bouddhisme Shingon, il compte comme principaux pôles Yoshino et Kumano. Le shugendō se structure à partir de 1613 sur ordre du gouvernement, ce qui a pour effet de faire délaisser à ses prêtres, les yamabushi, leurs pratiques d'ascèse. Ce clergé devient plus intégré et plus influent au sein des villages les accueillant. Cette plus grande influence dans la population permet d'organiser des pèlerinages de masse dans les montagnes, les pratiquants de ces pèlerinages atteignant le nombre de 170 000 personnes lors du XIXe siècle. Les yamabushi sont souvent assistés dans leurs rites par des femmes, les miko, et sont actifs dans des thématiques comme les guérisons, les grossesses, les accouchements.

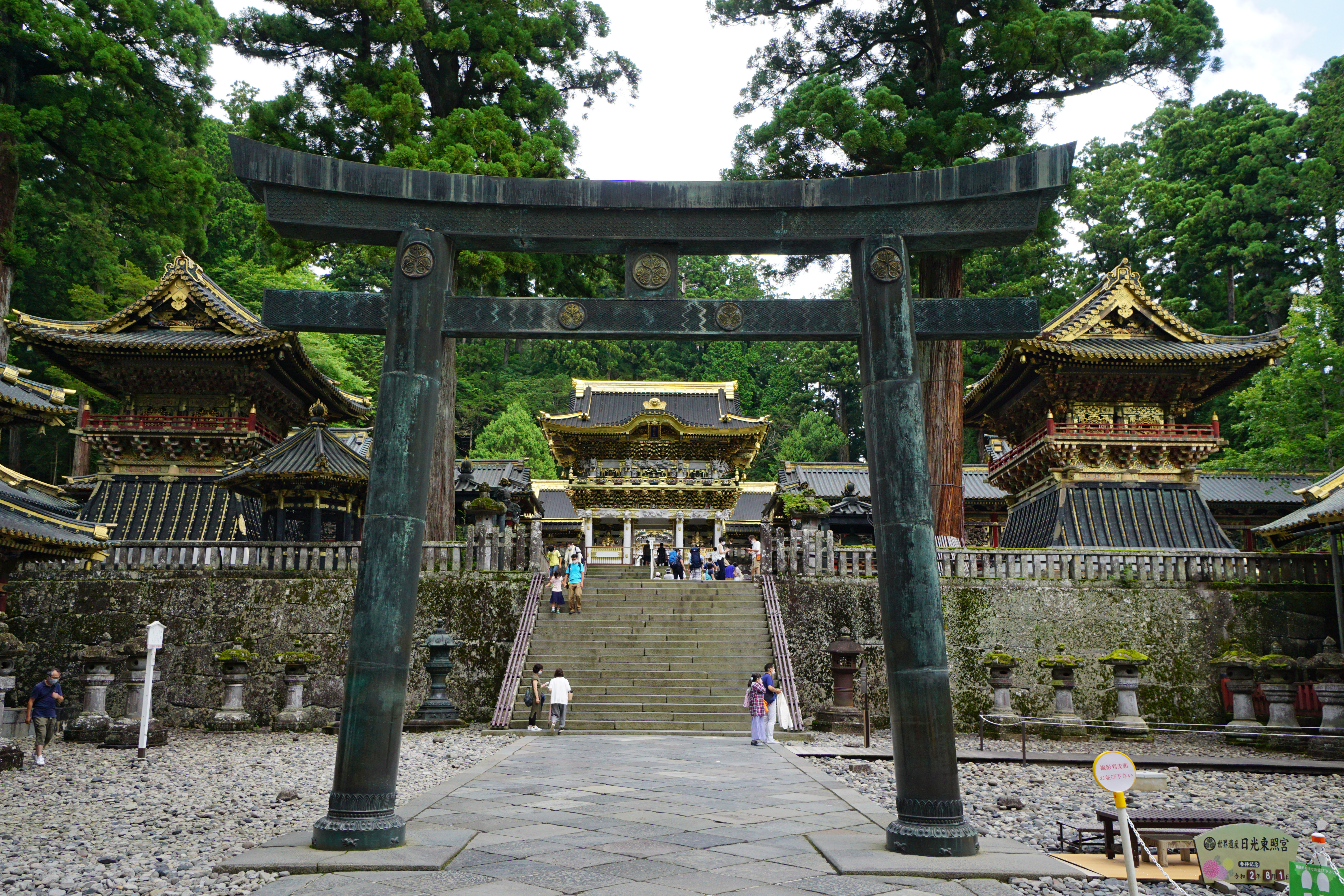
Tōshō-gū à Nikkō, sanctuaire érigé pour vénérer Tokugawa Ieyasu comme kami.
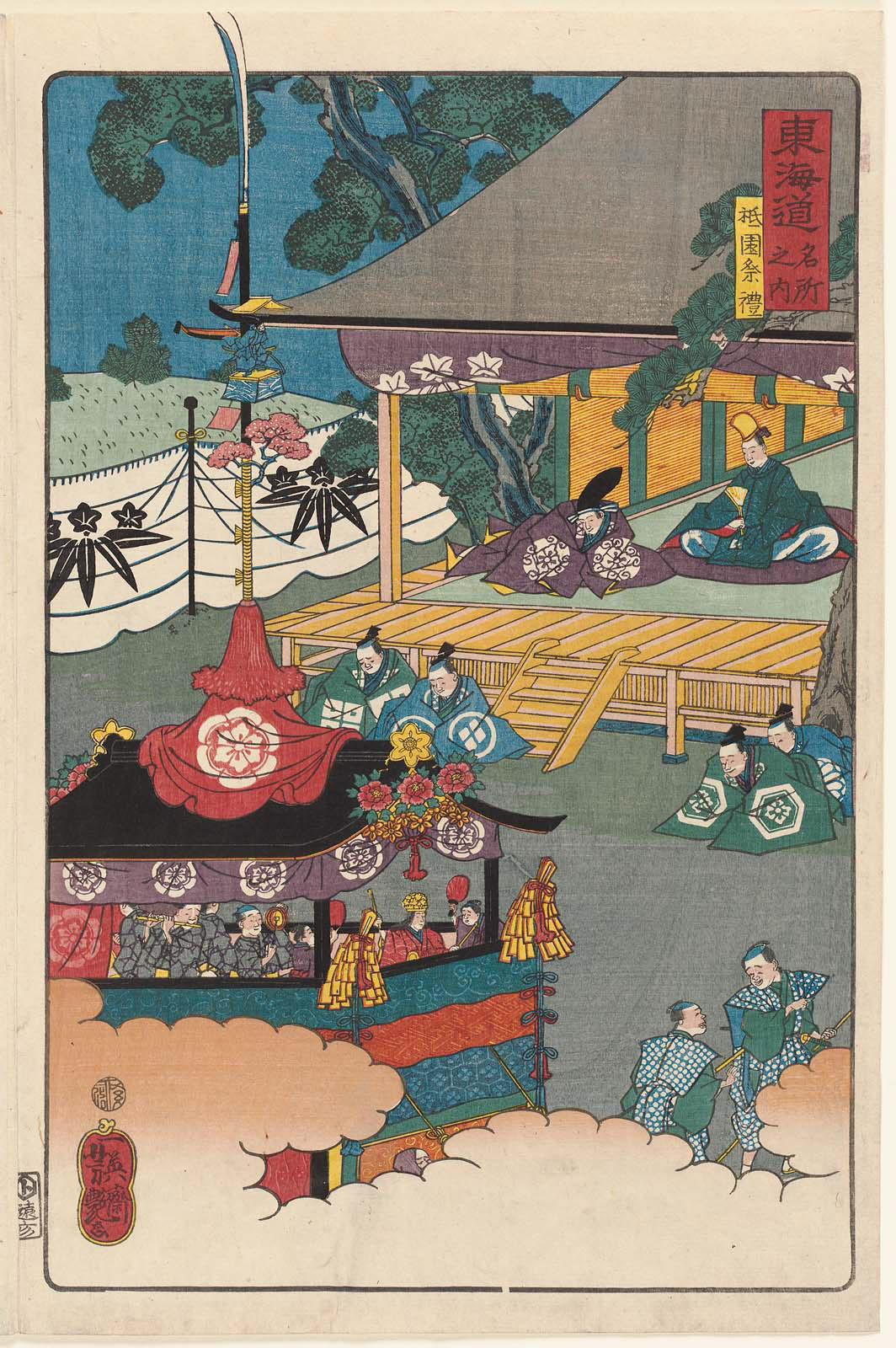
Festival de Gion à Kyōto, Ukiyo-e de 1863 de Utagawa Yoshitsuya.
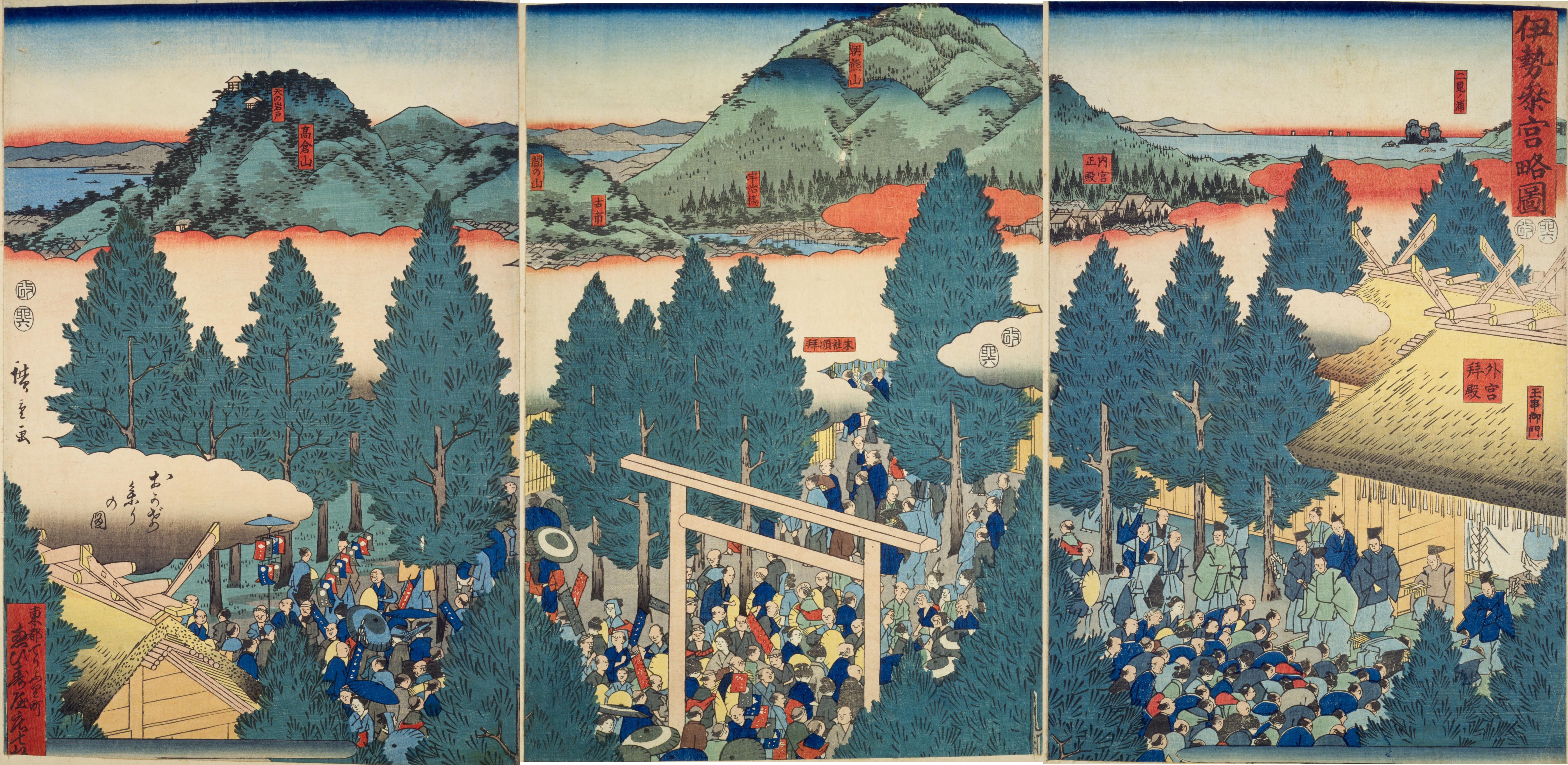
Pèlerinage au sanctuaire d'Ise, Ukiyo-e de Hiroshige de 1855.
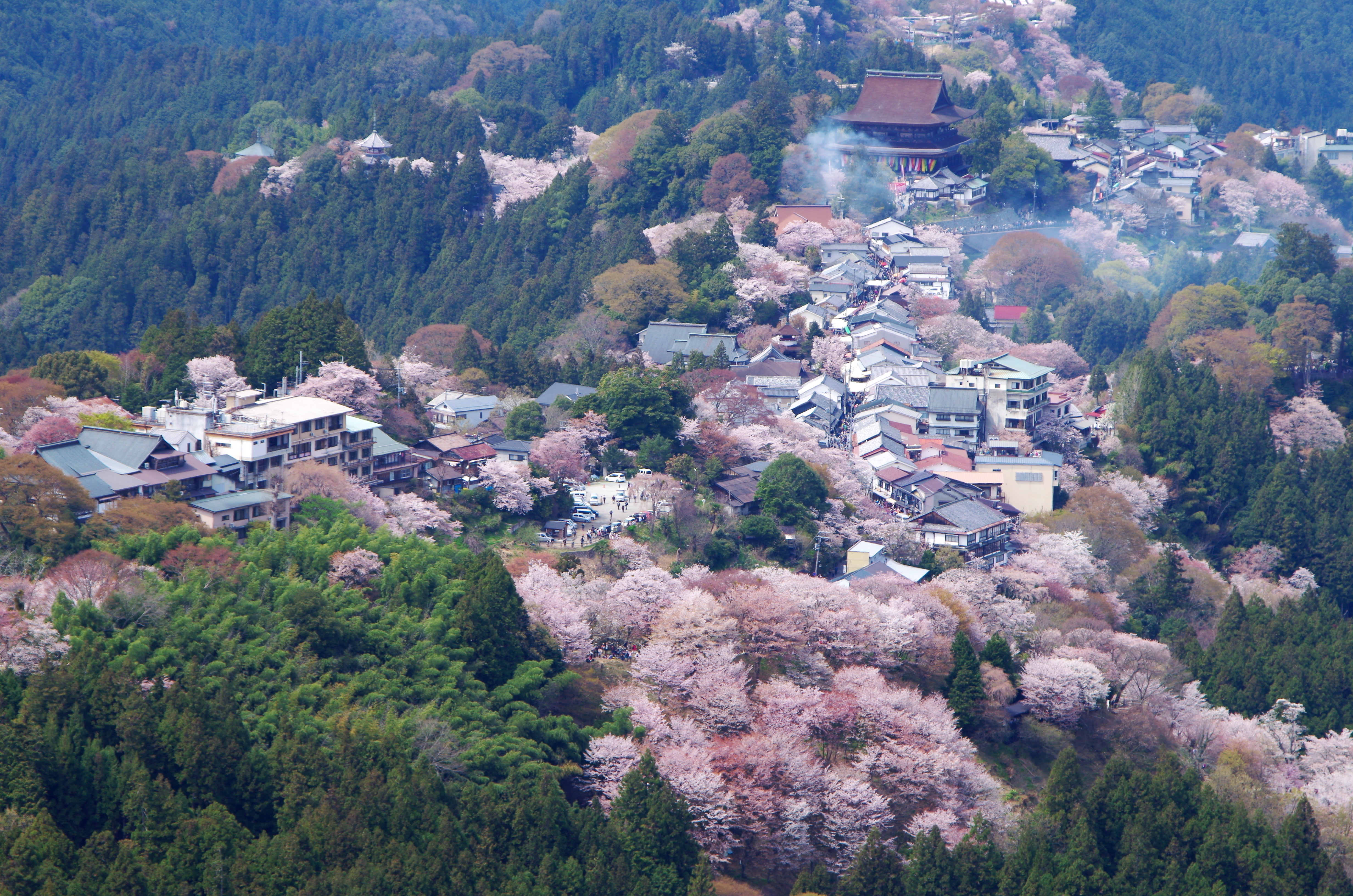
Yoshino, un des sites ou la pratique du shugendō se développe.

### Christianisme
Les premières mesures répressives contre les Japonais convertis au christianisme sont prises en 1587 par Toyotomi Hideyoshi. Une petite communauté chrétienne s'est développée dans le sud du pays sur l'île de Kyūshū, initiée lors de l'arrivée du missionnaire François Xavier en 1549 à Kagoshima. Si la répression ne touche initialement que les Japonais, le prosélytisme ce certains missionnaires les expose aussi à ces mesures. Lors de la crucifixion des « vingt-six martyrs du Japon » en 1597 à Nagasaki, plusieurs exécutés sont des responsables franciscains étrangers.
Lorsque Tokugawa Ieyasu sécurise son pouvoir en 1600, il se montre dans un premier temps conciliant sur la question. Le nombre de chrétiens atteint alors probablement les 300 000 dans le pays. Le shôgunat tire un certain profit du commerce avec les Occidentaux, mais plusieurs incidents éclatent avec les chrétiens. La situation évolue défavorablement pour les chrétiens avec son successeur Tokugawa Hidetada, notamment à partir de 1614. Cette religion est déclarée incompatible avec les lois japonaises. 52 chrétiens sont executés à Nagasaki en 1622, ce qui n'arrête pas les missionnaires Jésuites qui continuent malgré tout leurs actions de conversions. En 1638, la rébellion de Shimabara, une péninsule proche de Nagasaki, prend une très forte coloration religieuse, et le pouvoir shoggunal accentue sa repression. En 1639, de plus en plus de convertis japonais abjurent, et les Portugais sont expulsés du pays. Une chasse aux chrétiens continue jusqu'aux années 1660, et environ 3 000 sont découverts lors de cette période. Malgré tout, quelques groupes isolés perdurent, les Kakure kirishitan ou "chrétiens cachés", dont la pratique évolue lors des siècles suivants vers une forme de syncrétisme avec le bouddhisme et le shintoïsme. Implantés dans les îles d'Amakusa, Goto, Hirado, Ikitsuki, ils utilisent divers stratagèmes pour dissimuler leur foi.

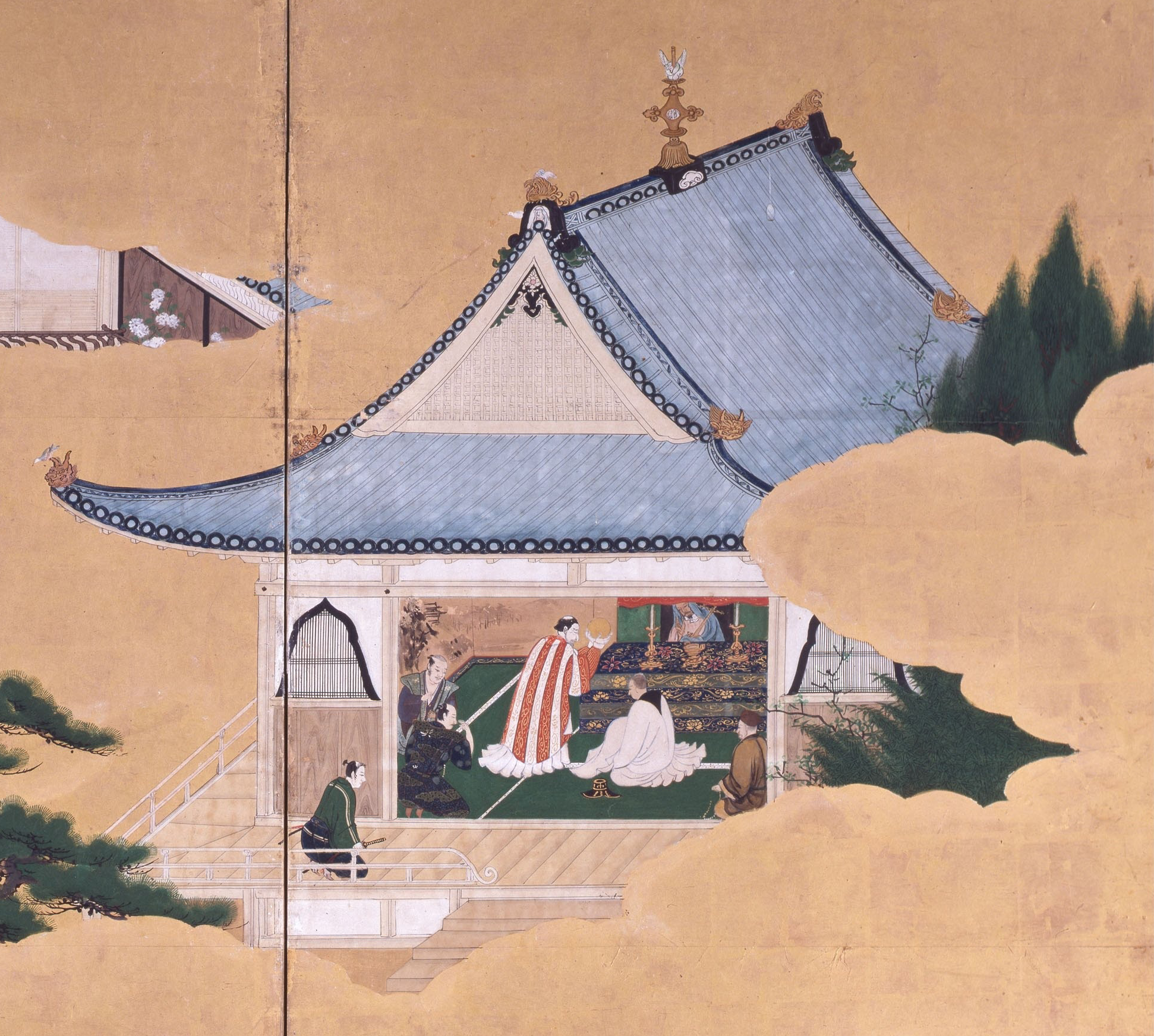
Célébration d'une messe vers 1600, détail d'un paravent de Kanō Naizen.
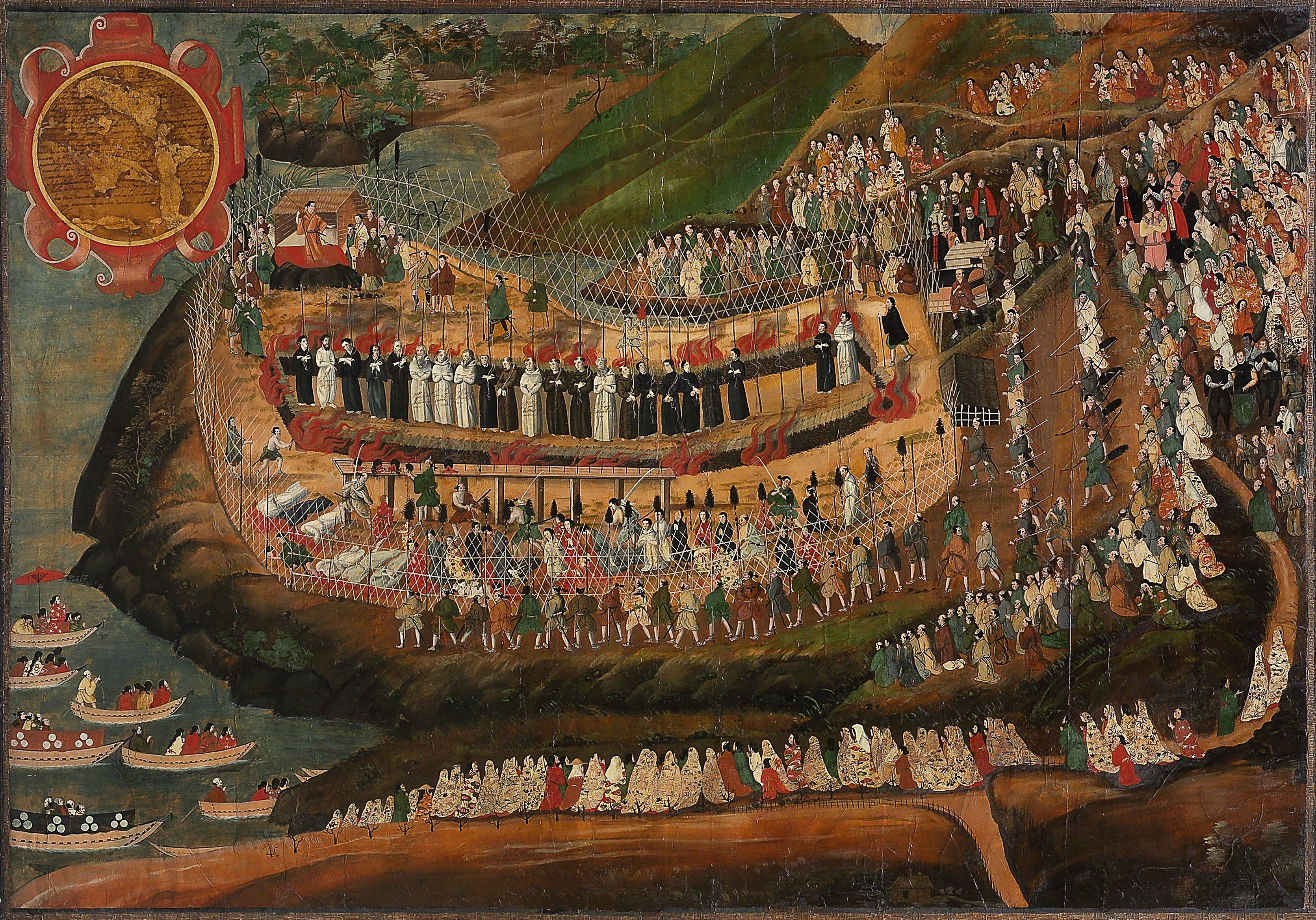
Grand martyre de Nagasaki de 1622 lors duquel 52 chrétiens sont décapités ou brûlés vifs.
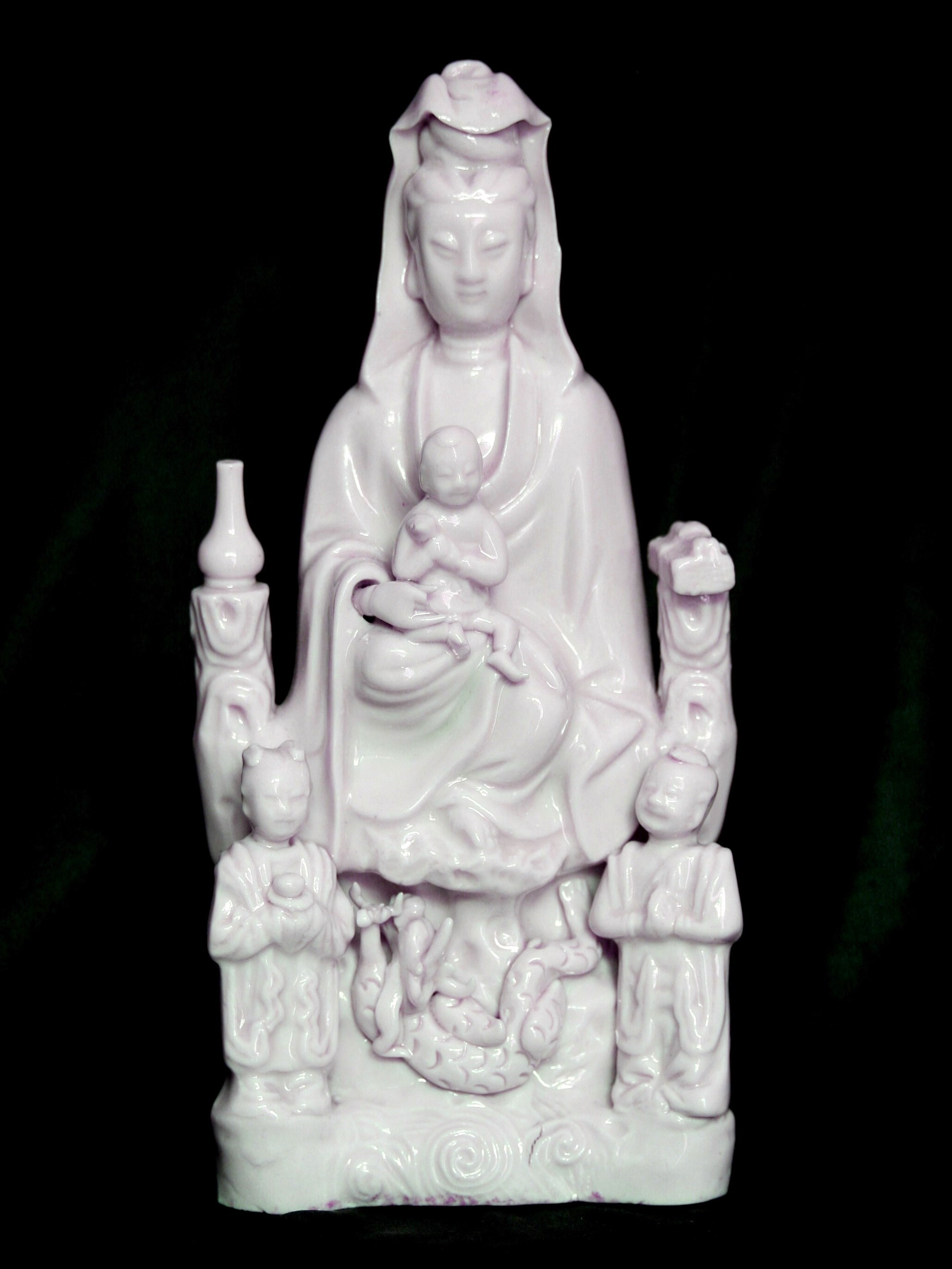
Maria Kannon, statue de Vierge à l'Enfant sous les traits du bouddha Kannon de manière à dissimuler l'objet du culte.
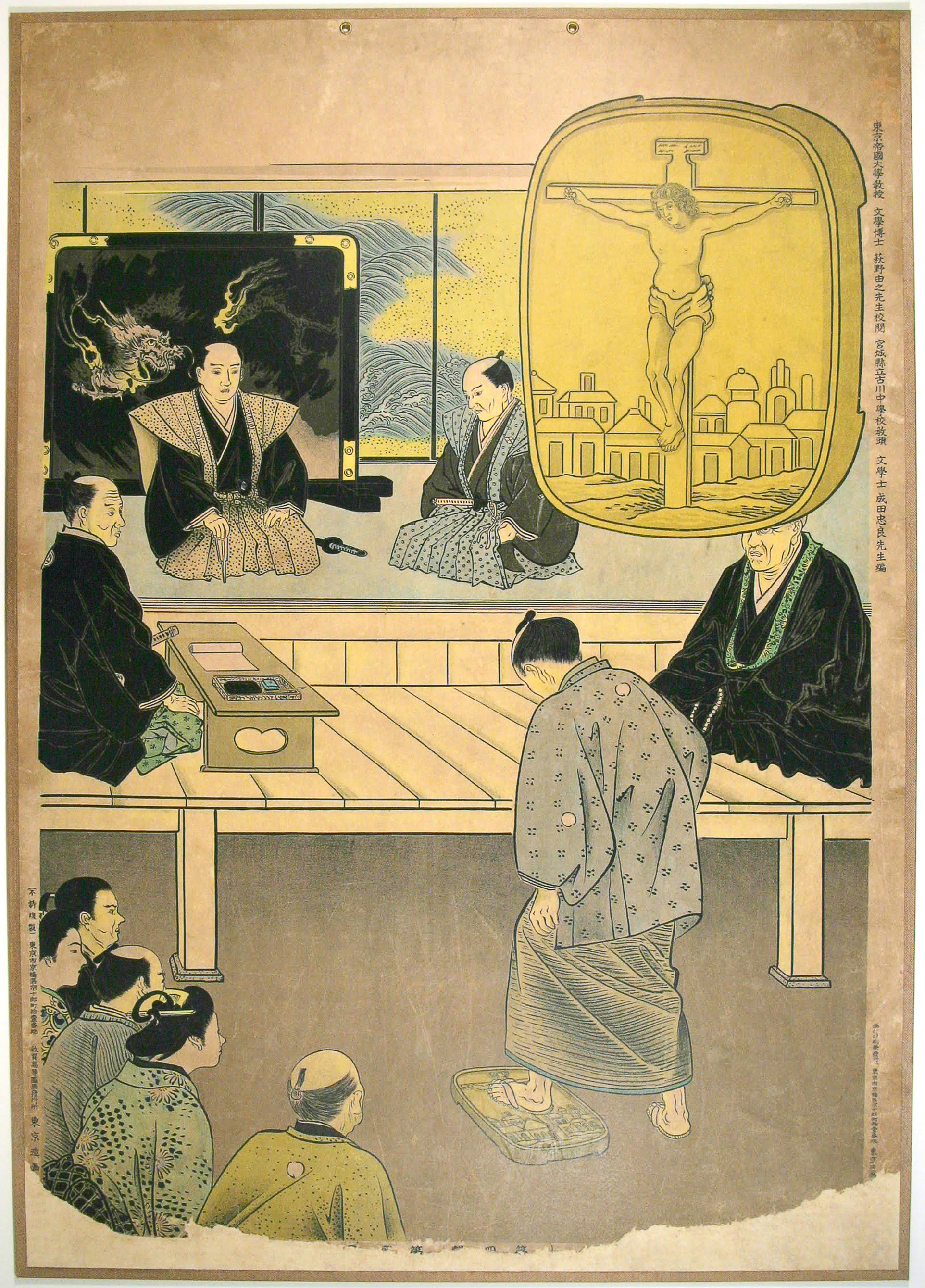
Fumi-e, pratique exigeant d'un suspect de foi chrétienne de fouler du pieds une icone chrétienne.
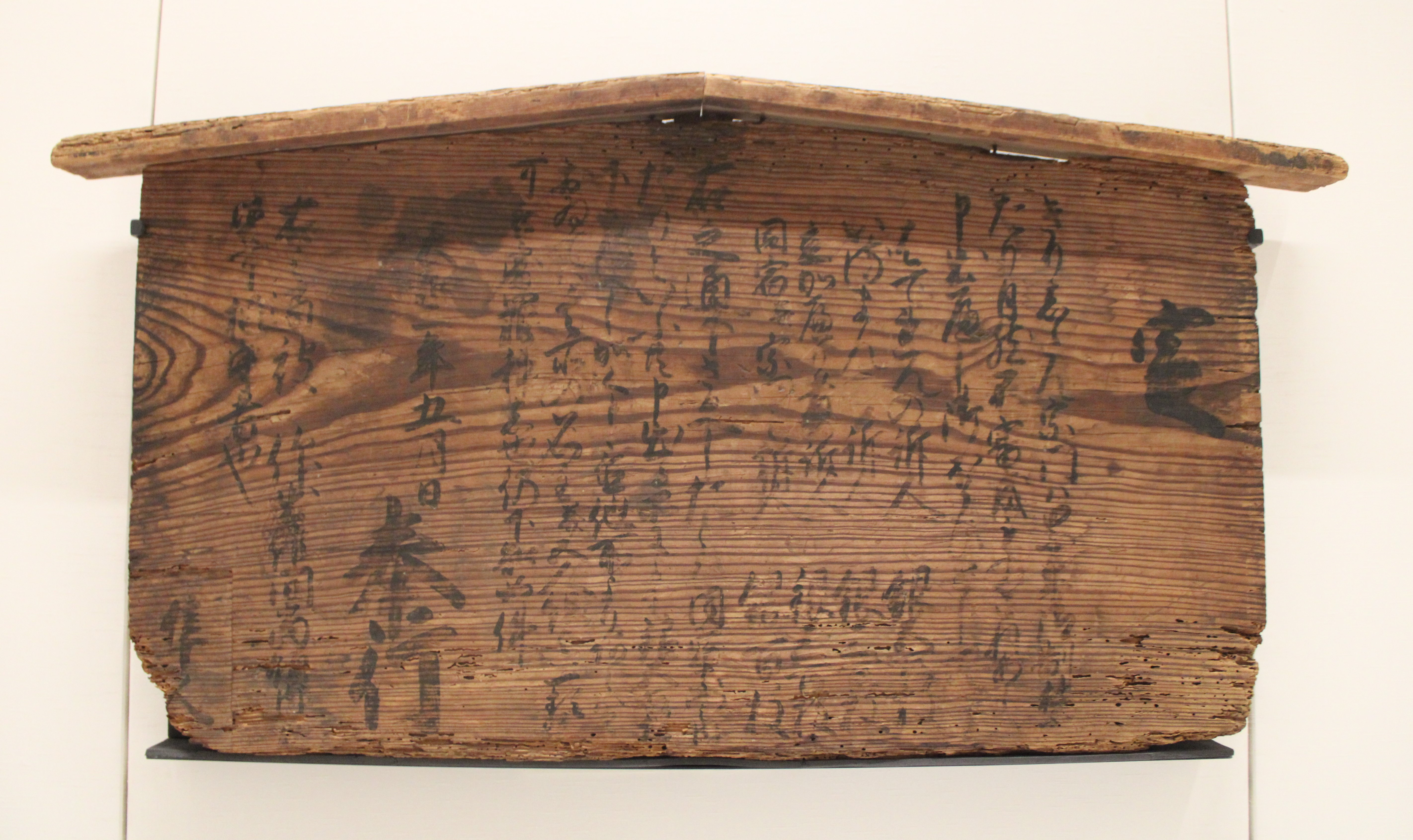
Panneau de bois de 1682 promettant une récompense pour toute dénonciation de chrétien.

## Histoire des idées

### Monde de l'édition

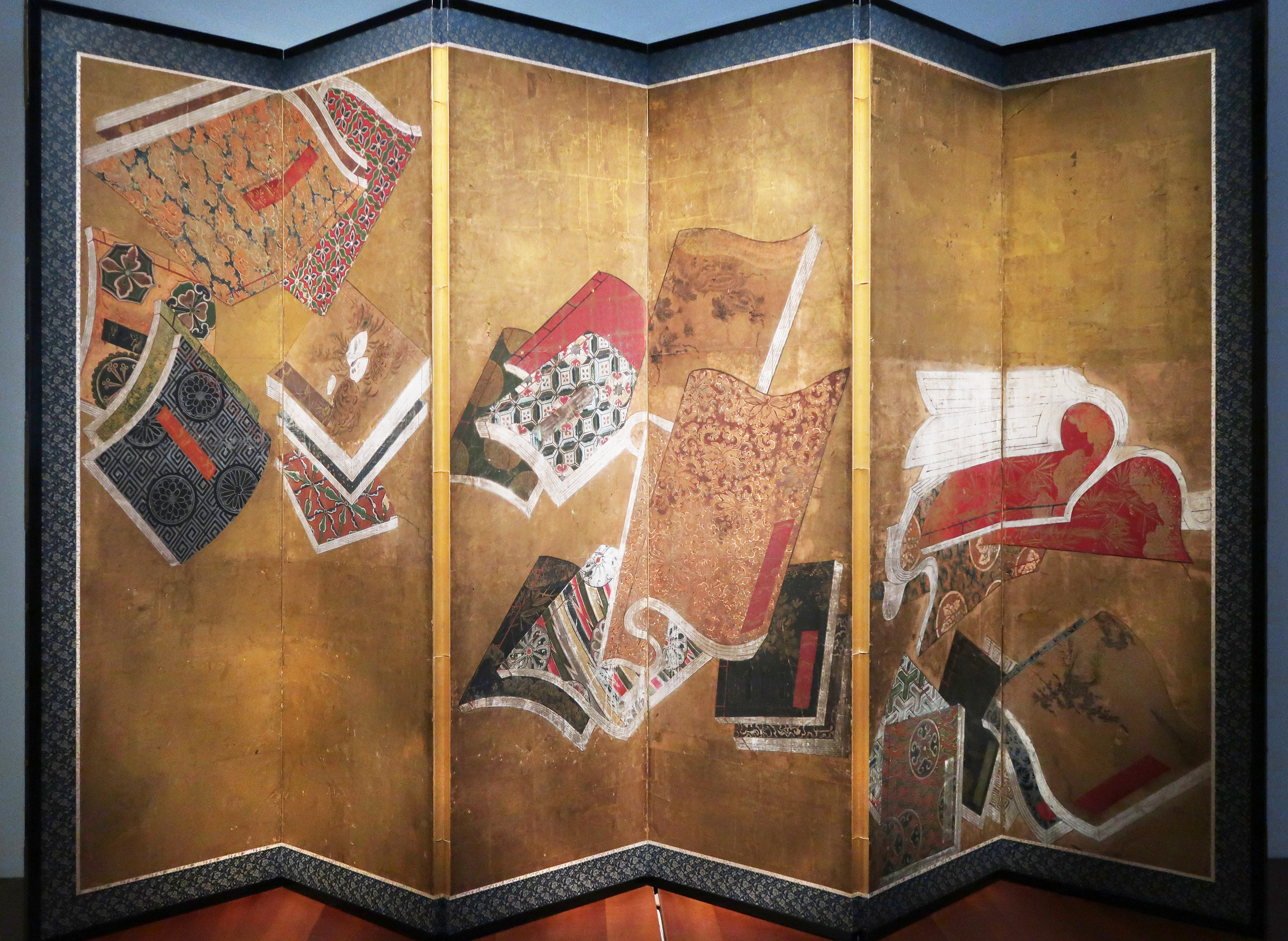
Byōbu du début du XVII présentant des livres dans un but décoratif.

L'époque d'Edo est marquée par un élargissement considérable du lectorat, rendu possible par le progrès de l'alphabétisation dans le pays. Le développement de l'imprimerie  accompagne cette tendance lors de l'époque d'Edo, en rupture avec l'époque précédente lors de laquelle les monastères bouddhistes sont presque exclusivement les seuls à publier des livres, la plupart du temps des textes religieux ou des classiques chinois. La Guerre d'Imjin à la fin du XVIe siècle voit les forces japonaises ramener de Corée à la fois de nombreux livres richement illustrés (qui va développer le goût des élites japonaises pour ce type de production), mais aussi des techniques d'impression (qui vont elles faciliter l'édition à de nombreux exemplaires). La technique d'impression utilisant des caractères mobiles en cuivre ramenée de Corée se développe rapidement au Japon. Sur les 500 premiers livres édités entre 1593 et 1625, 80 % le sont avec cette technique. Elle a cependant le défaut d'être chère à mettre en œuvre, et est rapidement délaissée pour la technique d'impression sur bois déjà maitrisée par le Japon. Les livres imprimés avec des caractères mobiles en cuivre ne représentent plus que 20 % des livres édités au Japon entre 1625 et 1650, avant de devenir marginal après cette date. Les livres publiés jusqu'à la moitié du XVIIIe siècle sont pour la plupart des textes bouddhistes, des classiques chinois, et de la littérature classique japonaise. La production de nouveau contenu est encore très limité, et ne se développe véritablement qu'à partir des années 1670, avec toute une nouvelle littérature pratique à destination des chōnin (dictionnaire, manuel - ōrai (往来) -, guides pratiques...) . Les Kana-zōshi voient l'usage des kana supplanter celui des kanji, rendant l'accès au texte moins dépendant du niveau d'éducation du lectorat, et à ce titre matérialiser un palier entre sociétés médiévales et pré-modernes au Japon.
Dès les années 1660 des trois grandes villes du pays des éditeurs publient de nombreux classiques des périodes précédentes, parfois en version abrégée et adaptée. Cette modernisation de l'édition va de pair avec le développement de circuits de commercialisation de ces livres, mais aussi avec la professionnalisation des auteurs contemporains qui commencent alors à toucher une avance sur leurs ventes. A ce titre Asai Ryōi, auteur prolifique de la seconde moitié du XVIIe siècle est souvent considéré comme le premier auteur professionnel de l'histoire du pays. Le nombre de titres publiés au Japon est tel qu'en 1659 les libraires de Kyōto commencent à éditer des catalogues, le premier listant 1 600 titres, et en 1696 un catalogue publié à Edo liste plus de 7 800 titres et fait 674 pages. Les éditeurs commencent à se regrouper en associations professionnelles ; en 1720 200 éditeurs sont ainsi regroupés à Kyōto, 47 à Edo, et 24 à Ōsaka. Au total plus de 3753 éditeurs ont été actifs lors de la période. Ces associations d'éditeurs sont régulièrement utilisées comme interlocutrices par le pouvoir lorsque des politiques de censures sont mises en œuvre à plusieurs reprises lors de l'époque d'Edo ; les sujets pouvant donner lieux à cette censure sont limités, pour l'essentiel limités à ceux traitant du christianisme, de la pornographie, ou des Tokugawa et de la politique.

### Confucianisme
Le confucianisme est étudié au Japon à la fin de la période précédente par quelques érudits bouddhistes, souvent liés à l'école Rinzai. La guerre d'Ōnin à la fin du XVe siècle a eu comme effet de disperser dans le pays de nombreux moines, et par ce biais de diffuser davantage ces doctrines auprès des élites locales. L'érudit coréen Kang Hang (en) capturé lors de la guerre d'Imjin en 1597 et retenu captif au Japon joue un rôle de passeur important, notamment en formant Fujiwara Seika, qui à son tour ouvre une école à Kyōto où sont enseigné les préceptes confucéens. Plusieurs des élèves qu'il y forme, comme Hayashi Razan vont jouer un rôle clef dans la diffusion et la pénétration du confucianisme auprès des élites en se mettant au service et en conseillant les politiques les plus puissants du nouveau régime. Il s'agit souvent d'une version du confucianisme basée sur les écrits de Zhu Xi, le néoconfucianisme, qui au XIIe siècle dans la Chine des Song en propose une nouvelle interprétation influencée par le taoïsme et le bouddhisme, plus métaphysique et ésotérique. Ce néoconfucianisme de Zhu Xi est cependant assez largement critiquée au Japon dès la seconde moitié du XVIIe siècle par des confucianistes comme Yamaga Sokō, Itō Jinsai, et Ogyū Sorai. Ces représentants des Kogaku (« études anciennes ») prônent un retour aux textes originaux de Confucius, et critiquent l'usage de concepts bouddhistes et taoïstes pour analyser ces textes.
Le confucianisme s'impose pendant la période comme une philosophie politique commune à l'ensemble des élites du pays, fixant des normes d'éthique et de gouvernance. La hausse de l'alphabétisation et l'essor des académies d'inspiration confucianistes dans le pays structurent intellectuellement les lettrés du pays. Cependant jusqu'au milieu du XVIIIe siècle, le confucianisme reste encore perçu par le pouvoir central comme une idéologie étrangère, et potentiellement séditieuse au même titre que le christianisme. Si une normalisation progressive s'opère à mesure que des lettrés confucéens gagnent en influence auprès du pouvoir central et des daimyō, ce n'est véritablement qu'à partir de 1680 et le début du règne du cinquième shogun, Tokugawa Tsunayoshi, qu'une acceptation institutionnelle se généralise, et que le néoconfucianisme s'impose comme l'idéologie centrale du régime. Un temple confucianiste, le Yushima Seidō devient à partir de 1691 une académie associée de manière grandissante au régime shogunal, et le clan Hayashi en obtiennent la gestion de manière héréditaire. Cependant dans le reste du pays l'absence de cadre institutionnel commun rend les enseignements d'inspiration confucianiste assez hétéroclites. L'absence d'écoles de pensées identifiables rend les différences doctrinaires peu marquées. A coté des enseignements de Zhu Xi, ceux de Wang Yangming sont aussi assez largement diffusés. Si en 1790 l'Édit de Kansei cherche à interdire les courants hétérodoxes du confucianisme pour imposer ceux découlant des écrits de Zhu Xi, ses effets sont limités en dehors du Yushima Seidō.
La fin de la période d'Edo, notamment entre la fin du XVIIIe siècle et le début du XIXe siècle, est marquée par une intense activité intellectuelle rendu possible par le cadre éducatif et éthique prôné par le confucianisme. Ce terreau intellectuel réunit différentes classes de la société, du samurai pauvre au riche marchand, et jusqu'aux moine bouddhiste. Il bénéficie du réseau d'écoles d'inspiration confucianistes et de l'importance du nombre de livres en circulation. Ce réseau permet la diffusion d'idées nouvelles comme les rangaku (« études hollandaise »), les kokugaku (« études nativistes »), ou encore les kangaku (« études chinoises ») ; si le contenu de ces écoles de pensées est parfois antagoniste avec les enseignements confucianistes, il s'adapte pour rentrer dans ce cadre intellectuel. Les rangaku sont souvent enseignées au sein des institutions confucianistes mise en place par le régime. Les kokugaku, bien que repoussant le confucianisme sur la base de son origine chinoise, et prônant un retour aux textes antiques japonais comme inspiration pour le régime, s'inscrivent dans un cadre intellectuel mis en place par le confucianisme et compatible avec lui. Ce cadre confucianiste est souvent mis en avant pour expliquer la réussite des politiques de modernisation du pays au début de l'ère Meiji à partir de 1868, soit par le rôle joué par des institutions confucianistes (comme la Bansho Shirabesho ou la Yushima Seidō), ou comme formation intellectuelle de plusieurs personnalités politiques de premier plan (de nombreux membre de la Meirokusha ont eu une formation confucianiste).

### Éducation
L'éducation devient lors de cette époque un enjeu politique important pour plusieurs groupes sociaux. Le pouvoir shogunal pousse les samurai à adopter une éthique tirée du bouddhisme et du confucianisme, les poussant ainsi à être capables de lire des textes en japonais et en chinois. La complexification du travail des marchands fait de la maitrise de la lecture et de l'écriture un prérequis pour pouvoir exercer, et le même phénomène est observable dans les villages, où les responsabilités échues aux chefs de village imposent une certaine maitrise de l'écrit.
Une éducation élémentaire se généralise ainsi lors de cette époque, et diverses structures sont mises en place pour assurer un enseignement plus ou moins poussé en fonction des besoins locaux. Les écoles Han sont mises en place à l'initiative des grands domaines pour assurer la formation des fils de samurai, mais aussi de roturiers. Chaque grand fief met en place au cours du XVIIIe siècle une école de ce type accueillant les fils de samouraïs, mais aussi de roturiers. La première d'entre elles ouvre en 1641 dans le domaine d'Okayama ; on en compte une cinquantaine au milieu du XVIIIe siècle, puis 300 un siècle plus tard. L'enseignement est assuré en grande partie par des lettrés néo-confucéens, et une soixantaine de ces écoles ont même un temple confucianiste associé à l'école. L'accent y est mis sur l'étude de textes classiques prônant la morale néo-confucéenne, mais aussi sur l'art d'administrer les fiefs. Des écoles privées, ou Gi-juku (義塾) voient aussi le jour. Elles dispensent des types d'enseignements techniques très variés. Leur pérennité dépend très largement de la notoriété de leurs fondateurs. Un millier sont ouvertes lors de l'époque d'Edo, dont près de 800 entre 1830 et 1867. Dans les campagnes, Les enseignements à destination du peuple sont dispensés dans des écoles de temple ou terakoya, tissant un réseau d'enseignement primaire. Le pays compte environ 350 de ces écoles en 1780, et 200 nouveaux établissements ouvrent entre 1789 et 1804, puis 3 000 entre 1804 et 1844. Des écoles de villages, ou gōkō existent aussi à côté de ces terakoya et occupent le même rôle. L'accent y est mis sur l'acquisition de compétences pratiques, et sur un socle d'enseignement moral. À la fin de l'époque d'Edo, environ 40 % des garçons et 10 % des filles bénéficient d'une éducation élémentaire, l'un des taux les plus élevés au monde à cette époque.
L'essor de l'imprimerie à l'époque permet la publication de nombreux ouvrages scolaires. Des manuels, ou ōrai (往来) sont édités et couvrent de nombreux domaines de connaissances, de l'agriculture à la charpenterie et jusqu'à la couture. Les plus populaires sont le Teikin ōrai (ja), qui bénéficie ainsi de près de 170 publications lors de la période, mais aussi le Jitsugo kyō (ja) et le Dōji kyō (ja) d'inspiration confucianiste. Au total près de 7000 titres d'ōrai différents sont édités lors de l'époque d'Edo. Si tous ne sont pas destinés à un usage en classe, ils permettent à tous de s'éduquer dans différents domaines. L'éducation professionnelle passe elle par une forme d'apprentissage auprès d'un maitre ; pendant une dizaine d'années, les jeunes apprennent ainsi différentes formes d'artisanat. À cette époque Kyōto consolide sa place de grand pôle de formation intellectuelle, et concentre de nombreux maitres. Un relevé de l'administration de 1717 en dénombre ainsi 440, dont 288 sont actifs dans le domaine des arts. Les plus influents à l'époque sont les confucéens, dont les élèves deviennent ensuite des formations dans les différentes écoles Han du pays.

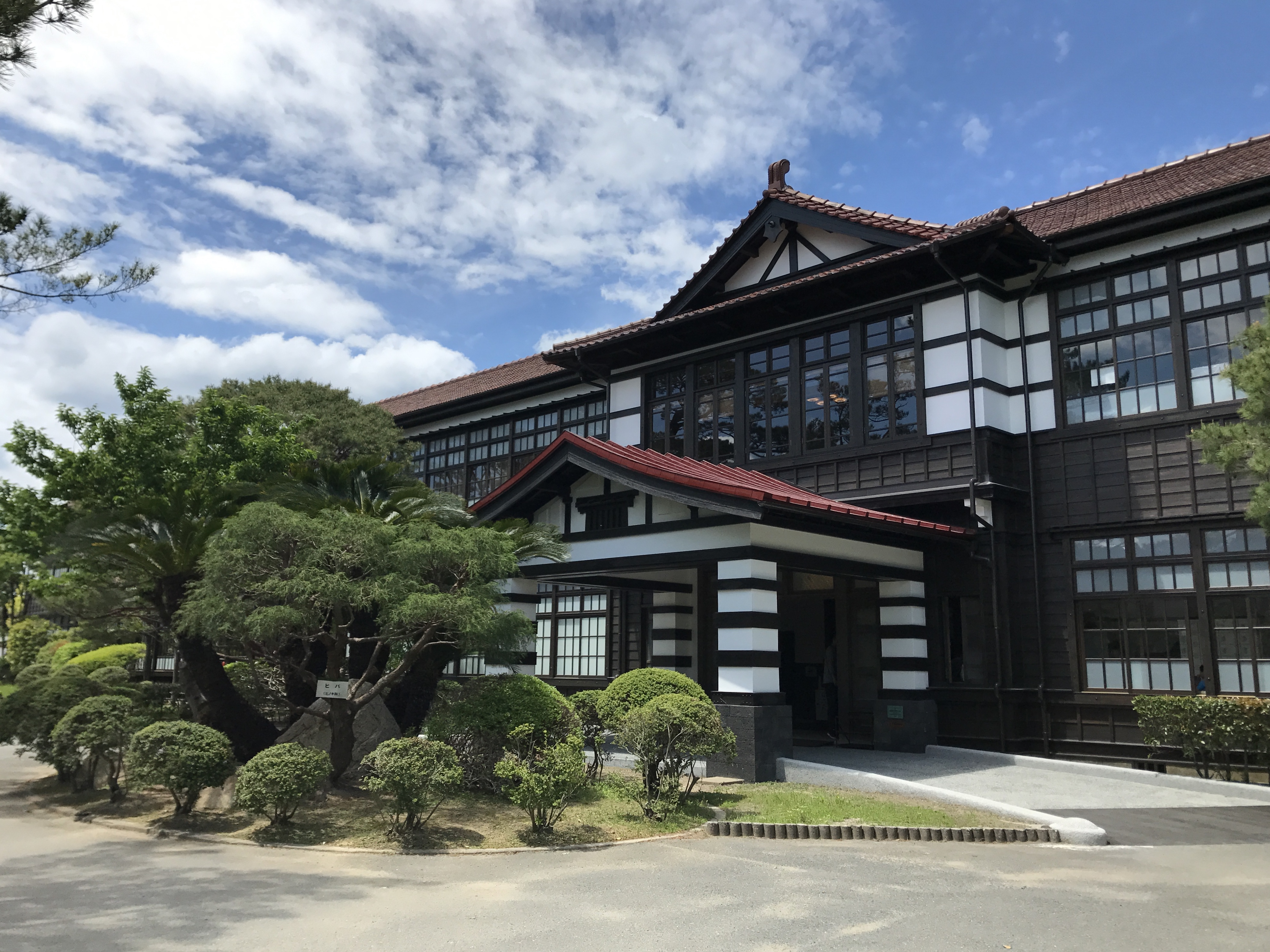
Meirinkan, école Han du Domaine de Chōshū fondée en 1718.
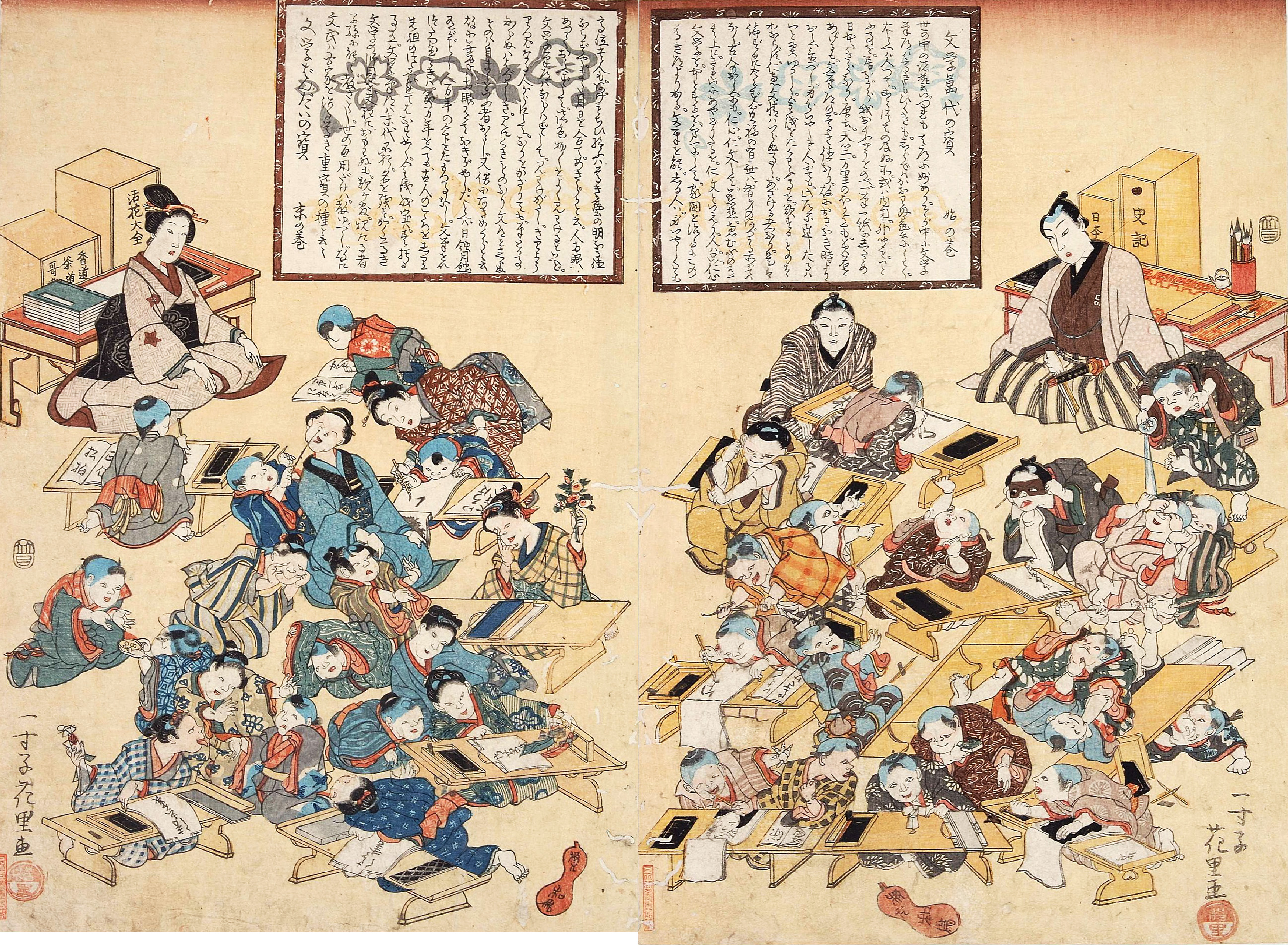
Ukiyo-e des années 1840 montrant un cours dans une terakoya.
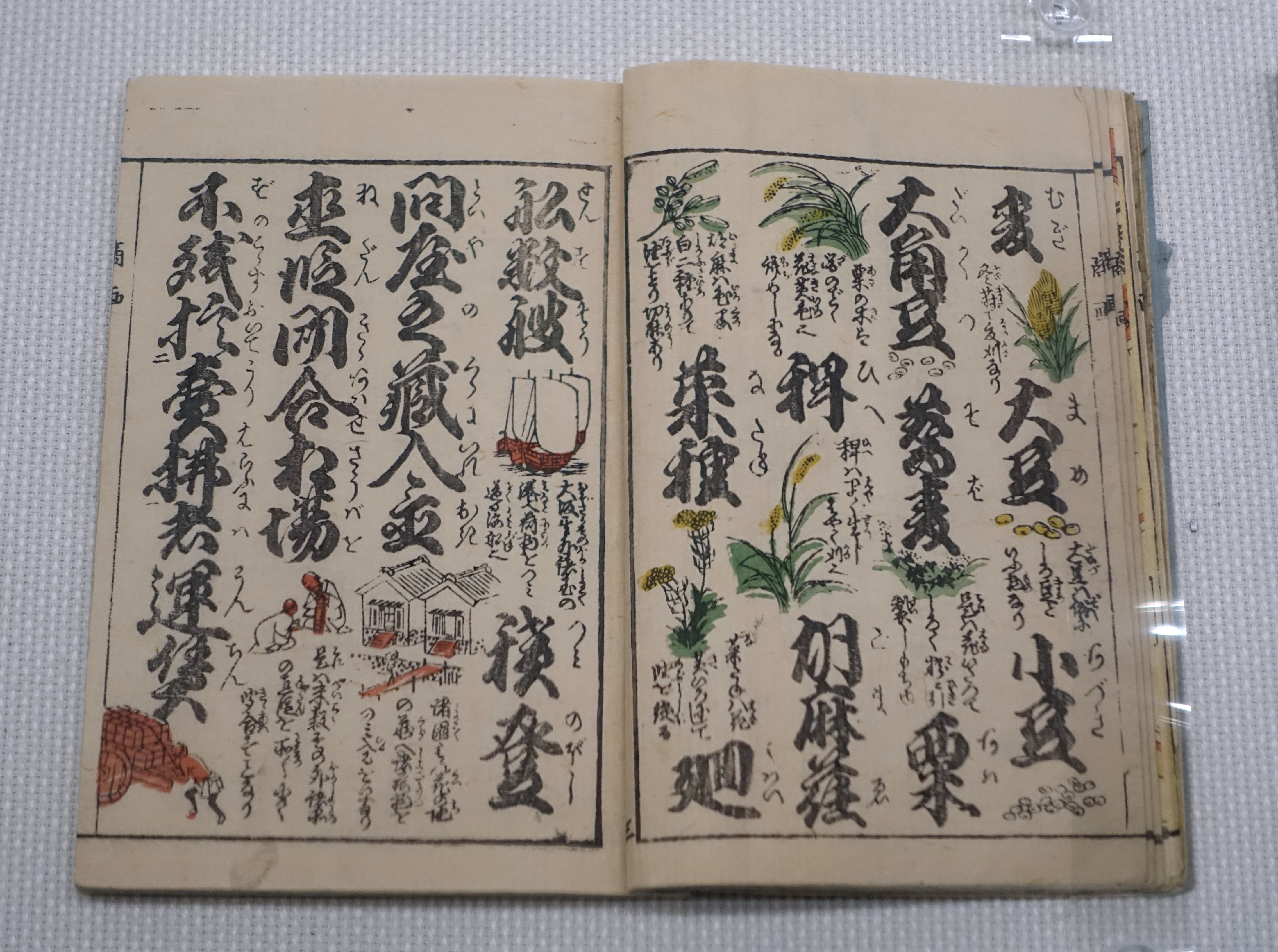
ōrai de 1836 utilisé pour l'enseignement primaire.

### Progrès scientifiques lors de la période Edo
La connaissance des cieux et de la terre continuent de progressier par un approfondissement des connaissances en astronomie et en cartographie. La maitrise de l'astronomie continue d'être une nécessité pour le pouvoir, de nombreux rituels de la cour étant liés aux cycles des astres, de même que la tenue de calendriers. Une bureau d'astronomie est ouverte à Edo en 1684 et opéré par des fonctionnaires du shogunat. Dès la XVIe siècle le Japon a accès à des télescopes occidentaux, souvent via la Chine, et développe rapidement les siens. Shibukawa Shunkai réalise ainsi dès 1695 un Globe céleste comprenant 61 constellations et 308 étoiles. La traduction d'ouvrages européens à partir du milieu du XVIIIe siècle permet d'approfondir les connaissance des japonais en la matière, et Motoki Yoshinaga (ja) puis son élève Shizuki Tadao (en) réalisent ainsi de nombreuses traductions d'ouvrages dont ceux de John Keill.
La cartographie continue elle aussi ses progrès déjà engagés lors de l'époque de Muromachi. Le nouveau régime lance plusieurs vagues d'arpentage des différents domaines dès 1605, ce qui permet d'avoir une bonne connaissance du pays et de ses ressources. À partir de 1800 Inō Tadataka réalise une cartographie complète de Hokkaidō alors que l'île devient qu'un intérêt grandissant pour le pouvoir. À la même période Shiba Kōkan produit une carte du monde à partir de plusieurs sources occidentales.

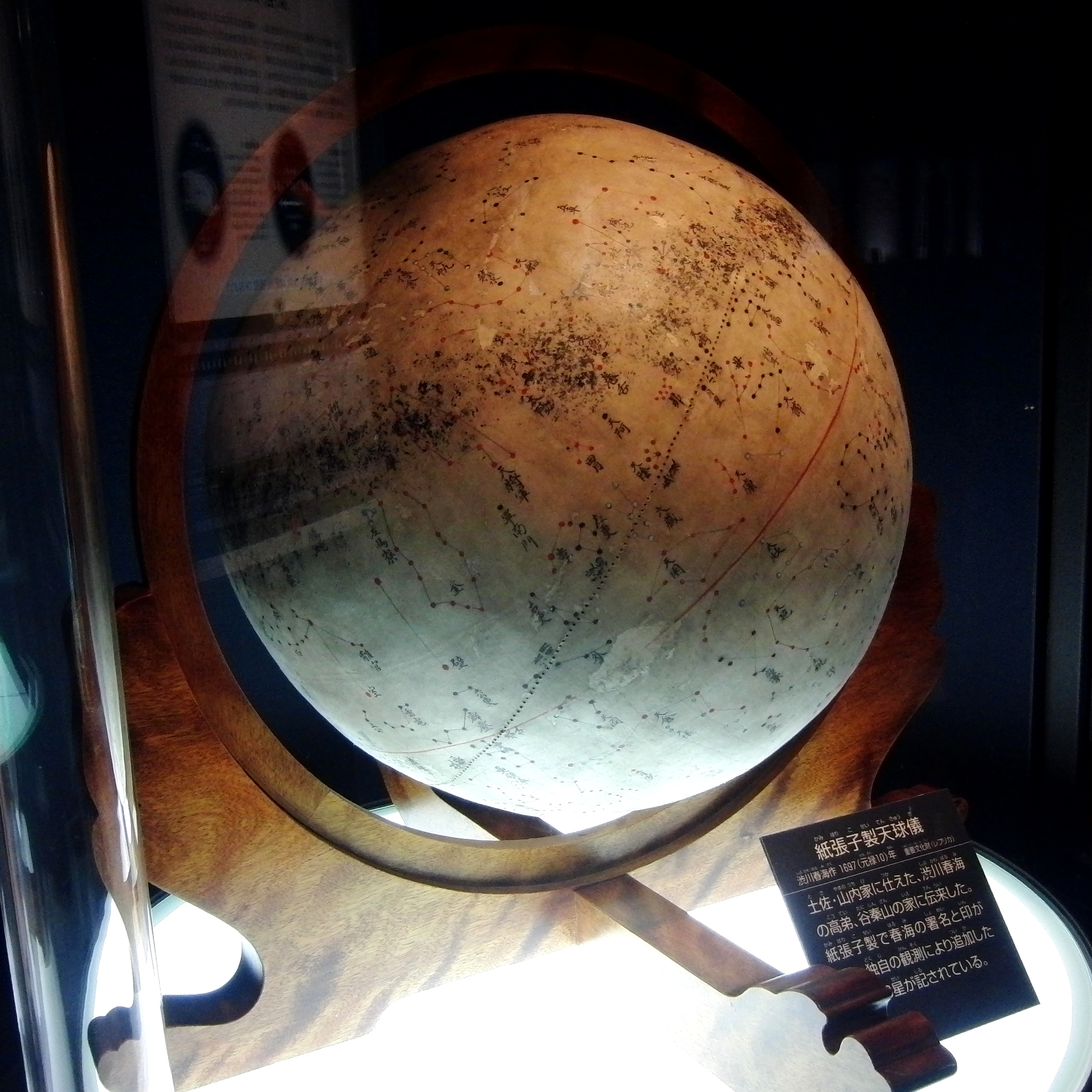
Globe céleste réalisé en 1695 par Shibukawa Shunkai.
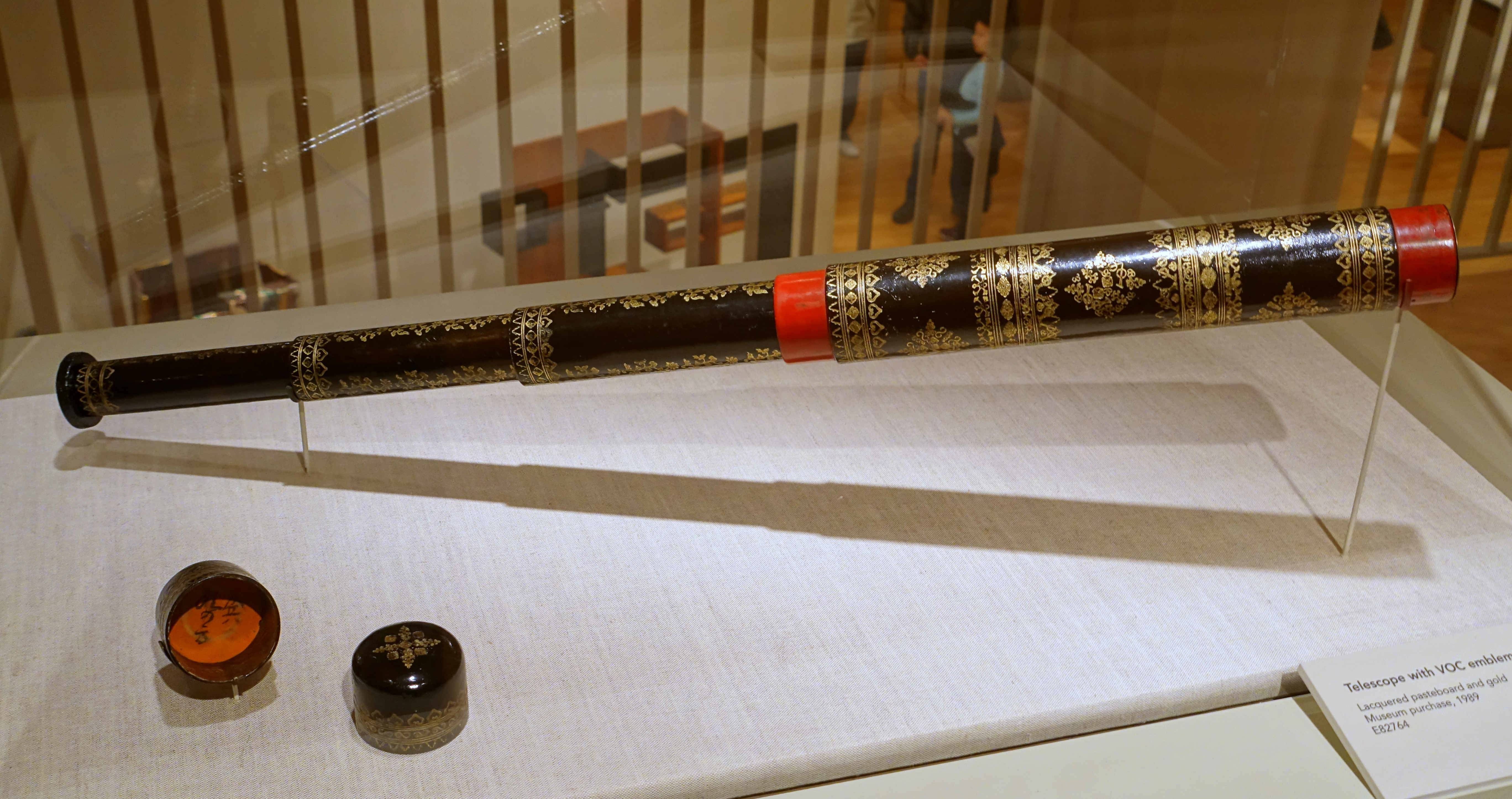
Téléscope utilisé par la compagnie néerlandaise des Indes orientales au Japon vers 1700.
Carte du tracé des côtes du Japon réalisée par Inō Tadataka et publiée en 1821.
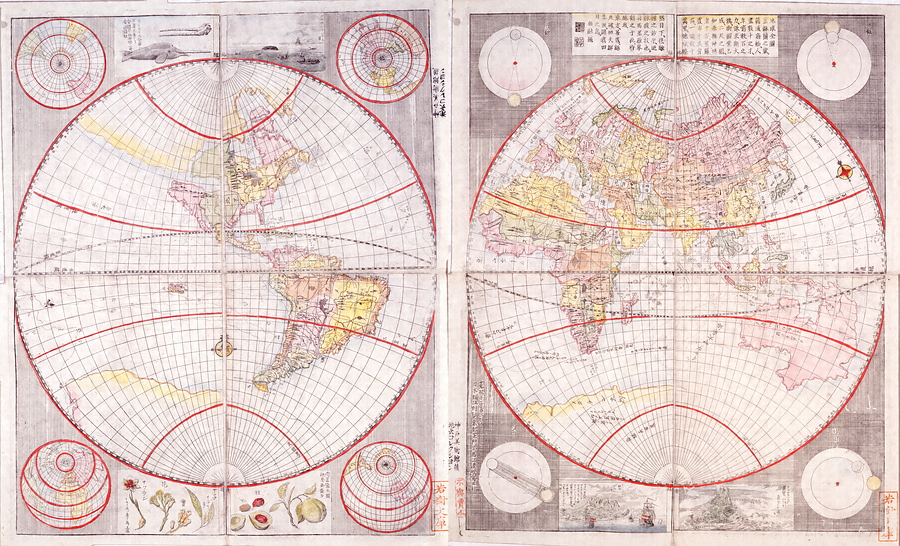
Planisphère que réalise Shiba Kōkan en 1792 à partir de plusieurs sources occidentales.

Les mathématiques connaissent un développement propre au Japon. Yoshida Mitsuyoshi publie en 1627 le Jinkōki (en), manuel d'enseignement des mathématiques destiné aux couches aisées de la société et visant à résoudre des problèmes concrets. La résolution de certains problèmes mathématiques basés du des formes géométriques prend la forme de jeux, ou Sangaku dans des temples. Au début du XVIIIe siècle le mathématicien japonais Seki Kōwa fait plusieurs découvertes dans le domaine de la méthode d'accélération de convergence appelée Delta-2, ou encore dans celui des nombres dits de Bernoulli. Les mathématiques restent cependant à l'époque au rang de curiosité intellectuelle, et en dehors de l'astronomie peut d'applications en découlent pour la société.
Les sciences physiques connaissent des apports importants à la partir de la toute fin du XVIIIe siècle, notamment par l'apport des Rangaku. Le domaine de l'électricité est l'un de ceux dont les progrès sont les plus visibles. Hiraga Gennai construit son propre elekiter en 1776 pour produire de l'électricité statique. Hashimoto Sōkichi (ja) publie en 1811 un livre sur l'électricité statique dans lequel il présente plusieurs expériences sur le sujet. Sakuma Shōzan fait lui plusieurs recherches sur des elekiter et piles Daniell dans les années 1850. Les premiers travaux sur le télégraphe sont déjà conduits dans les dernières années de la période d'Edo. Dans un domaine plus théorique Kawamoto Kōmin (en) publie en 1827 Kikai Kanran qui fait le point sur la physique tels que développée en occident, tout en proposant un terminologie en japonais. Hoashi Banri (ja) publie lui Kyūri-tsū en 1836 qui introduit des très nombreuses théories physiques, de celles de Kepler à celles de Lavoisier. L'année suivante voit la publication de Seimikaisō d'Udagawa Yōan qui publie lui une somme des connaissances occidentales en chimie.

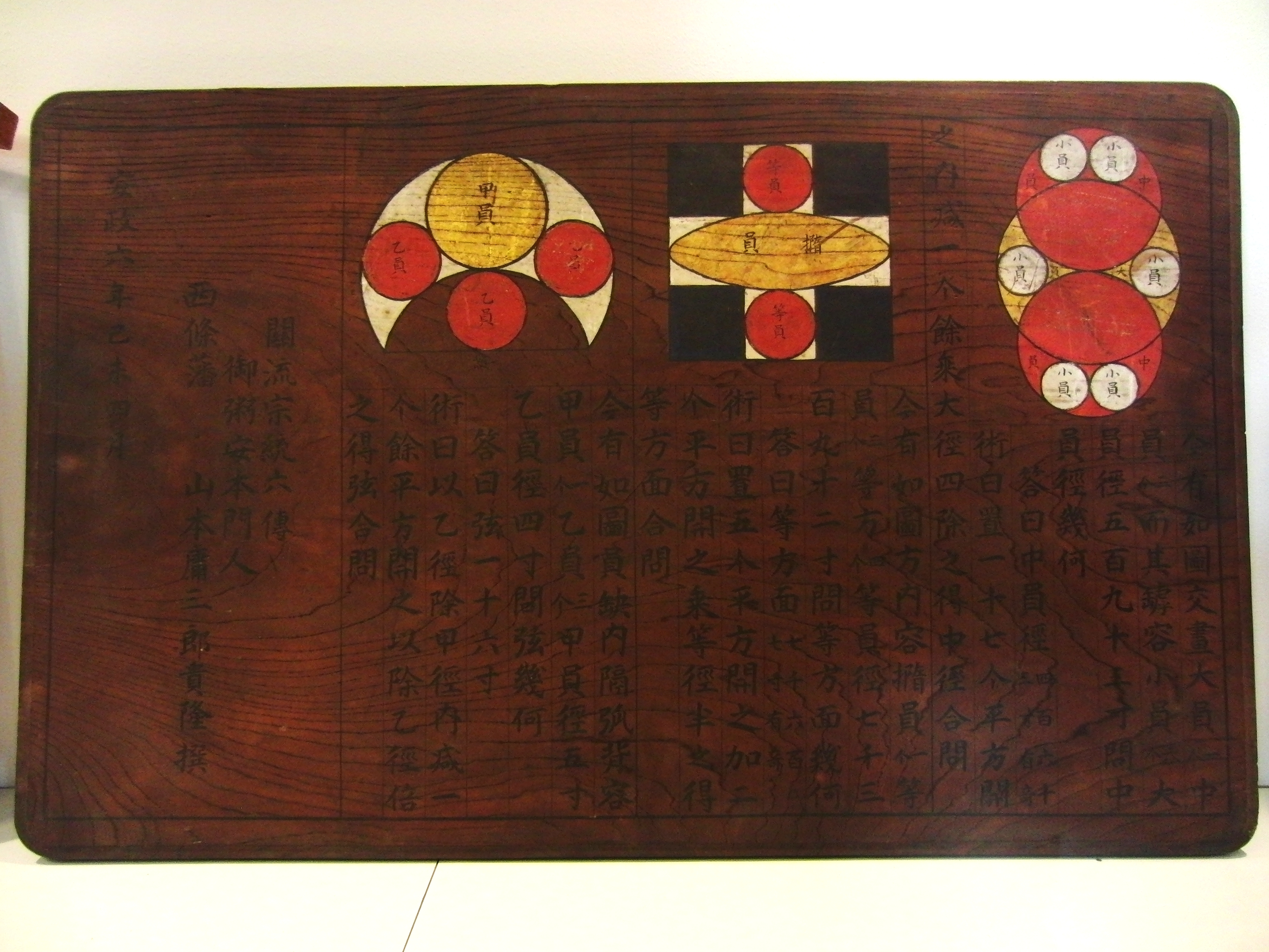
Exemple de Sangaku dans un temple Hachiman de Shibuya.
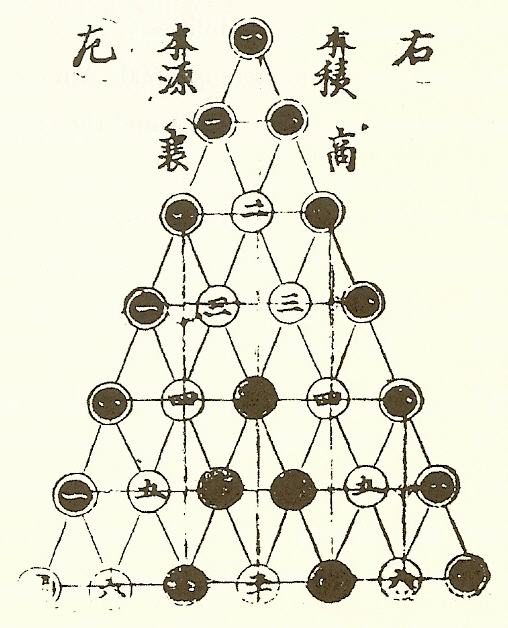
Illustration du Jinkōki (en) montrant la résolution d'un problème mathématique.
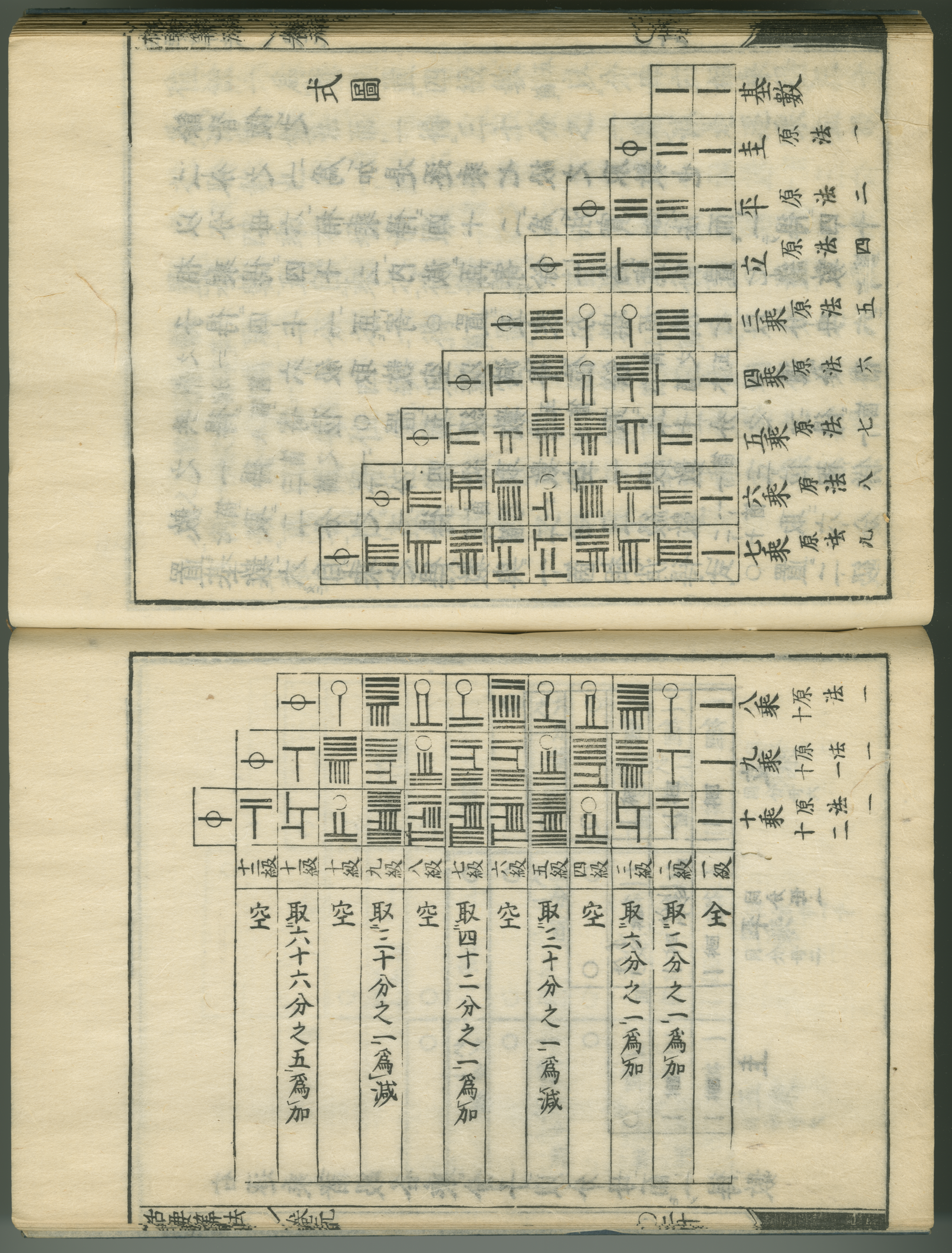
Katsuyō Sanpō de Seki Kōwa publié en 1712.
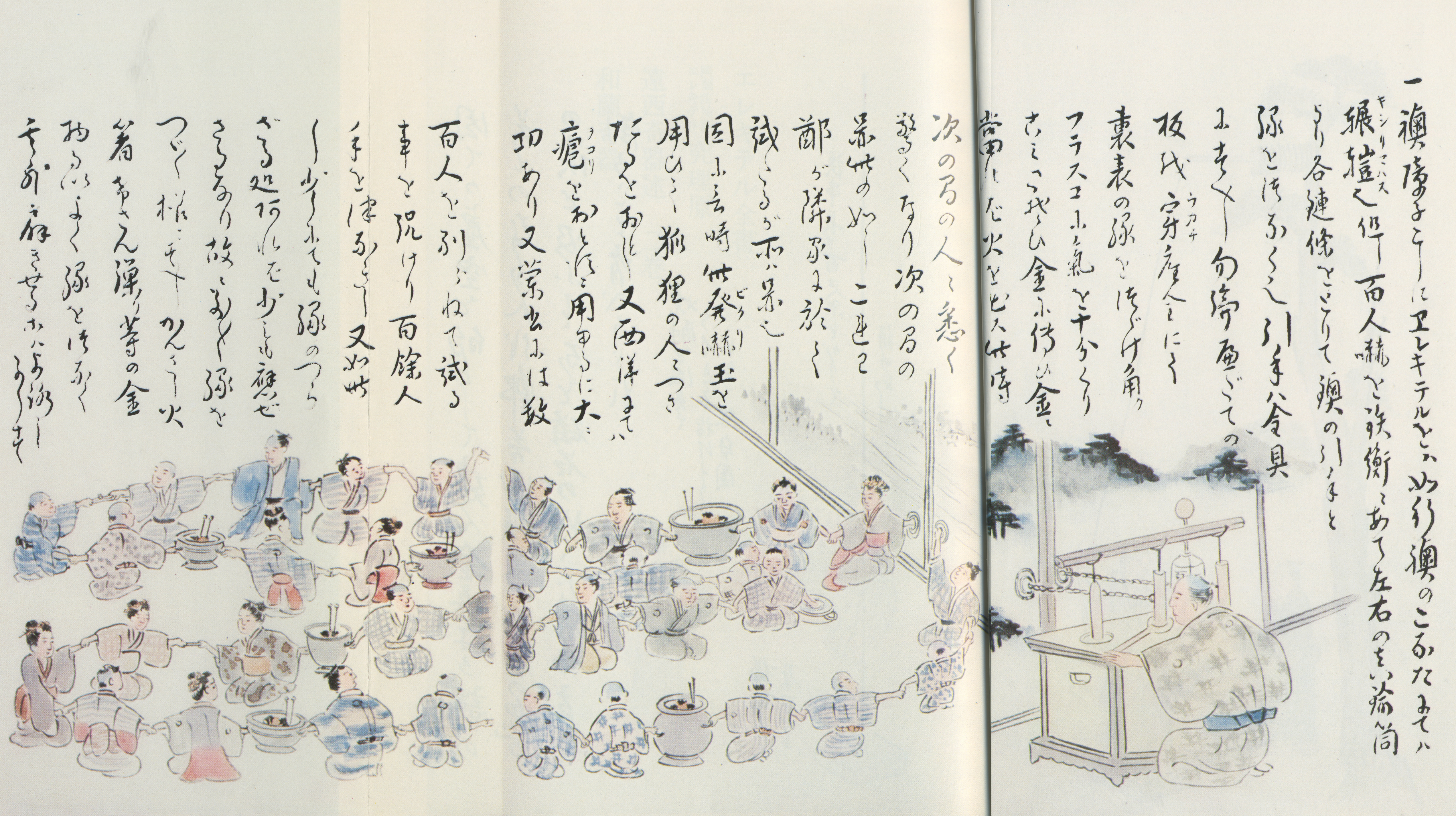
Espérience sur l'électricité statique réalisé par Hashimoto Sōkichi (ja).
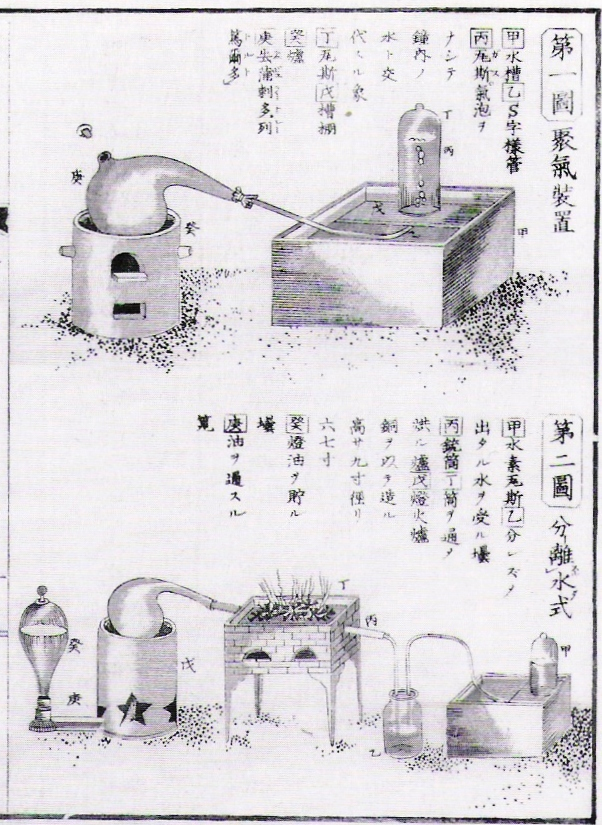
Présentation d'une exprience de chimie en 1841 par Udagawa Yōan.

### Médecine
La pratique de la médecine au début de la période d'Edo est en large partie issue de la médecine traditionnelle chinoise, souvent teintée de mysticisme bouddhique. L'introduction du néo-cofucianisme dans le pays met fin à cette influence religieuse, et le médecin Manase Dōsan joue un rôle central au XVe siècle pour rafraichir les connaissances japonaises dans la médecine chinoise. Un pratique de la médecine assez hétéroclite et hétérogène va s'installer pendant la période. Les praticiens s'inspirent des différentes écoles de pensées qui émergent alors, sans se limiter à une seule, aidée par le développement de l'imprimerie qui permet une bonne diffusion des manuels médicaux. Face aux enseignements de Manase Dōsan apparait au milieu du XVIIe siècle la Kohaha (ja) (ou ancienne école) autour de Gotō Konzan (ja). Tout en conservant comme référence la médecine traditionnelle chinoise, elle repousse la lecture jugée trop théorique de Manase Dōsan. Elle se concentre sur les textes les plus anciens, comme ceux datant de la Dynastie Han, et sur le traitement des symptômes. L'influence de la médecine occidentale est aussi présente, d'abord discrète au début du XVIIe siècle son influence devient plus marquée avec la légalisation progressive de la publication de livres occidentaux au XVIIIe siècle. Irako Dōgyū (ja) est initié aux enseignements de l'allemand Caspar Schamberger lorsque ce dernier exerce à la concession hollandaise de Nagasaki de 1649 à 1655 et marque le début de cette influence, et la publication de la traduction du Kaitai Shinsho (« nouveau traité d'anatomie ») en 1774 marque un tournant dans la diffusion de cette médecine. Le Japon voit en parallèle se développer des pratiques médicales propres au pays. Kagawa Gen'etsu (ja) révolutionne l'obstétrique japonaise dans la première moitié du XVIIe siècle et influence durablement les pratiques médicales dans ce domaine au Japon.
La formation des futurs médecins connait elle aussi d'importantes évolutions lors de la période. L'état shogunal est très peu impliqué dans la formation et dans la régulation de la profession. Cette structurations s'opère par la base, d'abord par des médecins qui opèrent leurs propres écoles de formation, puis au sein des domaines gérés par les daimyō qui commencent à mettre en place les premières régulations. Les écoles les plus réputée sont ouvertes à Kyōto et attirent de nombreux étudiants, et progressivement d'autres villes comme Edo, Ōsaka, et Nagasaki (pour la médecine occidentales) s'imposent elles-aussi comme d'importants centres de formation. Ces écoles reposent souvent sur la notoriété du médecin qui assurent la formation, et ceux-ci peuvent former plusieurs centaines, voir quelques milliers d'étudiants pendant leurs carrières. Le coût de cette formation, parfois faite auprès de plusieurs professeurs, limite l'accès à la profession aux plus fortunés. Aucun système de certification n'existe, ce qui pose le problème de la prolifération de charlatans qui exploitent leurs patients. Plusieurs décrets mettant en garde la population contre ces médecins sont publiés par le shogunat dans les années 1790. Ce n'est que lors de la première moitié du XIXe siècle qu'une régulaton importante s'opère à partir des domaines. Le domaine de Wakayama ouvre dès 1791 une école domaniale destinée à la formation des médecins, le domaine de Sendai le fait en 1815, et d'autres domaines suivent. À la fin de la période, environ 30 % d'entre eux ont pris en charge à différents degrés cette formation. 23 opèrent leurs propres écoles, et les autres assurent des cours au sein de leurs écoles domaniales. Le domaine de Wakayama met en place un système assez rigide de contrôle de la profession. En 1823 tous les médecins doivent se déclarer auprès des autorités du domaine. Les médecins formateur doivent à partir des années 1830 déclarer tous les ans aux autorités l'identité de leurs élèves qui ont achevés leurs formations. Le domaine de Kokura adopte des politiques similaires dès 1844 avant que d'autre ne lui emboitent le pas.
Les prémisses d'une industrie pharmaceutique se mettent progressivement en place dès la fin du XVIIe siècle. Plusieurs centres de productions de préparations médicales se structurent, à l'initiative d'un domaine (comme à Toyama) ou de groupes de marchants (comme à Ōmi). Dès la fin du XVIIIe siècle plusieurs villages ont spécialisés leurs productions dans les herbes médicinales, et dès le début du XIXe siècle des circuits de distribution de médicaments couvrent les grandes villes. Edo comme Ōsaka compte chacune autour de 200 pharmacies dans les années 1820. Tout un marketing voit le jour à la même époque pour vanter les mérites de certains médicaments, ou inciter à leurs utilisations en les plaçant dans des brochures médicales à l'intention du grand public.

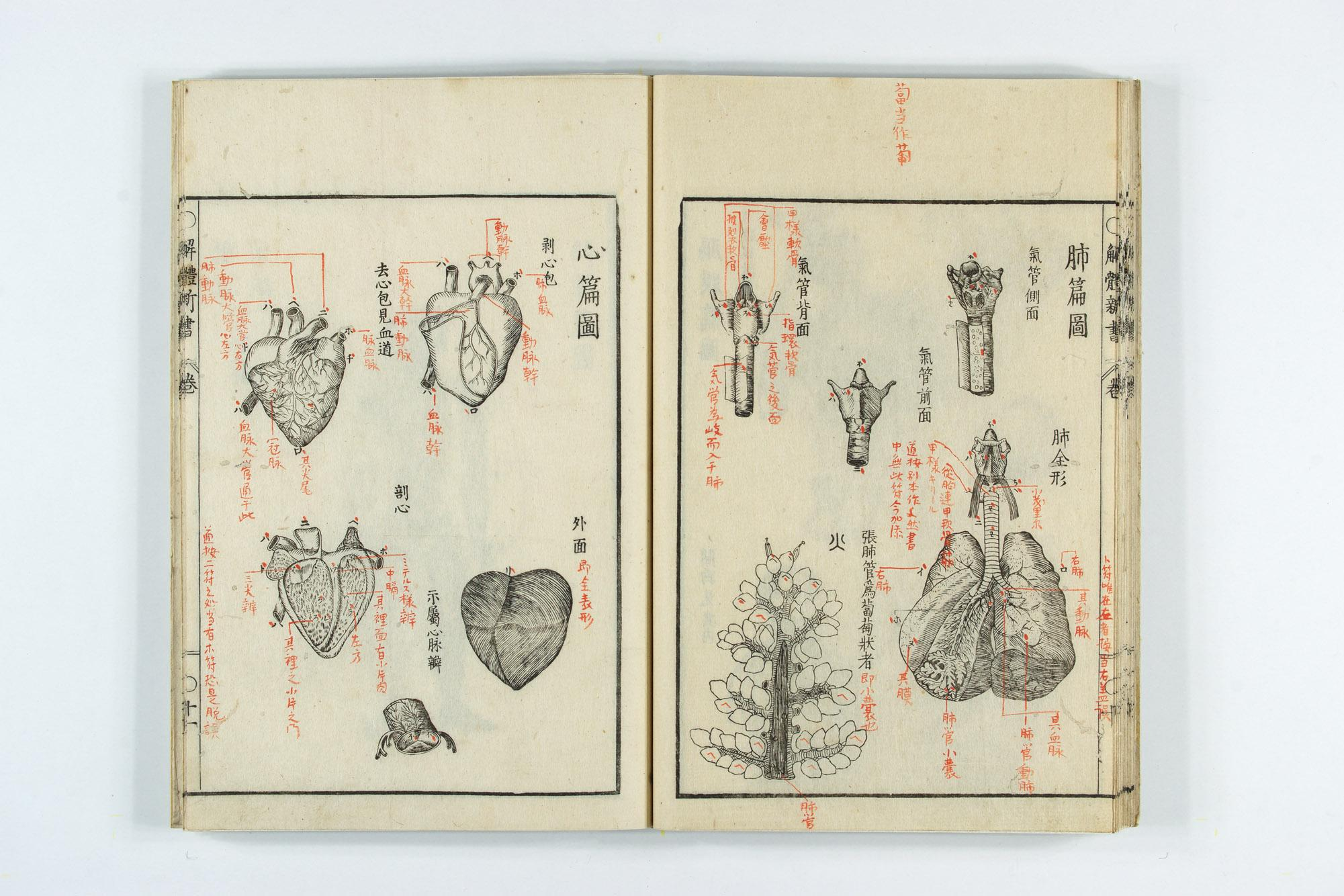
Le Kaitai Shinsho publié en 1774 introduit le pays à l'anatomie telle que décrite par les occidentaux. Ici une représentation du système cadio-pulmonaire.
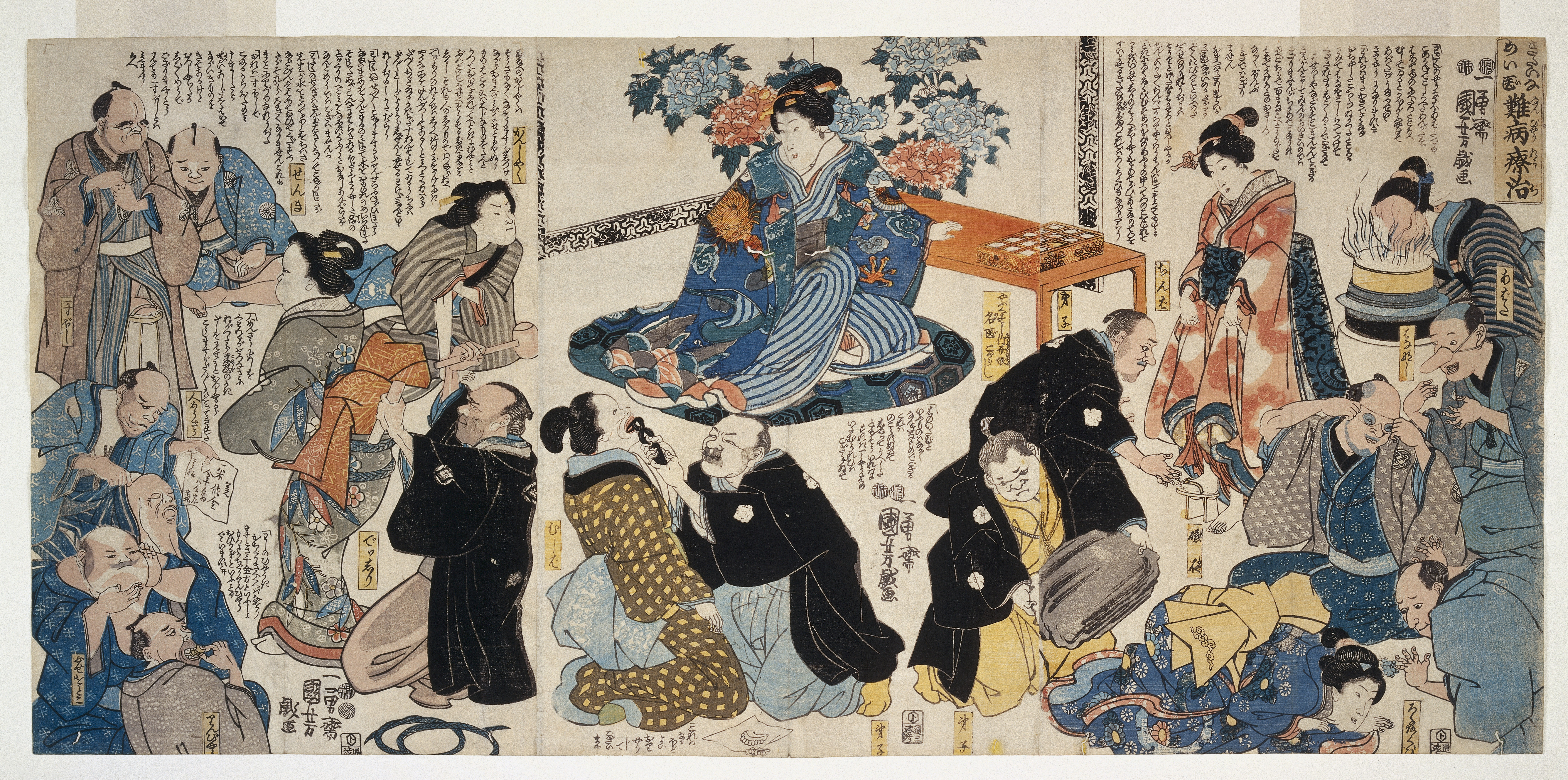
Ukiyo-e d'Utagawa Kuniyoshi moquant certaines pratiques médicale de, première moitié du XIXe siècle.
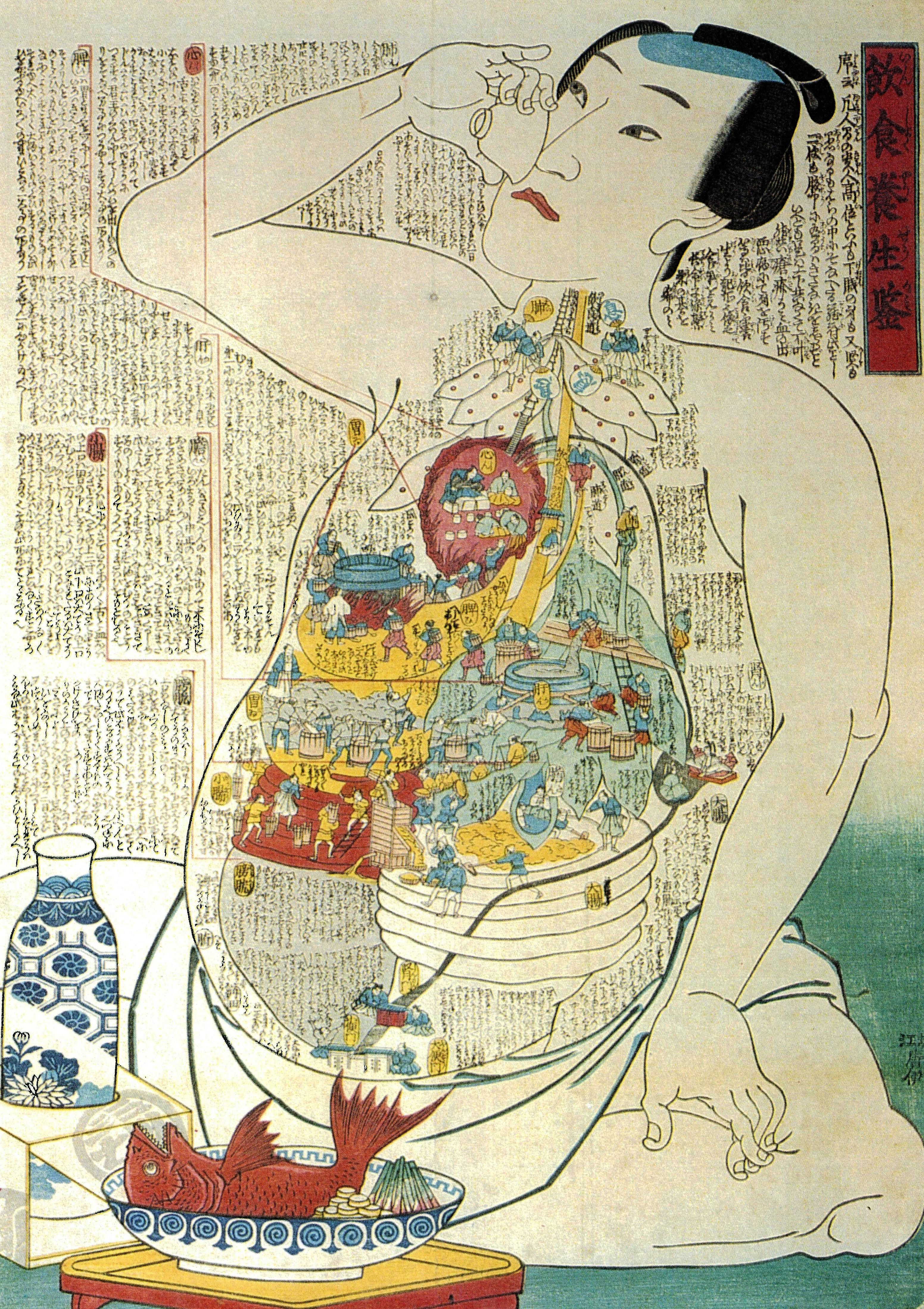
Guide alimentaire et nutritionnel (ja), Ukiyo-e d'Utagawa Yoshitsuna (ja) de 1850 utilisée pour expliquer au grand public les bonnes pratiques alimentaires à suivre.
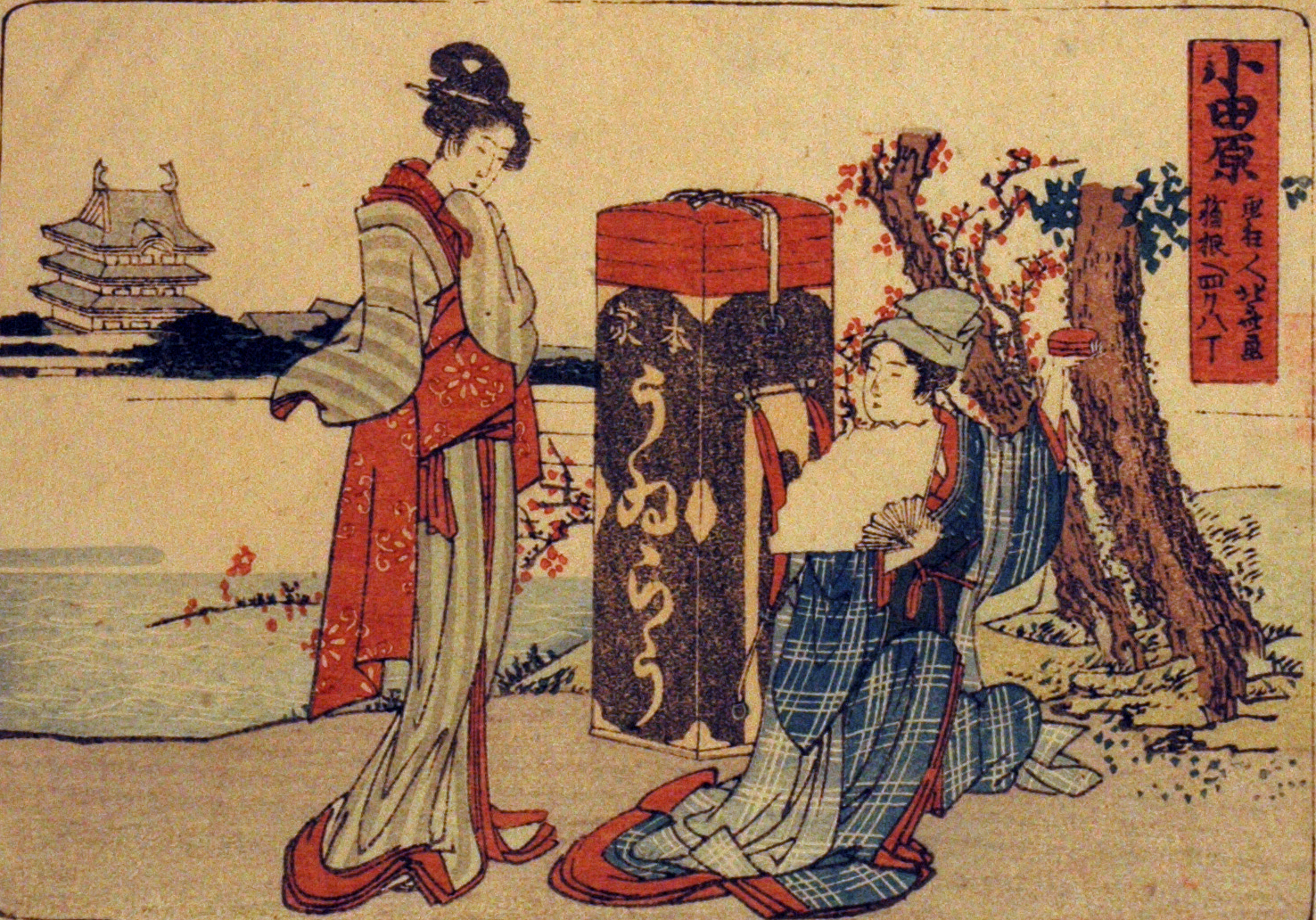
Vendeur ambulant de médicaments Uirō (en), Ukiyo-e de Hokusai de 1802.

### Rangaku
Les Rangaku (« études hollandaises ») se développent en raison de la présence du comptoir commercial hollandais à Dejima. La médecine est la première science qui bénéficie de ces échanges scientifiques. Bien que la médecine occidentale soit encore très rudimentaire au XVIIe siècle, son approche scientifique, basée sur l'observation du corps humain, attire l'attention de certains praticiens japonais. L'usage de la chirurgie en particulier est novateur comparé à la médecine chinoise en cours à l'époque. L'interdiction d'importations qui touche les biens culturels occidentaux mis en place pour au début de la période pour lutter contre le développement du christianisme commence à être levée dans les années 1720 par le shōgun Tokugawa Yoshimune. Ce dernier, intéressé par les savoir équestres présentés à Edo par une ambassade hollandaise permet l'acquisition de livres portant sur la botanique ou permettant le développement de calendriers. Il charge aussi deux lettrés, Aoki Konyō et Noro Genjō (ja), de parfaire les connaissances linguistiques du pays pour pouvoir exploiter les livres hollandais. Les échanges restent cependant limités pendant une grande partie du XVIIIe siècle. Les interprètes exerçant à Nagasaki contrôlent assez drastiquement ce qui peut sortir de la ville, et les quelques médecins qui exercent à Edo et peuvent obtenir le droit de rencontrer des médecins occidentaux n'y ont accès que de manière très sporadique, parfois une seule fois en quatre an.
Un tournant a lieu en 1771 à l'occasion d'une dissection autorisée par les autorités sous la supervision de Sugita Genpaku. Plusieurs participants se lancent alors dans la traduction du Kaitai Shinsho sans avoir recours à l'aide des interprètes exerçant à Nagasaki, et publie ce traité d'anatomie en 1774. La dynamique lancée par cette opération permet de fédérer une centaine de médecins dans tout le pays, et permet un essor des traductions. Quand Sugita Genpaku écrit ses mémoires en 1815, il constate alors que plusieurs traductions de livres occidentaux sont alors publiées tous les ans. Les traductions ne se limitent rapidement plus à la médecine, mais touchent aussi des domaines aussi divers que les arts, les mathématiques, la physique, ou encore la cartographie. L'un des participants à cette entreprise de traduction du Kaitai Shinsho, Ōtsuki Gentaku (ja), fonde à Edo une école privée, la shirandō (ja), qui fédère par la suite de nombreux travaux de traduction.
L'influence de ces nouvelles connaissances reste limitée dans un premier temps. Les premières traductions portent souvent sur des livres aux connaissances parfois déjà dépassées (notamment en médecine), et aucune révolution scientifique d'ampleur n'est véritablement observable. Elles concourent cependant à remettre en cause le modèle sinocentré encore dominant dans la société des Tokugawa, mais aussi à offrir au élites japonaises un aperçu de la puissance occidentale et de la menace qu'elle peut présenter pour le Japon. Hayashi Shihei 
aborde en 1785 dans Sangoku tsūran zusetsu les capacités militaires russes, et Honda Toshiaki pousse lui à la colonisation de Hokkaidō pour contrecarrer les prétentions russes dans la région. L'intérêt stratégique pour le pays pousse le shogunat à créer en 1856 une école destinée à l'étude de ces livres occidentaux, la Bansho Shirabesho. Dans les dernières années du régime plusieurs affaires politiques prennent pour toile de fond ces savoirs occidentaux, sans pour autant remettre en cause leurs développements (affaire Siebold en 1828, déchéance de Watanabe Kazan en 1838).

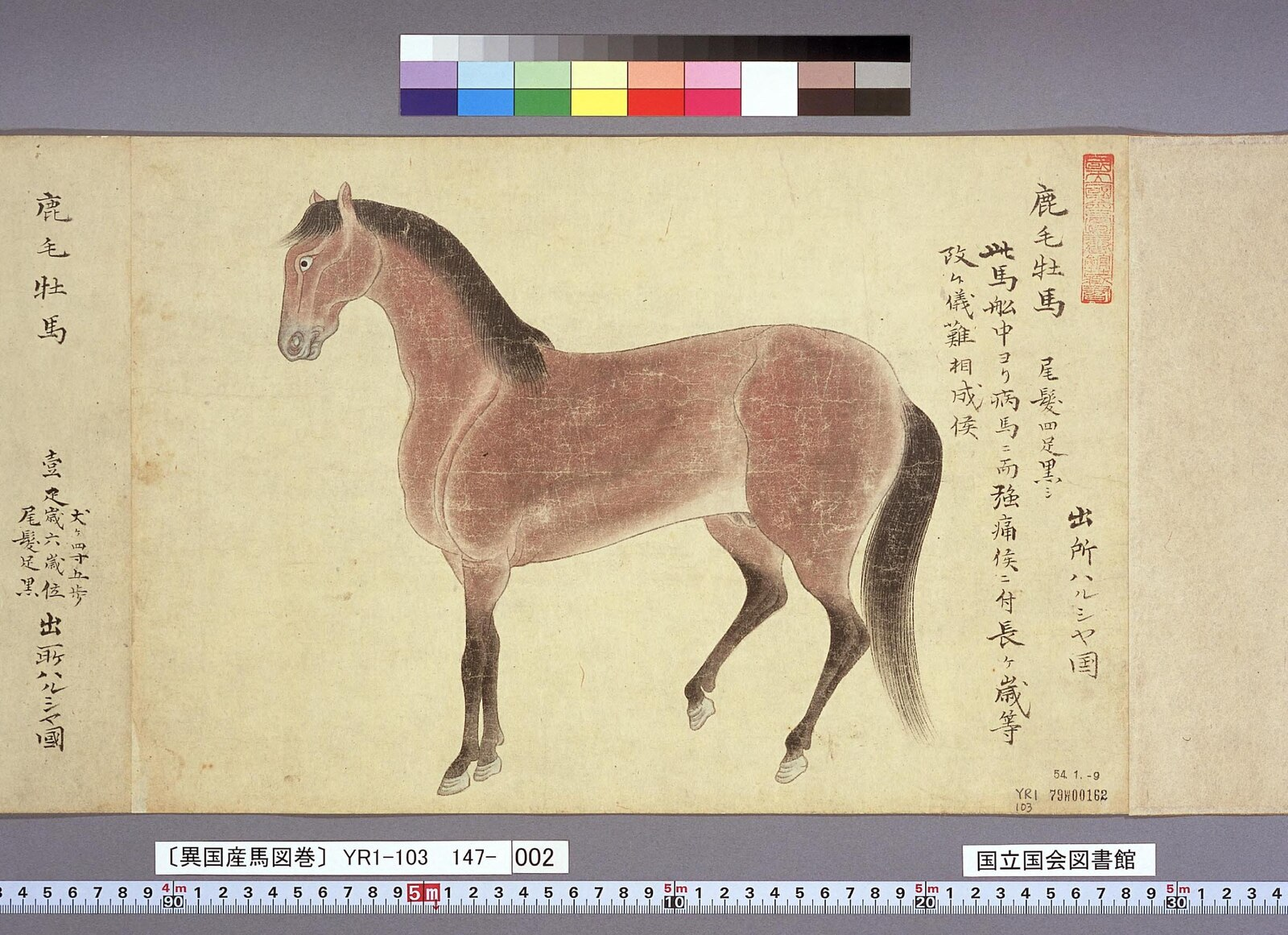
Dessin d'un cheval persan importé à Nagasaki, tiré d'une reproduction du Ikokusanba zukan réalisé sous Tokugawa Yoshimune.
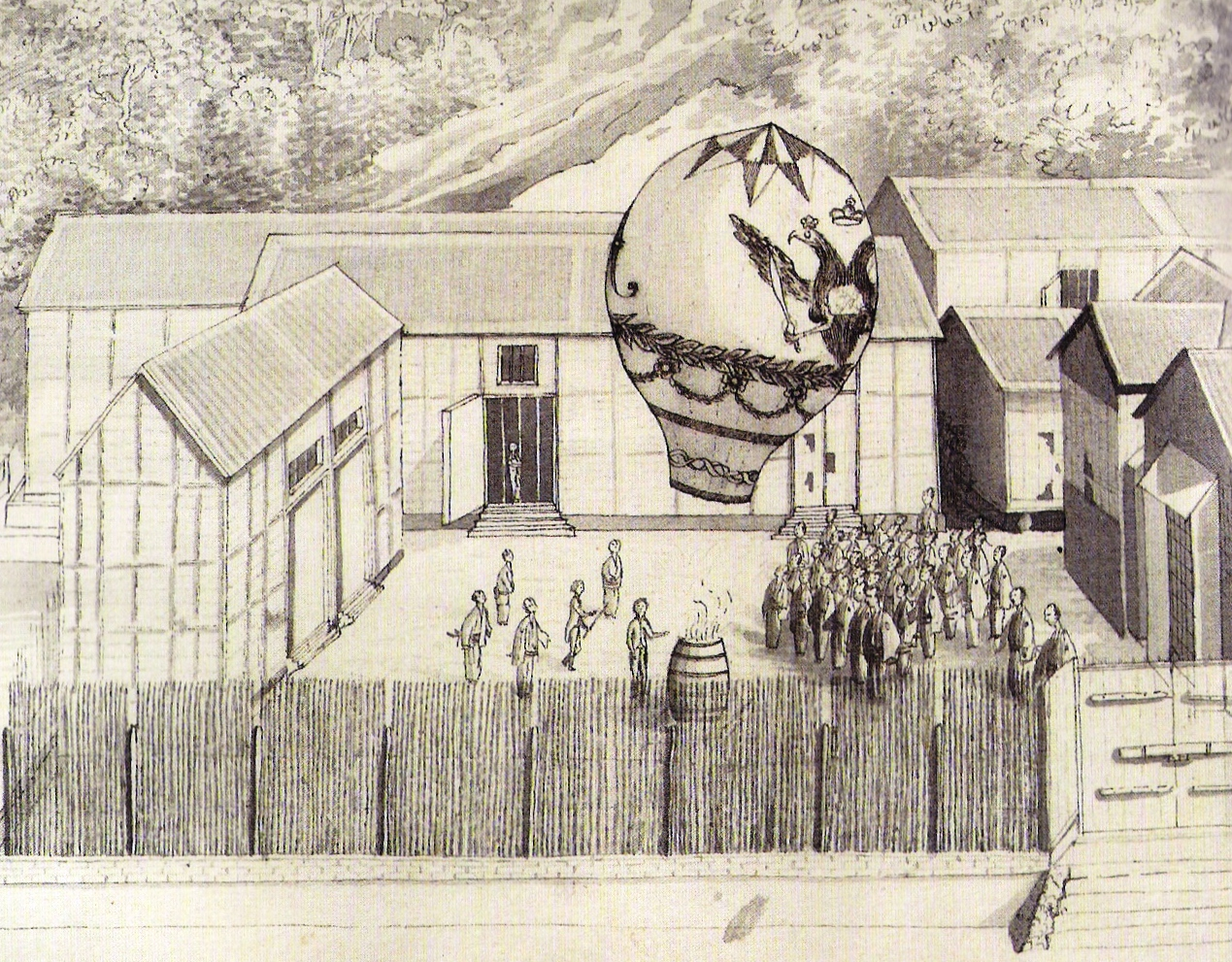
Démonstration d'un ballon d'air chaud à Umegaseki en 1805.

## Production artistique

### Littérature

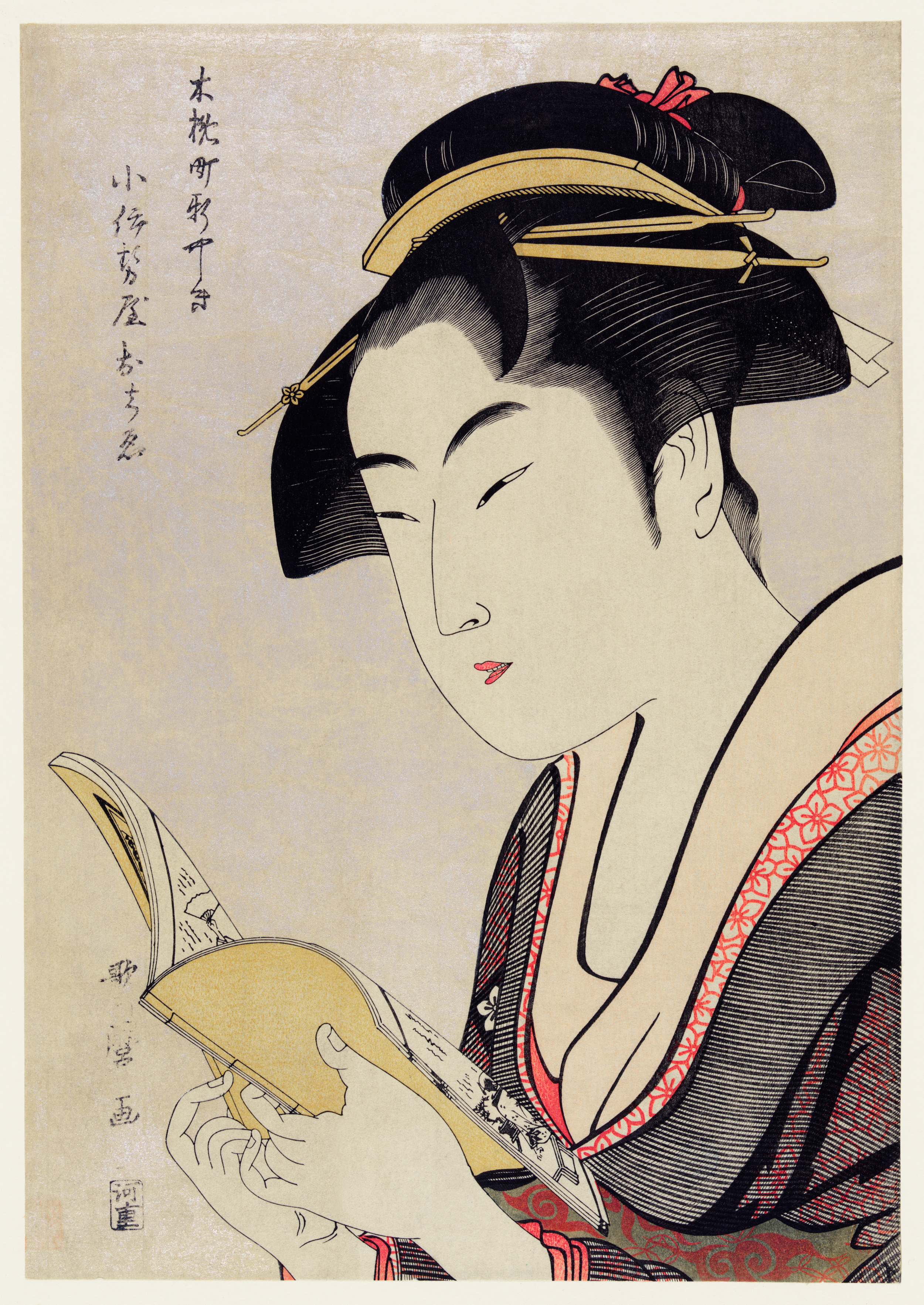
Femme lisant un Kibyōshi, littéralement « [livre à] couverture jaune », Ukiyo-e de Utamaro Kitagawa, seconde moitié du XVIII.

La littérature de cette époque connait trois phases de grand dynamisme, principalement lors de l'ère Genroku (de 1688 à 1704), lors de la période qui s'écoule de l'ère Hōreki à l'ère Tenmei (de 1751 à 1789), puis enfin lors des ères Bunka-Bunsei (de 1804 à 1829), les plus souvent lorsque la puissance du shogun reflue et que les auteurs disposent de moins de contraintes politiques. Des auteurs comme Ihara Saikaku, Bashō, et Chikamatsu Monzaemon sont les grandes figures cette culture de l'ère Genroku. Hiraga Gennai, Buson, et Ueda Akinari sont populaires lors de la seconde moitié du XVIIIe siècle. Enfin lors des ères Bunka-Bunsei, Kyokutei Bakin (auteur de Nansō satomi hakkenden), Shikitei Sanba, et Jippensha Ikku (auteur de Tōkaidōchū hizakurige) font partie des grands noms de cette littérature.
De nombreux auteurs de cette période sont issus de familles de samurai. D'autres classes sociales commencent à être représentées parmi les auteurs, bien que très minoritaires, comme celle des marchands (dont sont issus Ihara Saikaku, Santō Kyōden, ou encore Shikitei Sanba), ou même celle de la paysannerie (comme Isa ou Yosa Buson). Les femmes sont très peu représentées, et celles dont le nom nous est connu comme Arakida Reijo (ja) restent une exception pour leur époque ; nombre d'entre elles écrivent des poésies, waka et Haïku, mais aussi des journaux intimes et des notes de voyages, mais restent alors anonymes.
Les thématiques les plus représentées lors de cette époque sont issues du monde des samurai, et relèvent du confucianisme, et des milieux plus populaires, et s'inscrivant dans les activités liées aux quartiers des plaisirs des grandes villes de l'époque. Là où la littérature issue du monde des samurai valorise l'ordre social, la stabilité politique, mais aussi un sens aigu du sacrifice de soi et de l'éthique, la littérature issue des sphères urbaines plus populaires prône la mobilité sociale, l'enrichissement, le divertissement, et exalte les passions humaines. Là où la première évoque des sujets liés à la culture de cour (l'amour, la nature, le cycle des saisons), la seconde traite de sujet liés à une culture plus urbaine (et peut être à l'occasion violente, érotique, ou comique). Cette dichotomie entre culture raffinée (-ga) et culture populaire (-zoku) se retrouve et se mêle parfois dans les principales formes liées à la littérature qui émergent à l'époque. Le domaine du théâtre voit apparaitre des formes comme le Bunraku (spectacle de marionnette), et le Kabuki (théâtre). La poésie voit elle se développer le Senryū (poésie courte et irnoque), le Kyōka (poésie courte et comique), et le Kyōshi (poésie courte utilisant uniquement les caractères chinois). La littérature en prose donne naissance à cette époque aux Ukiyo-zōshi (forme de roman populaire), aux Yomihon (littérature distillant des notes d'éthique), aux Kibyōshi (livres illustrés souvent satiriques), aux Sharebon (littérature frivole), ou encore aux Kokkeibon (littérature comique). Cette production se partage aussi entre thématiques relevant de l'histoire, dans les Jidai mono, et relevant du contemporain des lecteurs, dans les Sewa mono.

### Arts de la scène: Kabuki, jōruri, bunraku, nō
La création du kabuki est attribuée à Okuni en 1603, qui donne aux abords d'un temple à Kyōto une représentation burlesque qui rencontre un grand succès. Elle suscite rapidement des copies, dans des troupes de théâtre de la région, mais aussi chez les propriétaires de maisons de prostitution de Kyōto qui y voient un moyen de mettre en valeur leurs résidentes. Aussi tôt que 1612-1615 des troupes de kabuki font des tournées dans le pays, et assurent des représentations pour des daimyō, et dès 1617 un premier théâtre consacré au kabuki est créé à Kyōto. Pour éviter les troubles à l'ordre public, les femmes sont interdites de scène en 1629, et ne subsistent plus que des troupes composées de jeunes hommes, souvent prostitués. Une première interdiction a même lieu en 1652, rapidement levée, mais qui pousse les acteurs à revoir leur registre de pièces jouées, et à revoir leurs costumes. Le lien avec la prostitution n'est pas complètement coupé, les premiers livrets présentant et hiérarchisant des acteurs publiés vers 1660 emprunte beaucoup au style de livret présentant les prostituées.
La notoriété de grands acteurs de kabuki de l'ère Genroku (1688-1704) comme Sakata Tōjūrō et Ichikawa Danjūrō porte la popularité d'un kabuki renouvelé, et les rôles de personnages féminins assurés par des hommes, ou Onnagata, sont redéfinis par des acteurs comme Yoshizawa Ayame. Les acteurs les plus connus accèdent à une grande reconnaissance sociale, et leurs frasques souvent publiques peuvent faire l'objet d'importants scandales. Les pièces tirent leur répertoire du bunraku, théâtre de poupées, puis de pièces spécialement composées pour le kabuki. Des auteurs comme Takemoto Gidayū et Chikamatsu Monzaemon sont les grands noms de l'ère Genroku, et exercent souvent à la fois pour le kabuki et le bunraku. Le répertoire d'étoffe de Sewa mono, ou « pièces contemporaines » comme Suicides d'amour à Amijima ou Le Pin déraciné, dont les thèmes s'inspirent de la vie citadine de cette époque. Le style des Jidai mono, ou « pièces historiques » comme Yoshitsune senbon-zakura ou Kanadehon chūshingura, s'inspire lui de faits guerriers historiques (ou plus contemporains comme l'affaire des 47 rōnin). Ces répertoires sont souvent communs au kabuki et au bunraku. Le kabuki va au long du XVIIIe siècle permettre de diffuser une étiquette sociale et d'éduquer aux arts les habitants des villes, tout en servant de vecteurs de diffusion des modes vestimentaires. Les ères Bunka-Bunsei (1804-1829) voient des auteurs comme Sakurada Jisuke et Tsuruya Nanboku IV s'imposer, puis par la suite Kawatake Mokuami émerger plus tard au XIXe siècle. Le dernier siècle l'époque d'Edo est cependant marqué par de nombreuses difficultés financières pour les théâtres de kabuki, et d'autres formes artistiques lui font concurrence.

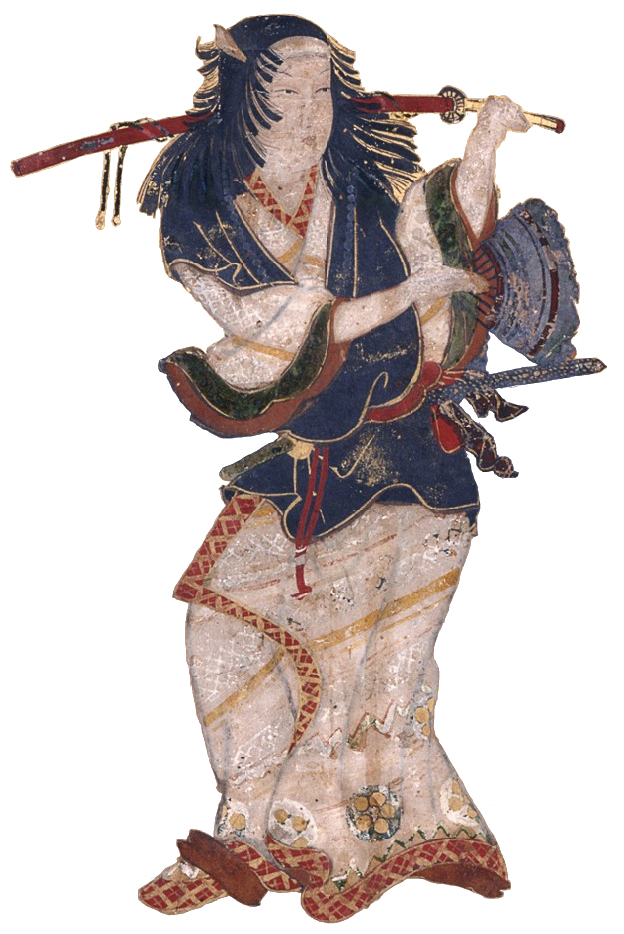
Okuni, créatrice du kabuki, détail d'un panneau peint du début du XVIIe siècle.
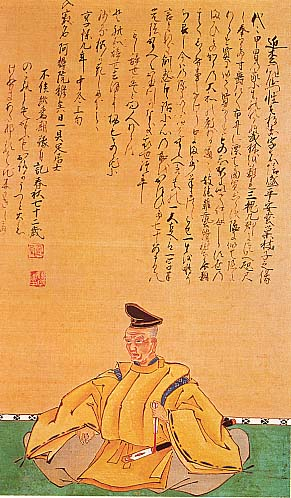
Probable autoportrait de Chikamatsu Monzaemon, un des grands auteurs de kabuki du XVIIIe siècle
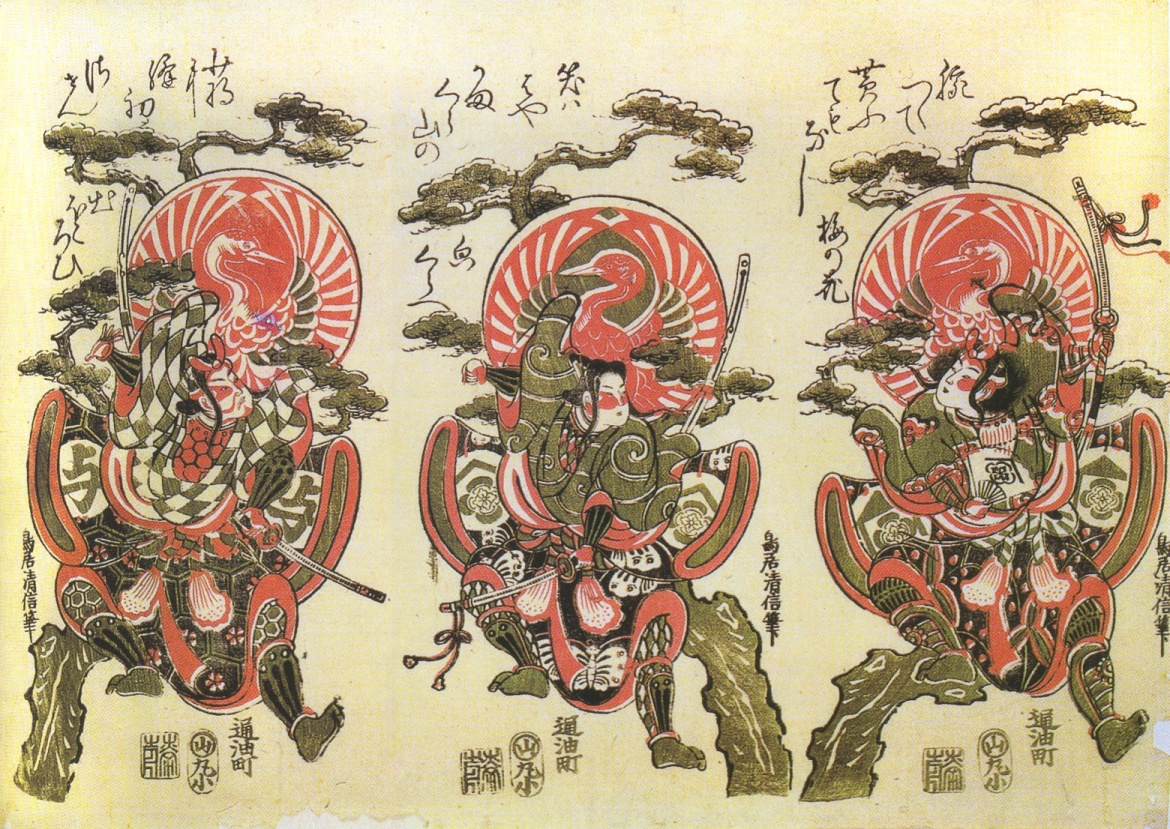
Affiche de Torii Kiyonobu présentant des acteurs de Kabuki, ces publicités deviennent courantes au début du XVIIIe siècle[379].
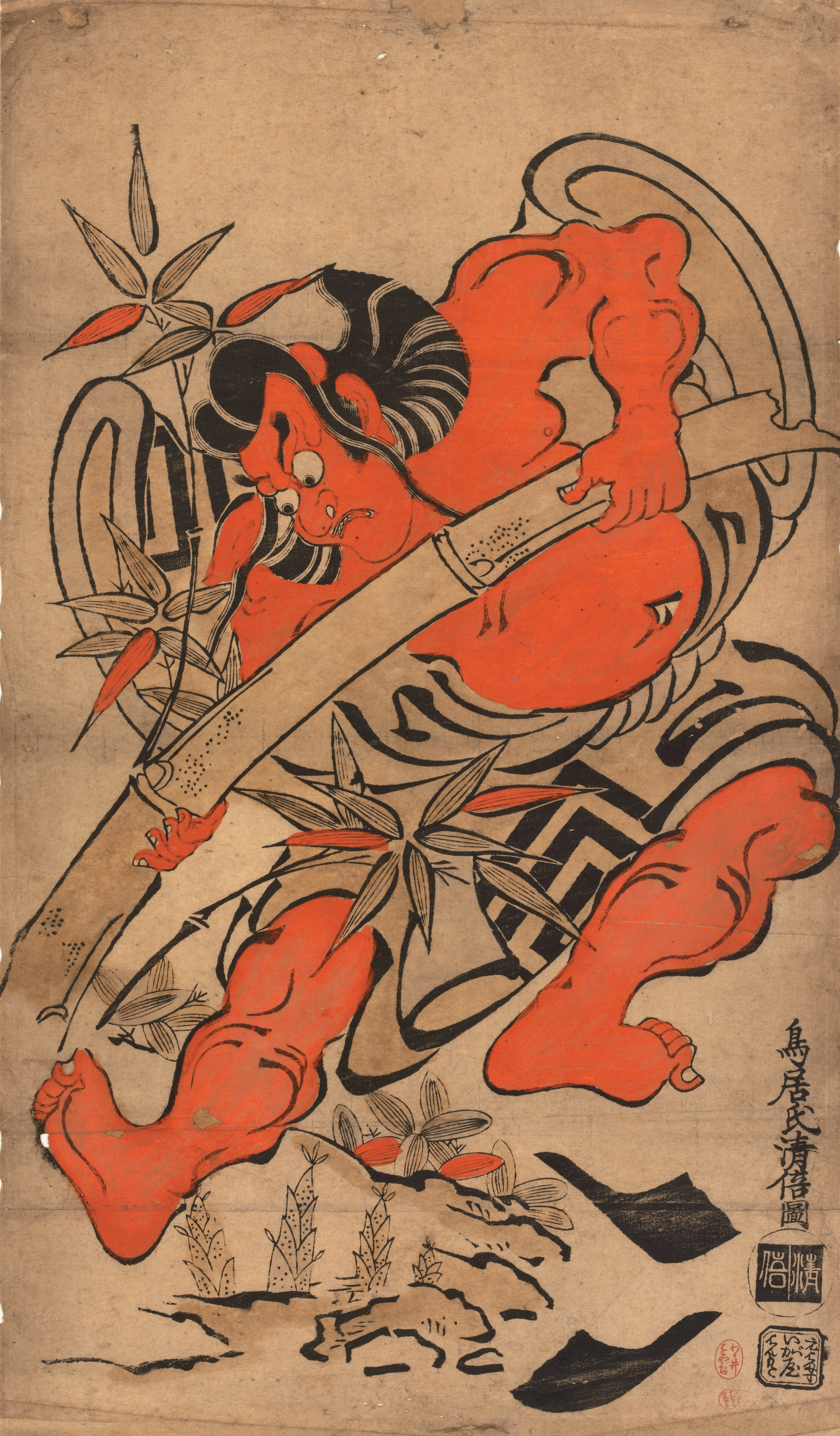
Affiche de Kiyomasu présentant l'acteur Ichikawa Danjūrō I dans l'un de ses rôles Aragoto.
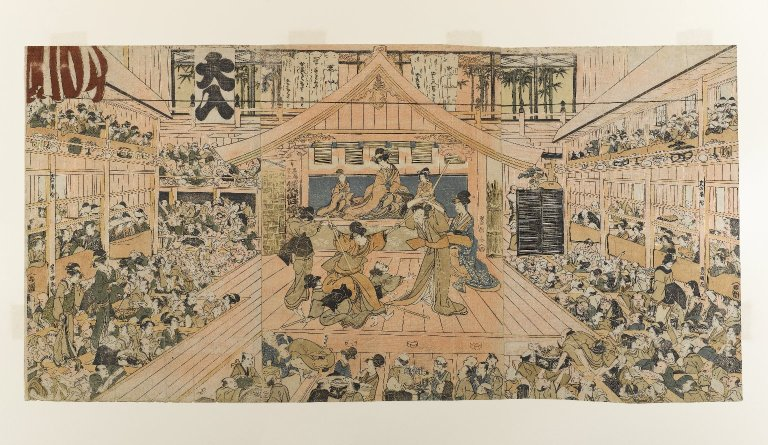
Intérieur d'une salle de kabuki, gravure sur bois de Utagawa Toyokuni vers 1800.
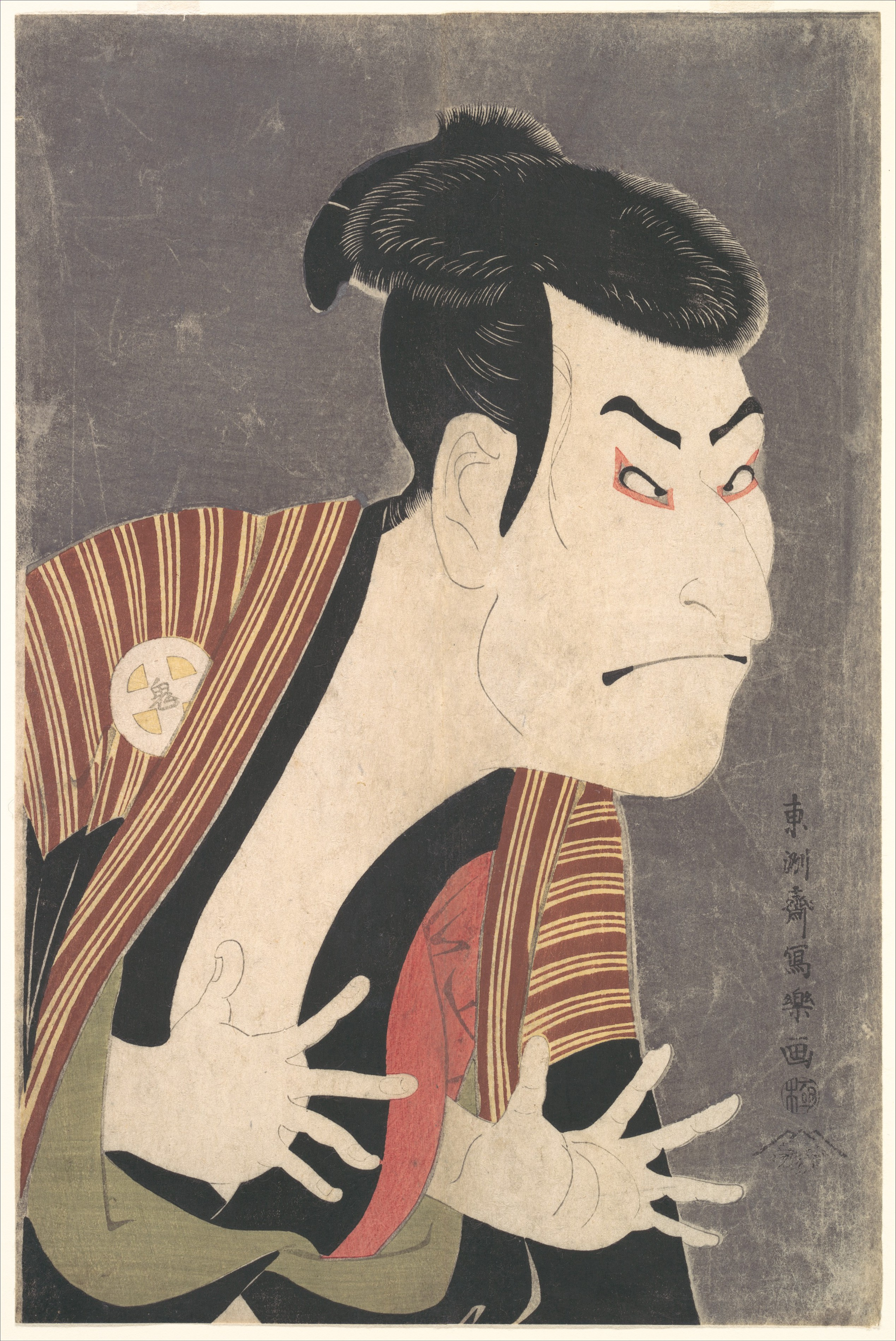
Acteur Ōtani Oniji III en maquillage de scène, Ukiyo-e de Sharaku de 1794.

Le jōruri devient une forme populaire de divertissement au début de l'époque d'Edo. Il réunit initialement un conteur accompagné d'un joueur de shamisen, auquel se rajoute un marionnettiste, ce qui fait évoluer ce genre en ningyō-jōruri (appelé à partir du milieu du XIXe siècle le bunraku). Son répertoire est initialement composé d'adapatations de récits classiques japonais comme le Heike monogatari ou le Soga Monogatari (en). Chikamatsu Monzaemon modernise le répertoire du jōruri à partir de 1685 comme il l'a fait pour le kabuki, en composant des pièces inspirées de thèmes contemporains. Au total il en compose à lui seul une centaine en une quarantaine d'années, dont les thèmes vont des drames amoureux (shinjū-mono) aux sujets plus politiques (souvent transposés dans un lieu fictif pour éviter la censure des autorités). Les premières années du XVIIIe siècle voient une modernisation des marionnettes utilisées lors de ces spectacles, la concurrence entre deux théâtres d'Ōsaka (Toyotake-za et Takemoto-za) poussant à une émulation artistique. L'auteur Ki no Kaion apparait alors comme le principal rival de Chikamatsu Monzaemon, et compose une petite cinquantaine de pièces.
La période qui s'étend de 1715 à  1751 voit cet art atteindre un pic de popularité. Plusieurs interdictions frappent d'autres formes artistiques, ce qui permet au jōruri de capter ce public. Un auteur comme Namiki Sōsuke signe trois pièces qui deviennent des classiques de cet art : Sugawara denju tenarai kagami (1746), Yoshitsune senbon-zakura (1747), et Kanadehon chūshingura (1748). Les marionnettes continuent de se complexifier. Plusieurs tailles sont utilisées dès 1715 pour signifier une distance en personnages. Plusieurs parties du visage commencent à être animées individuellement à partir de 1727, comme la bouche, les paupières, puis les yeux. Vers 1748-1751 le recours à trois marionnettistes pour animer une seule marionnette devient la norme. Après 1751, la mort de nombreux grands noms de cet art fait perdre son dynamisme au jōruri, et profite au kabuki qui devient à partir des années 1760 de genre dominant, tout en réutilisant une partie de son répertoire.

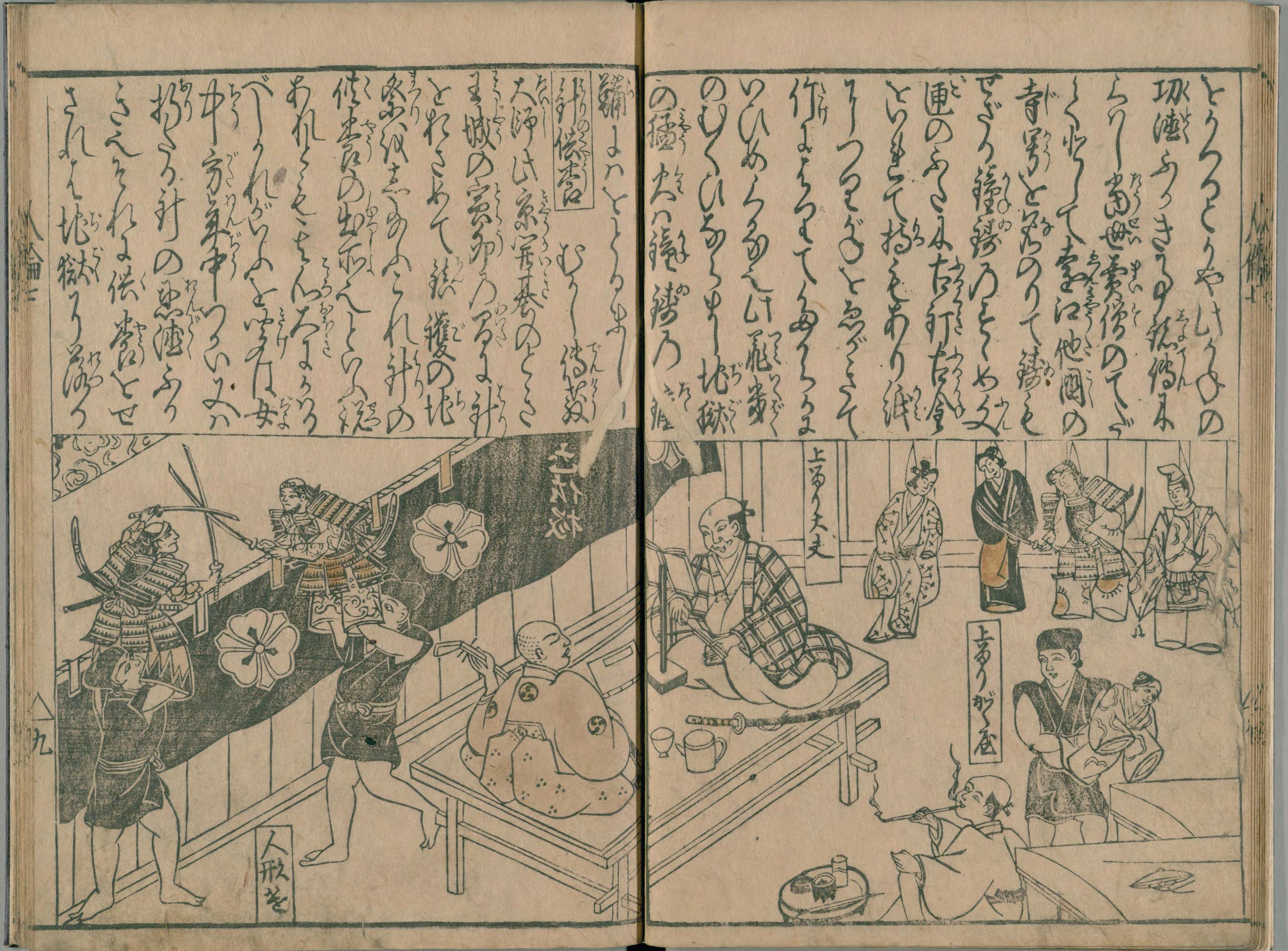
Manuel de 1690 montrant une scène de jōruri avec deux marionnettistes, et deux musiciens.
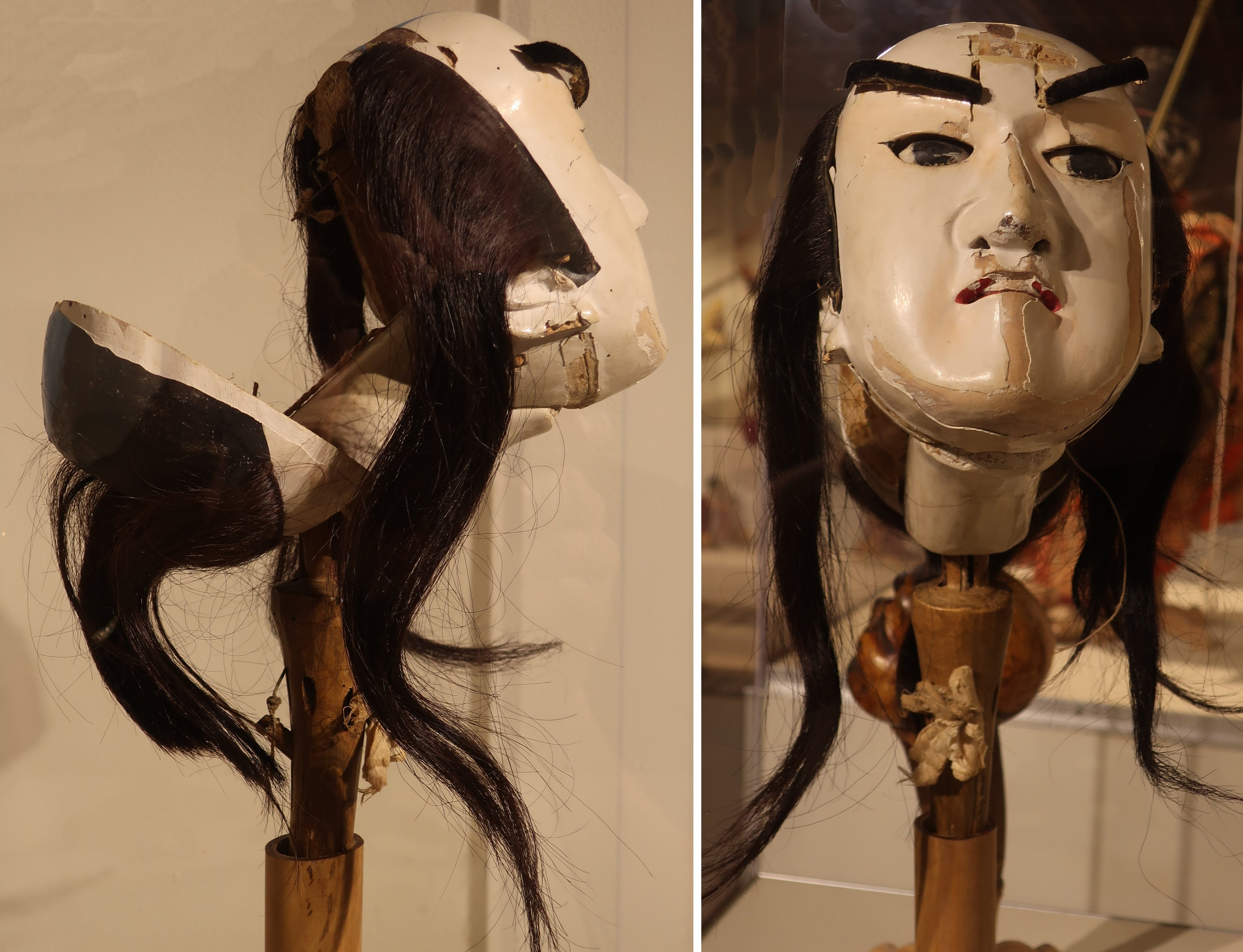
Tête de marionnette dont plusieurs parties peuvent être animées, vers 1870.
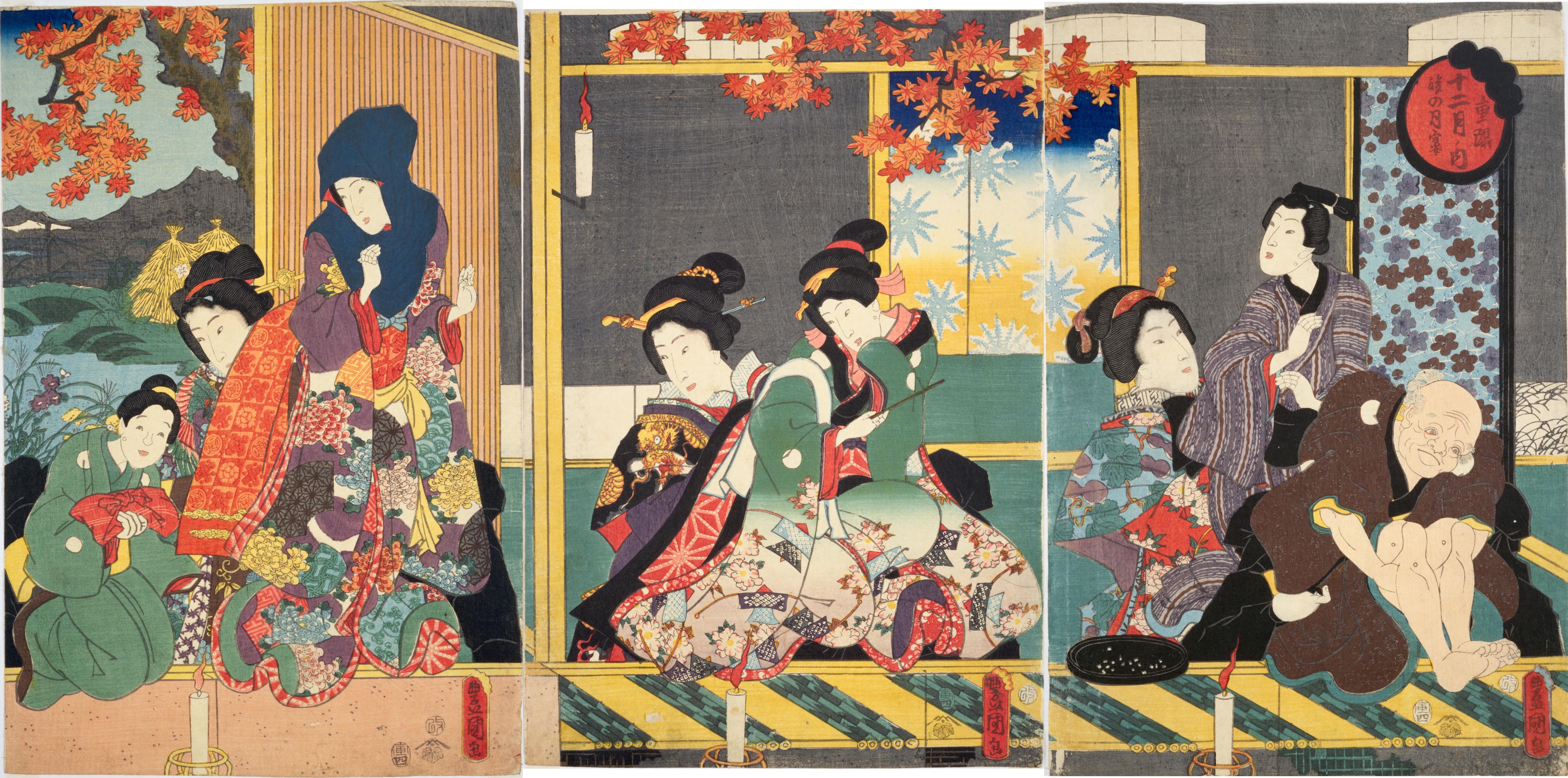
Ukiyo-e de Utagawa Kunisada de 1855, les marionnettistes sont visibles derrière leurs marionnettes.
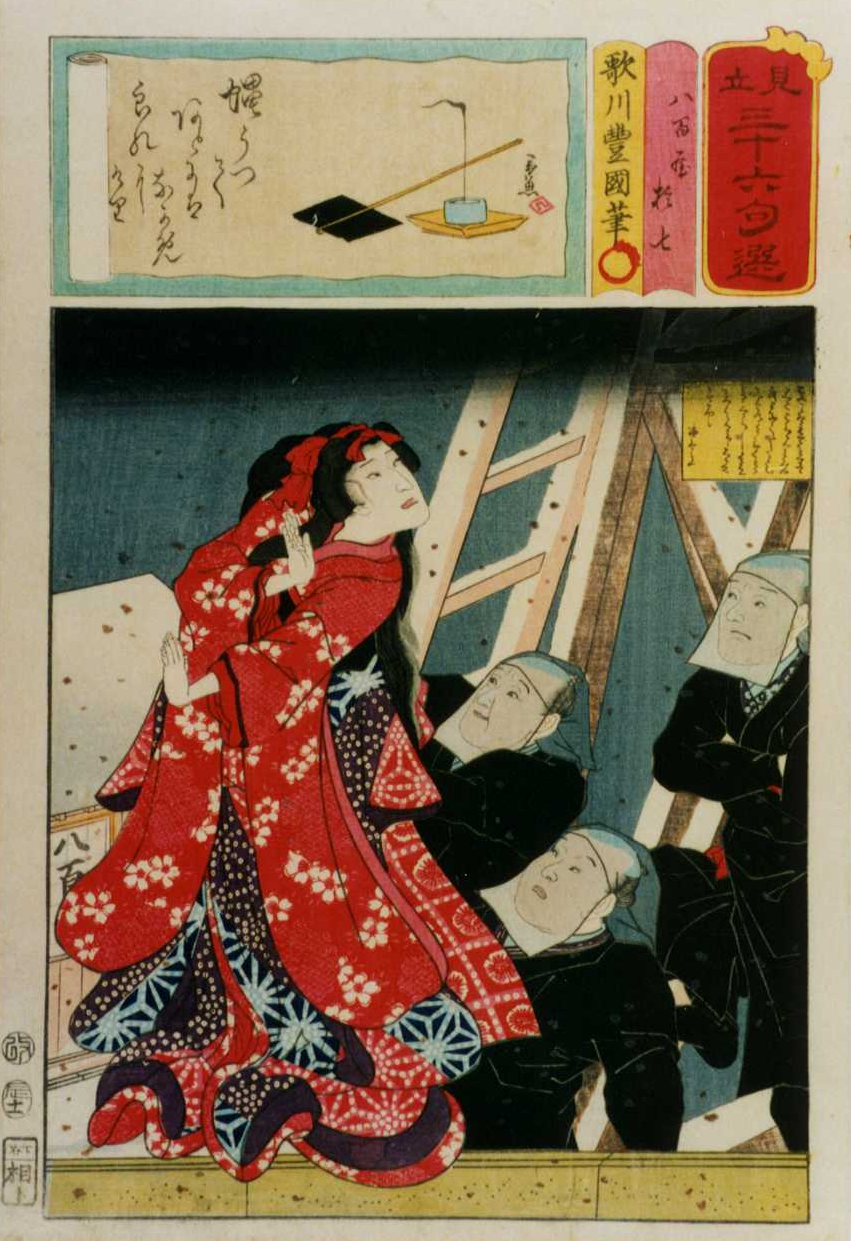
Ukiyo-e de Utagawa Kunisada de 1856, les marionnettistes ne sont pas visibles derrière leurs marionnettes.

Le nō perd en vivacité lors de cette période, en partie causée par son institutionnalisation. Dès le pouvoir de Toyotomi Hideyoshi les principales troupes de nō commencent à être recrutées pour être mises au service exclusive du shogun ou de daimyō importants, et une hiérarchisation s'opère entre elles en fonction du statut de leurs maitres. Cette forme continue cependant de rencontrer une certaine popularité dans les couches moins élevées de la population. Certains de ses chants restent très populaires, et des livres reprenant des textes de nō sont régulièrement publiés et utilisés pour l'apprentissage de la lecture dans les terakoya. Pendant toute la période, en parallèle des troupes propres aux daimyō, des troupes itinérantes parcourant le pays ou exerçant dans des quartiers des plaisirs rendent cet art accessible au plus grand nombre, bien qu'il soit éclipsé en popularité par le kabuki.

### Peinture
La peinture d'apparat destinée à décorer les demeures de daimyō continue d'être l'apanage de grands ateliers ou d'écoles déjà actifs lors de l'époque précédente, comme l'école Kanō, ou qui émergent à cette époque comme l'école Rinpa. Kanō Tan'yū de l'école Kanō est ainsi l'un des peintres officiels du second shōgun. La peinture dominante au début de la période s'inspire des lavis d'encre populaires en Chine mais aussi des tons plus colorés du style japonais yamato-e, et le thème « fleurs et oiseaux », ou Kachō-ga, bénéficie d'une grande popularité. L'école Kanō fait émerger au cours de ce premier siècle de l'époque d'Edo des peintres comme Tawaraya Sōtatsu et Ogata Kōrin, aussi actifs dans la peinture destinée aux temples.
La peinture de lettrés chinoise inspire un courant similaire au Japon, la Bunjin-ga. La chute de la dynastie Ming en 1644 entraine l'exode de plusieurs maitres chinois à Nagasaki, où ils inspirent des peintres japonais comme Gion Nankai ou encore Hattori Nankaku, encore très marqués par les modèles chinois. Par la suite des peintres japonais comme Ike no Taiga et Yosa Buson s'affranchissent de ces modèles pour faire émerger un style plus propre au Japon. Ce style reste vivace jusqu'au début du XVIIIe siècle au travers de l'œuvre de peintres comme Tani Bunchō, Uragami Gyokudō, Tanomura Chikuden, ou encore Watanabe Kazan.
Quelques techniques propres à la peinture occidentale sont introduites au cours du XVIIIe siècle par le truchement des rangaku, comme le clair-obscur qui permet de mieux rendre la profondeurs. Des peintres comme Hiraga Gennai, Shiba Kōkan, Maruyama Ōkyo et Watanabe Kazan s'illustrent alors pour leurs expérimentations. Ces deux derniers peintres en particulier s'illustrent en conjuguant ces quelques techniques occidentales avec des techniques plus classiques des peintures d'inspiration chinoises et japonaises.

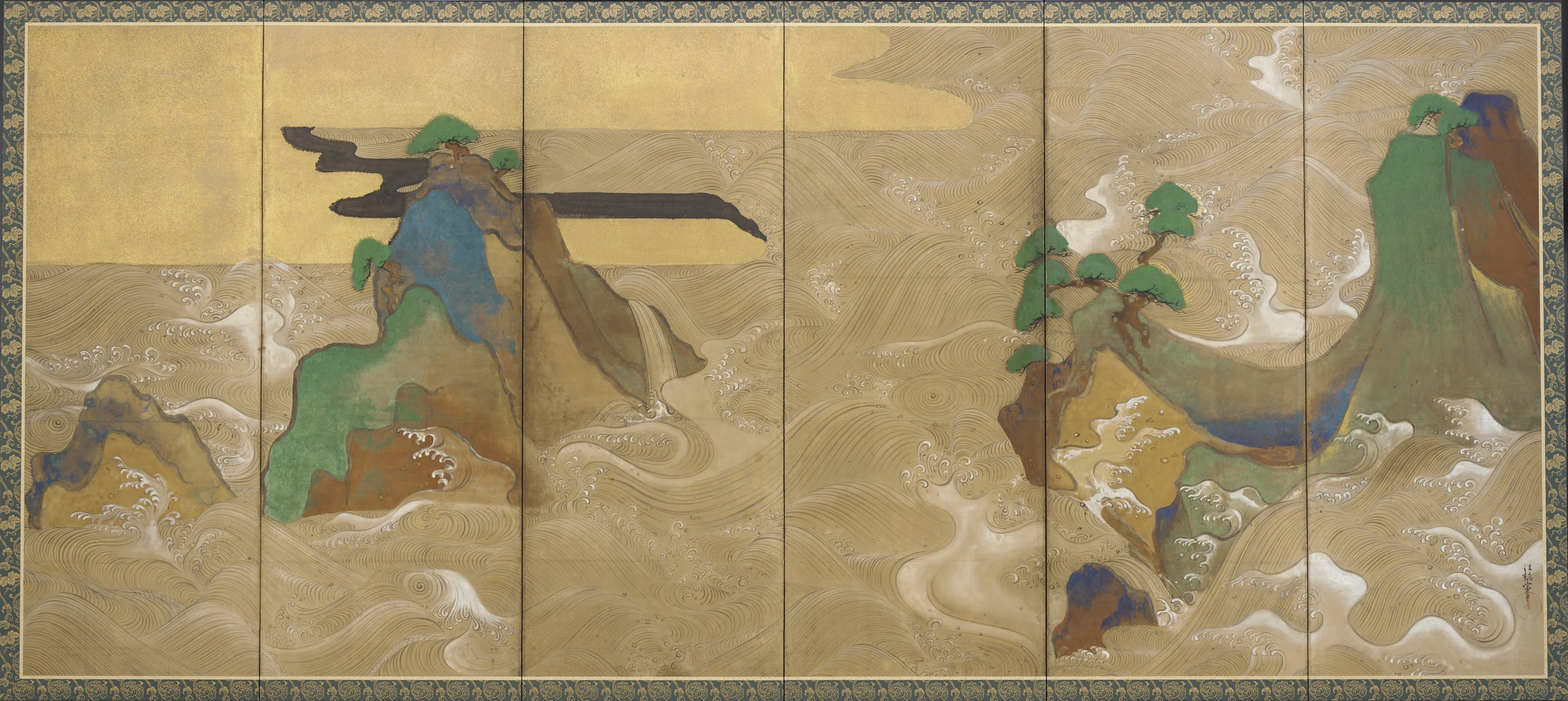
Vagues à Matsushima de Tawaraya Sōtatsu en 1628.
Paravents aux Iris (en) d'Ogata Kōrin, vers 1701–1705.
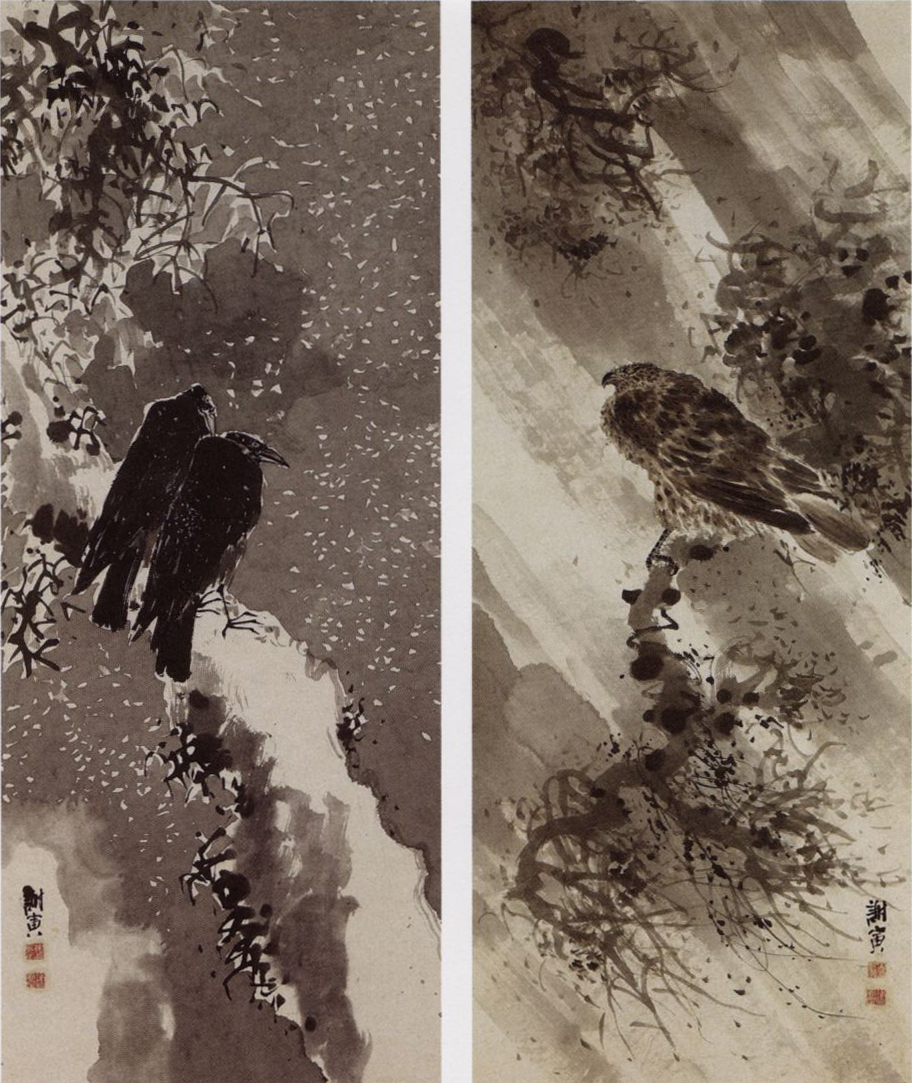
Faucon noir et deux corbeaux de Yosa Buson.
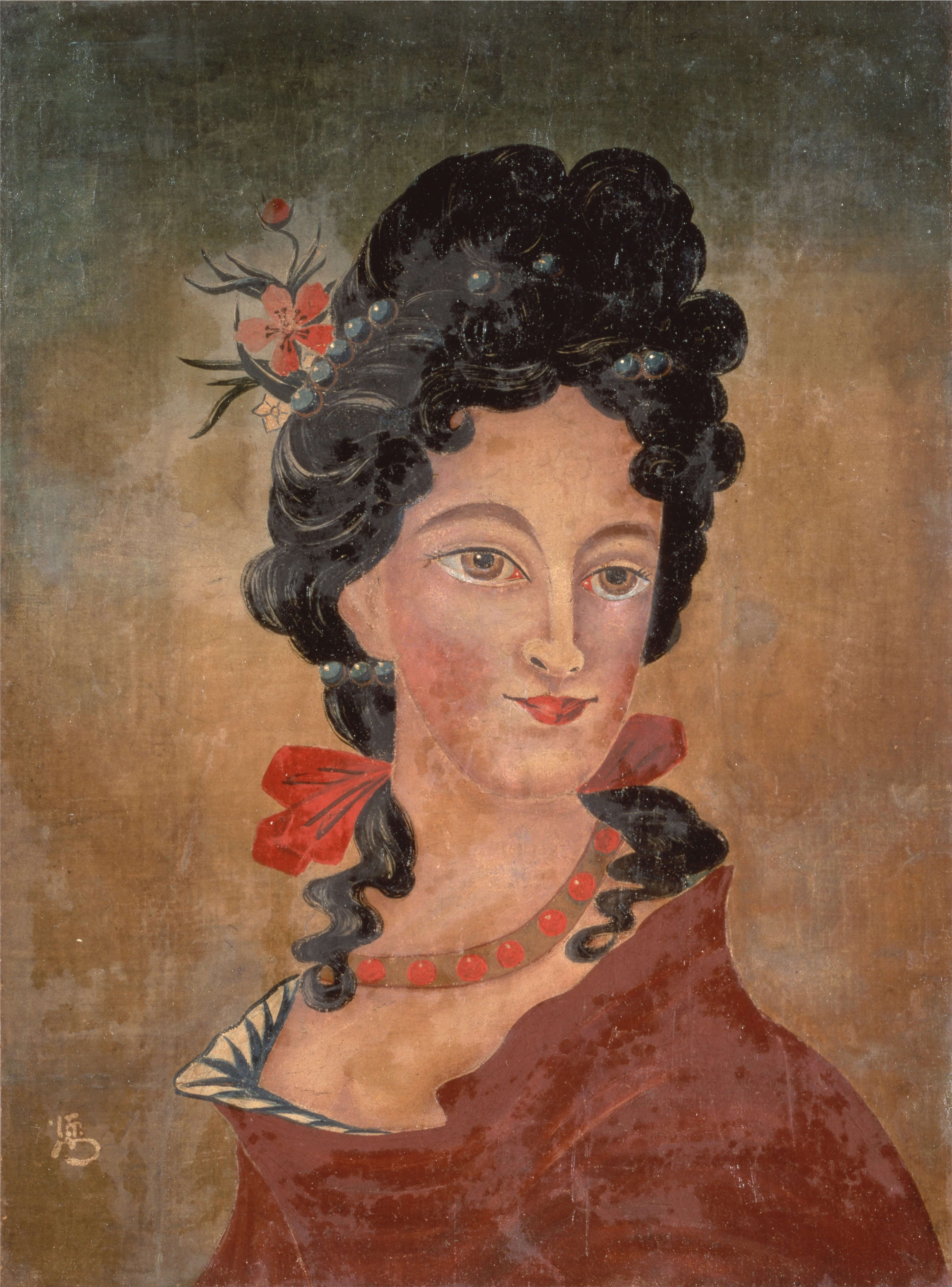
Portrait de femme européenne, par Hiraga Gennai vers 1760.
Portrait d'homme, par Watanabe Kazan en 1827.

### Ukiyo-e
Le perfectionnement de la xylographie permet au début de l'époque d'Edo d'améliorer les illustrations imprimées par ce biais. Moronobu, souvent crédité comme le créateur des Ukiyo-e, commence dans les années 1670 à rajouter de la couleur dans ses impressions de Sumizuri-e (en), jusque là monochromes. D'autres auteurs contemporains emploient eux aussi ce style pour le décliner dans des domaines spécifiques, comme Kiyonobu et Kiyomasu pour traiter du monde du théâtre, ou Kaigetsudō Ando et Miyagawa Chōshun pour traiter du thème des Bijin, ou « belles femmes ».
La technique évolue à partir du milieu du XVIIIe siècle. Okumura Masanobu fait évoluer la gamme chromatique dans les Benizuri-e qui peuvent compter jusqu'à 6 couleurs, mais aussi fait varier le format des images, en créant des formats très longilignes. Suzuki Harunobu perfectionne les techniques liées aux couleurs, ce qui aboutit aux Nishiki-e dès 1761. Les grands noms de cette époque classique de l'Ukiyo-e, qui s'étend du début de l'Ère Tenmei (1781) à la fin de l'Ère Kansei (1801), compte Kiyonaga (dont les sujets comptent de nombreux acteurs et courtisanes de son temps), Utamaro (qui opte pour de nombreux portraits en buste), Sharaku, et Utagawa Toyokuni (dont les productions se spécialisent dans les acteurs de kabuki).
La première moitié du XIXe siècle voit un renouvellement stylistique important s'opérer, sous l'influence de Hokusai puis de Hiroshige. Les paysages sont privilégiés au détriment du monde des hanamachi. La série des Trente-six vues du mont Fuji réalisée entre 1831 et 1833 par Hokusai, et celle des Cinquante-trois Stations du Tōkaidō réalisée entre 1834 et 1836 par Hiroshige sont les dernières œuvres majeures de ce style.

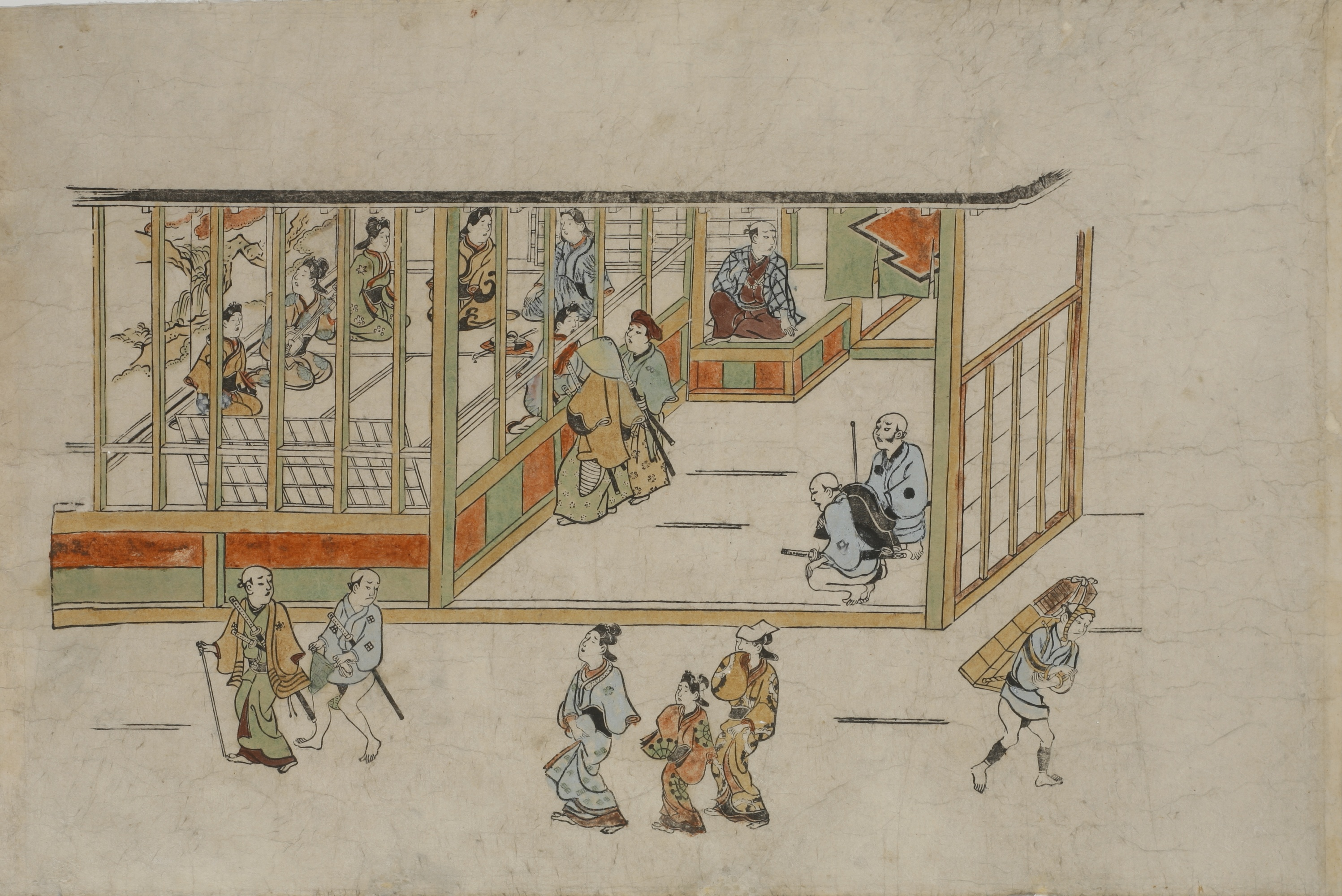
Sumizuri-e (en) colorée à la main (1680) de Moronobu.
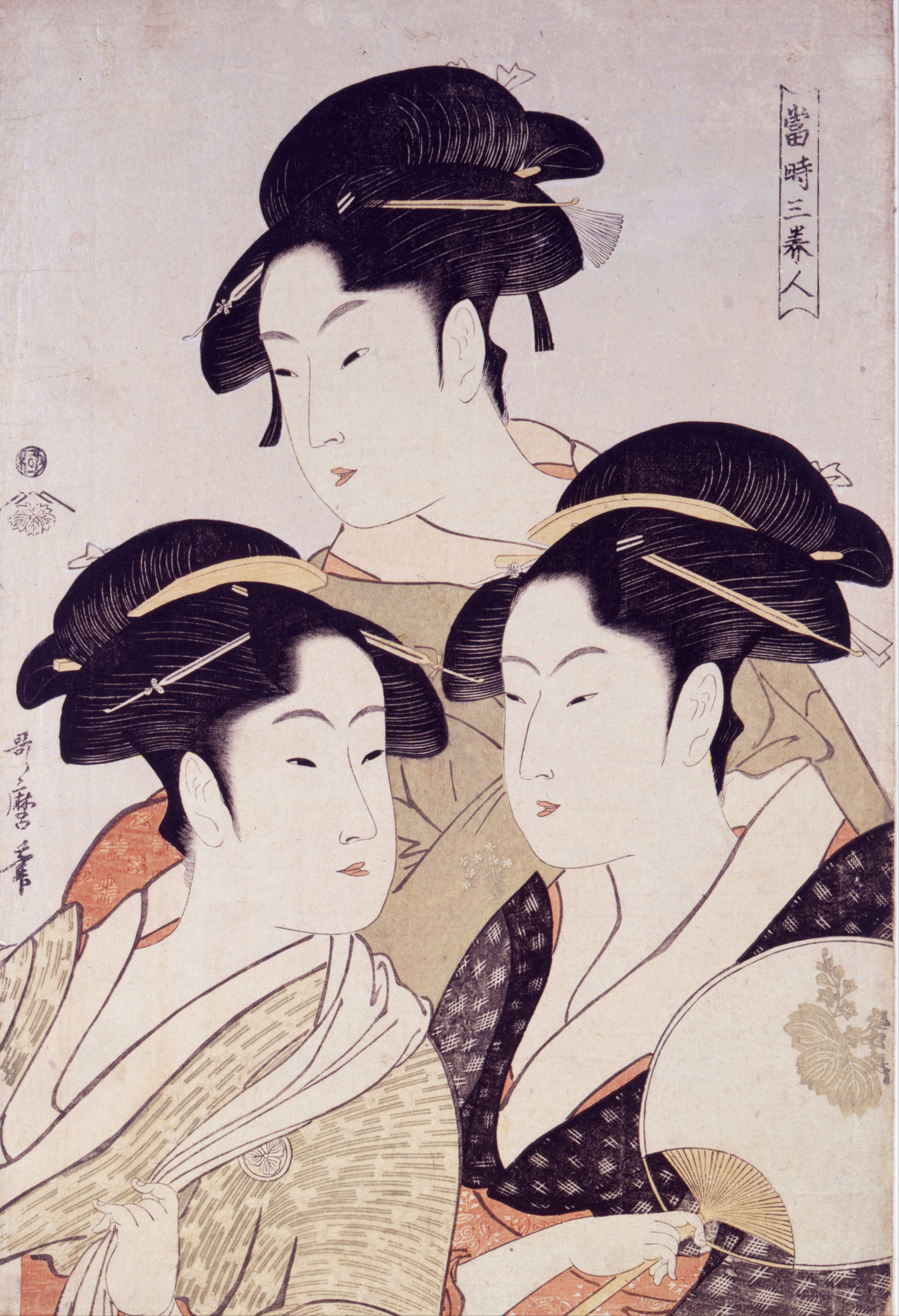
Trois beautés de notre temps de Utamaro (vers 1793) relève du thème des Bijin-ga.
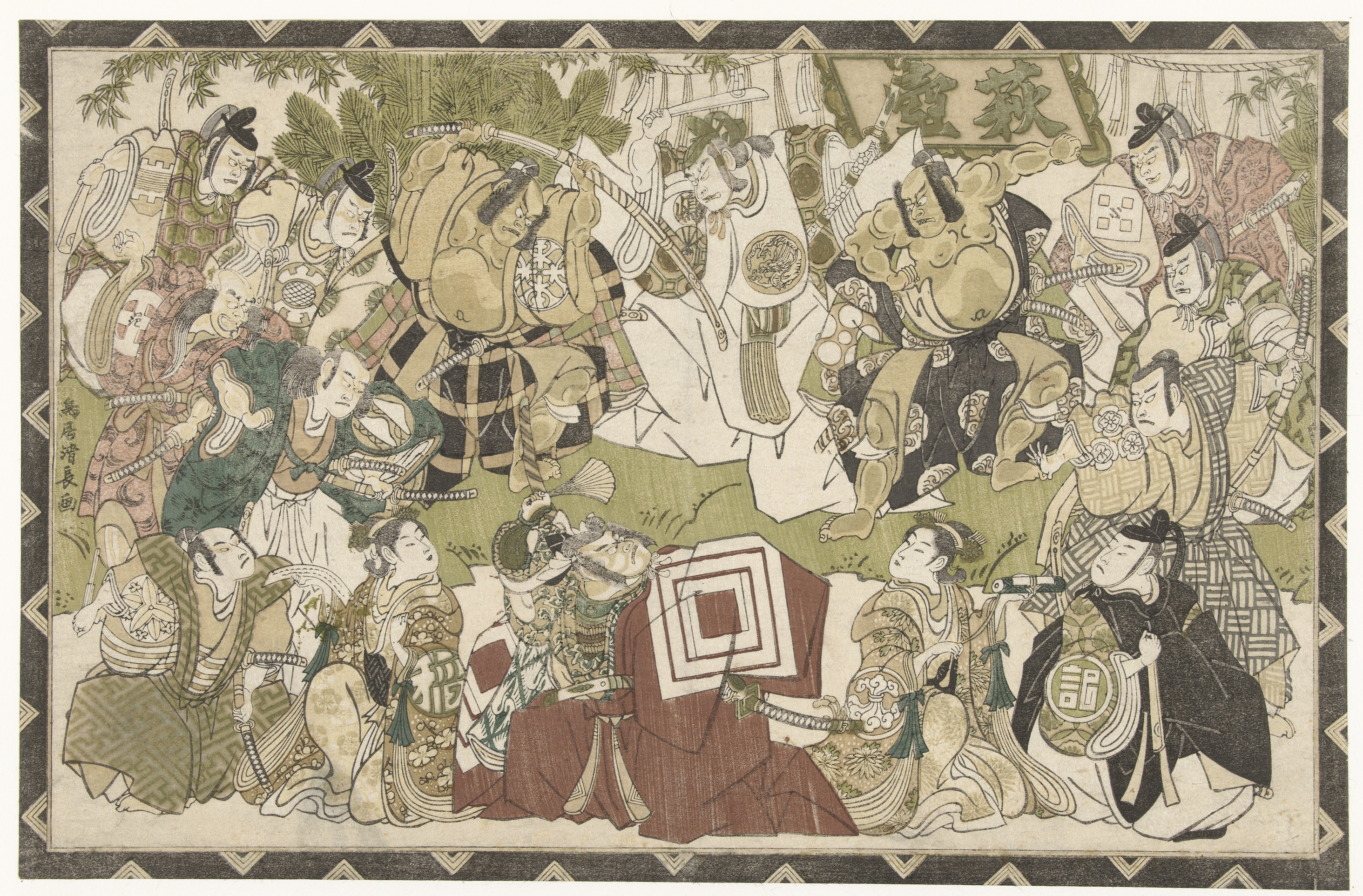
Acteurs sur scène (Entre 1800 et 1804) de Kiyonaga.
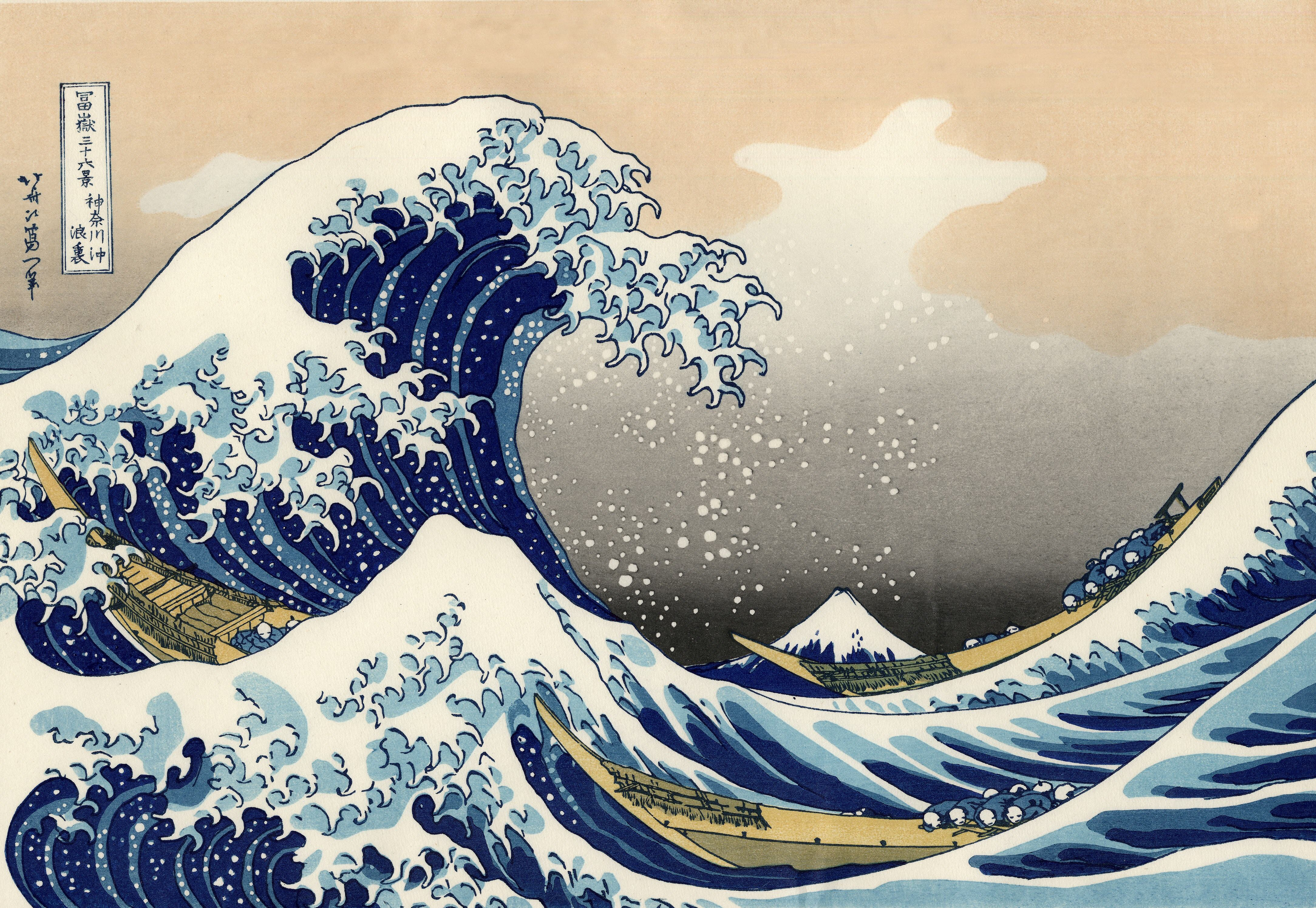
La Grande Vague de Kanagawa de Hokusai (1830 ou 1831), tirée de la série des Trente-six vues du mont Fuji.
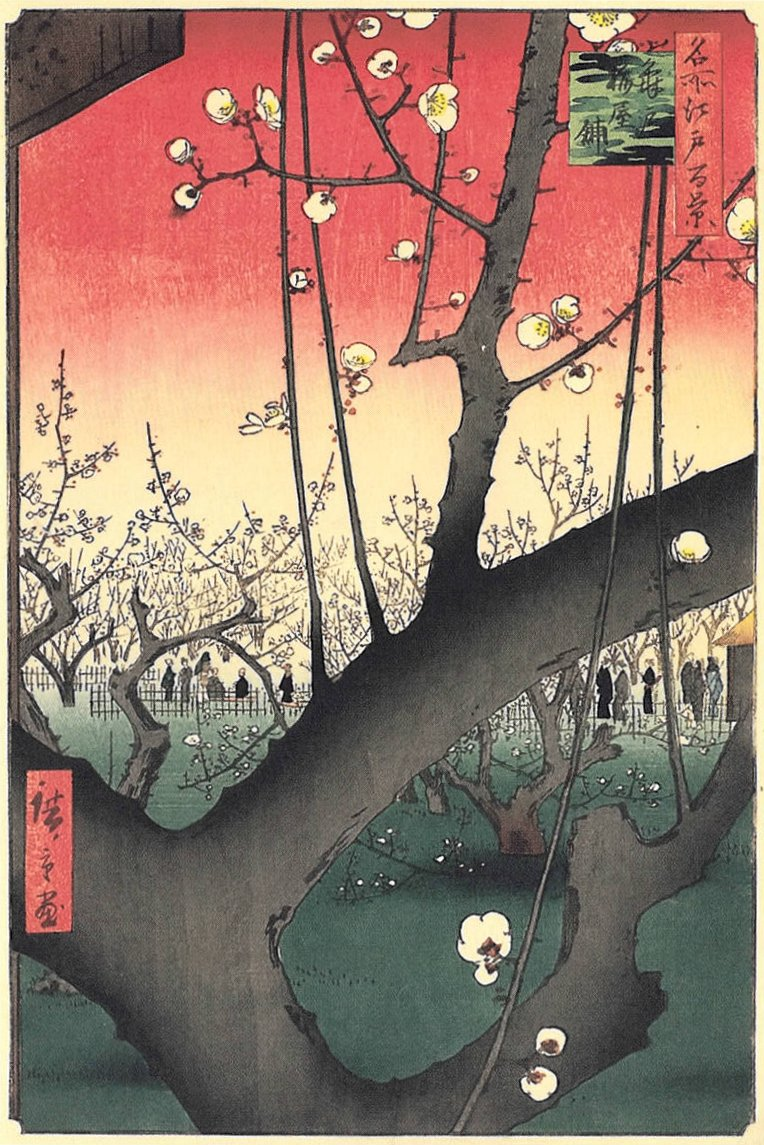
Le jardin des pruniers à Kameido de Hiroshige (1857), tiré de la série des Cent vues d'Edo.

### Musique
La culture qui se développe dans des quartiers de plaisirs comme les Yūkaku (en) et les Hanamachi, combinée à la popularité d'une forme théâtrale comme le kabuki (dont le volet musical est important), tend à créer pour la première fois dans l'histoire du pays une musique nationale dont le répertoire et la technique sont communes à plusieurs classes sociales. Les stratifications sociales sont toujours bien présentes, et les différents styles musicaux continuent d'agir comme des marqueurs sociaux, mais le cloisonnement tend à s'amoindrir. Les campagnes connaissent les chants qui sont populaires en ville. Les chants du nō qui sont à l'origine à destinations des plus aisés sont aussi connus par le peuple, les samurai connaissent le kabuki qui est plutôt destiné au peuple. Le Gidayū est aussi connu geisha.
Le shamisen, adapté du Sanxian arrivé de Chine via les Ryūkyū, s'impose au XVIIe siècle comme l'un des instruments les plus populaires de cette époque, tant dans sur scène que dans la musique de rue. L'essor de sa popularité est portée par la publication de méthodes d'apprentissage et de carnets de chants. Le répertoire musical distingue deux principaux courants, le Ko'uta (en) composé d'airs courts, et le  Naga'uta composé d'airs plus longs et le plus souvent associés à des paroles servant à accompagner un récit.
La musique occupe une place majeure dans la culture urbaine de l'époque. Elle est à la fois utilisée sur scène pour accompagner le kabuki et le nō, mais aussi dans la rue pour attirer le chaland ou propager les dernières nouvelles. Des scènes destinées à la musique, des yose (forme théâtrale japonaise) émergent aussi au début des années 1800.

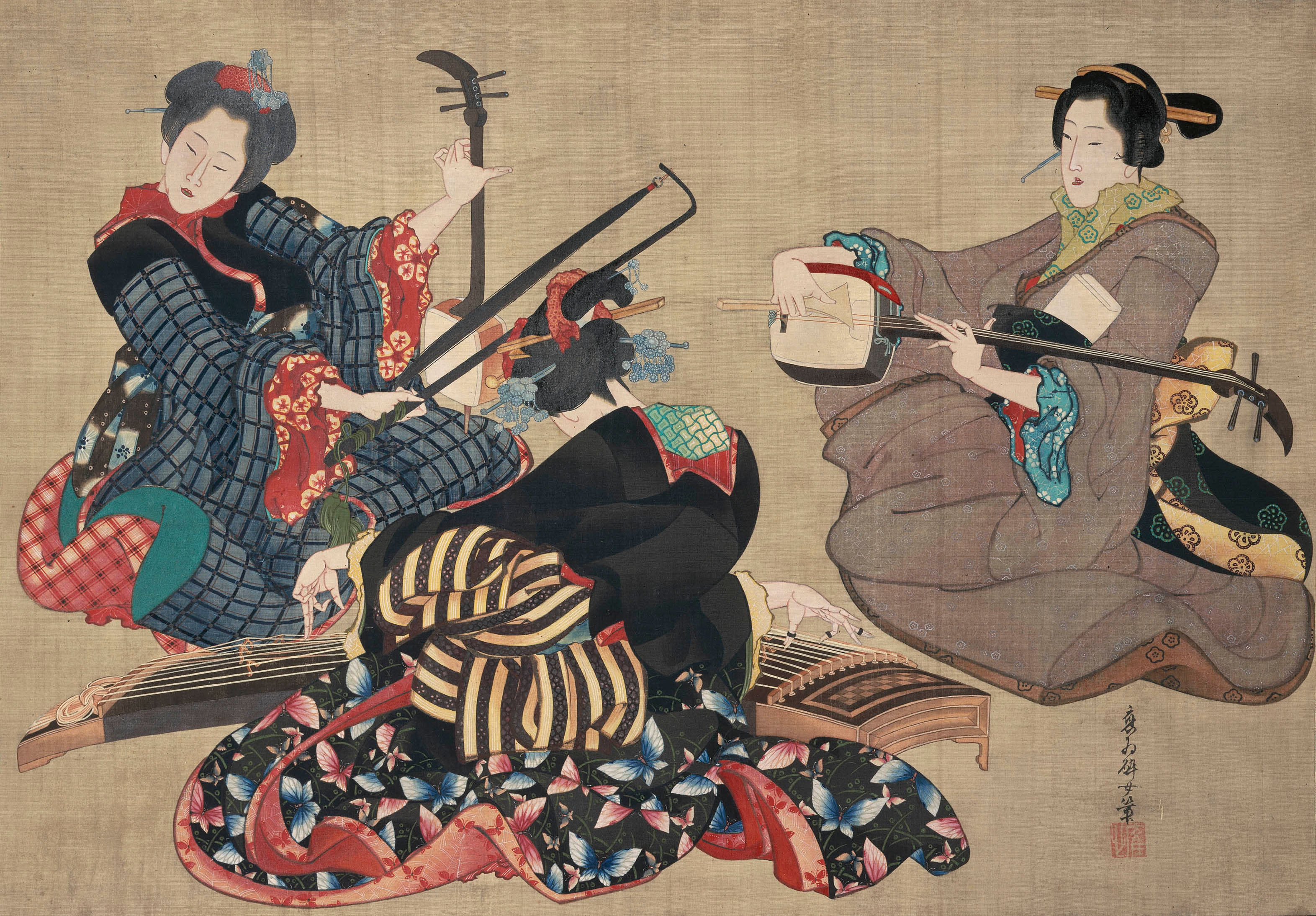
Ukiyo-e de Katsushika Ōi des années 1820-1830, scène de Sankyoku présentant trois musiciennes de shamisen, de koto, et de shakuhachi.
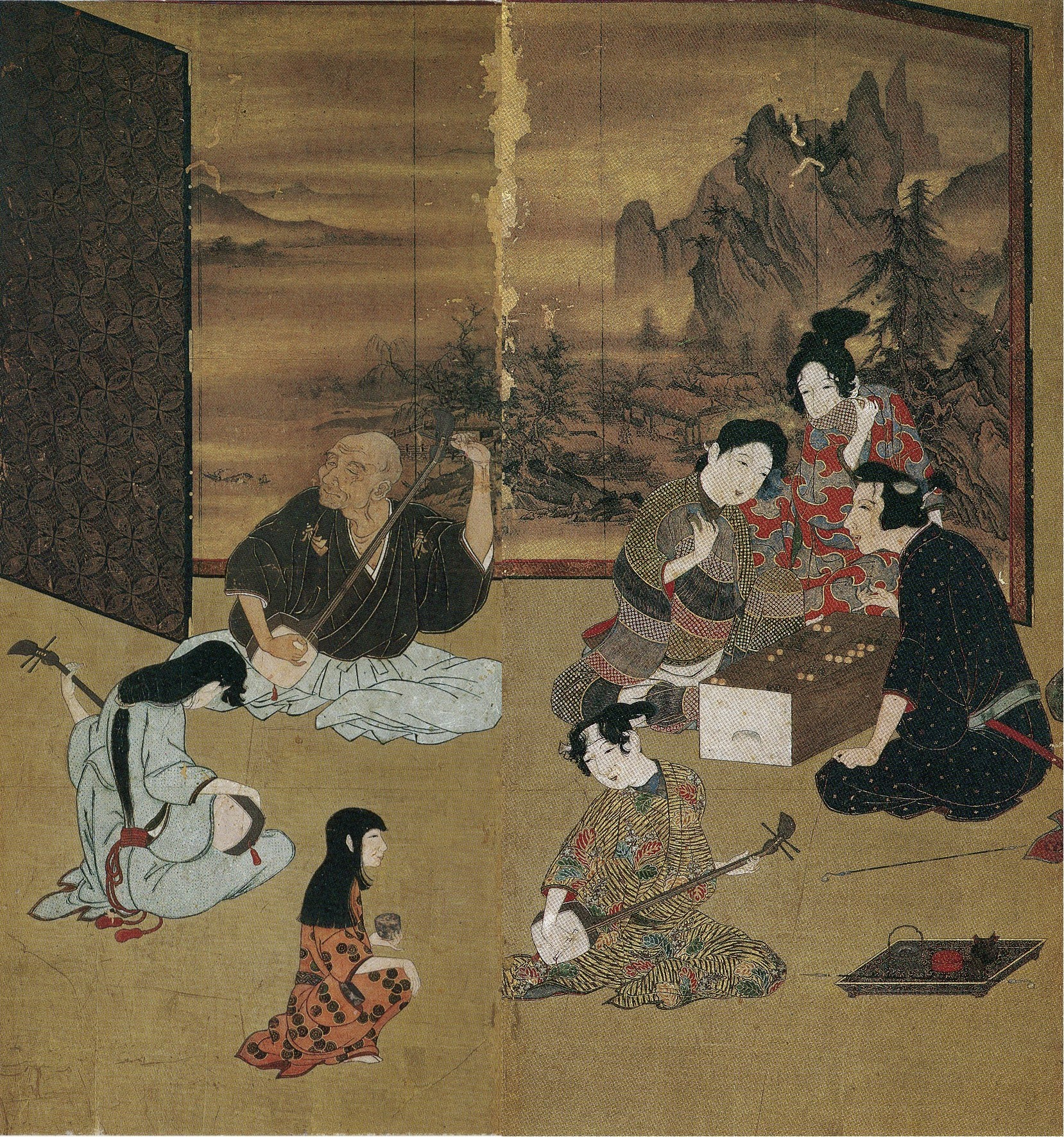
Tōdōza, guilde de musiciens aveugles active lors la période.
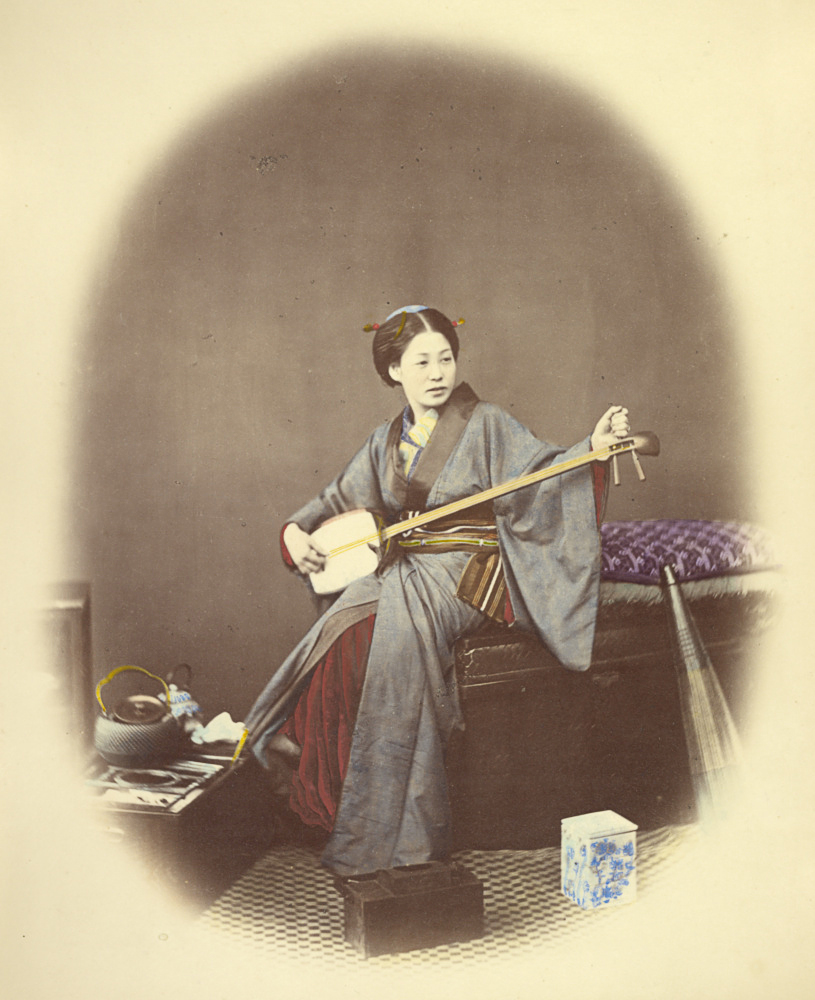
Photographie des années 1860 d'une joueuse de shamisen.

### Architecture
L'architecture des lieux liés au pouvoir est réglementée par une série de lois qui encadre et limite ce que les daimyō sont autorisés à construire en fonction de leurs rangs. L'architecture liée à la figure du shōgun est supérieure dans ses formes, mais sert souvent d'exemple qui est décliné avec moins de complexité par les seigneurs de rangs inférieurs. Ce phénomène est d'autant plus marqué à Edo, siège du pouvoir shogunal des Tokugawa, mais aussi sa vitrine politique où les différents daimyō ont obligation de résider une partie du temps. La plan de la nouvelle capitale suit ceux du Heian-kyō, ancienne capitale du pays, et obéit à des principes géomantiques. Le château d'Edo construit au début de la période, et détruit par le grand incendie en 1657, reprend les codes de l'architecture militaire de la période précédente, en les dépassant en taille. La Tour principale mesure environ 60 mètres, soit 30 % de plus que celle du château de Himeji, le plus grand jusqu'alors. Son donjon fait près du double du château d'Ōsaka, la précédente référence en termes de taille.
Les portails d'entrée, ou mon (門), déjà élément permettant d'afficher la puissance de son propriétaire, continuent d'être utilisés avec cette fonction sociale lors de l'époque d'Edo. La Kara-mon du Nikkō Tōshō-gū, mausolée de Tokugawa Ieyasu, est ainsi construite en 1616 dans le but d'afficher la puissance du fondateur de la dynastie. Les matériaux utilisés et la profusion de gravures et de statue véhiculent de manière très ostentatoire le poids politique de son commanditaire. La Kamiyashiki de Matsudaira Tadamasa, résidence de ce daimyō à  Edo, arbore à son entrée un portail opulent inspiré du même style, mais est détruite dans le grand incendie en 1657. Après 1657 une loi est passée pour imposer des styles moins ostentatoires lors de la reconstruction d'Edo, et d'autres lois sont passées lors de la période pour encadrer la construction des mon (門) qui forme l'entréent des résidences des daimyō à Edo. Peu ont survécu ; la Kuro-mon conservée au musée national de Tokyo était l'entrée de la résidence du Clan Ikeda, clan de rang important, et l'Aka-mon, présente à l'entrée du campus de Hongo de l'Université de Tokyo, est construite en 1827 et recouverte d'une laque rouge pour signifier le mariage de ce daimyō du clan Maeda avec l'une des filles du shōgun.

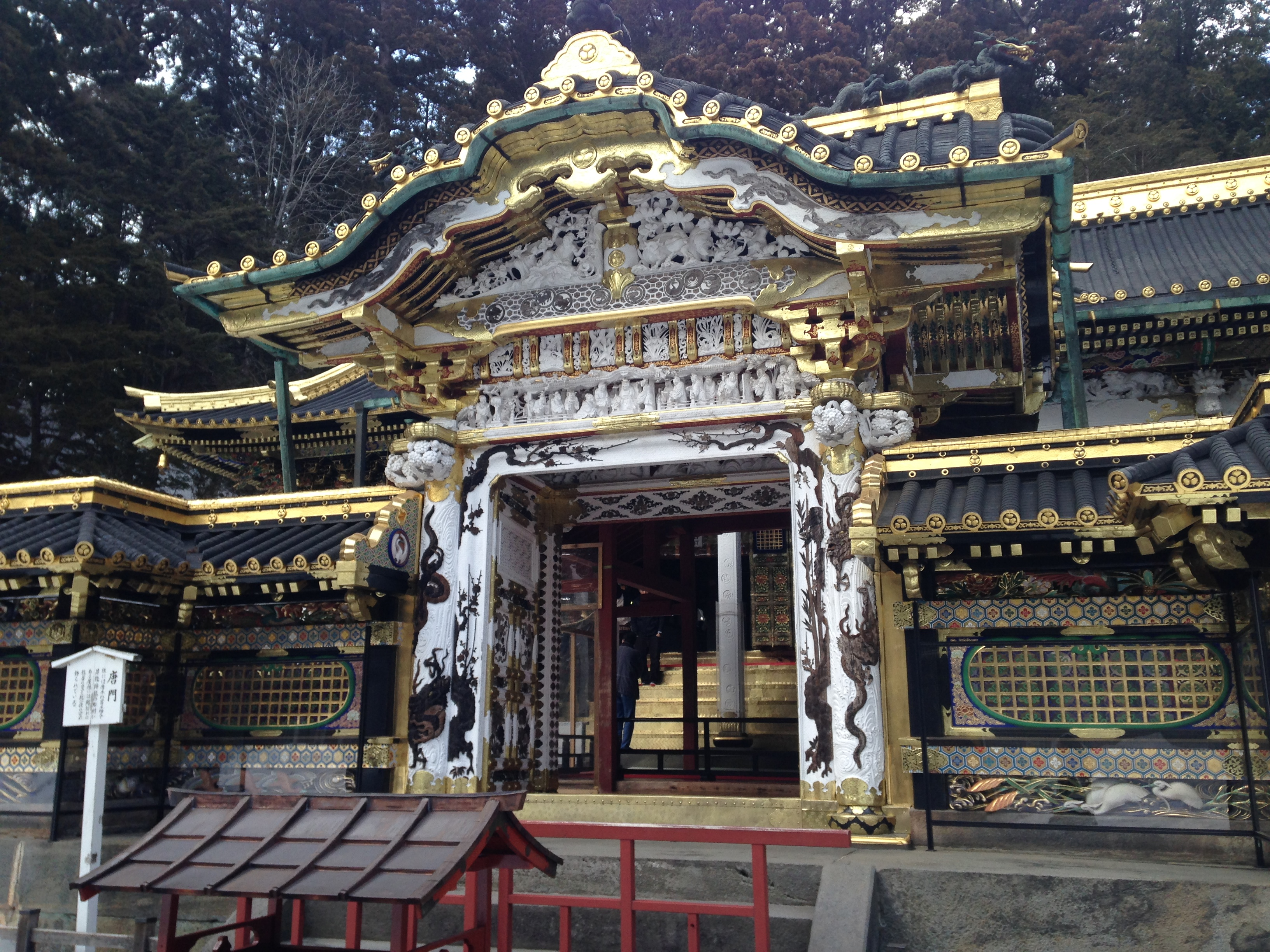
Kara-mon du Nikkō Tōshō-gū.
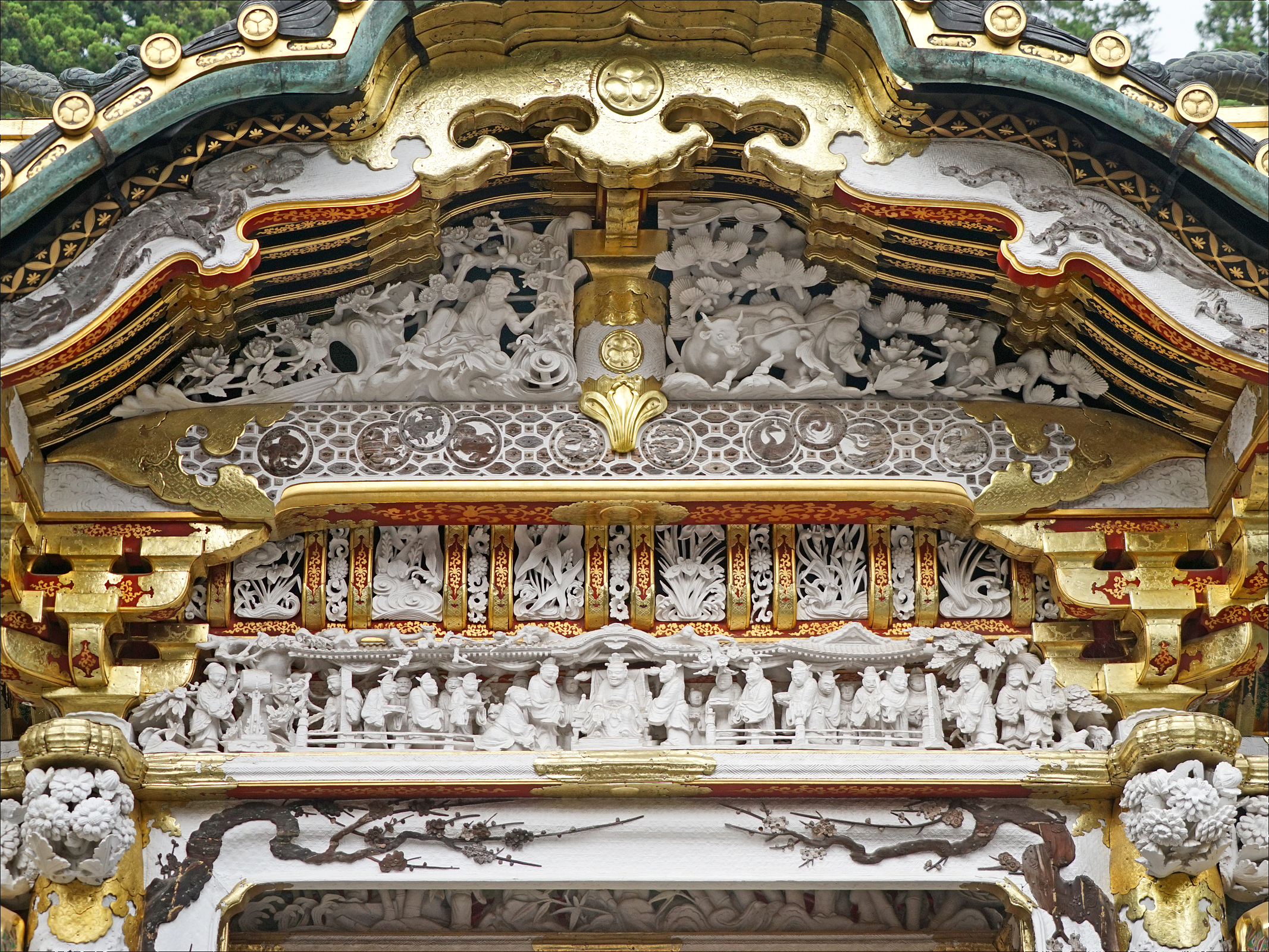
Détails de la Kara-mon du Nikkō Tōshō-gū.
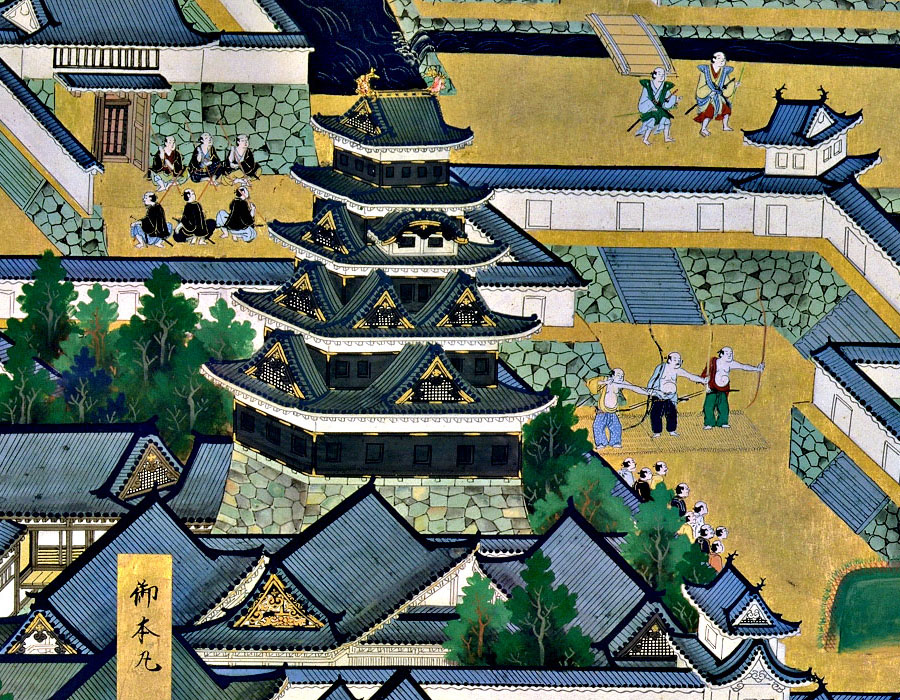
Tour principale du château d'Edo, haute d'une soixantaine de mètres, détruite en 1657.
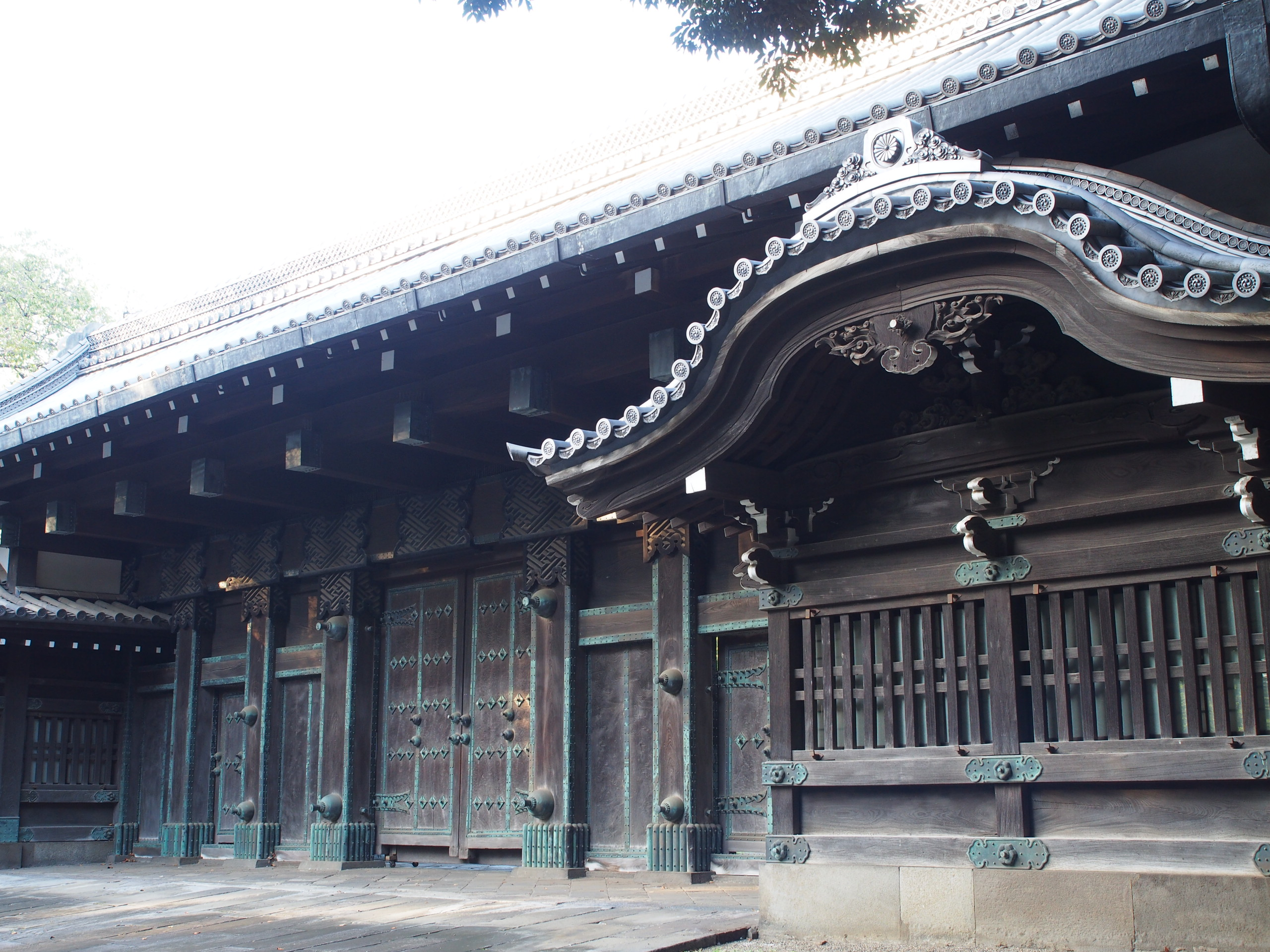
Kuro-mon conservée au musée national de Tokyo.
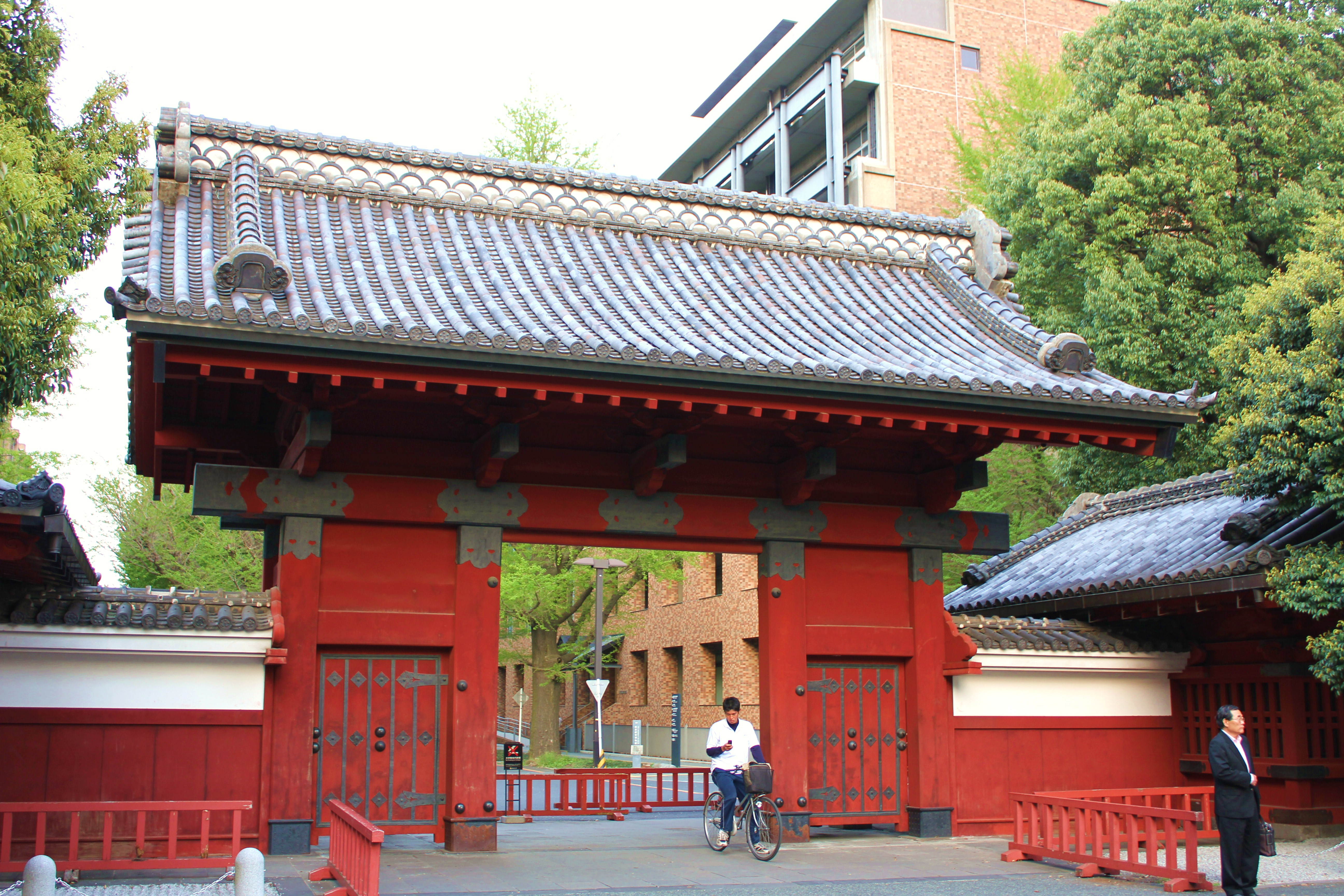
Aka-mon, présente à l'entrée du campus de Hongo de l'Université de Tokyo.

Quelques Sazaedō (ja) ou « temples-coquillage » sont aussi propres à cette époque. Ils permettent de reproduire des pèlerinages sous forme réduite en regroupant dans une même structure à plusieurs étages plusieurs stations que le pèlerin emprunte lors de sa visite

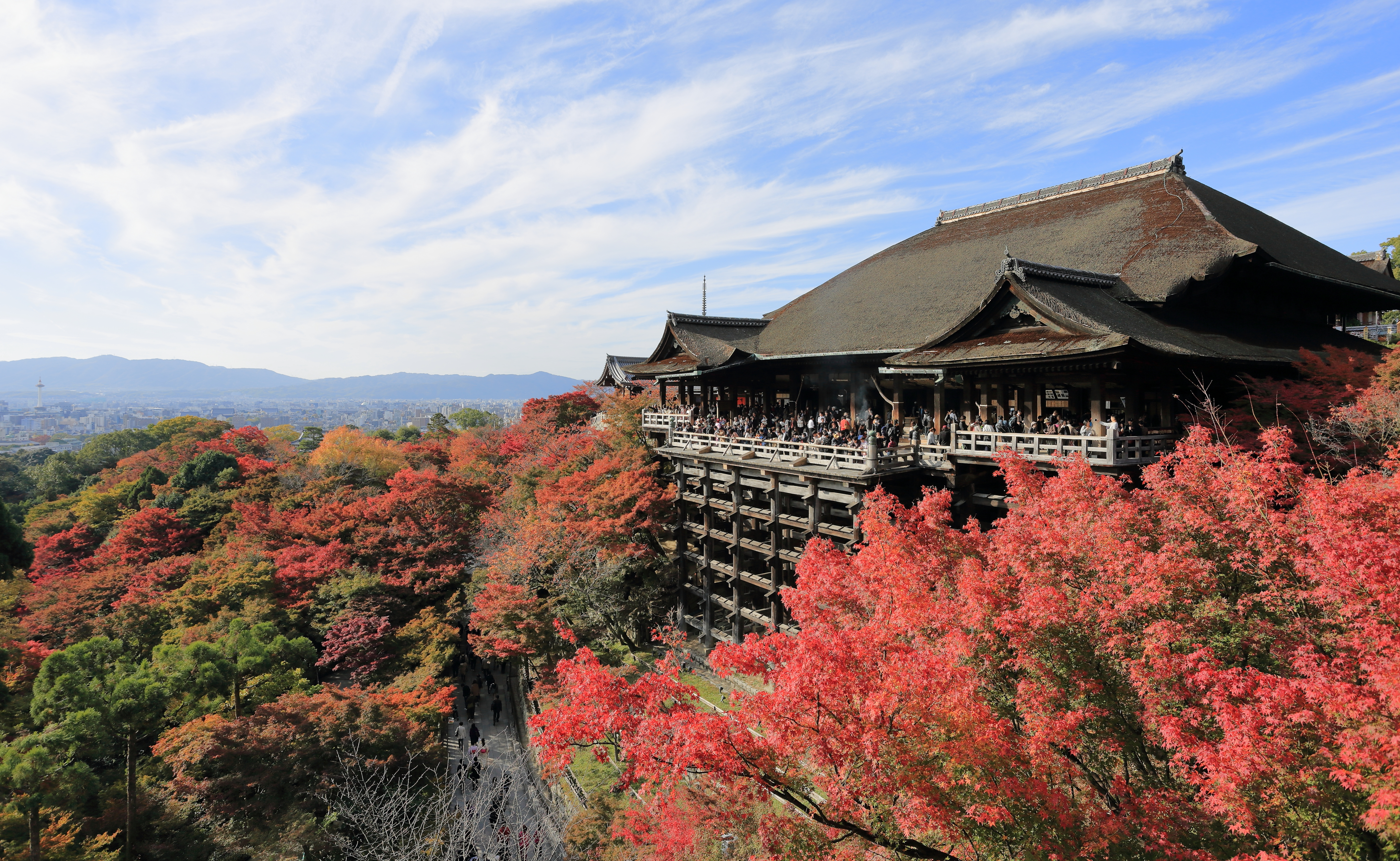
Bâtiment principal du  Kiyomizu-dera, construit à aprtir de 1633.
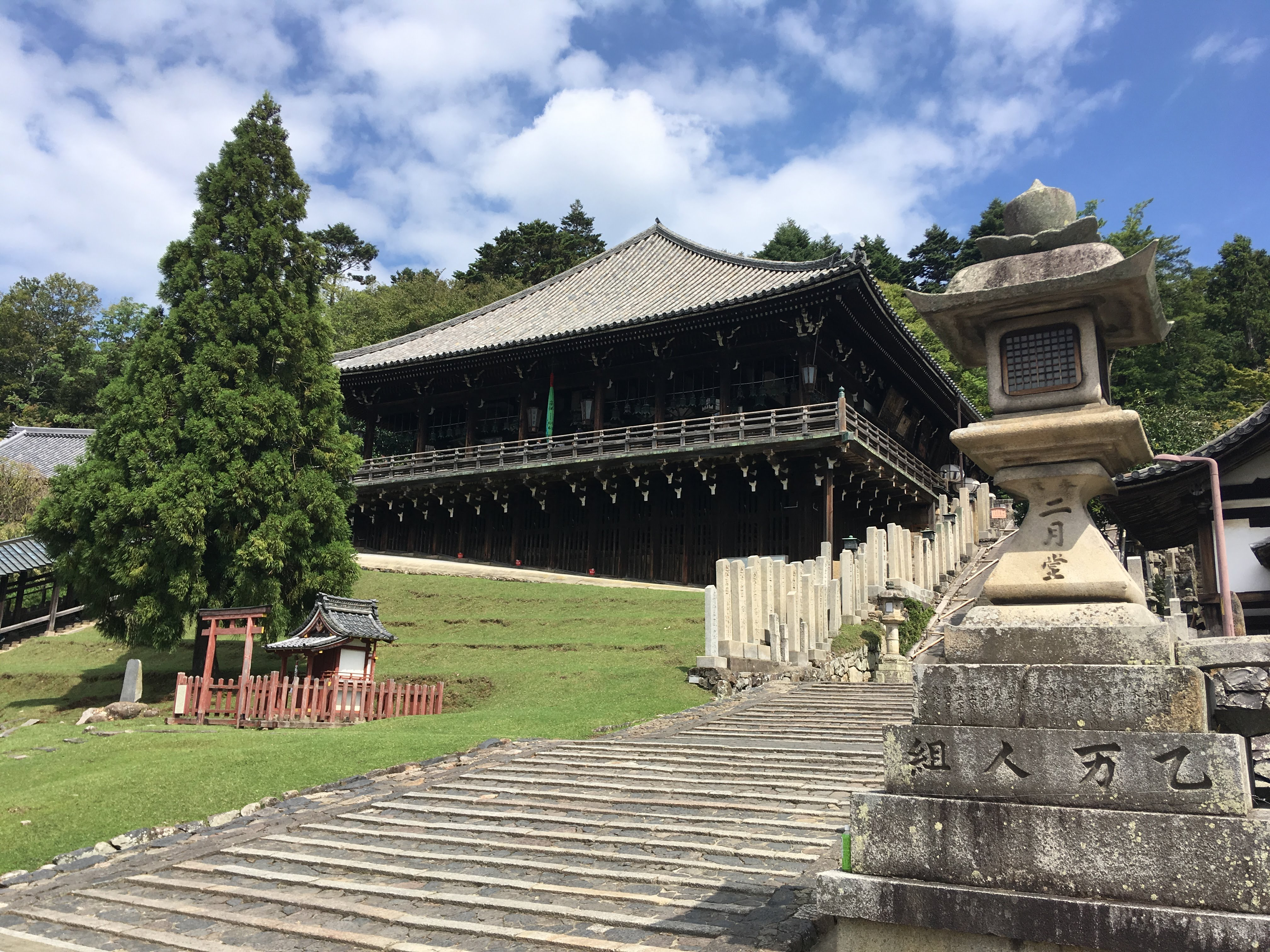
Nigatsu-dō, dont le bâtiment actuel est reconstruit en 1669.
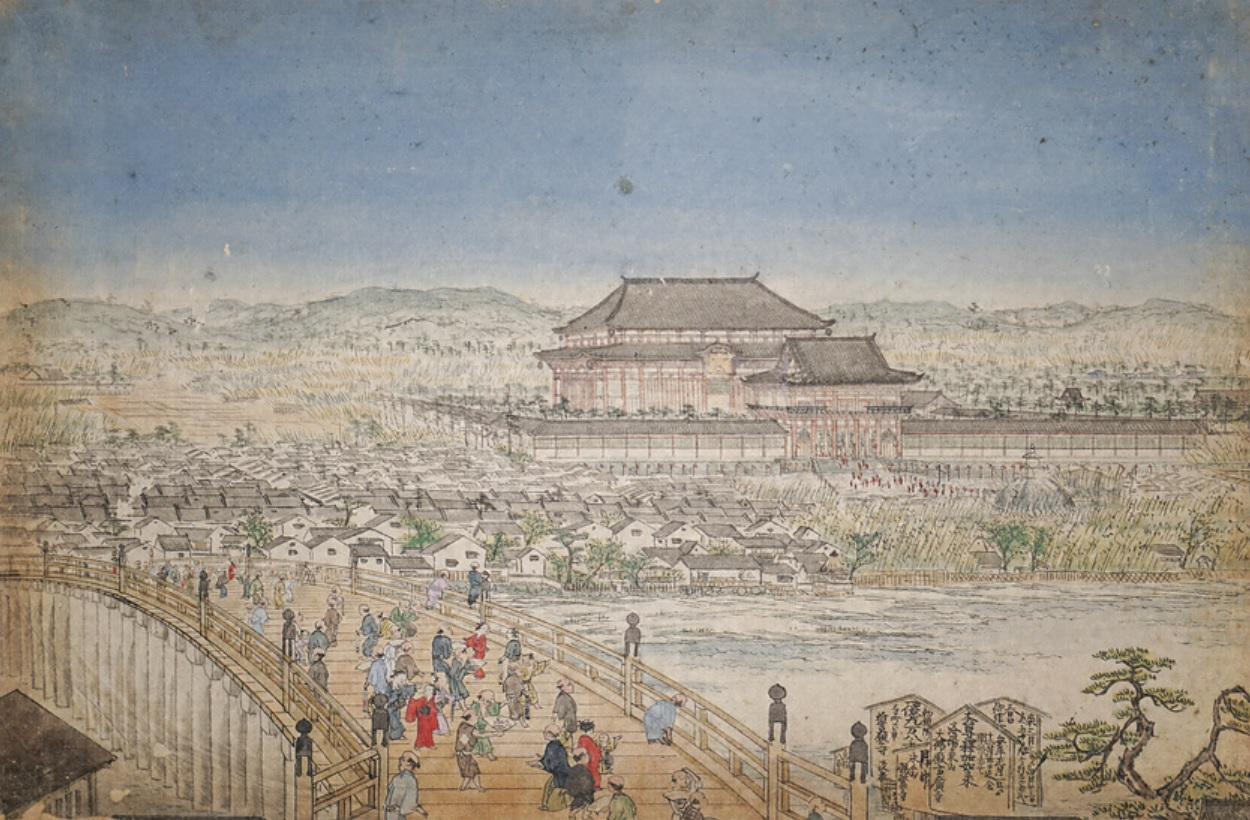
Bâtiment du Hōkō-ji abritant le Grand Boudddha de Kyōto, construit en 1612, détruit en 1798.
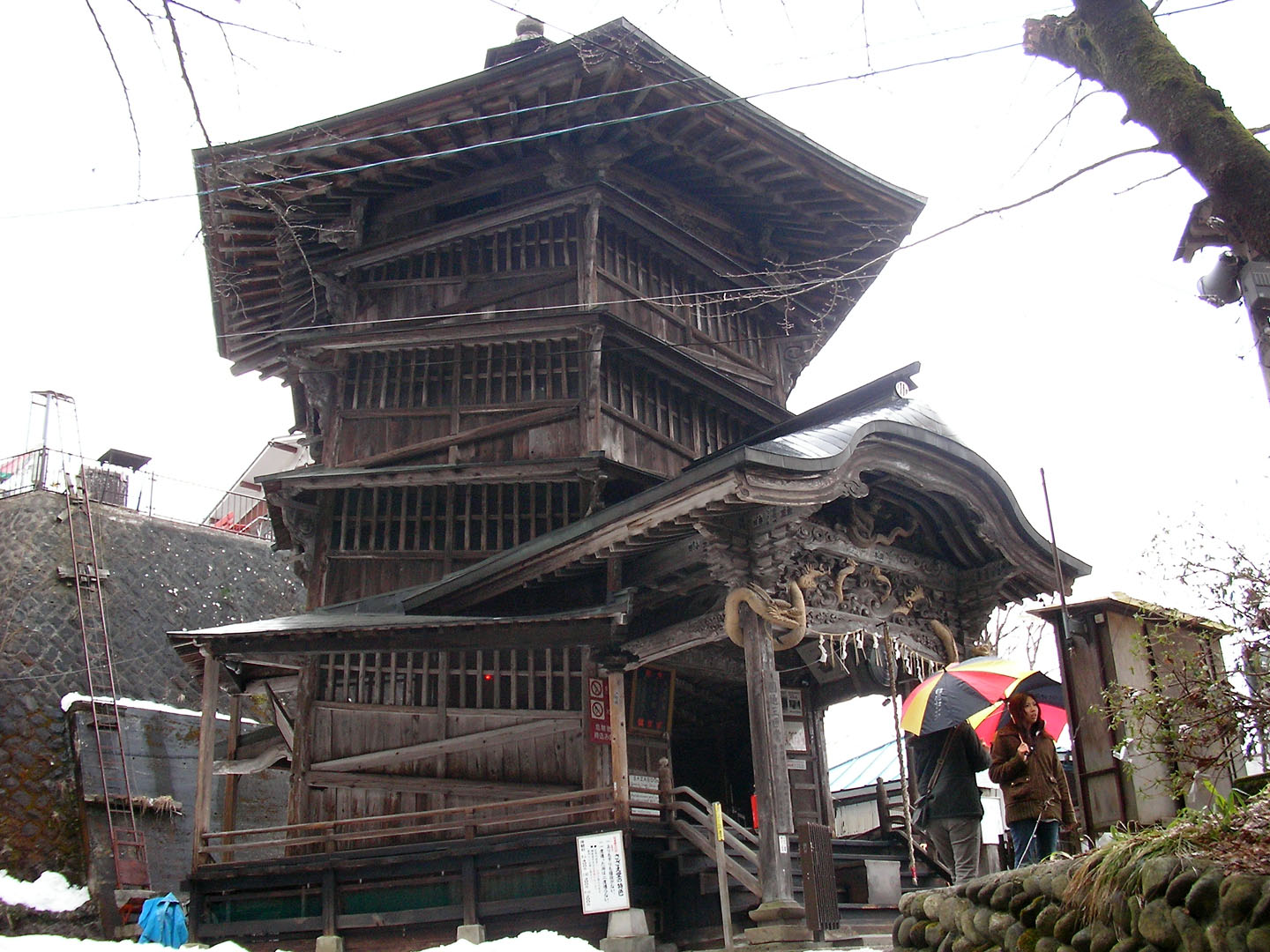
Sazaedō (ja) de Aizuwakamatsu, exemple de « temples-coquillage ».

## Sources